# América Latina
América Latina o Latinoamérica es un constructo político
 y un término ambiguo que alude a una región formada por el conjunto de países de América donde predominan las lenguas romances (lenguas derivadas del latín), sobre todo la española y la portuguesa y, en menor medida, la francesa. El término aparece en la segunda mitad del siglo XIX en oposición a la América Anglosajona.
Geográficamente incluye la mayor parte del continente americano, desde el archipiélago de Tierra del Fuego, en América del Sur, hasta el río Bravo en la frontera entre México y Estados Unidos, en América del Norte, abarcando las islas caribeñas e incluyendo la parte central del continente, con excepción de los países de la región donde no se hablan lenguas romances. De los tres idiomas que definen a América Latina, el español y el portugués son los predominantes, quedando el francés como idioma de solo un 3 % de la población de la región.
El gentilicio latinoamericano  aparece documentado en Francia desde junio de 1856, cuando fue acuñado por los intelectuales hispanoamericanos Francisco Bilbao y José María Torres Caicedo. El uso del término «latino» para referirse a la población originaria de América Latina, tiene su origen en la abreviación de «latinoamericano», usado por los estadounidenses durante el siglo XIX. No obstante el término latinos también deriva del gentilicio de Lacio y por herencia se refiere a los pueblos latinos que fueron romanizados y que conservaron las lenguas romances, pero cuyo uso se ha popularizado como abreviatura de la palabra «latinoamericano», aceptada por el Diccionario de la lengua española de la ASALE y la RAE.
Los países de América Latina fueron resultado del mestizaje de los pueblos originarios de América con los pobladores llegados de Europa y África. Tras las guerras de independencia en el siglo XIX, las corrientes migratorias de los siglos XIX y XX aportaron millones de inmigrantes españoles, portugueses e italianos que sumaron más elementos de la Europa latina (en especial en Argentina, Brasil, Uruguay y Venezuela). No obstante, hubo también un importante movimiento migratorio de individuos portadores de otras culturas europeas (germánica y eslava), asiáticas, africanas o incluso árabes.

## Concepto
El concepto de una América culturalmente «latina» por oposición a otra América «anglosajona» fue introducido por el político y economista francés Michel Chevalier en Cartas sobre América del Norte, un libro que publicó en 1836 tras viajar por los Estados Unidos, México y Cuba, aunque sin usar la expresión «América Latina». En este libro suscita la idea de que al igual que en Europa existía una diferencia cultural entre anglosajones al norte y latinos al sur. Bajo esta idea Francia se siente como la dueña y protectora de toda la latinidad.
No se sabe cuál fue el primer autor que combinó las palabras «América» y «Latina», según Ardao (Nuestra América Latina, 1986, p. 40), Caicedo afirma que «desde 1851 empezamos a dar a la América española el calificativo de latina» (Mis ideas y mis principios, 1875, p. 151). Aunque muchos le atribuyen el término al filósofo y político chileno Francisco Bilbao, por una conferencia que realizó en París el 22 de junio de 1856 titulado «Iniciativa de la América: Idea de un Congreso Federal de las Repúblicas» o «El Congreso Normal Americano», publicado posteriormente en el tomo I de sus Obras Completas editadas por su hermano, Manuel Bilbao, en Buenos Aires, 1866. En el texto propone la creación de una confederación de repúblicas de la región como alternativa para buscar un modelo de desarrollo que tenga en cuenta las características propias de su población y su geografía, además de poder hacer frente a proyectos imperialistas foráneos. Un año más tarde, el escritor colombiano José María Torres Caicedo también usó el término en el poema «Las dos Américas», publicado en la revista El Correo de Ultramar, de París, el 15 de febrero de 1857, donde afirma que los países de la región debían unirse en un frente común para preservar su territorio y de su modelo democrático.

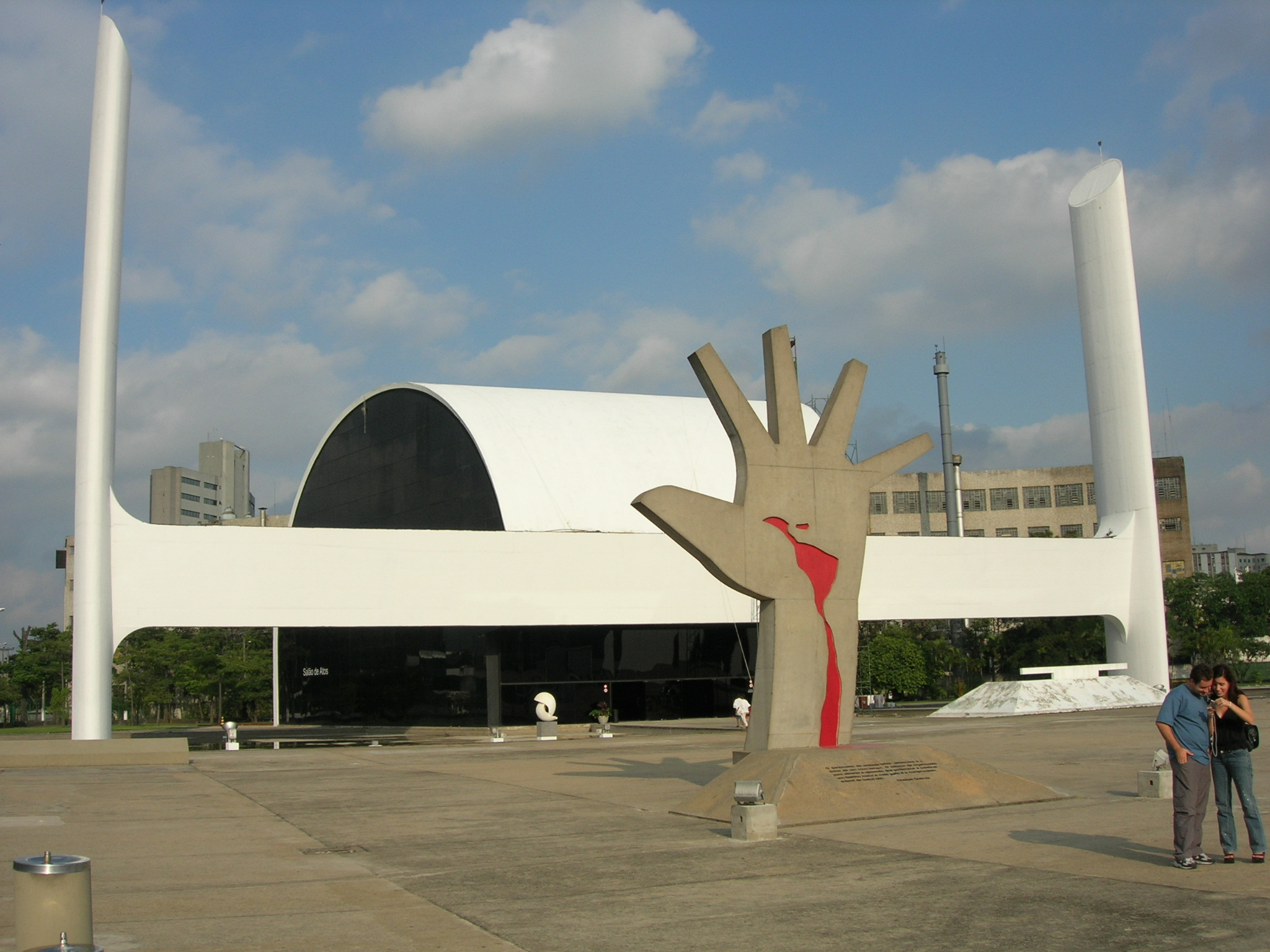
Memorial da América Latina, São Paulo. Nótese la representación que de América Latina hace el arquitecto brasileño Oscar Niemeyer: de México hacia el Sur incluyendo las Antillas.

Las dos Américas (frag.)
La raza de la América Latina,
al frente tiene la sajona raza,
enemiga mortal que ya amenaza
su libertad destruir y su pendón.
José María Torres Caicedo

En la década de 1860, el término fue usado por los franceses para reivindicar un mayor protagonismo en la región: el emperador Napoleón III impulsó una campaña para destacar el parentesco cultural de los países de herencia hispana y lusitana con Francia dado el común origen latino de sus culturas, pero también de las regiones con herencia francesa, como Quebec, la Acadia, la Luisiana y las islas del Caribe. De esta manera, el Segundo Imperio Francés pretendía ser un líder cultural y político en América. Este movimiento se evidenció en el plano político al instalar a su protegido Maximiliano como Emperador de México, devenido en una suerte de protectorado francés. Así, debido parcialmente al esfuerzo de Napoleón III, la expresión «América Latina» fue aceptada a partir de 1870 de manera casi universal.
Es importante destacar a los historiadores Arturo Ardao y Miguel Rojas Mix que fueron los primeros en abordar el término "América Latina" desde un punto de vista más allá que simplemente definir su significado y comprender su empleo, casi generalizado temas como: explorar el origen, desarrollo y adaptación del concepto de América Latina. Ellos afirmaron que desde su origen mismo la expresión «Latinoamérica» ha tenido connotaciones antiimperialistas y anticolonialistas,  por tanto se usó de manera opuesta a cualquier proyecto imperialista, especialmente para contrarrestar el expansionismo estadounidense bajo la idea del «Destino Manifiesto», pero también contra el imperialismo europeo, caracterizado como despótico. De hecho, el propio Bilbao, durante la invasión francesa de México, escribió «Emancipación del Espíritu en América», donde pedía a todos los países latinoamericanos que apoyaran la causa mexicana contra Francia, alegando que Francia era «hipócrita, porque ella se llama a sí misma protectora de la raza latina sólo para someterla a su régimen de explotación; traidora, porque habla de libertad y nacionalidad, cuando, incapaz de conquistar la libertad por sí misma, ¡esclaviza a los demás!».
Entre otros eventos históricos contemporáneos a los autores que tanto Bilbao como Torres Caicedo mencionan como argumento central de sus propuestas, el más evidente y recurrente en ambas obras es la intervención estadounidense en México, donde a raíz del Tratado de Guadalupe Hidalgo, este último país cedería más de la mitad de su territorio. Ambos autores también hablan del peligro de perder el istmo de Panamá. Torres Caicedo también hace mención expresa de la invasión de Nicaragua, donde el filibustero estadounidense William Walker trató de crear una colonia de habla inglesa y restaurar la esclavitud, abolida hacía ya tres décadas en ese país. Seis años después de «Iniciativa de la América», Bilbao continuaría además con su proyecto anticolonialista al escribir La América en peligro (1862), donde se opuso tajantemente a la invasión francesa de México. En ese sentido, Miguel Rojas Mix afirma que «Bilbao no solo antecede a otros pensadores en la utilización de la expresión América latina, también es precursor en la significación que este concepto va a adquirir más tarde en el lenguaje de las izquierdas latinoamericanas. En él, el concepto se acuña en un pensamiento anticolonialista, antiimperialista y de un proyecto de sociedad socialista».

### Etimología
El término latinoamericano deriva de las palabras (latino) persona natural del Lacio y (América). El término “América” fue utilizado por primera vez por Martin Waldseemüller en 1507 para denominar en su mapamundi lo que hoy se conoce como América del Sur, en reconocimiento a Américo Vespucio explorador del Nuevo Mundo. Este hecho fue descubierto por Alexander von Humboldt en 1836. Posteriormente, en 1538, Gerardus Mercator extendió el nombre a todo el continente en sus mapas.

### Definición
La expresión América Latina o Latinoamérica tiene varios usos y connotaciones divergentes:
- En su acepción más simple, «América Latina» suele referirse exclusivamente a los países de habla española y portuguesa del continente americano, incluyendo a Puerto Rico, aunque sea un Estado Libre Asociado de los Estados Unidos de América. Esta acepción sería sinónimo de Iberoamérica, pero suele considerarse incompleta al excluir territorios que sin ser específicamente de habla hispana o portuguesa, culturalmente pueden considerarse latinos.
- En su acepción más generalmente aceptada, englobaría también a los países de habla francesa, es decir, Haití, los territorios franceses de ultramar en América y la Isla Clipperton. Según la definición de la Real Academia Española, «América Latina» es el conjunto de los países americanos que fueron colonizados por naciones latinas, es decir, España, Portugal o Francia.[47] De acuerdo al Diccionario Panhispánico de Dudas, para referirse exclusivamente a los países de lengua española es más propio usar el término específico Hispanoamérica o, si se incluye Brasil, país de habla portuguesa, el término Iberoamérica.[1]
- Otra acepción menos aceptada englobaría también aquellos territorios de Norteamérica en los que las lenguas latinas tienen carácter oficial o predominante, esto es, los estados de California, Arizona, Nevada, Nuevo México, Texas y Florida en EE. UU., donde hay una presencia importante del español, y los territorios francófonos de Quebec, Nuevo Brunswick, Manitoba y Ontario en Canadá y Luisiana en EE. UU.
- Una variante de la anterior es la de incluir aquellos territorios que pueden considerarse como culturalmente latinos o con una presencia importante de la cultura latina, pero excluyendo los territorios que culturalmente serían más próximos a la cultura angloamericana. Así, se incluirían los anteriores territorios de Norteamérica con presencia importante del español, pero se excluirían los territorios francófonos de Norteamérica por ser culturalmente más próximos a la cultura angloamericana que a la latina, a pesar del idioma. En este caso, algunos incluyen a Belice y a las Islas Vírgenes de los Estados Unidos, ya que aunque tienen el inglés como lengua oficial, tienen una fuerte presencia del español y de la cultura latina.
- En ninguna acepción se incluye a los países de lengua no latina, salvo lo indicado para Belice y las Islas Vírgenes de los Estados Unidos. Estos países no incluidos son Surinam, Guyana y diversos países del Caribe de habla inglesa y neerlandesa. En la jerga internacional geopolítica es común usar el término compuesto América Latina y el Caribe para designar a todos los territorios del Hemisferio Occidental que se extienden al sur de los Estados Unidos, incluyendo a los países anteriores.[46]

### Controversia terminológica

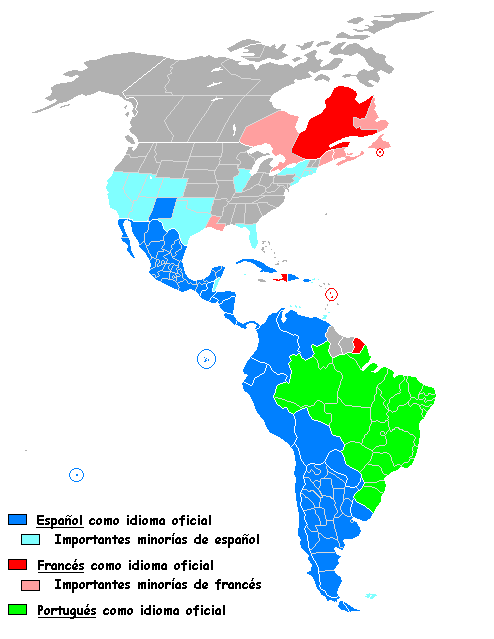
Lenguas romances en América.

Las expresiones Latinoamérica y América Latina, son términos que en la actualidad son comúnmente aceptados por la población de los países a los que se refiere, sin embargo, tienen sus detractores, en especial entre los grupos hispanistas, indigenistas y antirracistas.
Los primeros, hispanistas, por dar prioridad a la influencia española sobre la portuguesa o francesa. De hecho, incluso autores brasileños como Nélida Piñón dudan de que el nombre abarque a su país, por no ser hispano. El término latinoamericano también es criticado en cuanto a que, según muchos estudiosos, parece integrar de manera forzada a las colonias francesas que en poco se parecen histórica y culturalmente al resto de las regiones hispanoamericanas. El escritor mexicano Carlos Fuentes, por su parte, acuñó la variante "Indo-Afro-Ibero América" en su libro Valiente mundo nuevo (1990).
Los grupos indigenistas y antirracistas por considerar que se trata de un término eurocentrista impuesto por los colonizadores, ya que jamás podrían considerarse de origen latino ni los indígenas, ni los afroamericanos, decisivos cuantitativa y cualitativamente en la composición de la población. Incluso en muchos casos los indígenas no hablan idiomas europeos.
El uso mismo del nombre «América» ha sido históricamente controvertido. A principios del siglo XIX, el líder independentista Simón Bolívar quiso llamar a toda la región «Colombia», en honor a Cristóbal Colón. Según el parecer del Libertador, Colón tenía más mérito que Américo Vespucio para dar nombre al continente («América» se hizo popular en Europa por las cartas geográficas de Mercator, primeros planos de América que salían de España hacia el resto de Europa). Antiguamente, se utilizaba el término «Indias Occidentales» para nombrar al continente. El subcontinente sur también era llamado «América Meridional» o «América del Mediodía». En cuanto al subcontinente norte, la Nueva España era también conocida como la «América Septentrional», México se declaró independiente con ese nombre durante el Congreso de Anáhuac en 1813.
Respecto a las denominaciones latino o Latinoamérica, el filólogo e historiador español Ramón Menéndez Pidal, el 4 de enero de 1918, comentó, en una extensa carta dirigida al director del diario madrileño El Sol, que fue publicada por este mismo, entre otras cosas, lo siguiente:

Desde que hacia 1910 empezó a generalizarse, principalmente por Francia y los Estados Unidos, la denominación de América latina. La propiedad de tal nombre me parece muy dudosa. El adjetivo latino, aplicado a las naciones que heredaron la lengua del Lacio está perfectamente en su puesto; pero como en este sentido no envuelve ningún concepto de raza, sino sólo de idioma, me parece del todo desmesurado el extender su significado hasta aplicarlo a naciones que recibieron su lengua, no del Lacio, sino de la Península hispánica, de Castilla y de Portugal. Esas naciones americanas no heredaron la lengua latina, como la heredaron España, Francia e Italia de su colonización romana, sino que recibieron lenguas hispánicas, lengua castellana y portuguesa, y éstas, para adjetivarlas aludiendo a sus orígenes, se llaman comúnmente neolatinas y no latinas.
Ramón Menéndez Pidal

Una de las nuevas posturas teóricas sobre la «América Latina», que se vincula más a aspectos antropológicos y sociológicos que al lingüístico, y parte del concepto «horizonte cultural». Se entiende por este último al espacio geográfico y temporal en el que prevalecen pautas culturales comunes, las cuales pueden incluir la utilización de una lengua determinada. En este sentido, los partidarios de esta postura entienden que países del Caribe, Centro y Sudamérica como Jamaica, Surinam, Barbados o Belice son parte de América Latina, ya que las pautas culturales de la población de los mismos poseen similitudes con otros países iberoamericanos, diferenciándose de las prácticas de las naciones de América Anglosajona, a la que ven como otro horizonte cultural. Asimismo, las regiones francófonas de Canadá (pese a que el francés es una lengua latina) la incluirían en la América Anglosajona, por los mismos motivos anteriormente expuestos. Entre los partidarios de esta postura encontramos a reconocidos estudiosos, como Miguel Rojas Mix, Ricardo Méndez, Pedro Cunill Grau, John Cole, Rodolfo Bertoncello, Diego M. Ríos y Andrea Salleras.

### Unidad latinoamericana
Las naciones de la América Latina proceden de una matriz única, una historia común y de mestizaje, que uniformó su fisonomía étnica, y que permaneció formando una sola unidad política, la América española, hasta el desmembramiento de los nuevos estados-nación producto de las independencias.

El término «Latinoamérica» tiene un sentido de supranacionalidad respecto de los estados-nación surgidos de las independencias. Dicho sentido supranacional confluye en diferentes iniciativas comunes que tienden a la formación de organismos políticos que lo articulen, como la Comunidad Sudamericana de Naciones actualmente constituida en UNASUR/UNASUL y en pleno proceso de aprobación a nivel de tratado por los congresos respectivos. La Unidad Latinoamericana es un concepto político-cultural extendido por América Latina anterior a los tiempos de la independencia, y que debe ser distinguido claramente del panamericanismo. Partidos políticos, sectores sociales, intelectuales y artistas de las más diversas extracciones han expresado reiteradamente su adhesión a las más diversas formas de unidad latinoamericana, desde organizaciones supranacionales como la Asociación Latinoamericana de Integración (ALADI) hasta instancias de coordinación política como la Conferencia Permanente de Partidos Políticos de América Latina (COPPAL), culturales como la Unión de Universidades de América Latina y el Caribe (UDUAL) o sectoriales que adoptan la forma de uniones latinoamericanas.

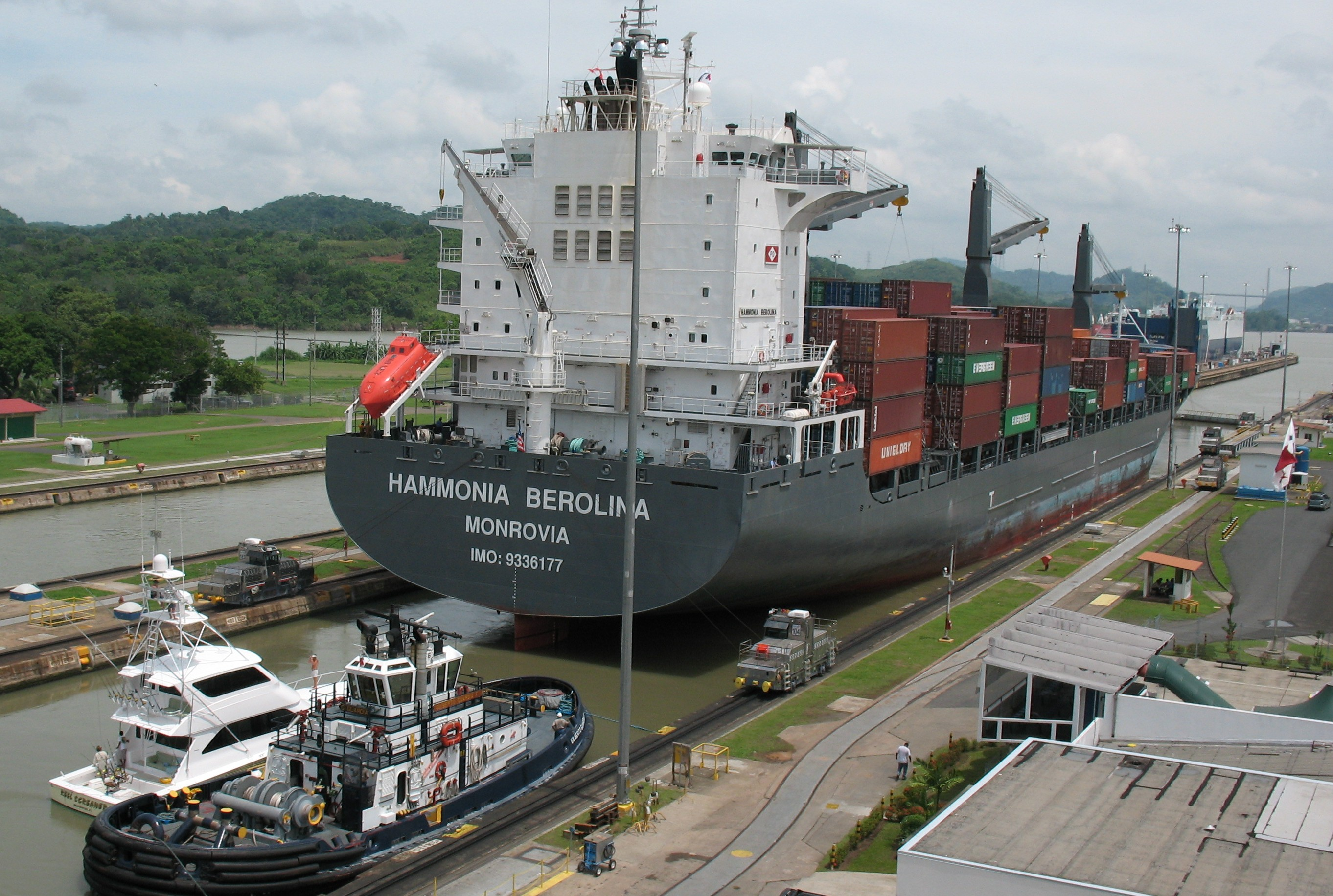
El Canal de Panamá y la carretera panamericana, constituyen las principales vías de comunicación e integración física de América Latina

Las similitudes históricas y culturales de los pueblos latinoamericanos han llevado a crear la idea de América Latina como una patria grande común. El plan de regularización de inmigrantes procedentes de países fronterizos iniciado por Argentina en 2006 lleva el nombre, precisamente, de Patria Grande.
Derivado de la idea genérica de unidad latinoamericana se han desarrollado proyectos e instancias políticas de integración de las naciones latinoamericanas. Estos proyectos han tomado cuerpo principalmente en la ALADI, pero también en diversos proyectos de integración física, logística y cultural y se han expresado en un cuerpo teórico particular acerca del proceso de integración. En el marco de la integración latinoamericana se han desarrollado también experiencias más o menos exitosas de integración subregional, como el Mercosur, la Comunidad Andina, o el Sistema de la Integración Centroamericana (SICA), que ha llevado a la teoría de la integración latinoamericana a sostener distintos modelos de interrelación entre los procesos de integración subregional, latinoamericano y continental. En Norteamérica, México es el único miembro latinoamericano del T-MEC y es observador en las 3 principales agrupaciones latinoamericanas de Centro y Sudamérica.

## Territorio
En todos los casos, agrupa los países cuya lengua oficial es el español o el portugués (Argentina, Bolivia, Brasil, Chile, Colombia, Costa Rica, Cuba, Ecuador, El Salvador, Guatemala, Honduras, México, Nicaragua, Panamá, Paraguay, Perú, Puerto Rico, República Dominicana, Uruguay y Venezuela). Actualmente la delimitación es imprecisa y algunos incluyen a países francófonos como Haití pero también se debate la inclusión de Belice (país de habla inglesa, pero con una fuerte presencia del idioma y cultura hispanas), las regiones francófonas de Canadá, los estados y posesiones hispanohablantes de Estados Unidos, en especial Puerto Rico e Islas Vírgenes de los Estados Unidos y los territorios franceses en América y Caribe (Guadalupe, Guayana Francesa, Martinica, San Bartolomé y San Martín). Políticamente la región está organizada, junto a los países caribeños no latinos, en organizaciones como la Comunidad de Estados Latinoamericanos y Caribeños (Celac) y la Comisión Económica para América Latina y el Caribe (Cepal). Gran cantidad de organizaciones (políticas, sindicales, empresariales, religiosas, estudiantiles, profesionales, científicas, juveniles, artísticas, etc.) están organizadas con base en la región latinoamericana, muchas veces en conjunto con los países caribeños, centroamericanos y sudamericanos no latinos.
La región comprende más de veinte millones de kilómetros cuadrados de superficie y con una población estimada de 667 millones de habitantes, que corresponden aproximadamente al 13,5 % de la superficie emergida del planeta. Por su extensión, América Latina presenta una gran diversidad geográfica y biológica. En ella se encuentran prácticamente todos los climas del mundo y es el hogar de numerosas especies animales y vegetales. Cuenta también con algunos de los mayores ríos del mundo e importantes recursos alimenticios, energéticos y minerales, entre los que destacan sus yacimientos de petróleo, cobre, litio y plata.[cita requerida]

### Países soberanos
Países:
- Argentina
- Bolivia
- Brasil
- Chile
- Colombia
- Costa Rica
- Cuba
- Ecuador
- El Salvador
- Guatemala
- Haití
- Honduras
- México
- Nicaragua
- Panamá
- Paraguay
- Perú
- República Dominicana
- Uruguay
- Venezuela

Se mencionan además los territorios que harían parte de América Latina según la connotación literal del término (territorios donde se hablan lenguas romances): las provincias de Quebec y Nuevo Brunswick en Canadá; los estados de Luisiana, Florida, California, Texas, Arizona y Nuevo México en Estados Unidos más Puerto Rico una de las dependencias estadounidenses; y los territorios franceses de Guyana Francesa, Clipperton, Guadalupe, Martinica, San Bartolomé, San Martín y San Pedro y Miquelón.

### Territorios dependientes
Dependencias:
- Guayana Francesa
- Puerto Rico
- Guadalupe
- San Bartolomé
- San Martín
- Martinica
- Quebec[58]
- San Pedro y Miquelón

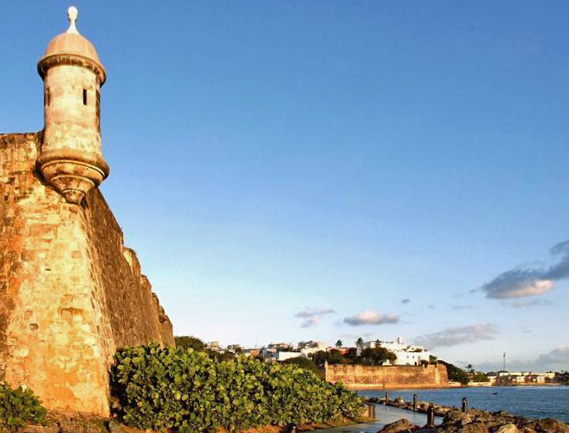
Castillo del Morro en San Juan de Puerto Rico.

Cabe destacar que ciertas regiones latinoamericanas dependen de ciertos países.
Uno de ellos es Puerto Rico desde 1898, que tras una guerra entre España y Estados Unidos pasó a depender de este país norteamericano. Pues este país no logró encontrar su independencia, como lo habían logrado Cuba y Filipinas, que también pertenecieron a la soberanía española y que pasó también al dominio de los Estados Unidos. Puerto Rico es una isla hispanohablante. Jurídicamente es bilingüe, en el sentido de que tanto el español como el inglés son idiomas oficiales, siendo el español el idioma vernáculo hablado por la totalidad de la población. El inglés se enseña como segunda lengua, aunque menos de un 5 % de la población es totalmente bilingüe.
El 23 de julio de 1965, los puertorriqueños acudieron a las urnas a votar por las opciones presentadas por los movimientos estadolibristas, estadistas e independentistas, solo el 0.6 % de los votos fue para los independentistas. La reafirmación del Estado Libre Asociado establecido por común acuerdo bajo los términos de la Ley 600 de 1950 y la Resolución Conjunta 447 de 1952 del Congreso de Estados Unidos como comunidad autónoma permanentemente asociada a Estados Unidos de América gana por un 60.4 % de los votos. Mientras que un 39 % vota para solicitar del Congreso de Estados Unidos de América la admisión de Puerto Rico en la unión americana como estado federado.
Sin embargo, el Partido Independentista Puertorriqueño promueve la independencia completa de la isla. Aunque en cuanto la independencia entró en agenda de la ONU y se concluyó que solo dependerá de los ciudadanos la independencia de la isla o no del país.
La Guayana Francesa, Guadalupe y Martinica no son colonias de Francia, sino que forman parte de Francia, como departamentos de ultramar (DOM, Départements d'outremer). En cambio, las áreas insulares de Saint-Pierre y Miquelon, San Bartolomé y San Martín, son colectividades de ultramar (Collectivités d'outremer) de Francia.
En el caso de la Guayana Francesa, algunos intelectuales miembros de la Unasur, conocidos como la emancipación socialismo del siglo XXI han tenido algunas ideas aspiracionistas para que este territorio pueda lograr su total y completa independencia. Según el pensamiento es completar una América del Sur, sobre una plena soberanía propia de este departamento ultramarítimo algo similar como ocurre en Nueva Caledonia en Oceanía.

## Historia
La idea de «América Latina» apareció en el siglo XIX y presupone que la región debe definirse a partir de categorías europeas, en particular «lo latino». Por lo tanto, en rigor, no puede haber una historia de América Latina anterior al 12 de octubre de 1492. Adicionalmente y debido a la naturaleza étnico-geográfica de la noción, tanto las culturas indígenas como afroamericanas no están incluidas en el concepto. Finalmente, desde 1492 hasta el presente, la presencia latina en el continente ha ido cambiando geográficamente y continúa cambiando, de modo tal que territorios que hace unos siglos pertenecían a América Latina, hoy ya no pertenecen y viceversa.

### Antes delsigloXVI: período precolombino

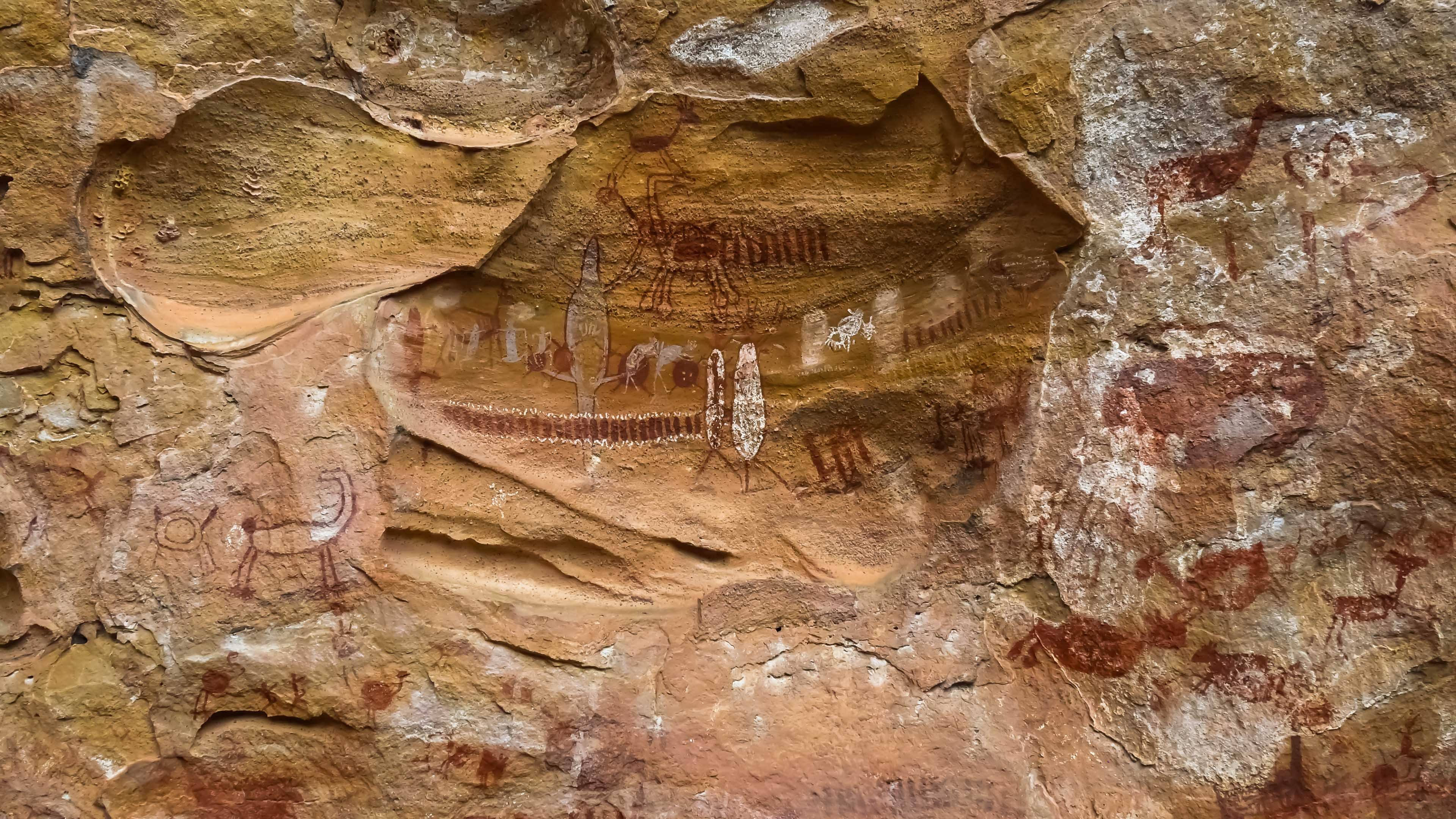
Pedra Furada, en Brasil, yacimiento arqueológico de entre 12.000 a 32.000 años de antigüedad.
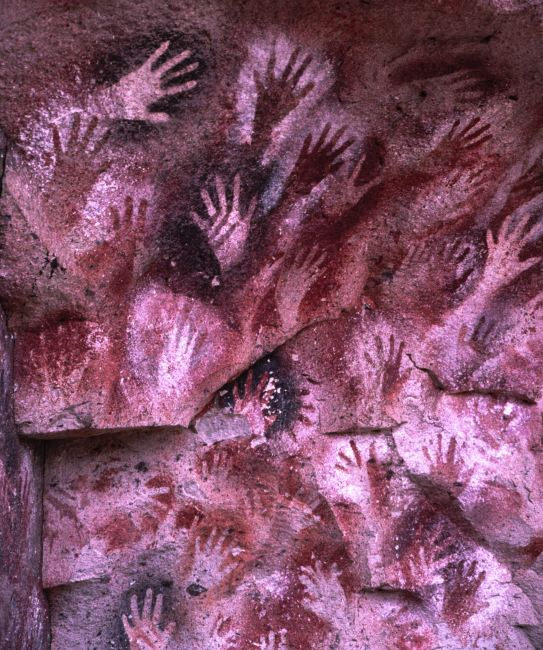
Pintura rupestre en Cueva de las Manos, Argentina, fechadas en el 7350 a. C.
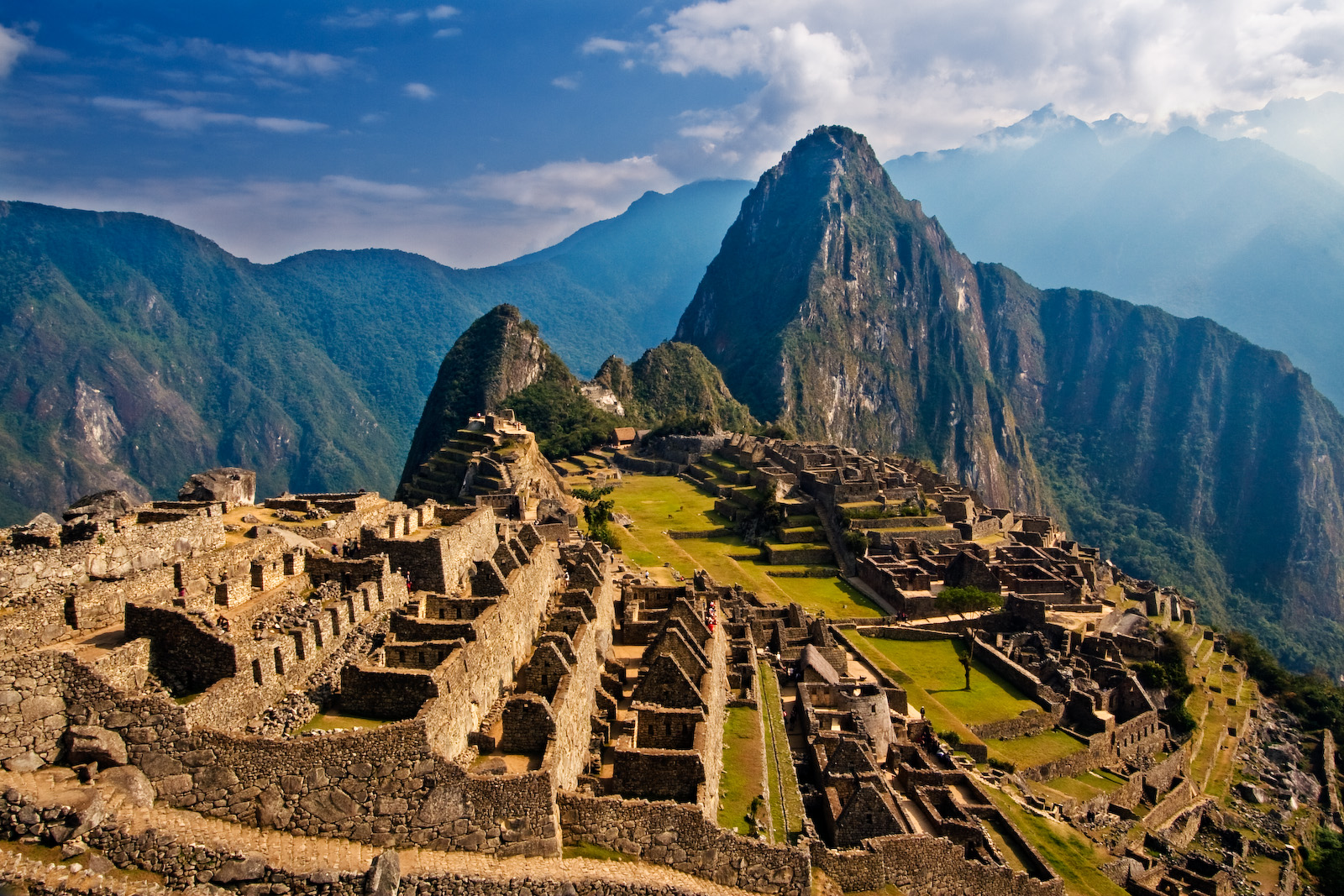
Machu Picchu, en Perú, ícono de la arquitectura del imperio incaico.
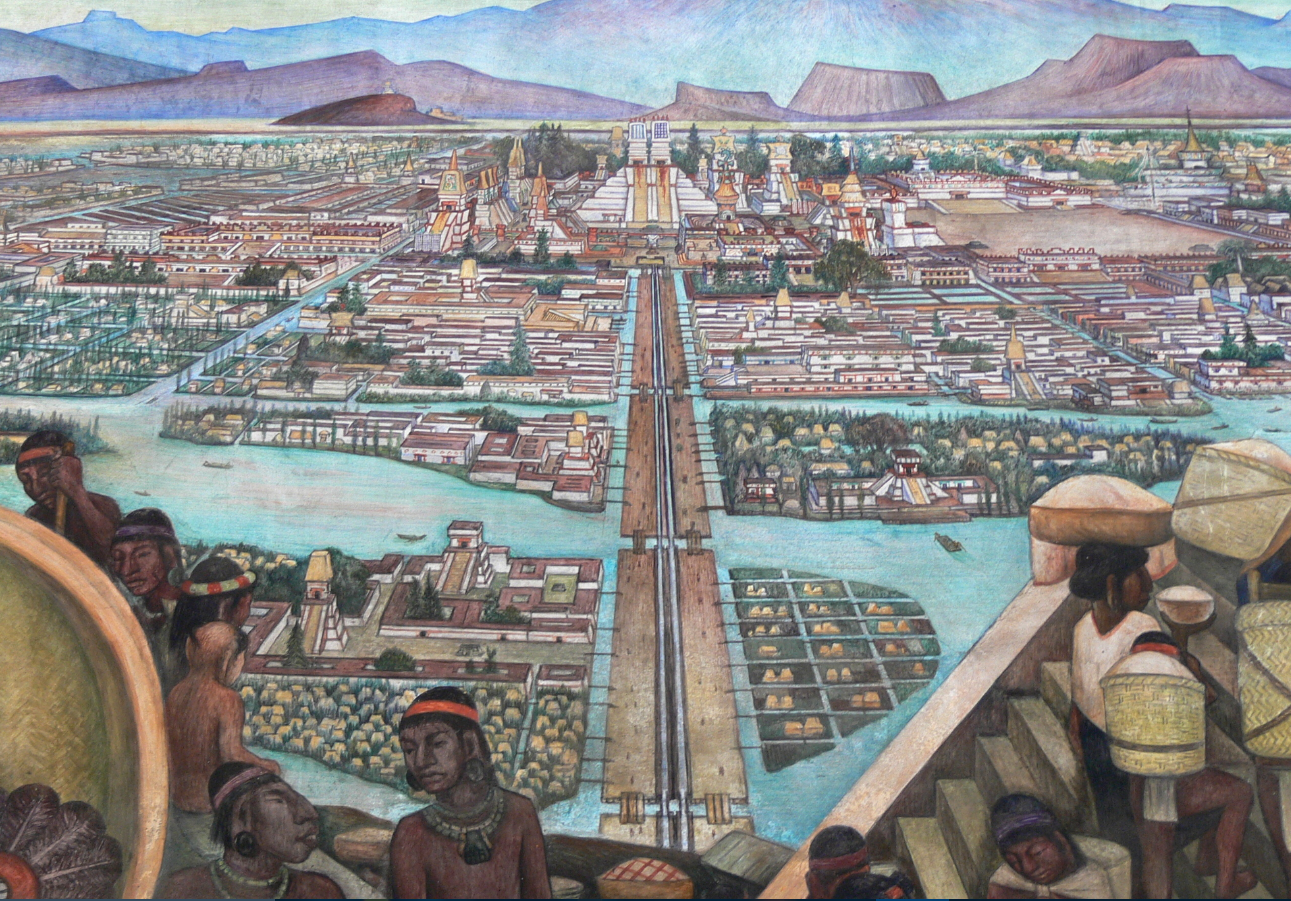
Tenochtitlán, capital del imperio azteca.
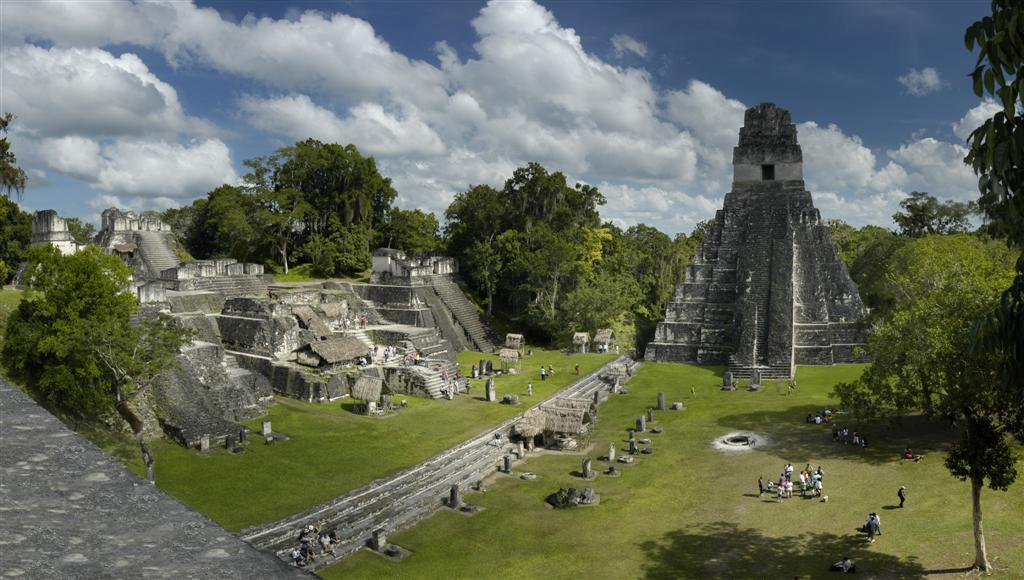
Tikal uno de los asentamientos más grandes de la civilización maya, ubicada en Petén, Guatemala.

En la América precolombina se desarrollaron cientos de culturas y decenas de civilizaciones a lo largo de todo el continente. Las consideradas altas culturas precolombinas surgieron en Mesoamérica y los Andes. De norte a sur podemos nombrar las culturas Mexica, Tolteca, Teotihuacana, Zapoteca, Olmeca, Maya, Muisca, Cañaris, Moche, Nazca, Chimú, Inca, Tiahuanaco entre otras. Todas ellas elaboraron complejos sistemas de organización política y social. Además son notables sus tradiciones artísticas y sus religiones politeístas.
En el resto del continente el desarrollo cultural no fue menos importante, desarrollándose avanzados sistemas de gestión ambiental como en el Amazonas, en Beni e incluso en una de las primeras sociedades democráticas constitucionales como Haudenosaunee.
En los asentamientos humanos no alcanzaron un nivel cultural tan elevado como en las civilizaciones antes señaladas, en parte por su menor densidad de población y, sobre todo, por sus actividades seminómadas (caza de varios animales, etc.). Podemos citar entre los grupos étnicos preponderantes de Norteamérica a los yaquis, seris, apaches, mohicanos, navajos, cheyennes, iroqueses, esquimales, siuxs, chichimecas, etc.
Las civilizaciones americanas descubrieron e inventaron elementos culturales muy avanzados en ese continente, como calendarios, selección selectiva de granos de maíz que salió de Teocintle, que culminó en mazorcas más grandes, sistemas de construcción antisísmicos, así como dominio en el trabajo de la piedra, sistemas de gestión ambiental de amplias zonas geográficas, sistemas de riego, nuevos sistemas de escritura, nuevos sistemas políticos y sociales, metalurgia y producción textil.
Otro de los elementos comunes de las culturas precolombinas que alcanzó un alto grado de desarrollo fue la edificación de templos y monumentos religiosos, siendo claros ejemplos las zonas arqueológicas de Teotihuacán, Templo Mayor, Tajín, Palenque, Tulum, Tikal, Chichén-Itzá, Monte Albán, en Mesoamérica y Caral, Chavín, Moche, Pachacámac, Cuzco, Machu Picchu y Nazca, en los Andes Centrales.
Los chavines representaron a sus dioses en grandes monolitos. Los más conocidos son el lanzón monolítico, la Estela Raimondi, la Estela de Yauya y el Obelisco Tello. Cada uno de ellos es un wanka, que en quechua significa piedra de poder y tienen un carácter eminentemente sagrado.
La edad de oro de los mayas comenzó alrededor del año 250, con las últimas dos grandes civilizaciones, las de los mexicas y los incas, emergiendo en la prominencia posteriormente a principios del siglo XIV y mediados del siglo XV, respectivamente. Hacia el final de periodo precolombino los mexicas sometían a numerosos pueblos, por ejemplo a los totonacas, a una brutal tiranía secuestrando a jóvenes para sacrificarlos o esclavizarlos, exigiéndoles altos tributos y en ocasiones abusando de las mujeres. Ello propició que muchos se unieran a los españoles a su llegada para sacudirse el yugo mexica.
Numerosos pueblos precolombinos practicaban sacrificios humanos, la tortura ritual e incluso canibalismo, como entre los olmecas, teotihuacanos, mayas, toltecas, totonacas, aztecas, mochicas, amaras, incas y otros; por ejemplo se muestra en el arte, como las cerámicas pintadas mayas que representan la extracción de corazones de niños. Con la llegada de los españoles en los siglos XV y XVI quedaron prohibidos aunque siguieron practicándose clandestinamente durante un tiempo en zonas remotas.

### SiglosXVI–XVIII: Período colonial

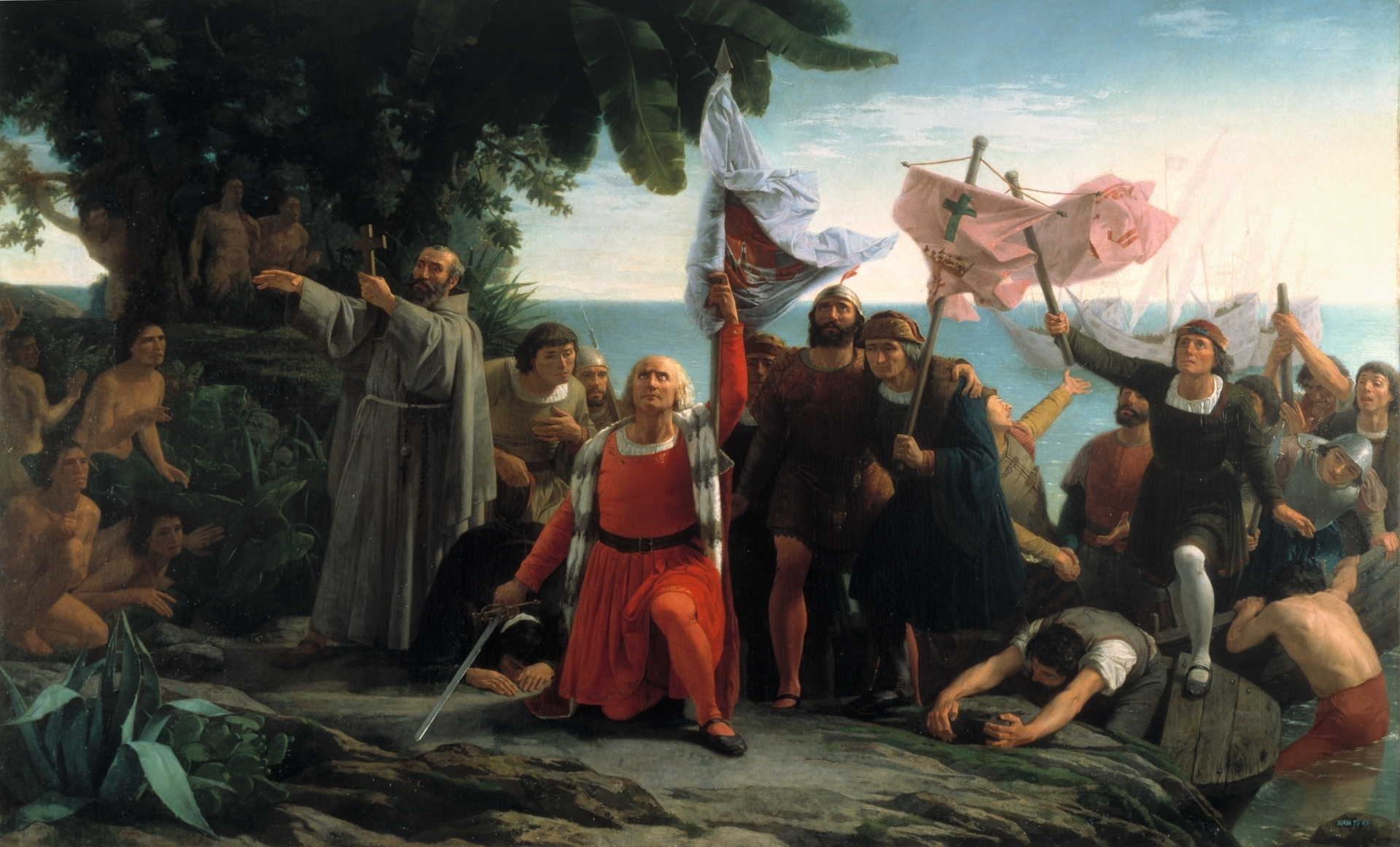
Primer desembarco de Cristóbal Colón en América, en 1492.
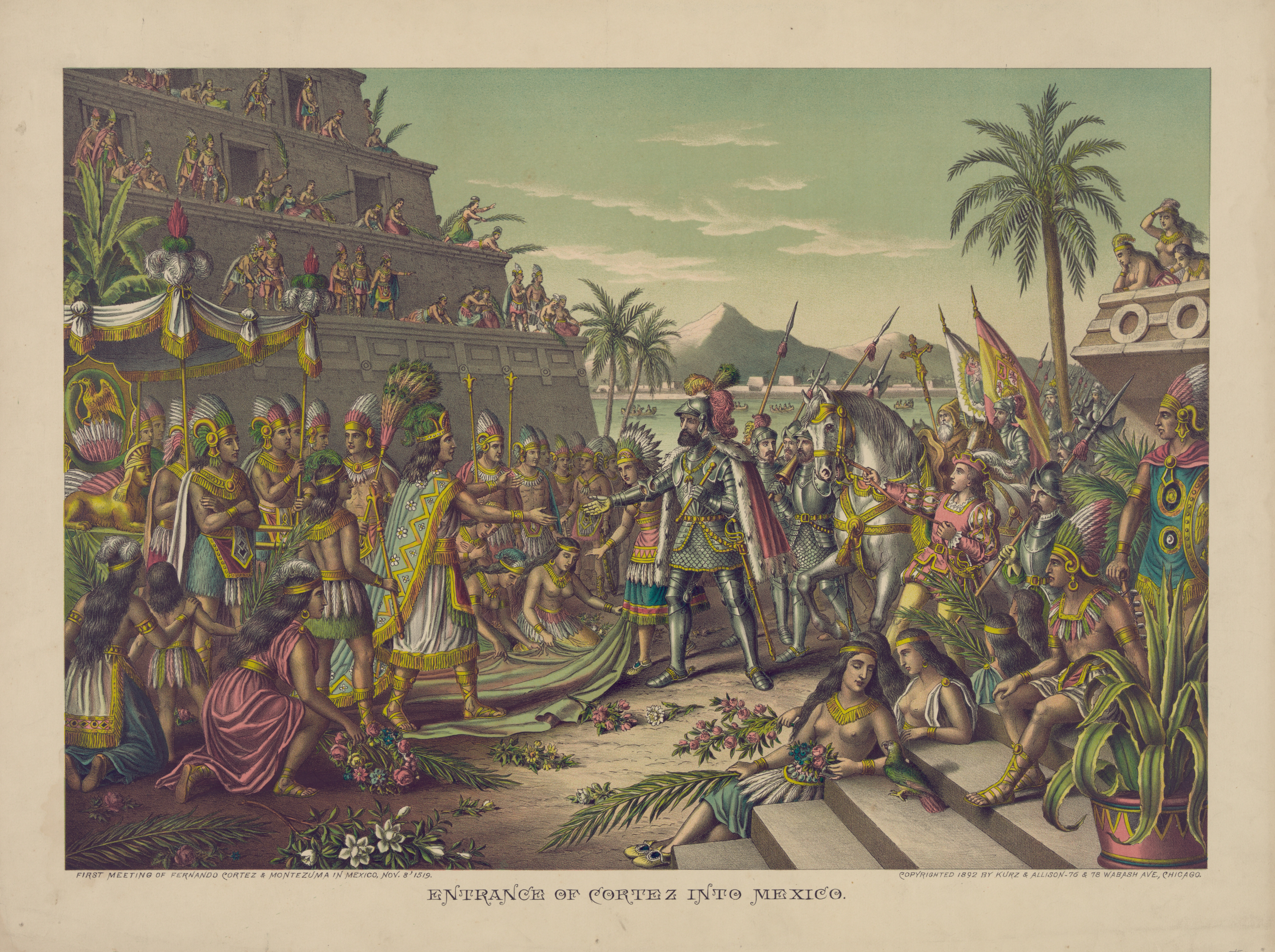
Primer encuentro entre el militar español Hernán Cortés y el emperador mexica, Moctezuma II, en 1519.
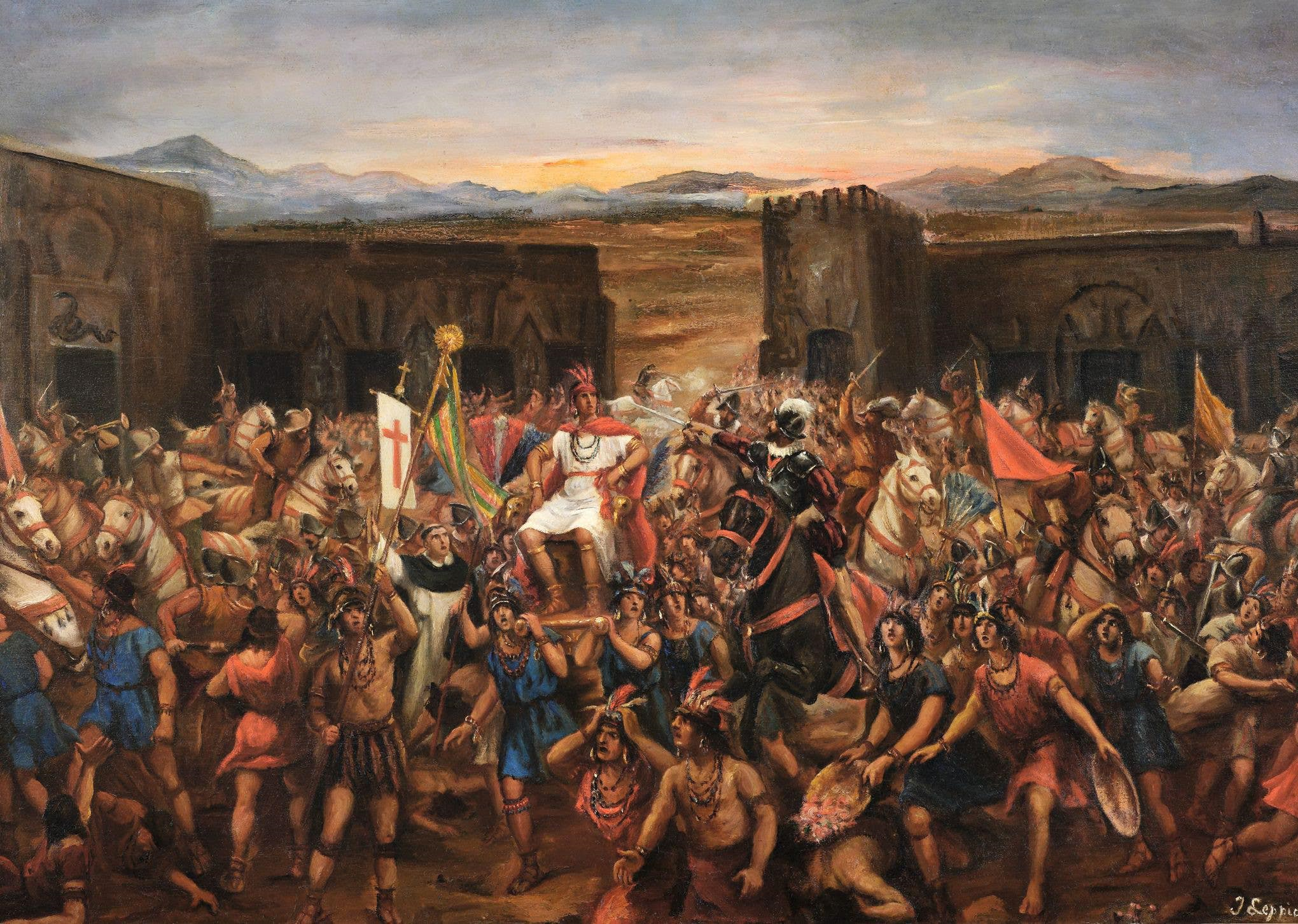
Captura de Atahualpa, en la conquista española del imperio incaico en 1532.
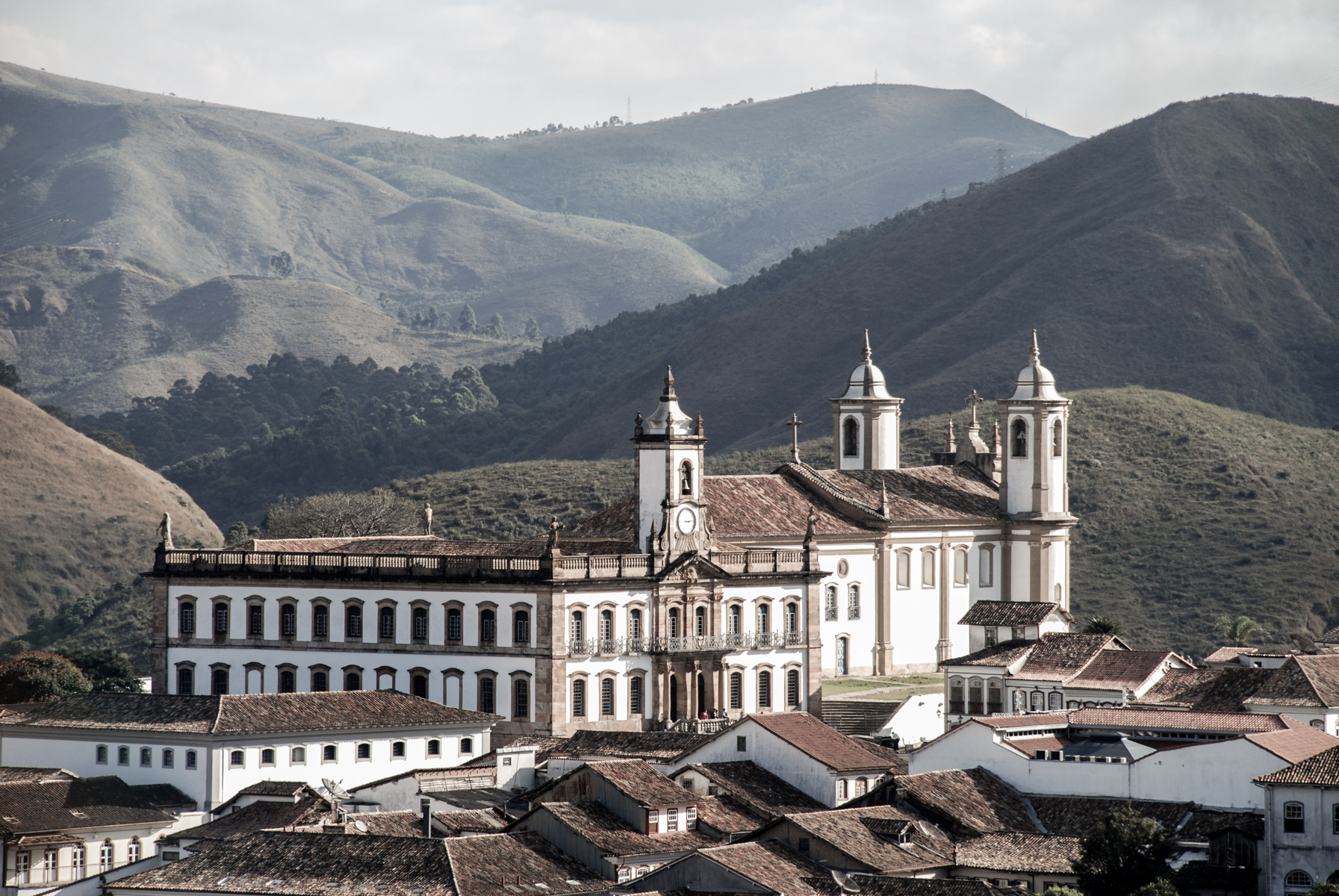
Ouro Preto, fundado en 1711, asentamiento minero de extracción de oro por parte del imperio portugués en Brasil.
Imperios español y portugués en 1790.

La colonización europea de América se inició a finales del siglo XV, cuando Cristóbal Colón, al servicio de los Reyes Católicos de la Corona de Castilla, arribó el 12 de octubre de 1492 a una isla de las Bahamas, estableciendo el primer contacto español en el Nuevo Mundo. A partir de entonces, otras potencias europeas, como las coronas de Portugal, Inglaterra, Francia, Holanda e incluso Dinamarca, emprendieron también la conquista y colonización del continente.

Imperio Mexica

El Imperio español fue el primero en fundar dominios estables en el continente. Entre 1519 y 1521, Hernán Cortés sometió al Imperio mexica (también llamado azteca) y erigió la Ciudad de México-Tenochtitlan sobre sus ruinas. En 1532, Francisco Pizarro capturó y ordenó ejecutar al inca Atahualpa en Cajamarca, lo que le permitió arrebatar el imperio incaico y extender su dominio por la región andina, abarcando áreas los actuales Perú, Bolivia, Ecuador, Colombia, Chile y Argentina.

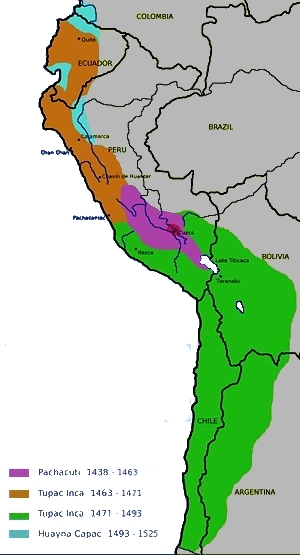
incanato

Para administrar estos vastos territorios, la Corona española creó el Virreinato de Nueva España en 1535 —con capital en la Ciudad de México e incluyendo Centroamérica y Filipinas— y el del Perú en 1545 —con centro en Lima, fundada el 18 de enero de ese mismo año—. Más adelante, en 1717 se estableció el Virreinato de Nueva Granada (restaurado en 1723) y en 1776 el del Río de la Plata. En el Caribe, España mantuvo el control sobre La Española (actual Haití y República Dominicana), Cuba y Puerto Rico, y reclamó la península de La Florida tras las primeras exploraciones de Juan Ponce de León en 1513.
Portugal, por su parte, inició la colonización de Brasil en 1500, cuando la expedición de Pedro Álvares Cabral llegó a la costa atlántica sudamericana. Su sistema de capitanías hereditarias y el posterior establecimiento de un gobierno colonial directo dieron lugar al Brasil lusitano, independiente desde 1822.
En cuanto a Inglaterra, aunque su colonización en América Latina fue más limitada en comparación con España o Portugal, logró establecer importantes enclaves. En 1655 arrebató Jamaica a España y, con el tiempo, se hizo con varias islas del Caribe —como Barbados, Trinidad (por un breve periodo), y las Islas Caimán—. Además, a finales del siglo XVII, comenzó a asentarse en la costa atlántica de América Central, en la región de la Mosquitia (hoy en Nicaragua y Honduras), donde estableció relaciones con los pueblos misquitos y construyó una zona de influencia que persistió durante buena parte del período colonial.
Francia, en cambio, fundó Quebec en 1608, estableció la colonia de Luisiana en 1682 (cedida a España en 1763 y recuperada por breve tiempo en 1800). En Haití tras la despoblación provocada por el gobernador Antonio de Osorio entre 1605 y 1606 bucaneros y filibusteros franceses empezaron a ocupar esas zonas entre ellos se encontraba Bertrand d'Ogeron, que tuvo éxito en el cultivo del tabaco, y que reclutó a muchas familias coloniales francesas de Martinica y Guadalupe (islas que aún están bajo su soberanía). En 1697, España cedió a Francia esa parte de la isla por el Tratado de Ryswick, constituyéndose el Saint-Domingue francés. Francia conserva además de Martinica y Guadalupe, ya mencionadas, la Guayana Francesa.

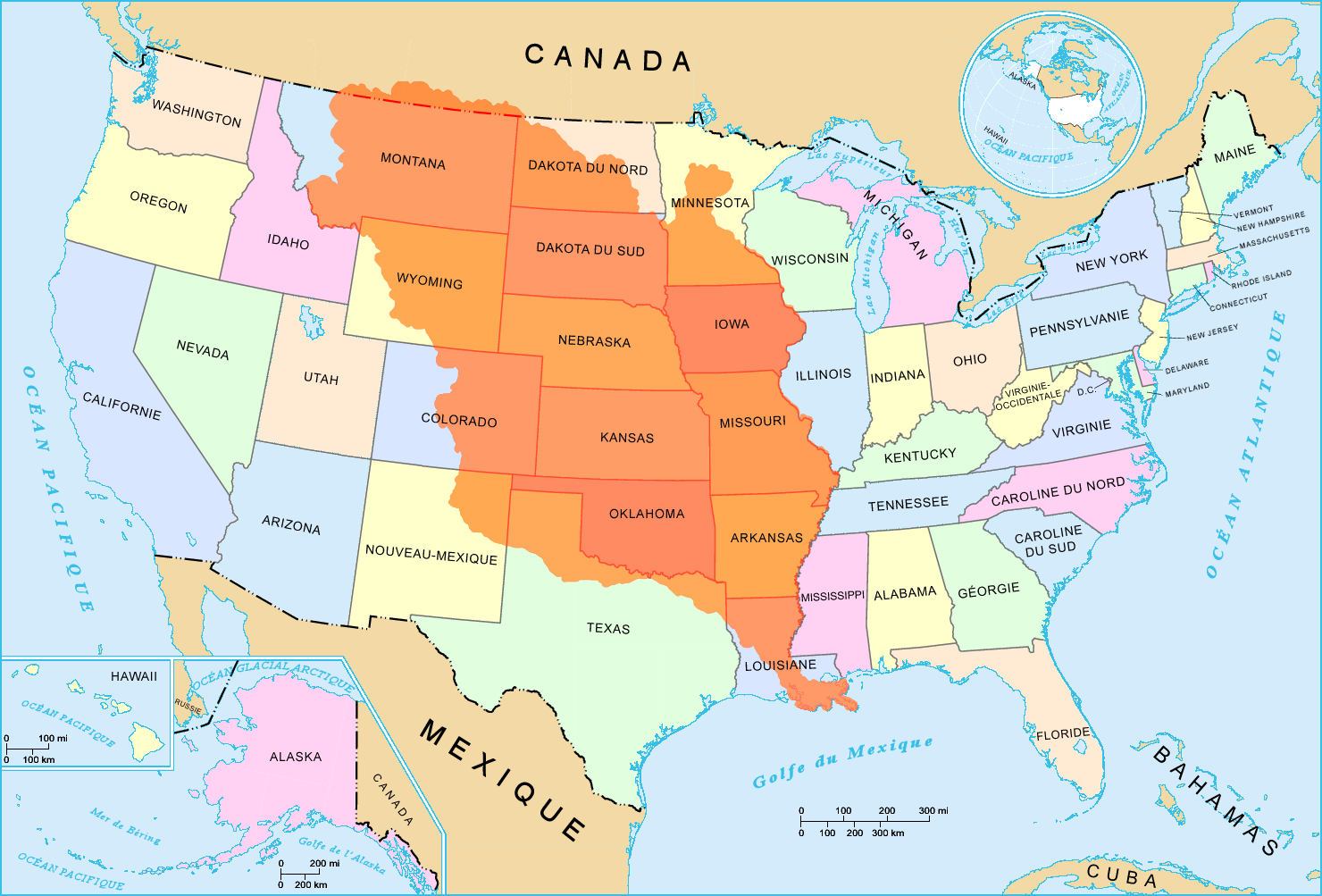
En naranja: áreas de la Luisiana francesa hacia 1803.

Holanda por su parte creó en 1624 la colonia de Nueva Ámsterdam (vendida a Inglaterra en 1664), se hicieron con Surinam en 1667 y establecieron enclaves en las Antillas Neerlandesas —incluyendo Aruba, Curazao y Bonaire— que permanecieron en su poder hasta bien entrado el siglo XX.
Por último, Dinamarca, aunque menos influyente, también participó en la colonización del Caribe. A partir de 1671, estableció y administró las Islas Vírgenes Danesas —Saint Thomas, Saint John y Saint Croix—, que fueron colonias esclavistas centradas en la producción de azúcar. Estas islas permanecieron bajo dominio danés hasta 1917, cuando fueron vendidas a los Estados Unidos.

### SigloXIX: Independencias y organización republicana

#### Guerras de Independencias

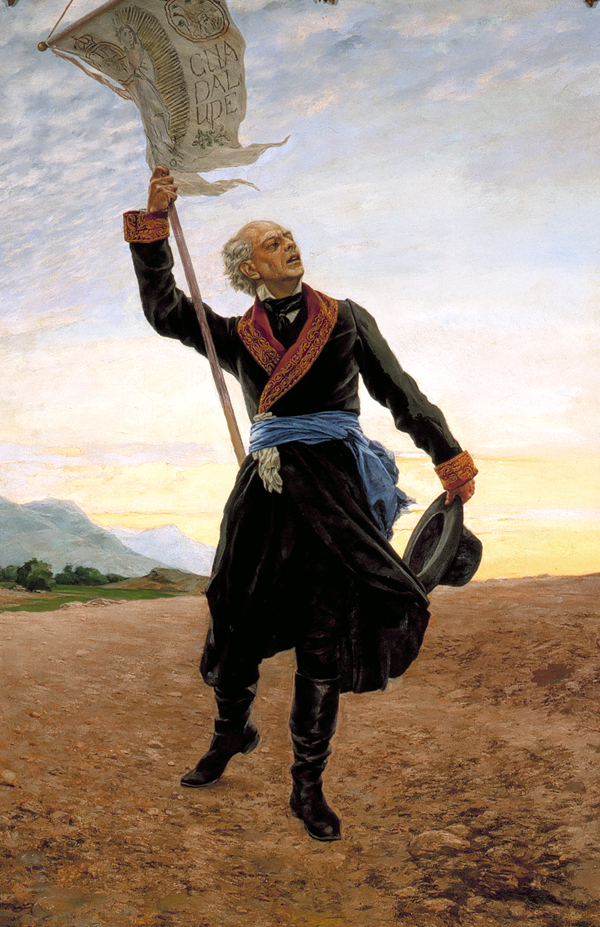
Retrato de Miguel Hidalgo y Costilla, padre de la independencia de México.
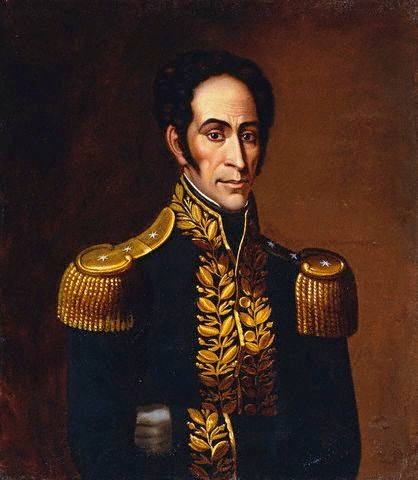
Simón Bolívar, líder de la emancipación en el norte sudamericano.
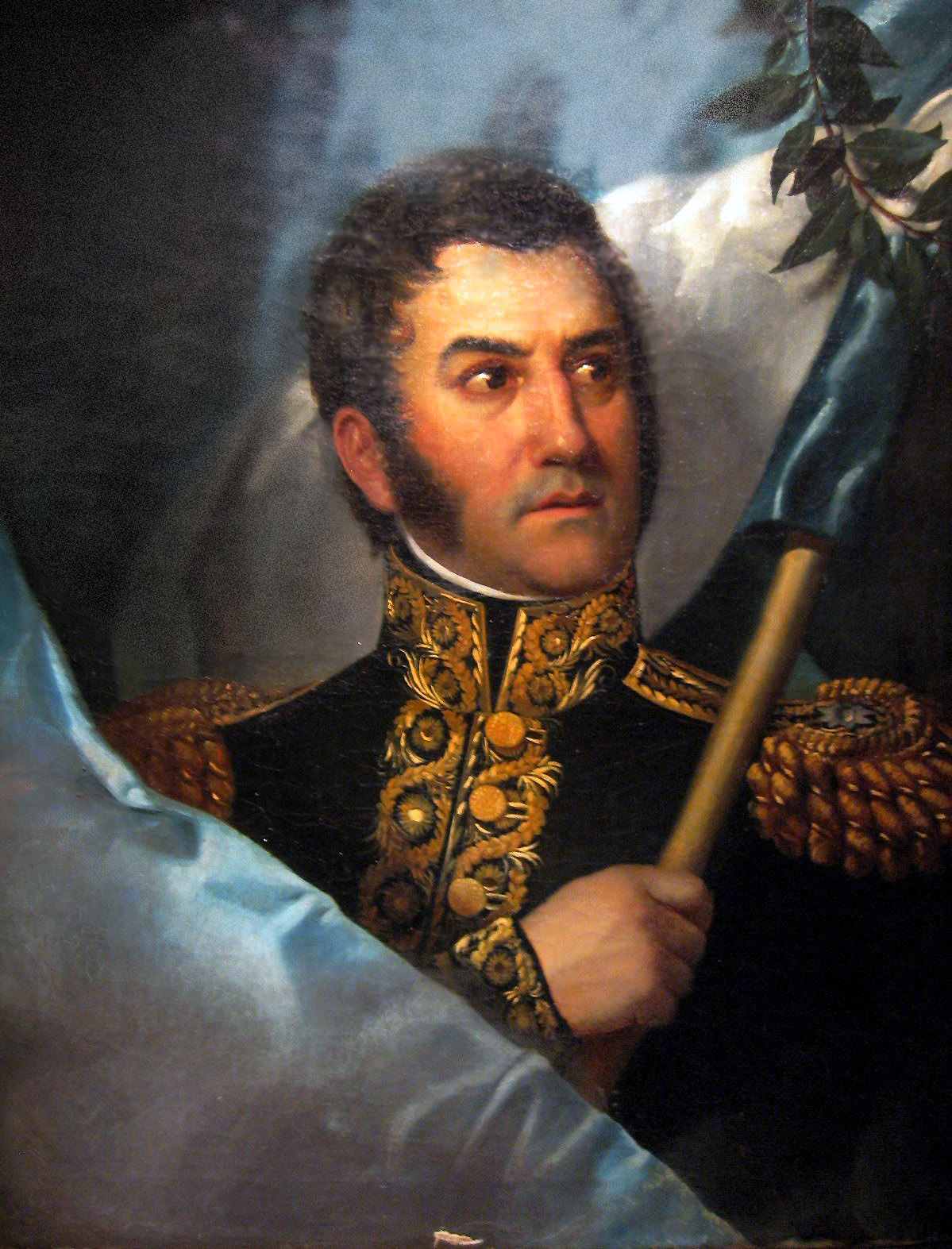
José de San Martín, líder de la emancipación en el sur sudamericano.
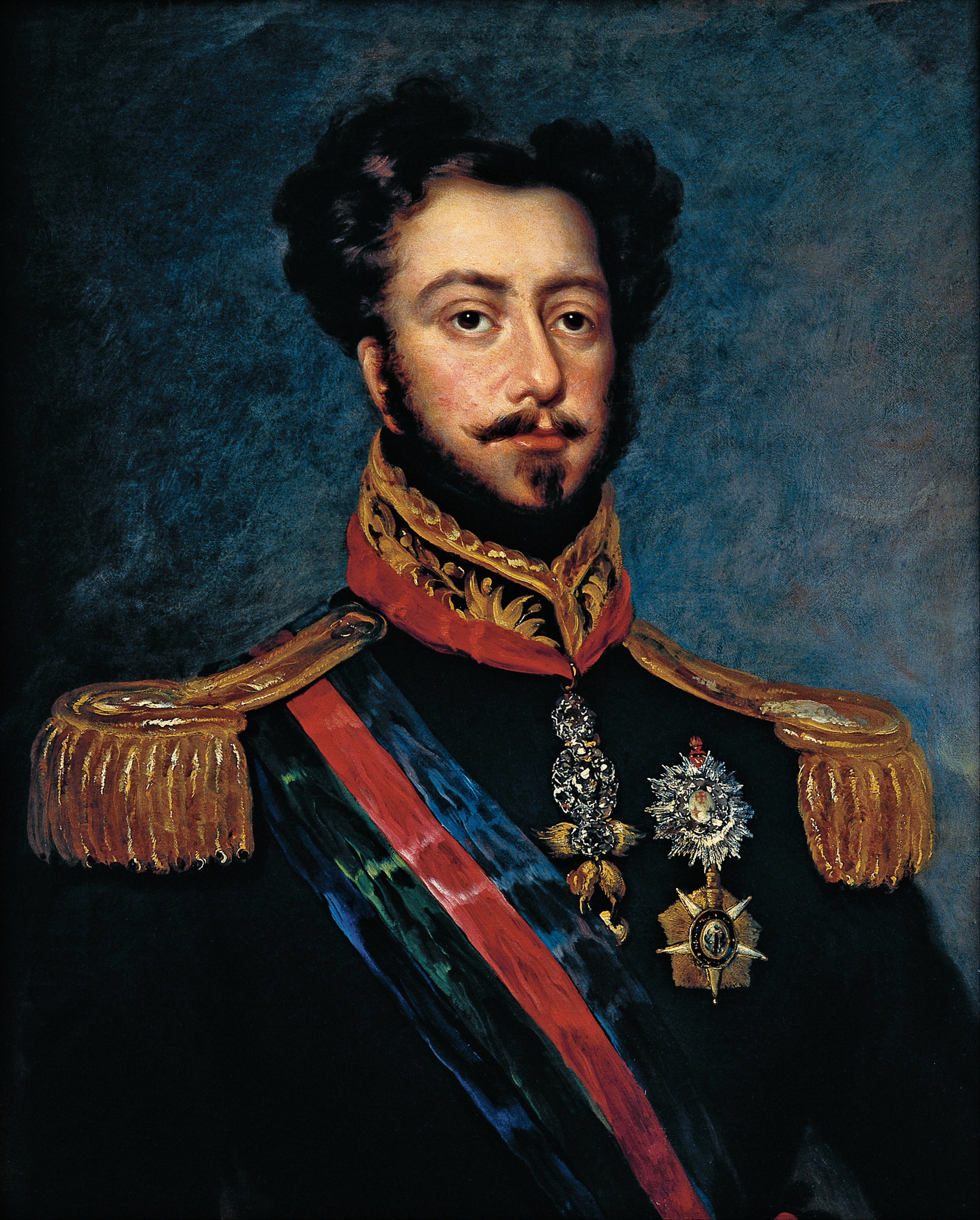
Pedro I de Brasil, proclamó la independencia brasileña en 1822.
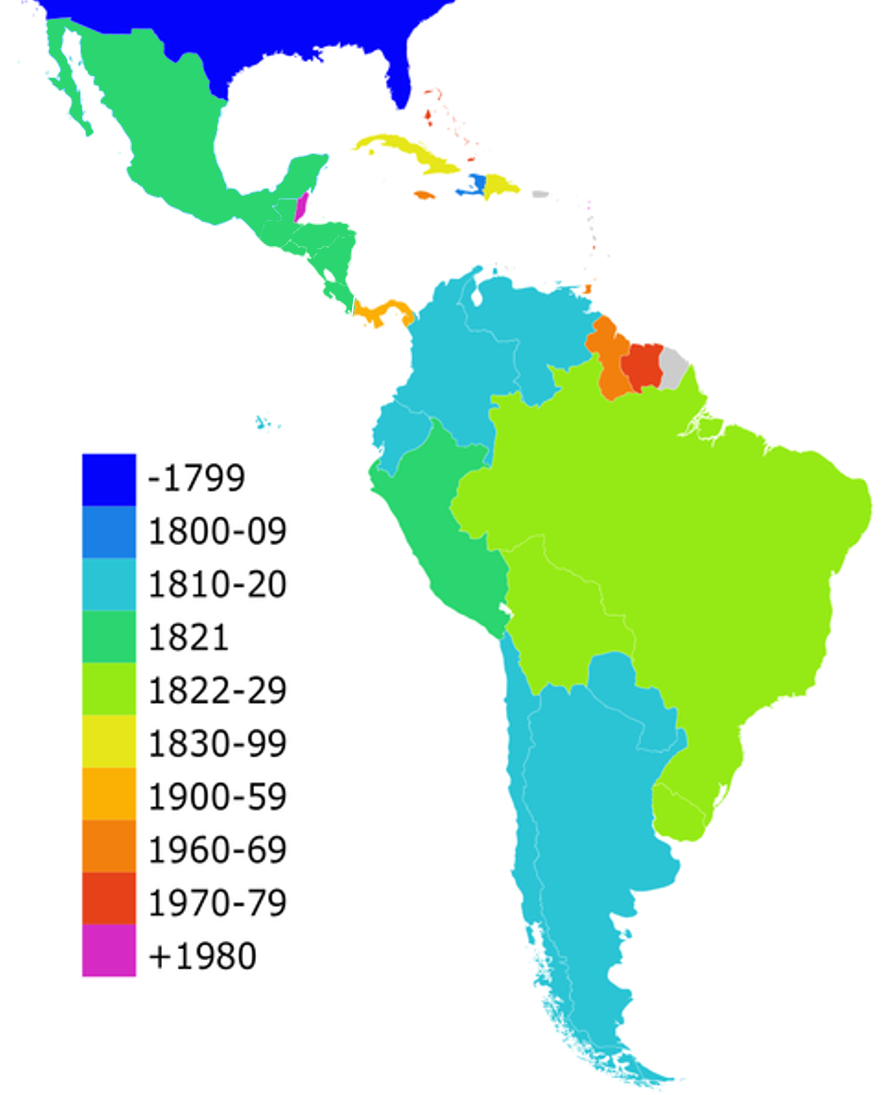
Fechas de Independencia de Latinoamérica

La mayor parte de los territorios se independizaron de España, Portugal y Francia en el curso del siglo XIX. En 1805 Haití se independizó de Francia; en 1809 y 1810 comenzaron las guerras de independencia en los territorios españoles de América; en tanto que Brasil obtuvo su independencia creando una monarquía soberana en 1821.
Las guerras de independencia hispanoamericanas fueron una serie de conflictos armados que se desarrollaron en las posesiones españolas en América a principios del siglo XIX, en los cuales se enfrentaron grupos independentistas contra las autoridades virreinales y los fieles al Imperio español. Dependiendo el punto de vista desde el cual se aborden, estos procesos emancipatorios pueden verse como guerras de independencia o guerras civiles, o bien, una combinación de diversas formas de guerras.
Los movimientos independentistas de la América Hispánica adquirieron formas variadas de acuerdo con las condiciones que imperaban en cada región. La crisis política en España y la ocupación de su territorio por parte de Francia en 1808 desataron los procesos de independencia en Hispanoamérica. Como respuesta a la entronización de José Bonaparte en España, entre 1808 y 1810 se instalaron juntas de gobierno que ejercieron la soberanía ante la ocupación francesa, tanto en la península ibérica como en América. Las diferencias entre la España europea y los territorios americanos se fueron agudizando después de esa crisis, lo que finalmente desencadenó los movimientos armados independentistas hispanoamericanos. La lucha armada entre los independentistas y los realistas se inició alrededor del 1810 y terminó en la Batalla de Tampico (1829)
La independencia de América del Sur logra consolidarse en la Batalla de Ayacucho. Esta fue el último gran enfrentamiento dentro de las campañas terrestres de las guerras de independencia hispanoamericanas (1809–1826) y significó el final definitivo del dominio virreinal español en América del Sur, Perú, 9 de diciembre de 1824. Luego de la batalla algunos gobiernos independientes debieron enfrentar guerrillas realistas, por ejemplo en 1823–1827 en (Venezuela); entre 1827 y 1830 en Pasto (Colombia); en el sur de Chile, apoyados por mapuches y pehuenches, hasta 1832; y la guerrilla de Iquicha en Perú, hasta la década de 1830.
Estados Unidos, el Reino Unido y Francia establecieron relaciones comerciales con los nuevos estados americanos y posteriormente reconocieron la soberanía de los nuevos estados a lo largo de la década de 1820. Después de la muerte de Fernando VII ocurrida en 1833, España abandonó los planes de reconquista. Las Cortes españolas en 1836 renunciaron a los dominios americanos y autorizaron al gobierno para que pueda realizar tratados de paz y reconocimiento con todos los nuevos estados.

#### El colonialismo español y las nuevas repúblicas
La República Dominicana independizada en 1844 de Haití por medio de la Guerra de la Restauración, se reincorporó a España hasta 1865 en que volvió a separarse. Casi simultáneamente, en 1864, España ocupó militarmente las Islas Chincha en el mar peruano, de gran importancia por su riqueza en guano. Tras un intento de acuerdo el conflicto terminó desatando la llamada guerra hispano-sudamericana, guerra contra España (su nombre en Perú) o guerra del Pacífico (como se conoce en España), conflicto bélico que se desarrolló principalmente en las costas peruanas y chilenas, en el que se enfrentaron a una flotilla de la Armada de España, contra las flotas de las repúblicas de Chile y Perú, principalmente, y Bolivia y Ecuador, secundariamente —ya que estos dos últimos países no participaron militarmente de manera activa en la contienda—. Las hostilidades terminaron en 1866 y se logró un armisticio en 1871. Los tratados de paz se firmaron de forma bilateral entre cada país sudamericano y España en 1879 (Perú y Bolivia), 1883 (Chile) y 1885 (Ecuador).

#### El imperialismo estadounidense en América Latina
En 1868 Cuba inició su primera guerra de independencia, que resultó derrotada en 1878. Finalmente en 1895 se produjo la guerra de Independencia cubana o Guerra del 95, logrando instalar el primer gobierno independiente en 1898. Ya avanzado el conflicto independentista, Estados Unidos decidió intervenir a través de lo que se conoce como guerra hispano-estadounidense, que le permitió desplazar a España de sus territorios de Cuba, Puerto Rico y Filipinas, ocupándolos militarmente en 1899. En 1902 se establece la República de Cuba, pero incluyendo en la constitución la Enmienda Platt, que facultaba a Estados Unidos a intervenir militar y políticamente a Cuba. Estados Unidos mantuvo un sector de la isla de Cuba, Guantánamo, como posesión hasta el presente.
A principios de siglo, Estados Unidos continuó su actitud intervencionista, la cual estaba directamente dirigida a favorecer sus intereses en la región. Esta actitud era oficialmente articulada a través de la conocida como doctrina de Palo Grande de Theodore Roosevelt, que modificaba la antigua Doctrina Monroe contra la intervención europea en el hemisferio. A la conclusión de la guerra hispano-estadounidense, el nuevo gobierno de Cuba y Estados Unidos firmaron la Enmienda Platt de 1902, la cual autorizaba a Estados Unidos a intervenir en asuntos cubanos cuando lo considerase necesario. En Colombia, Estados Unidos buscó la concesión de la territorio en Panamá para construir un gran canal a través del istmo. El gobierno colombiano se opuso al plan, pero una insurrección panameña proporcionó a Estados Unidos con una oportunidad. En las primeras décadas del siglo, hubo varias incursiones militares en América Central y el Caribe, por la defensa de intereses comerciales, como la de Nicaragua (1910), Haití (1915), República Dominicana (1916), etc.las cuales se denominaron como las «Guerras bananeras».

### SigloXX–1990: Apertura económica y social, y guerra fría

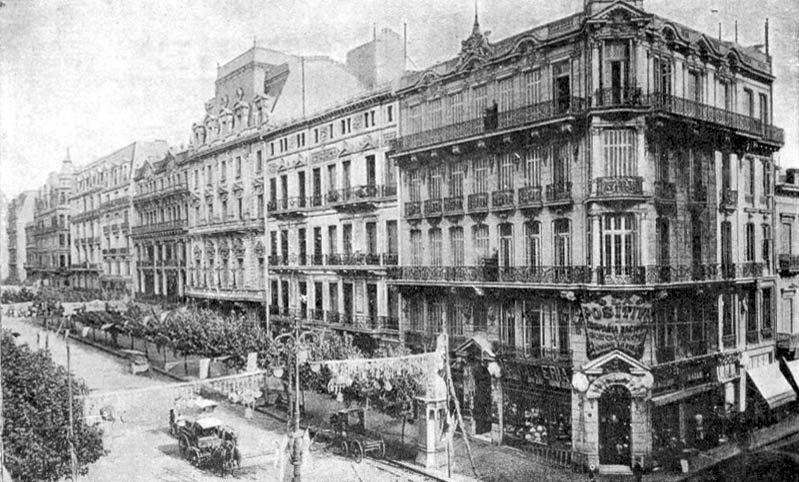
Argentina y Uruguay ostentaban PIB per cápita comparables a países desarrollados en el entresiglo XIX-XX.
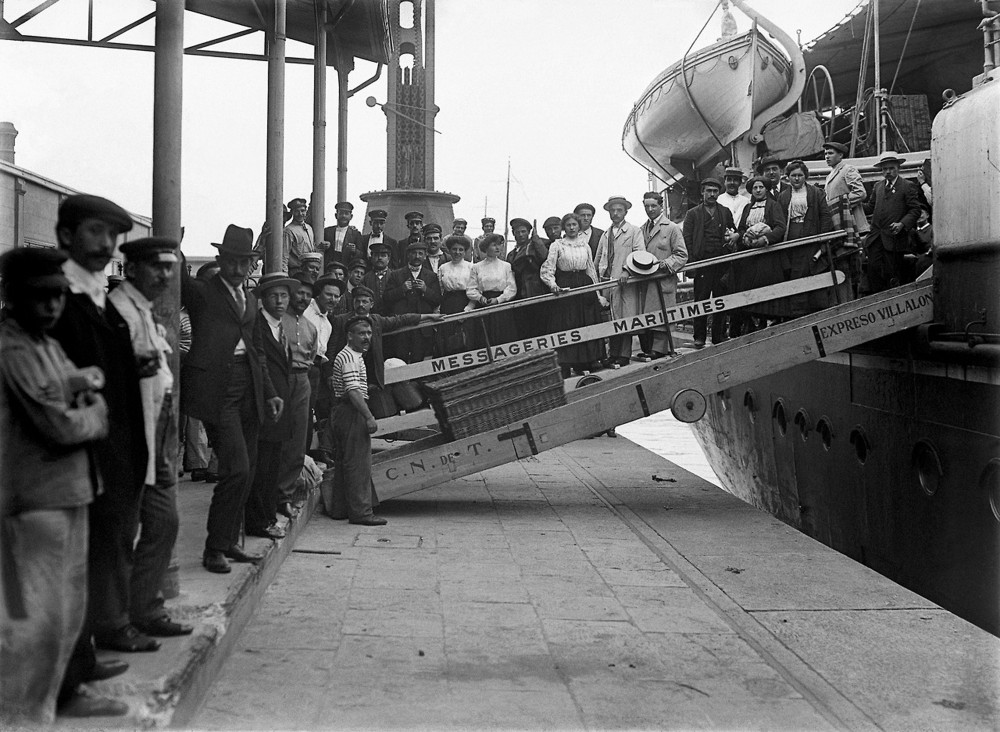
Inmigrantes europeos desembarcando en Argentina, a fines del siglo XIX.
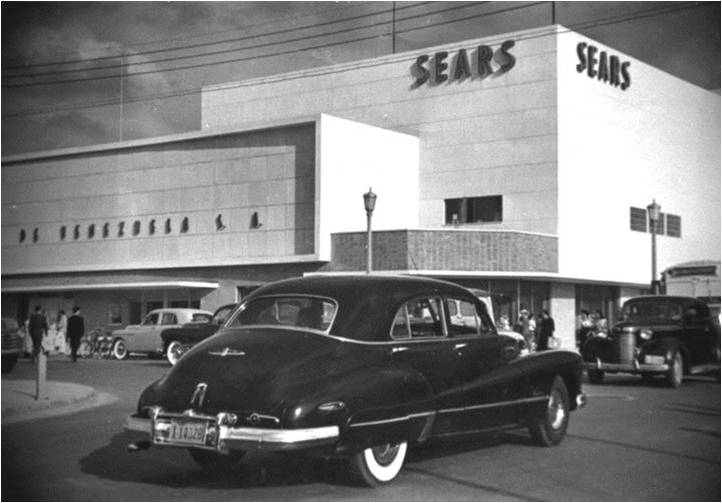
En la década de 1950 Venezuela gozó de gran prosperidad gracias al descubrimiento de petróleo.

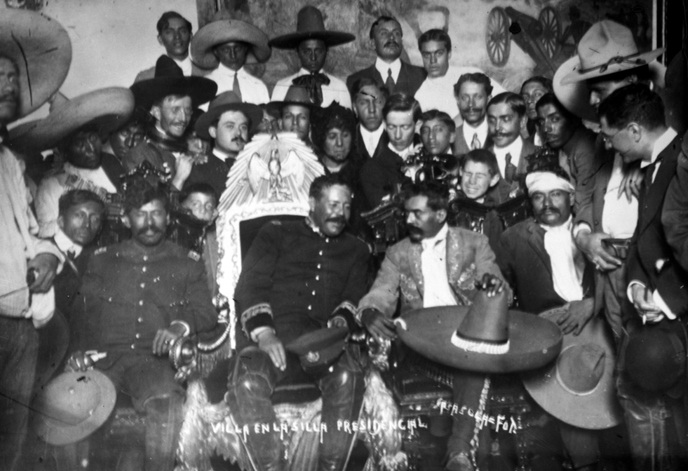
Convención de Aguascalientes, tras la revolución mexicana, en 1914.
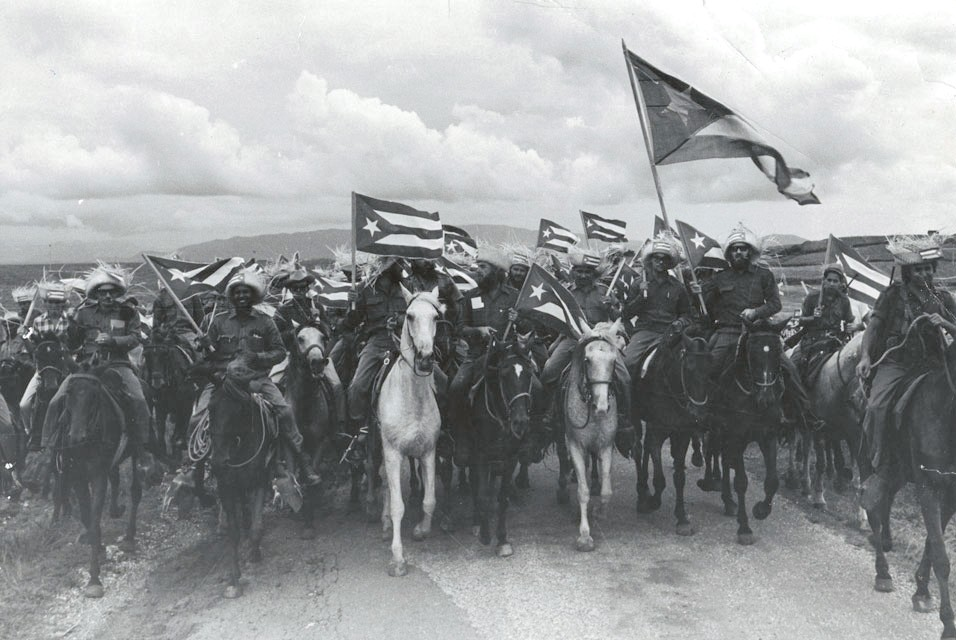
Revolucionarios a caballo en 1959, tras la revolución cubana.
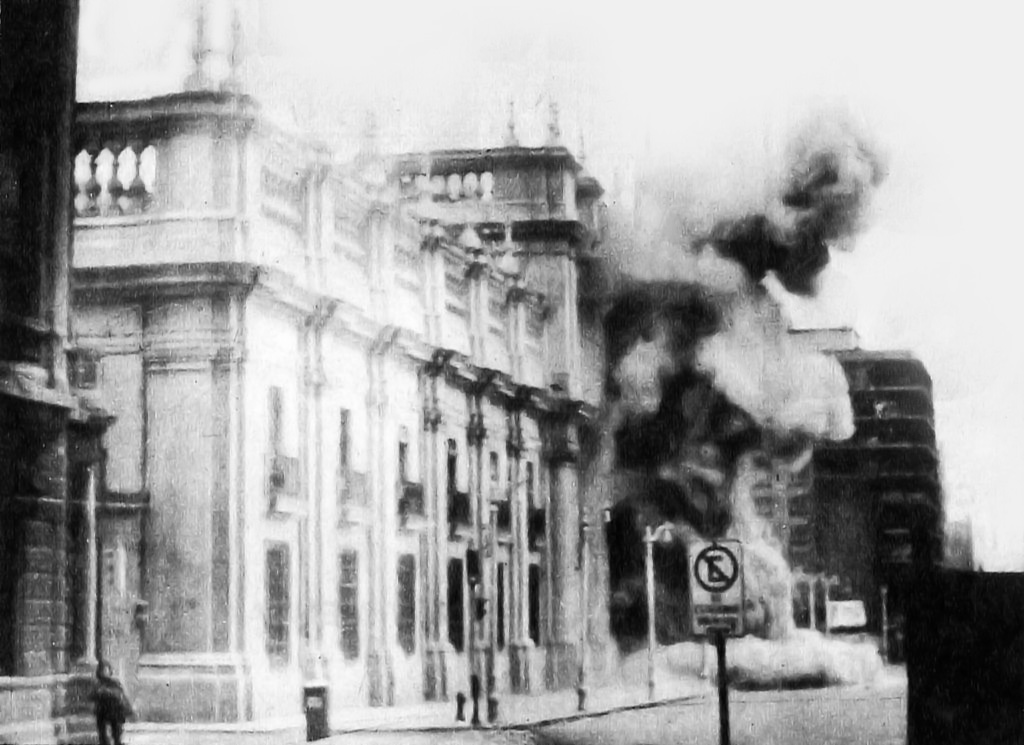
Bombardeo del Palacio de La Moneda, Santiago de Chile, en 1973.

Con la obtención de sus independencias y la consolidación de sus estructuras republicanas, los países latinoamericanos se volcaron a la apertura económica y social con el resto del mundo, al no estar ya sujetos a un monopolio colonialista. Se contempló así por un lado el aprovechamiento de los recursos y ventajas comparativas que poseía la región desde la época colonial, y su atractivo para las economías de otros continentes, considerando también y como novedad, la captación de inversiones de capital privado internacional. Ello trajo por un lado una incipiente mejora económica, pero a la vez la replicación del modelo económico de provisión de materias primas. En este contexto, y dada la prosperidad económica, a pesar de la importante desigualdad que arrastraba la región, se produjo una atracción masiva de inmigrantes económicos europeos, que buscaban mejores oportunidades fuera de la sobrepoblada Europa, y que se acentuó tras la primera y Segunda Guerra Mundial, debido al conflicto bélico en dicho continente, y la neutralidad de facto de los países latinoamericanos en tales conflictos.
Las guerras mundiales también trajeron consigo nuevas formas de pensamiento en el ámbito ideológico, político y económico, que se cristalizaron en el plano internacional en el período conocido como guerra fría, que enfrentó al capitalismo con el comunismo. Este nuevo panorama favoreció cierta inestabilidad al interior de los países latinoamericanos, produciéndose revueltas, revoluciones y golpes de Estado en favor de uno u otro bando. Un precedente de esto ocurrió en 1908, con la revolución mexicana, cuando el presidente Porfirio Díaz prometió abandonar la presidencia y el empresario Francisco I. Madero lanzó una campaña presidencial en 1910. Díaz cambió su elección e, impidiendo una revolución socialista, arresta a Madero el mismo día de la elección y el propio Díaz es declarado ganador. Estos acontecimientos provocaron revueltas, las cuales marcaron el inicio de la revolución mexicana. El ejemplo por antonomasia fue la revolución cubana, de corte comunista, y en consecuencia, la crisis de los misiles en Cuba, un punto de alta tensión entre ambos bloques en el panorama mundial de la guerra fría, y que pudo haber ocasionado una tercera guerra mundial. De igual manera se sucedieron una serie de gobiernos autoritarios y regímenes militares a lo largo del continente, hasta el fin de la guerra fría a nivel mundial, tras la caída del muro de Berlín en 1989 y la disolución de la URSS en 1991, y que coincide en América Latina con el término de la dictadura militar de Augusto Pinochet en Chile, en 1990.

### 1990–SigloXXI: Posguerra fría

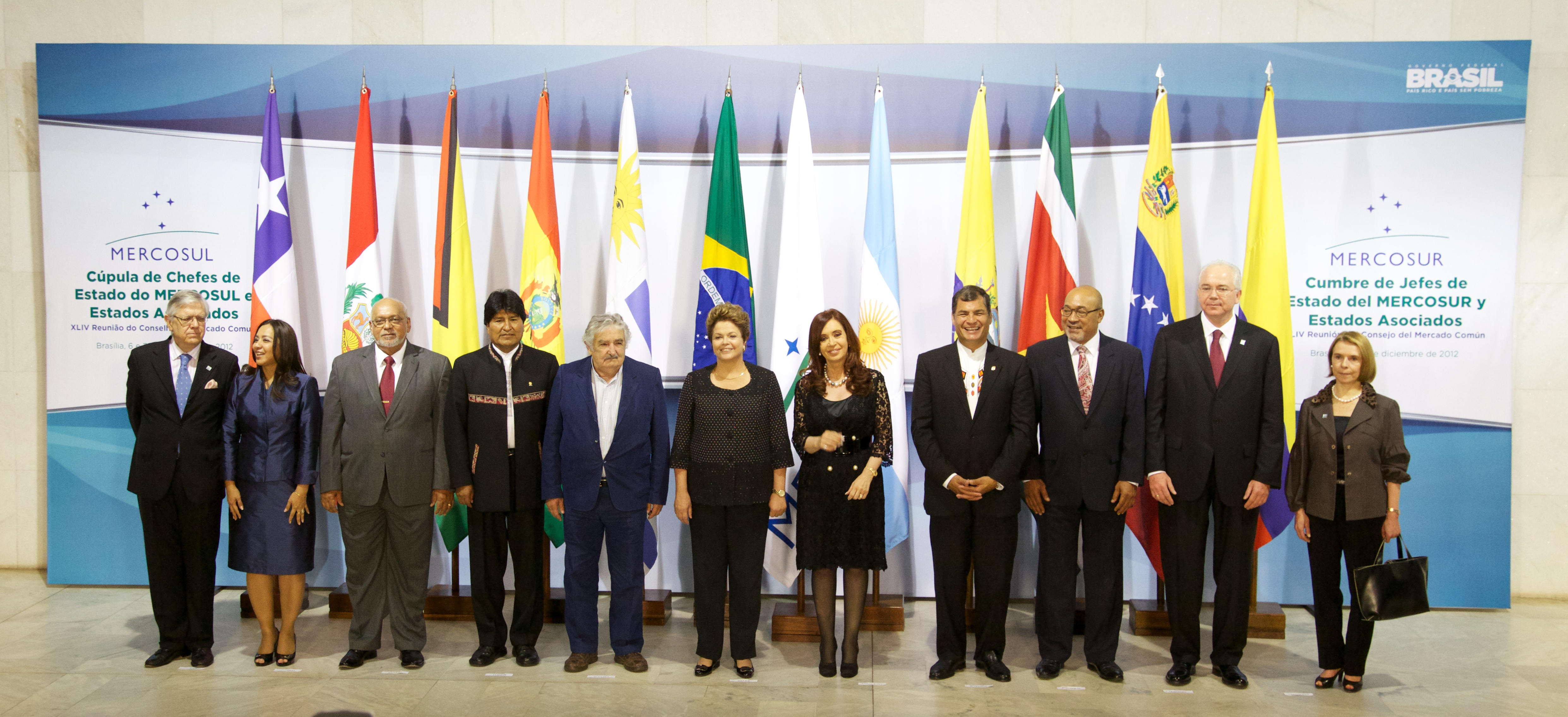
Reunión de mandatarios de Mercosur en 2012.
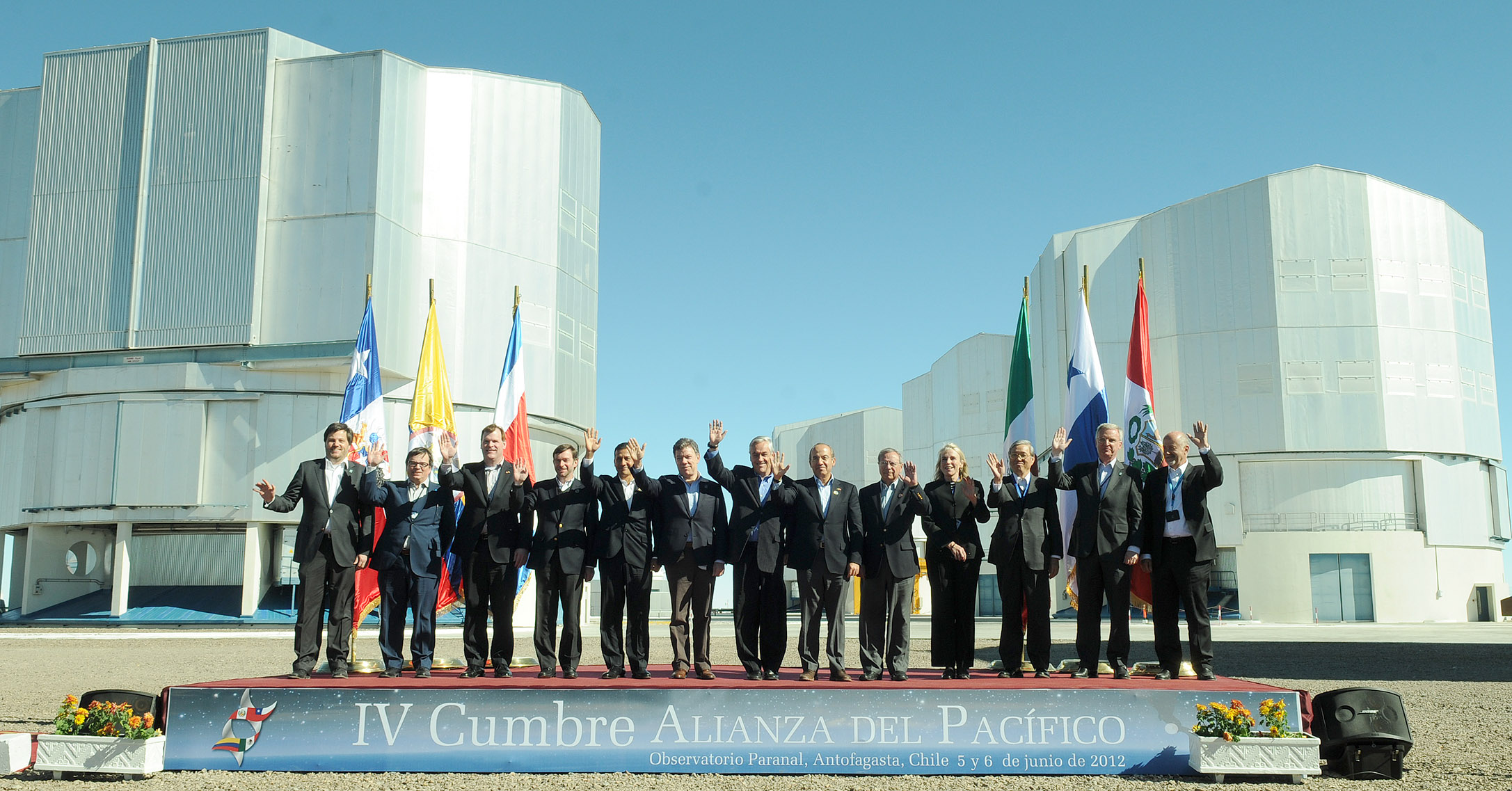
Reunión de mandatarios de la Alianza del Pacífico en 2012.
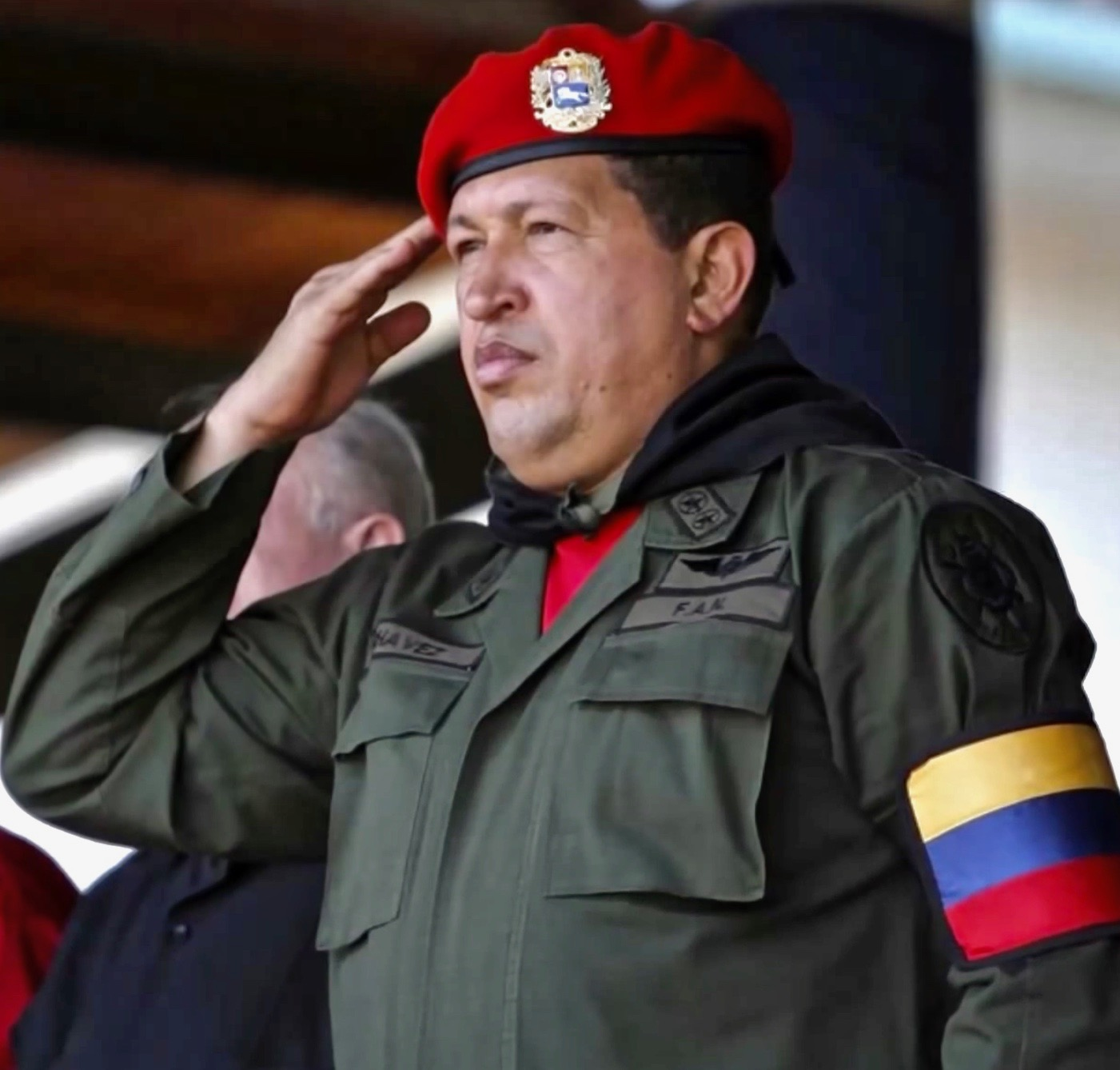
Fallecimiento de Hugo Chávez 2013.
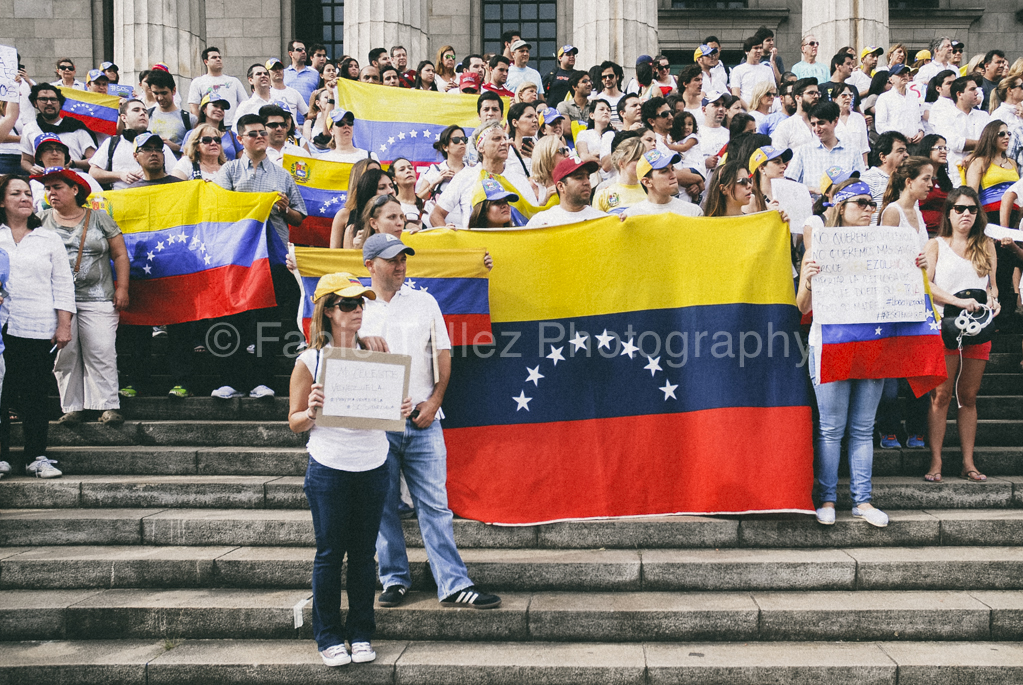
Crisis migratoria venezolana.

Con el fin de la guerra fría el mundo se abrió a una época de importantes cambios en el plano internacional, favoreciendo la integración económica y cultural a través de la globalización y el avance de las telecomunicaciones. En América Latina se constituyen bloques político-económicos tales como Mercosur en 1991, la Comunidad Andina en 1996, Unasur en 2006, la Celac en 2010 y la Alianza del Pacífico en 2011, que se unieron a los antecedentales Sela (1975) y Aladi (1980). Como un remanente de la guerra fría regional, en esta época existe un vaivén ideológico entre gobiernos de izquierda y derecha. Iniciado el nuevo milenio surge el socialismo del siglo XXI, impulsado por el gobierno de Hugo Chávez desde Venezuela, e influenciado por Cuba, que tuvo principalmente acogida en países como Ecuador, en el gobierno de Rafael Correa, y Bolivia, con el gobierno de Evo Morales, entre otros, enmarcado en el giro temprano de la política latinoamericana hacia la izquierda, hasta su debilitamiento a partir de 2015, con la crisis migratoria bolivariana.

## Economía

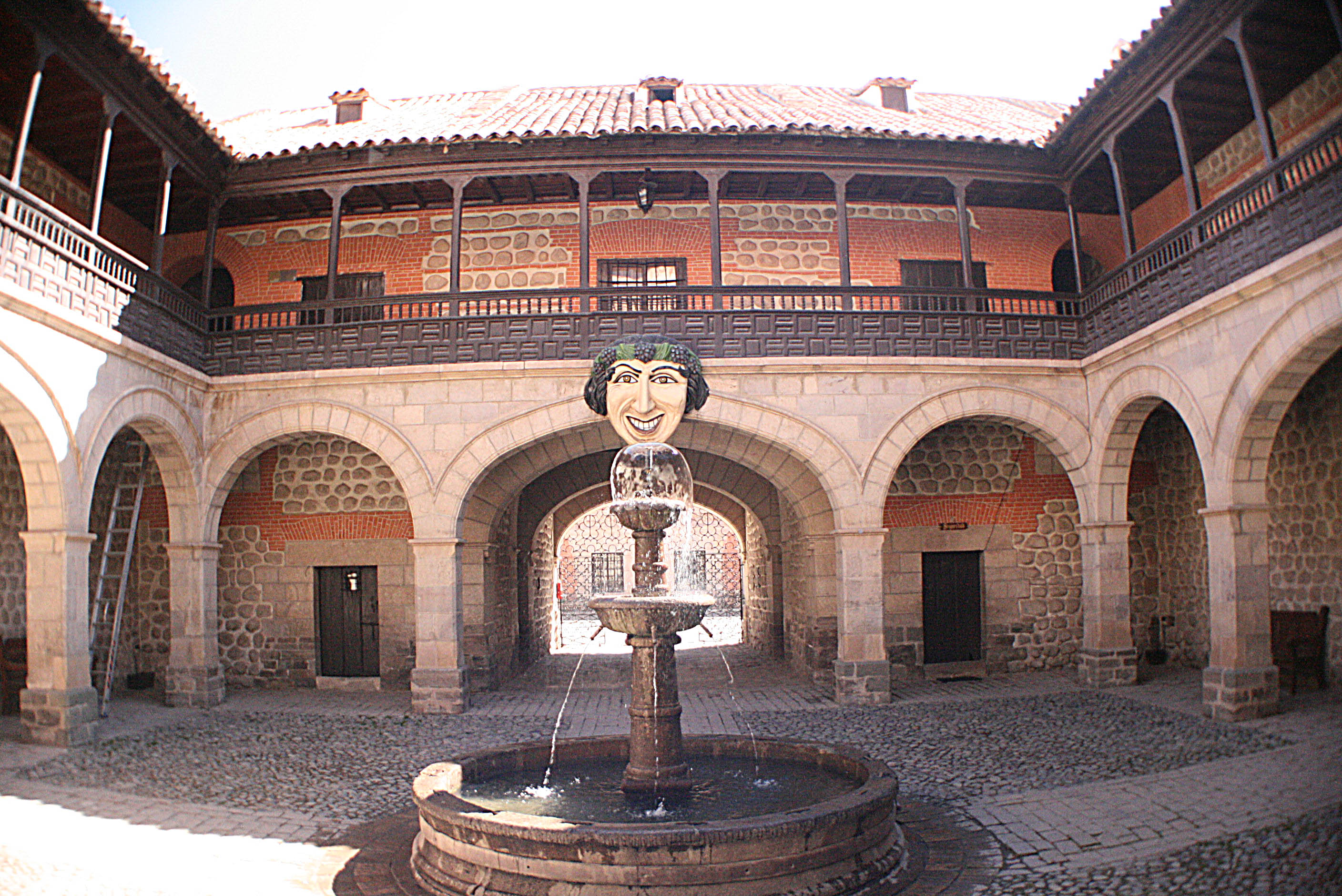
Edificio de La Casa Real de Moneda de Potosí en Bolivia, fundación del virrey Francisco de Toledo en 1572

Las economías de Latinoamérica marcan una notoria diversidad en lo que se refiere a las políticas económicas existentes, siendo una región diversa en lo referente a lo político y económico, y así mismo inestable, por el continuo cambio de enfoque en lo que se refiere a políticas monetarias en los países de la región, lo cual ha generado constantes conflictos internos como externos con distintos desenlaces en la historia latinoamericana.
En la actualidad, podemos reconocer 3 tipos de sistemas económicos en Latinoamérica, que si bien pueden mantener contenidos generales y mantener espectros de simbiosis, sus economías siguen una línea predeterminada, en esto reconocemos los netamente capitalistas, economías abiertas, los cuales se basan en el modelo del libre mercado y tratados de libre comercio.
Estos países son Perú, Chile, México y Colombia, países fundadores de la Alianza del Pacífico así como Panamá y Costa Rica, que siguen los modelos económicos de Estados Unidos y de la Unión Europea.
Mientras que por otro lado, existen los países que si bien, sostienen una estructura de apertura al mundo, son claramente proteccionistas, modelos más enfocados a la Economía social de mercado o de economías mixtas en diferentes magnitudes, el caso de Argentina, Uruguay, Brasil, Ecuador, Bolivia y Paraguay.

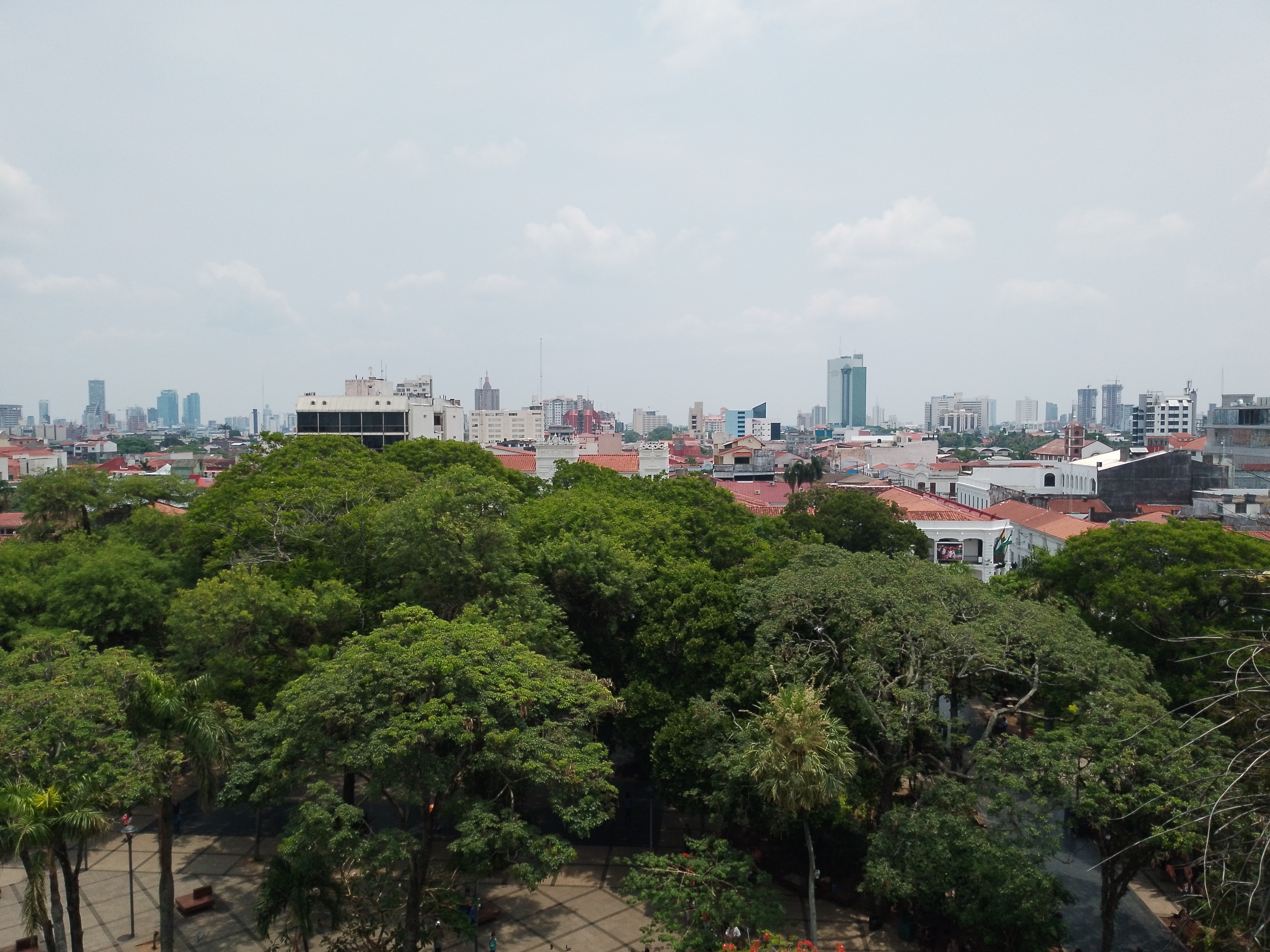
Santa Cruz de la Sierra es la ciudad de mayor crecimiento económico en Bolivia y posee una amplia vegetación.

Finalmente existen aquellos países que sostienen economías cerradas, o con muy poca relación de libre mercado, manteniendo relaciones económicas con países exclusivos de sus bloques, con clara tendencia al modelo económico marxista, el caso de Cuba y en menor medida Venezuela y Nicaragua que a pesar de sostener modelos económicos semicerrados, mantienen relaciones comerciales con las potencias del capitalismo Estados Unidos y países de Europa con dicho sistema económico. [cita requerida]
Las economías de mayor tamaño en Latinoamérica basado en el PIB PPA (poder paridad adquisitivo) del 2021 están encabezadas por Brasil con 3.585.985 millones de dólares, seguido por México con 2.869.542 millones, Argentina con 1.104.860 millones, Colombia con 867.190 millones de dólares, Chile con 550.450 millones de dólares y Perú con 487.404 millones de dólares, mientras que las economías más desarrolladas en términos de PIB per cápita PPA, el líder es Puerto Rico con (38.540US$), seguido por Panamá con (32.887US$) y Chile con (27.629US$), mientras que las cinco naciones con mejor IDH según la PNUD ONU en su último informe de índice de desarrollo humano el líder es Puerto Rico (0,85), Chile (0,843), Argentina (0,825), Costa Rica (0,809), Uruguay (0,804) y Panamá (0,789).
El 1 de julio de 2013, el Banco Mundial catalogó a las economías de Chile y Uruguay como economías de ingresos altos siendo la primera vez en la historia de América Latina donde países de la región comparten ese estatus, el Banco Mundial agrupa a los países en base al PIB per Cápita Método Athlas del 2013.

### Agricultura

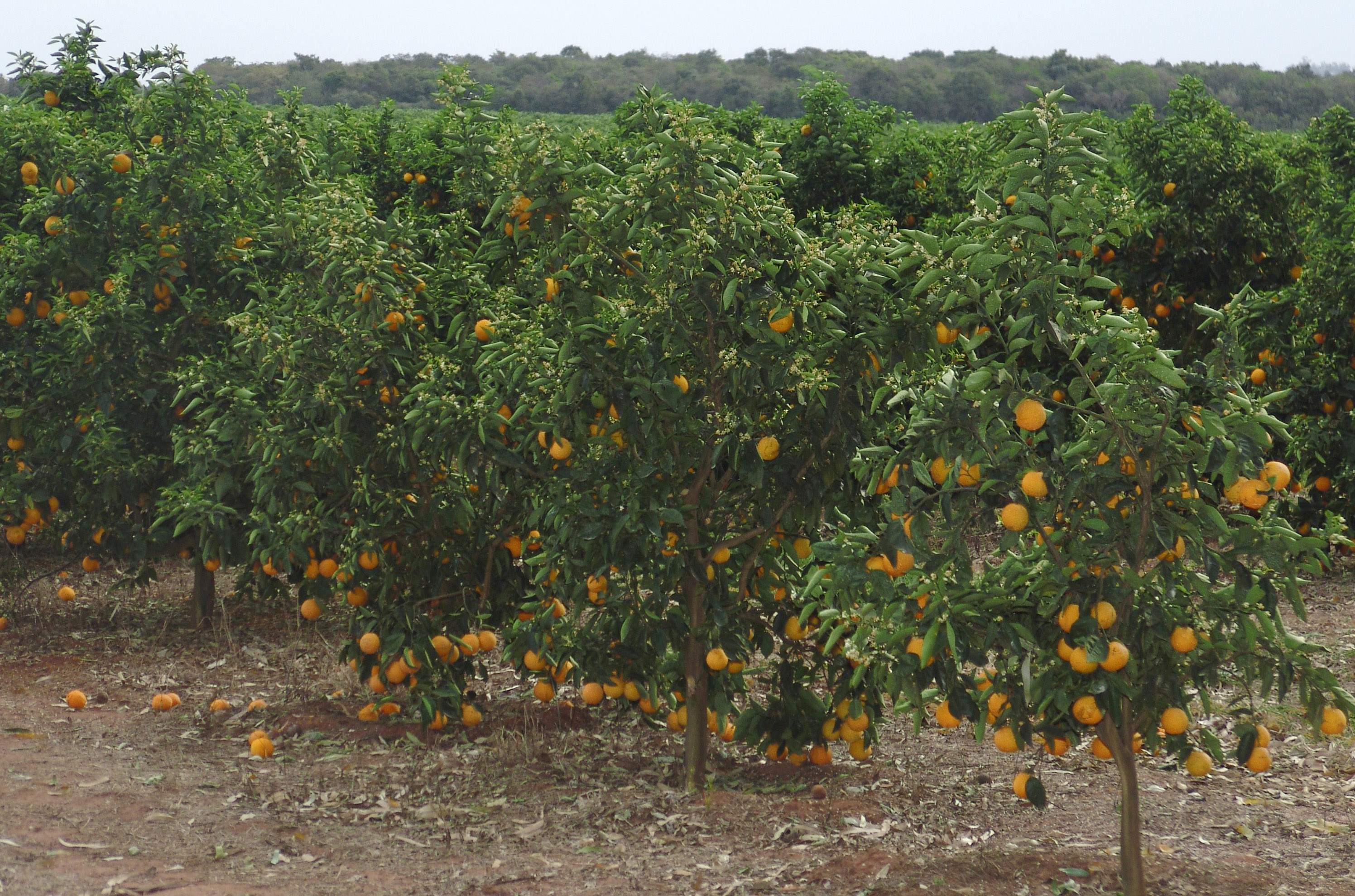
Naranja en Sao Paulo. En 2018 Brasil fue el mayor productor mundial, y América Latina abarcó el 30 % de la producción global de esta fruta.
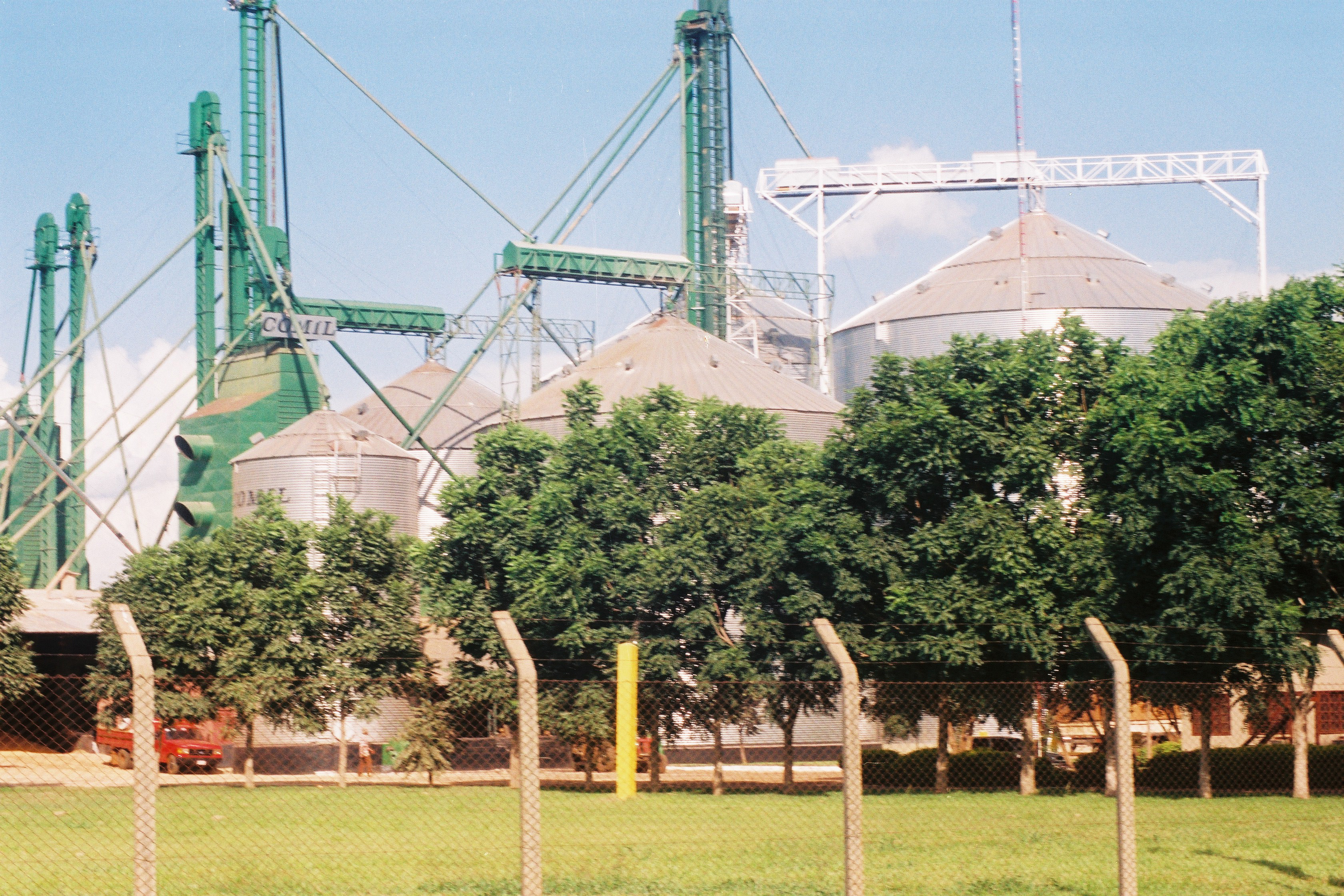
Industria agrícola de soja en Paraguay. La soya es principalmente cultivada en las cuencas del Paraná y Río de La Plata.
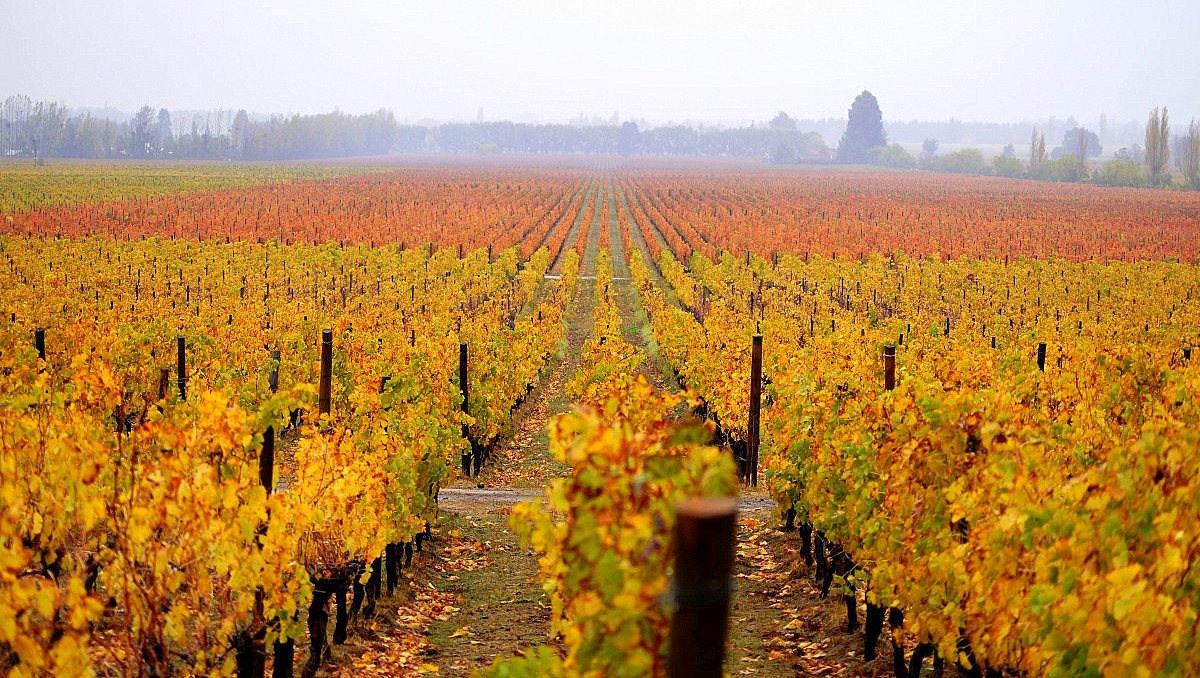
Valle de Colchagua, Chile. El cultivo de vid es importante para la producción de vinos, piscos y espumantes. Es tradicional en países templados y semiáridos de la región.
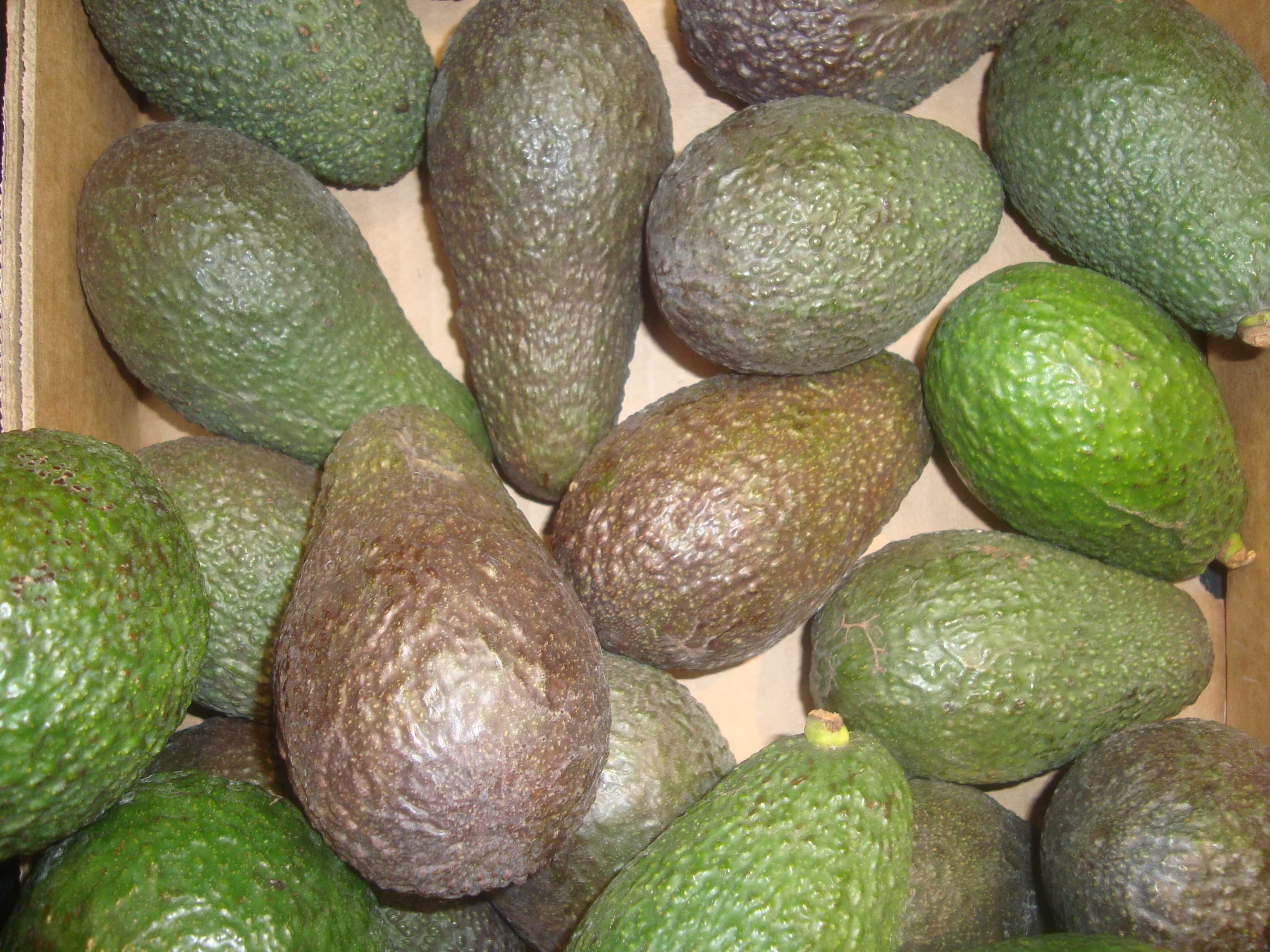
Aguacates o paltas, uno de los cultivos característicos de América Latina, y tradicional en México y Centroamérica.
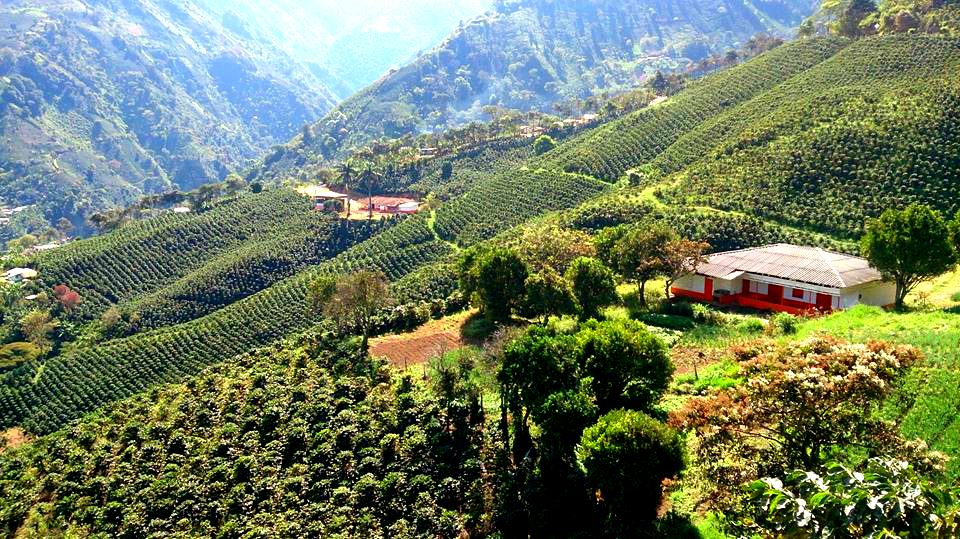
Plantaciones de café en Bolívar, Colombia. El café es cultivado en Centroamérica y el cono norte de sudamérica.

Los cuatro países con mayor agricultura en América del Sur son Brasil, Argentina, Chile y Colombia. Actualmente:
- Brasil es el mayor productor mundial de caña de azúcar, soja, café, naranja, guarana, açaí y nueces de Brasil; es uno de los 5 mayores productores de maíz, papaya, tabaco, piña, plátano, algodón, frijol, coco, sandía y limón; y es uno de los 10 productores más grandes del mundo de cacao, anacardo, aguacate, caqui, mango, guayaba, arroz, sorgo y tomate;
- Argentina es uno de los 5 mayores productores del mundo de soja, maíz, semilla de girasol, limón y pera, uno de los 10 mayores productores mundiales de cebada, uva, alcachofa, tabaco y algodón y uno de los 15 mayores productores mundiales de trigo, caña de azúcar, sorgo y pomelo;
- Chile es uno de los 5 mayores productores mundiales de cereza y arándano azul, y uno de los 10 mayores productores mundiales de uva, manzana, kiwi, melocotón, ciruela y avellana, centrándose en la exportación de frutas de alto valor;
- Colombia es uno de los 5 mayores productores del mundo de café, aguacate y aceite de palma, y uno de los 10 mayores productores de mundo de caña de azúcar, plátano, piña y cacao;
- Perú es uno de los 5 mayores productores de aguacate, arándano azul, alcachofa y espárragos, uno de los 10 mayores productores mundiales de café y cacao, uno de los 15 mayores productores mundiales de patata (el mayor en América Latina[93]) y piña, y también tiene una producción considerable de uva, caña de azúcar, arroz, plátano, maíz y mandioca; su agricultura está considerablemente diversificada.
- La agricultura en Paraguay se está desarrollando actualmente, siendo actualmente el sexto mayor productor de soja en el mundo y entrando en la lista de los 20 mayores productores de maíz y caña de azúcar.[94]

En Centroamérica, se destacan los siguientes:
- Guatemala, uno de los 10 mayores productores en el mundo de café, caña de azúcar, melón y caucho natural, y uno de los 15 mayores productores de banano y aceite de palma del mundo;
- Honduras, que es uno de los 5 mayores productores de café del mundo y uno de los 10 mayores productores de aceite de palma;
- Costa Rica, que es el mayor productor mundial de piña;
- República Dominicana, que es uno de los 5 principales productores mundiales de papaya y aguacate y uno de los 10 mayores productores de cacao.

México es el mayor productor mundial de aguacate, uno de los cinco principales productores mundiales de pimiento, limón, naranja, mango, papaya, fresa, pomelo, calabaza y espárragos, y uno de los 10 productores más grandes del mundo de caña de azúcar, maíz, sorgo, frijol, tomate, coco, piña, melón y arándano azul.

### Ganadería, pesca y acuicultura

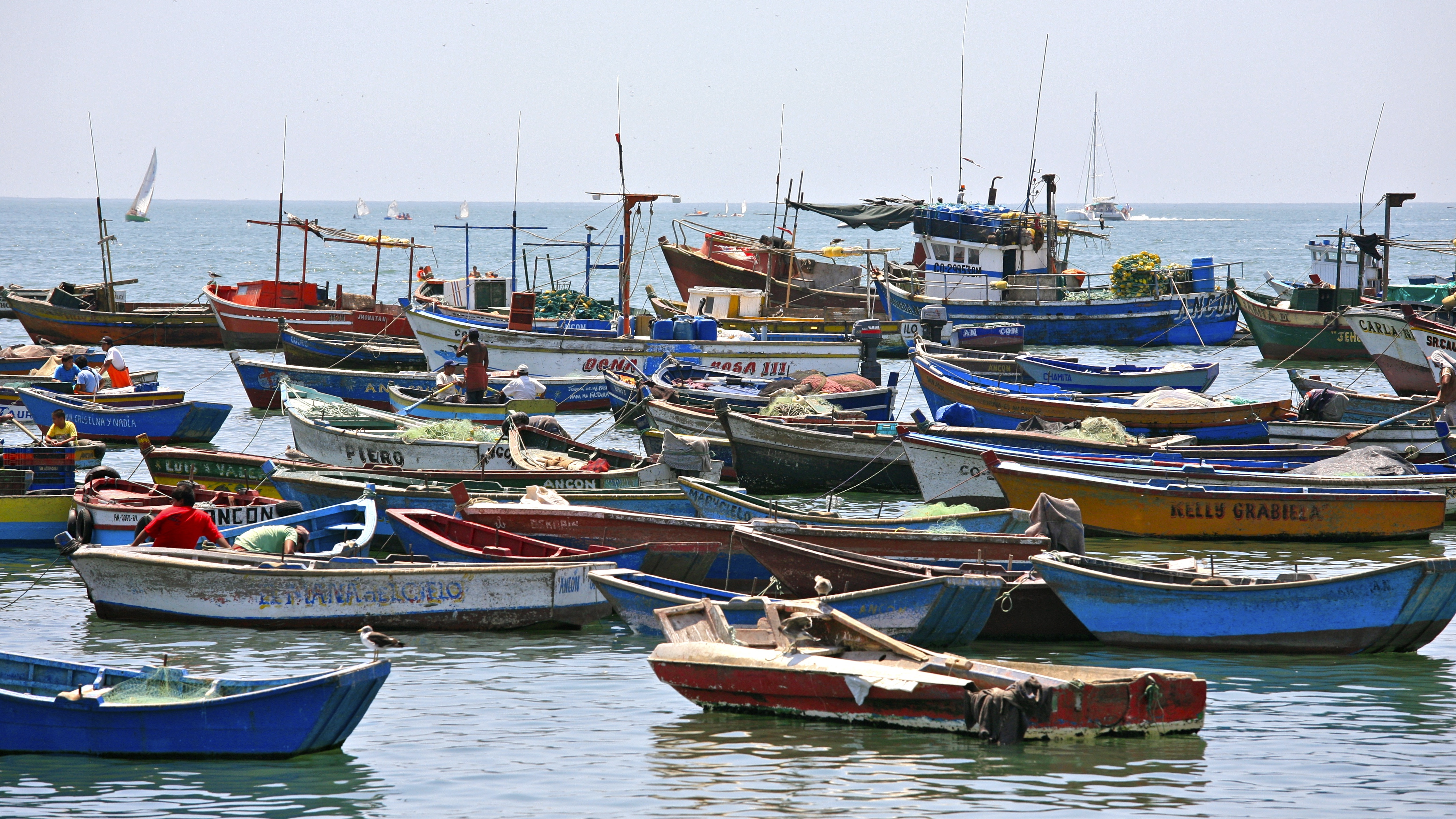
Botes pesqueros en Perú. La pesca es un rubro importante en la costa Pacífico.
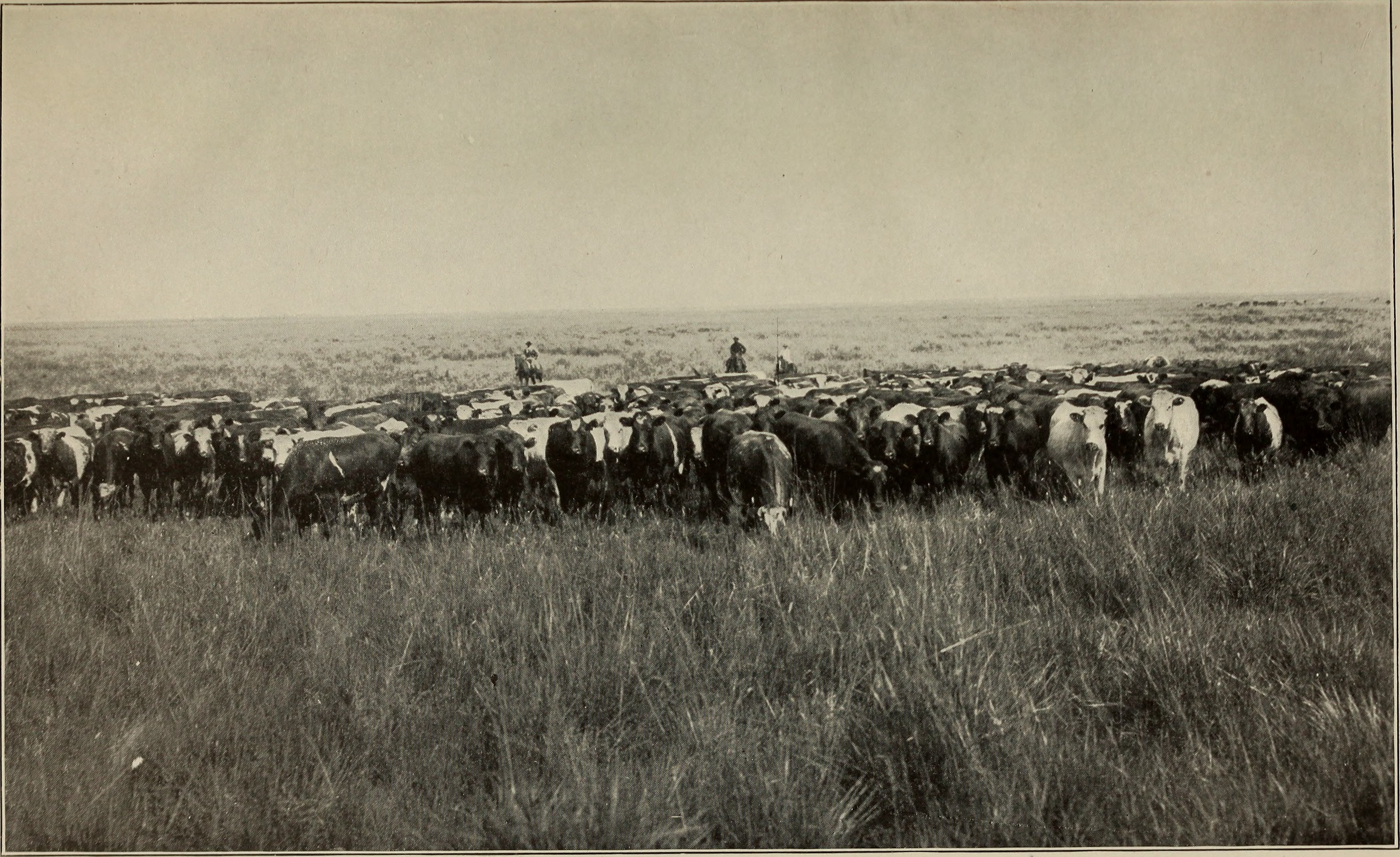
Ganadería de vacuno en Argentina, 1903. La ganadería de vacuno tiene una larga tradición en la cuenca del Río de La Plata.
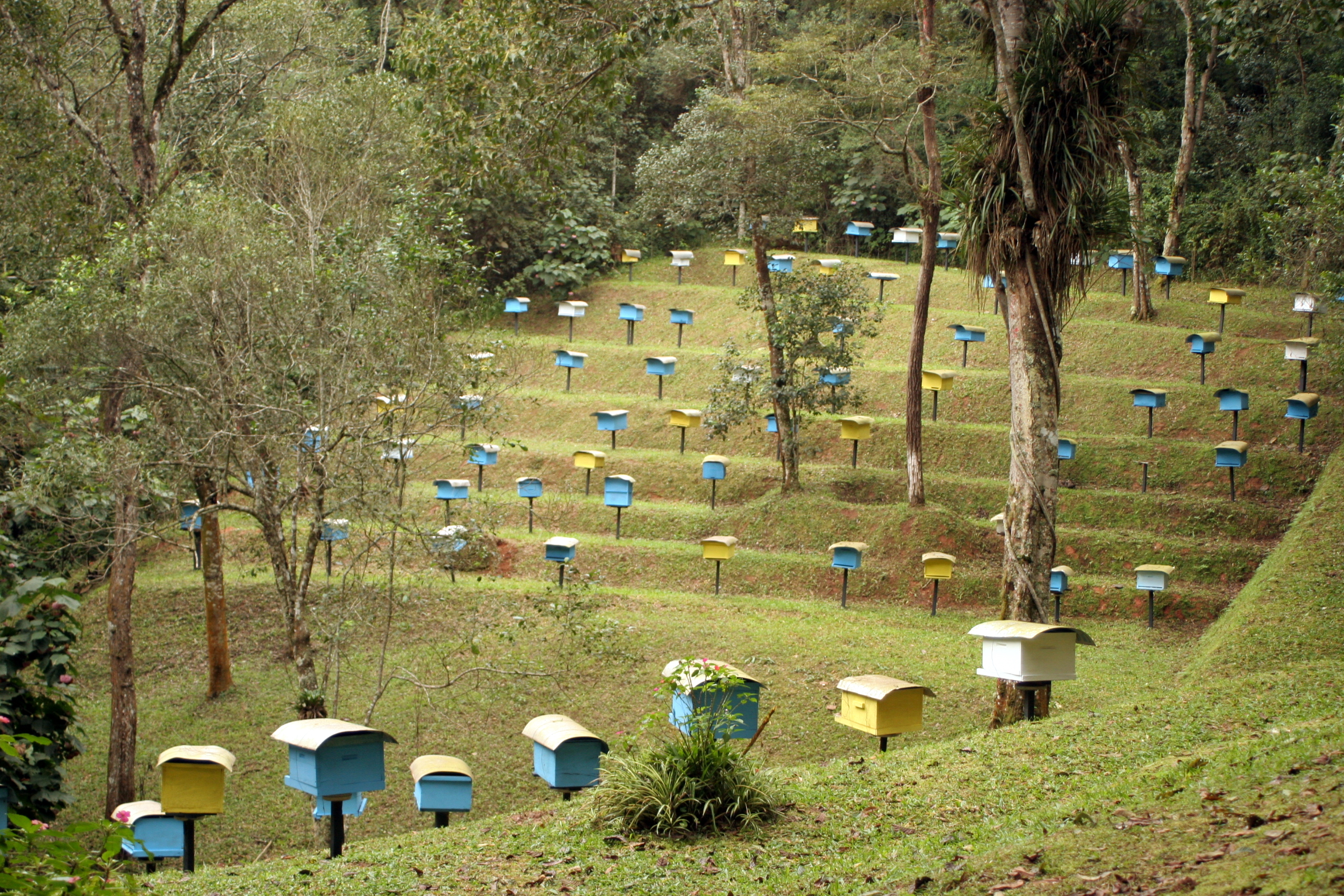
Argentina, México y Brasil están entre los diez países que más miel producen en el mundo.
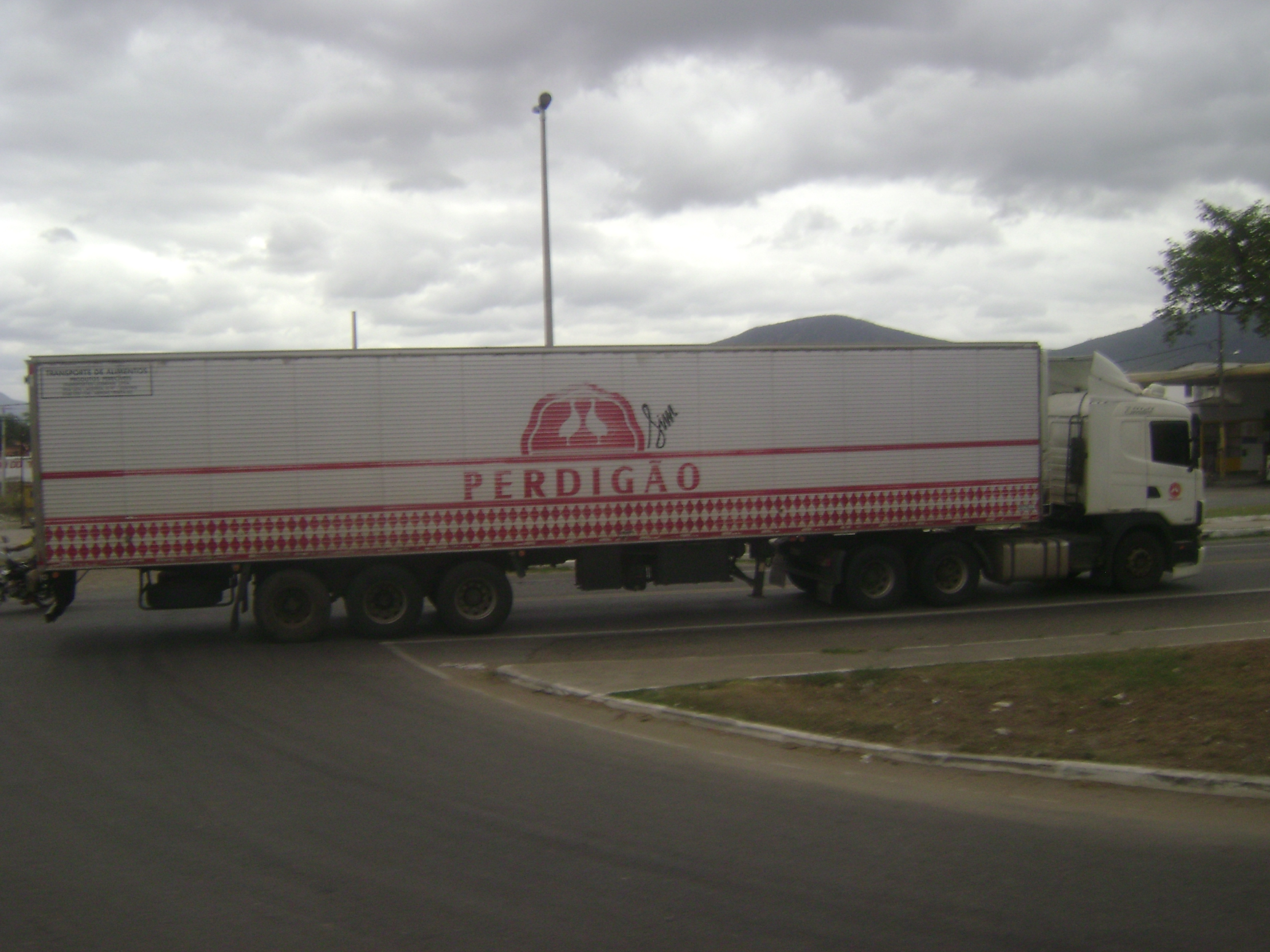
Camión de una empresa cárnica en Brasil. América Latina produce el 25 % de la carne de res y pollo del mundo.
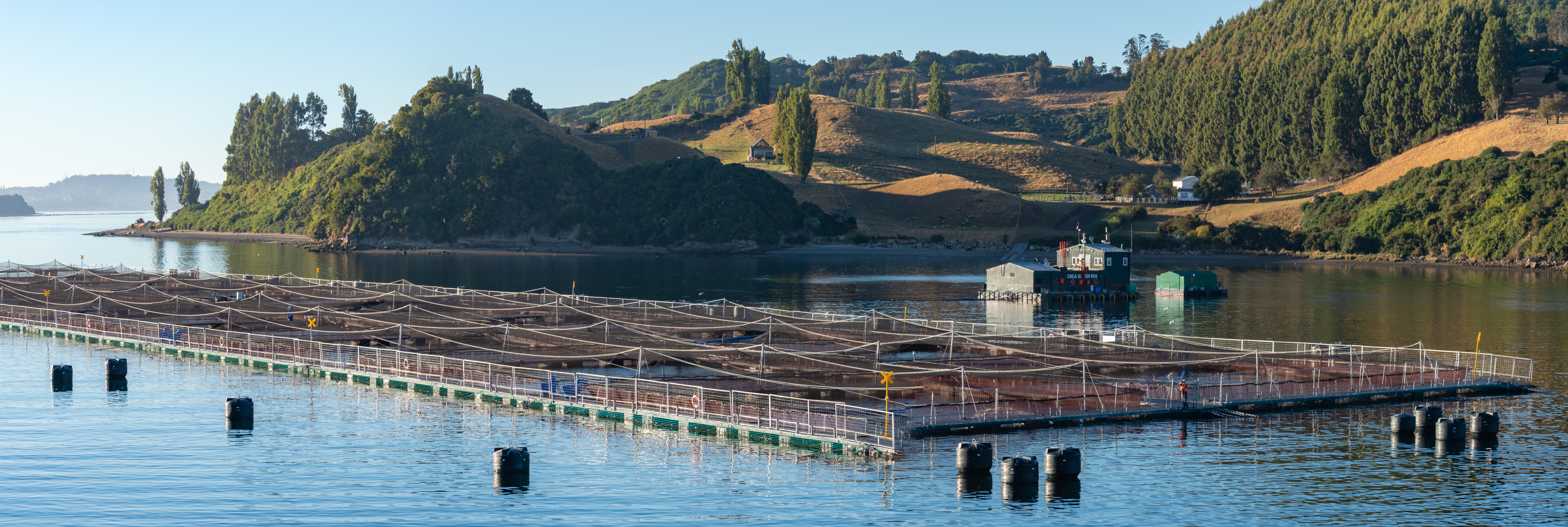
Acuicultura del salmón en Chiloé, Chile.

Brasil es el mayor exportador mundial de carne de pollo: 3,77 millones de toneladas en 2019. El país es el poseedor del segundo rebaño de ganado más grande del mundo, el 22,2 % del rebaño mundial. El país fue el segundo mayor productor de carne de res en 2019, responsable del 15,4 % de la producción mundial. También fue el tercer mayor productor de leche del mundo en 2018. Este año, el país produjo 35,1 mil millones de litros. En 2019, Brasil fue el 4.º productor de carne de cerdo del mundo, con casi 4 millones de toneladas.
En 2018, Argentina fue el cuarto productor mundial de carne de vacuno, con una producción de 3 millones de toneladas (solo por detrás de Estados Unidos, Brasil y China). Uruguay también es un importante productor de carne. En 2018, produjo 589 mil toneladas de carne vacuna.
En la producción de carne de pollo, México se encuentra entre los 10 mayores productores del mundo, Argentina entre los 15 más grandes y Perú y Colombia entre los 20 más grandes. En la producción de carne de res, México es uno de los 10 mayores productores del mundo y Colombia es uno de los 20 mayores productores. En la producción de carne de cerdo, México se encuentra entre los 15 mayores productores del mundo. En la producción de miel, Argentina se encuentra entre los 5 mayores productores del mundo, México entre los 10 más grandes y Brasil entre los 15 más grandes. En términos de producción de leche de vaca, México se encuentra entre los 15 mayores productores del mundo y Argentina entre los 20.

### Minería

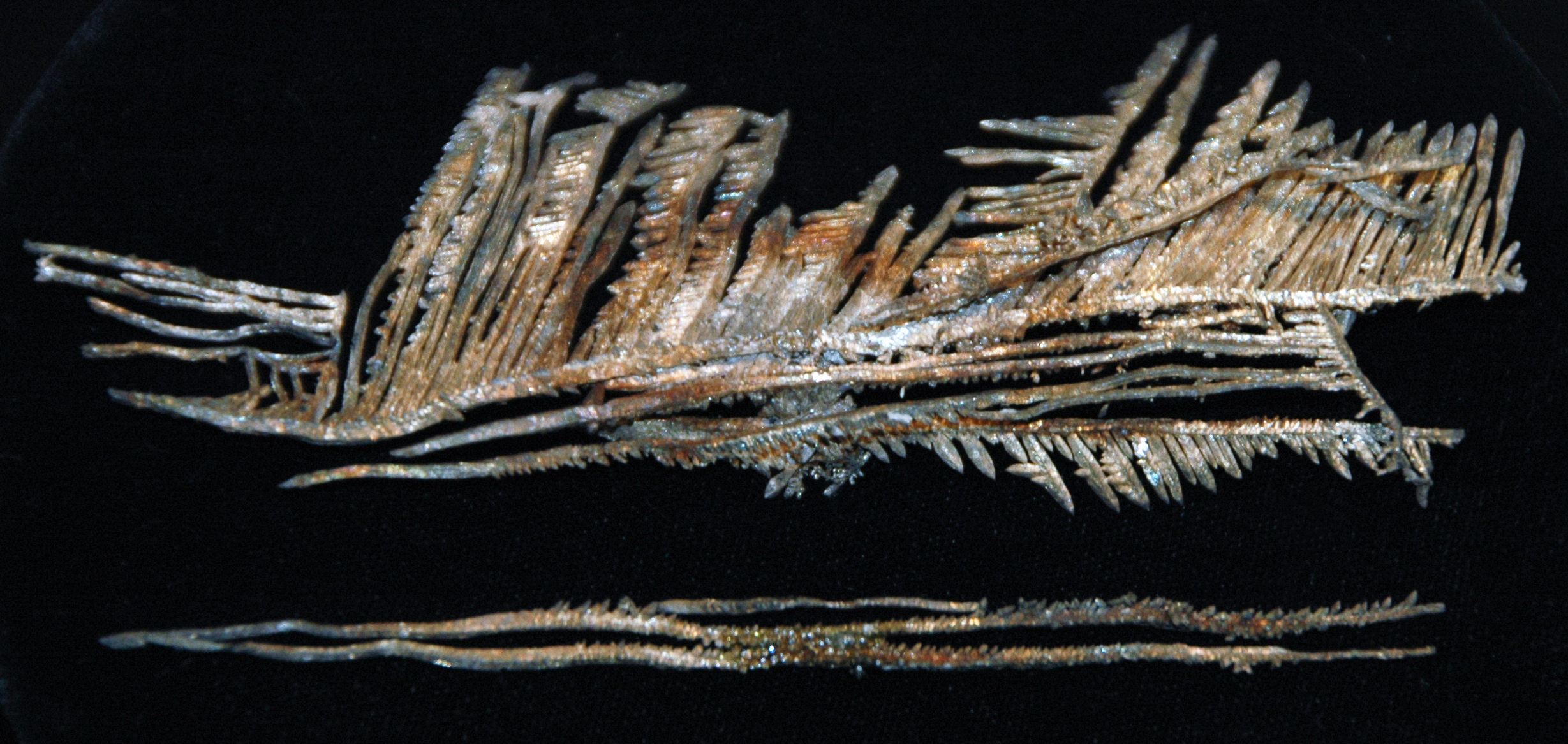
México es el primer productor mundial de plata.
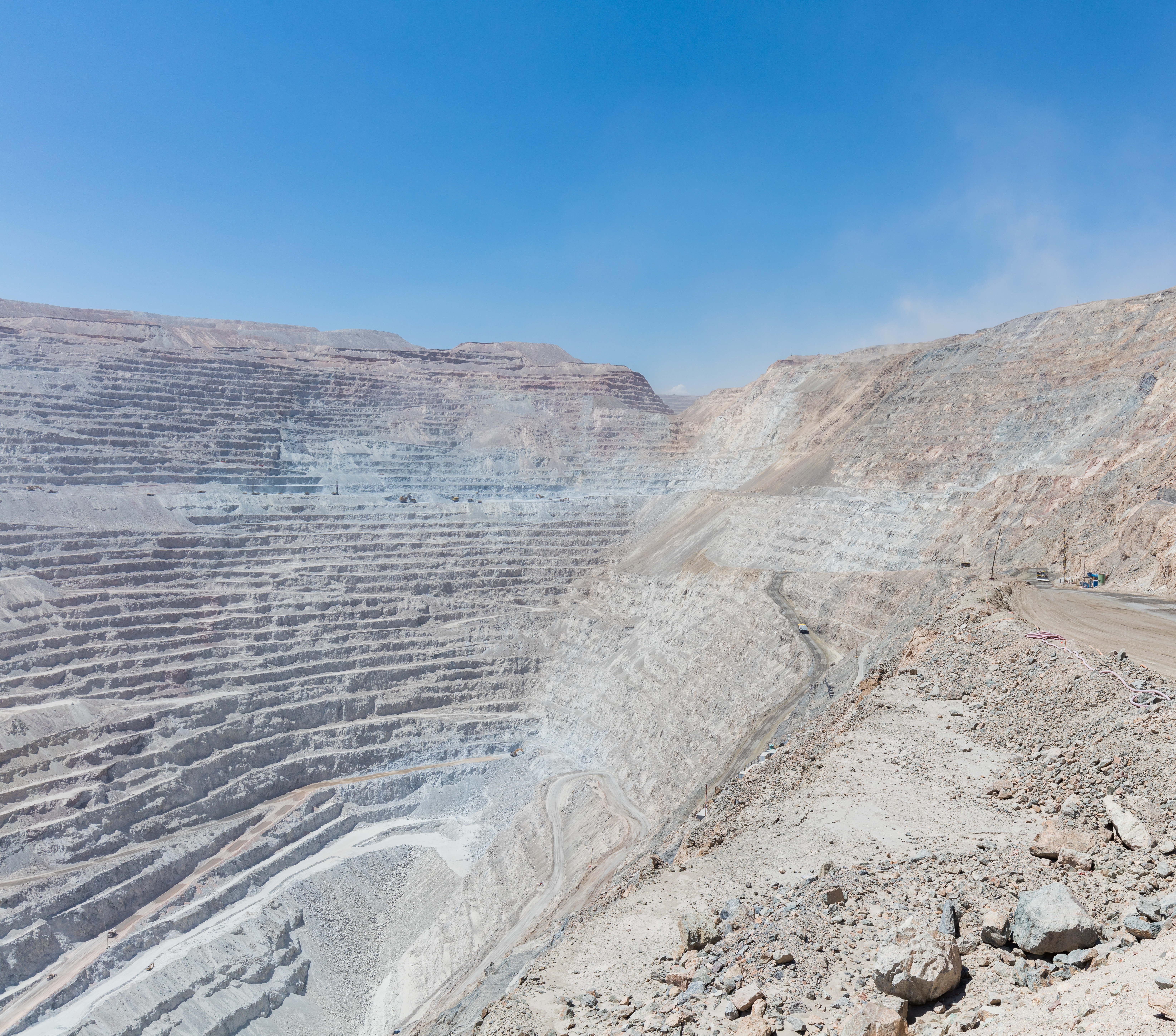
Chile es el primer productor mundial de cobre.
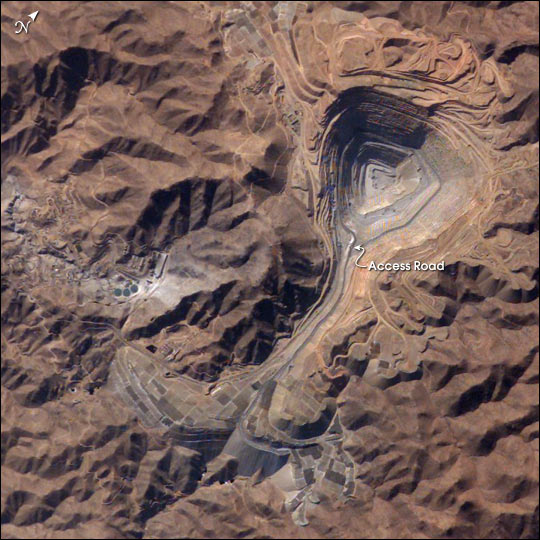
Perú es el segundo productor mundial de cobre, de plata y de zinc.
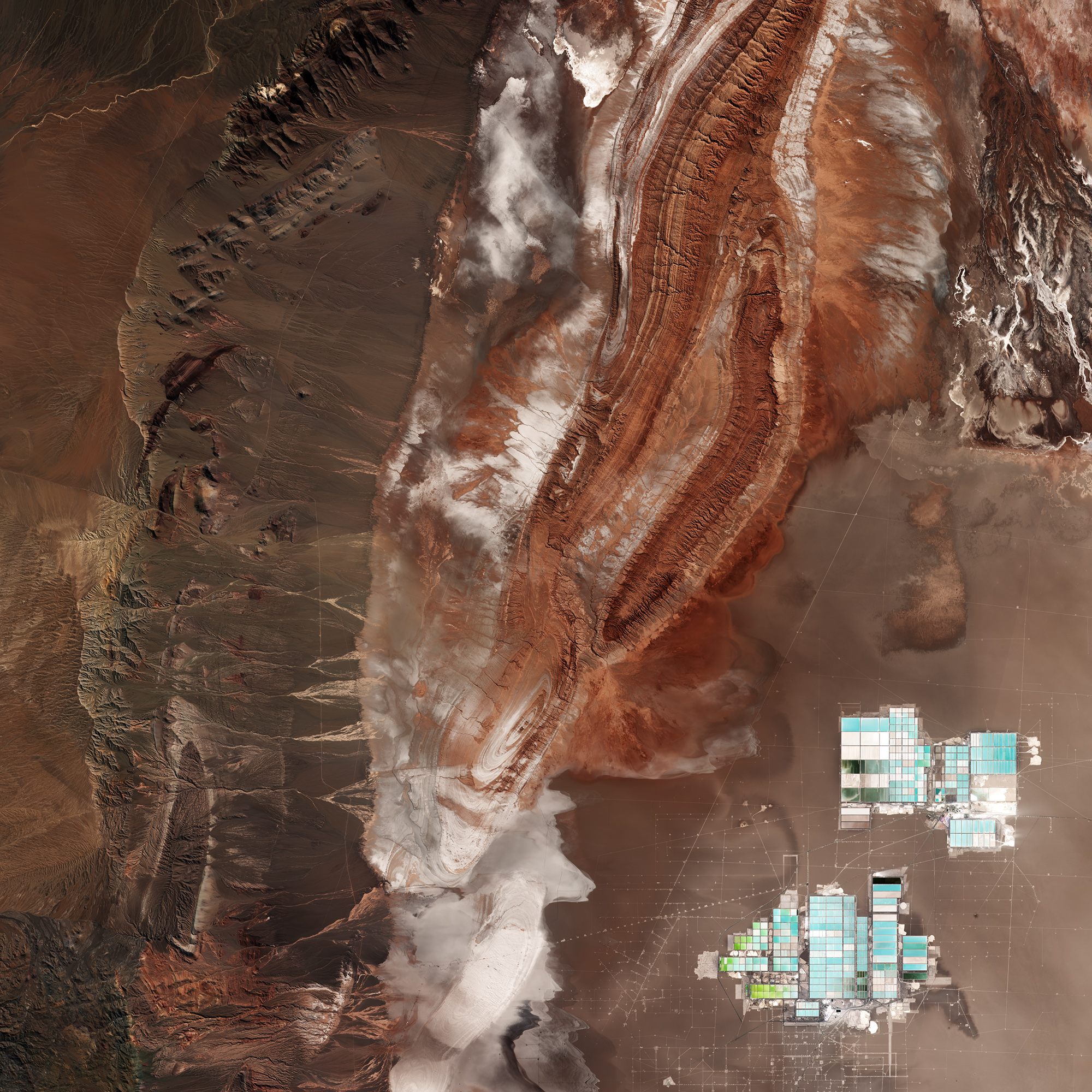
La Puna de Atacama entre Argentina, Bolivia y Chile, concentra el 85 % de las reservas mundiales de litio.
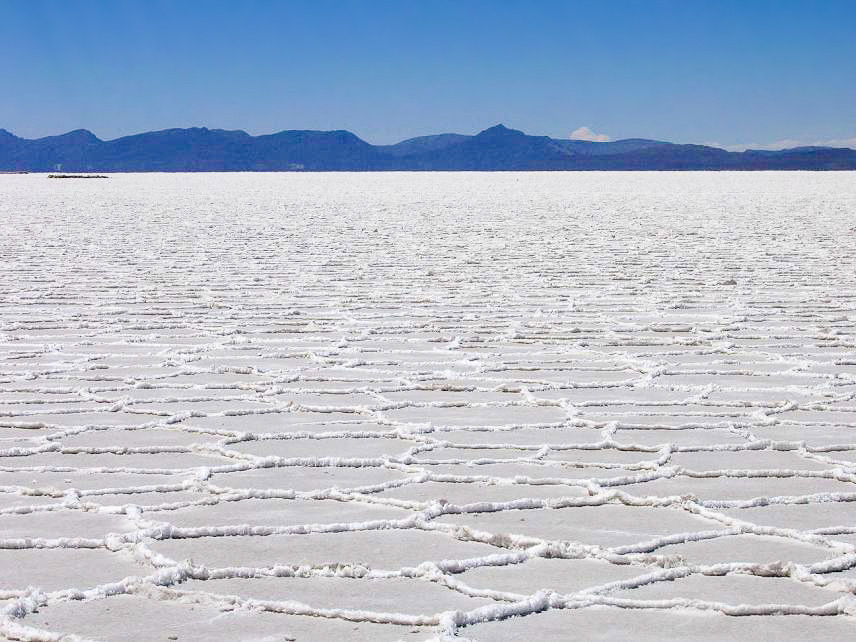
México, Chile y Brasil están entre los diez países productores de sal en el mundo.

La minería es uno de los sectores económicos más importantes de América Latina, especialmente para Chile, Perú y Bolivia, cuyas economías son altamente dependientes de este sector. El continente tiene grandes producciones de oro (principalmente en Perú, República Dominicana, México, Brasil y Argentina); plata (principalmente en México, Perú, Chile, Bolivia y Argentina); cobre (principalmente en Chile, Perú, México y Brasil); mineral de hierro (Brasil, Perú y Chile); zinc (Perú, México, Bolivia y Brasil); molibdeno (Chile, Perú y México); litio (Chile, Argentina y Brasil); plomo (Perú, México y Bolivia); bauxita (Brasil y Jamaica); estaño (Perú, Bolivia y Brasil); manganeso (Brasil y México); antimonio (Bolivia, México, Guatemala y Ecuador); níquel (Brasil, República Dominicana y Cuba); niobio (Brasil); renio (Chile); yodo (Chile), entre otros.
Brasil se destaca en la extracción de mineral de hierro (donde es el segundo mayor productor y exportador del mundo - el mineral de hierro suele ser uno de los 3 productos de exportación que generan mayor valor en la balanza comercial del país), cobre, oro, bauxita (uno de los 5 productores más grandes del mundo), manganeso (uno de los 5 productores más grandes del mundo), estaño (uno de los mayores productores del mundo), niobio (concentra el 98 % de las reservas conocidas en el mundo) y níquel. En términos de piedras preciosas,Brasil es el mayor productor mundial de amatista, topacio, ágata y uno de los principales productores de turmalina, esmeralda, aguamarina, granate y ópalo. También hay producción de amatista en Uruguay y Bolivia. Guyana es un productor considerable de diamante.
Chile fue, en 2019, el mayor productor mundial de cobre, yodo y renio, el segundo mayor productor de litio y molibdeno, el sexto mayor productor de plata, el séptimo mayor productor de sal, el octavo mayor productor de potasa, el decimotercer productor de azufre y el decimotercer productor de mineral de hierro del mundo. En la producción de oro, entre 2006 y 2017, el país produjo cantidades anuales entre 35,9 toneladas en 2017 a 51,3 toneladas en 2013.
Perú fue, en 2019, el segundo productor mundial de cobre y plata, octavo productor mundial de oro, tercer productor mundial de plomo, segundo productor mundial de zinc, el cuarto productor mundial de estaño, el quinto mayor productor de boro y el cuarto mayor productor de molibdeno del mundo.
Bolivia fue, en 2019, el 8.º productor mundial de plata; 4.º productor mundial de boro; 5.º productor mundial de antimonio; 5.º productor mundial de estaño; 6.º productor mundial de tungsteno; 7.º productor mundial de zinc, y el 8.º productor mundial de plomo. En la producción de oro, hasta 2012 el país producía un promedio anual de entre 7 y 10 toneladas por año. Posteriormente, la minería aumentó, alcanzando un pico de producción en 2014 de 25 toneladas. En 2017 el país produjo 24,8 toneladas.
México fue, en 2019, el mayor productor mundial de plata, el noveno productor mundial de oro, el octavo productor mundial de cobre, el quinto mayor productor de plomo, sexto mayor productor de zinc, quinto mayor productor de molibdeno, tercer mayor productor de mercurio, quinto mayor productor mundial de bismuto, el 13.º productor mundial de manganeso y el 23.er productor mundial de fosfato. También es el octavo productor mundial de sal.
Argentina fue, en 2019, el cuarto productor mundial de litio, el noveno productor mundial de plata, el decimoséptimo productor mundial de oro y el séptimo productor mundial de boro.
Colombia es el mayor productor mundial de esmeralda. En la producción de oro, entre 2006 y 2017, el país produjo 15 toneladas por año hasta 2007, cuando su producción aumentó significativamente, batiendo un récord de 66,1 toneladas extraídas en 2012. En 2017, extrajo 52,2 toneladas. El país se encuentra entre los 25 mayores productores de oro del mundo. En la producción de plata, en 2017 el país extrajo 15,5 toneladas.

### Energías combustibles

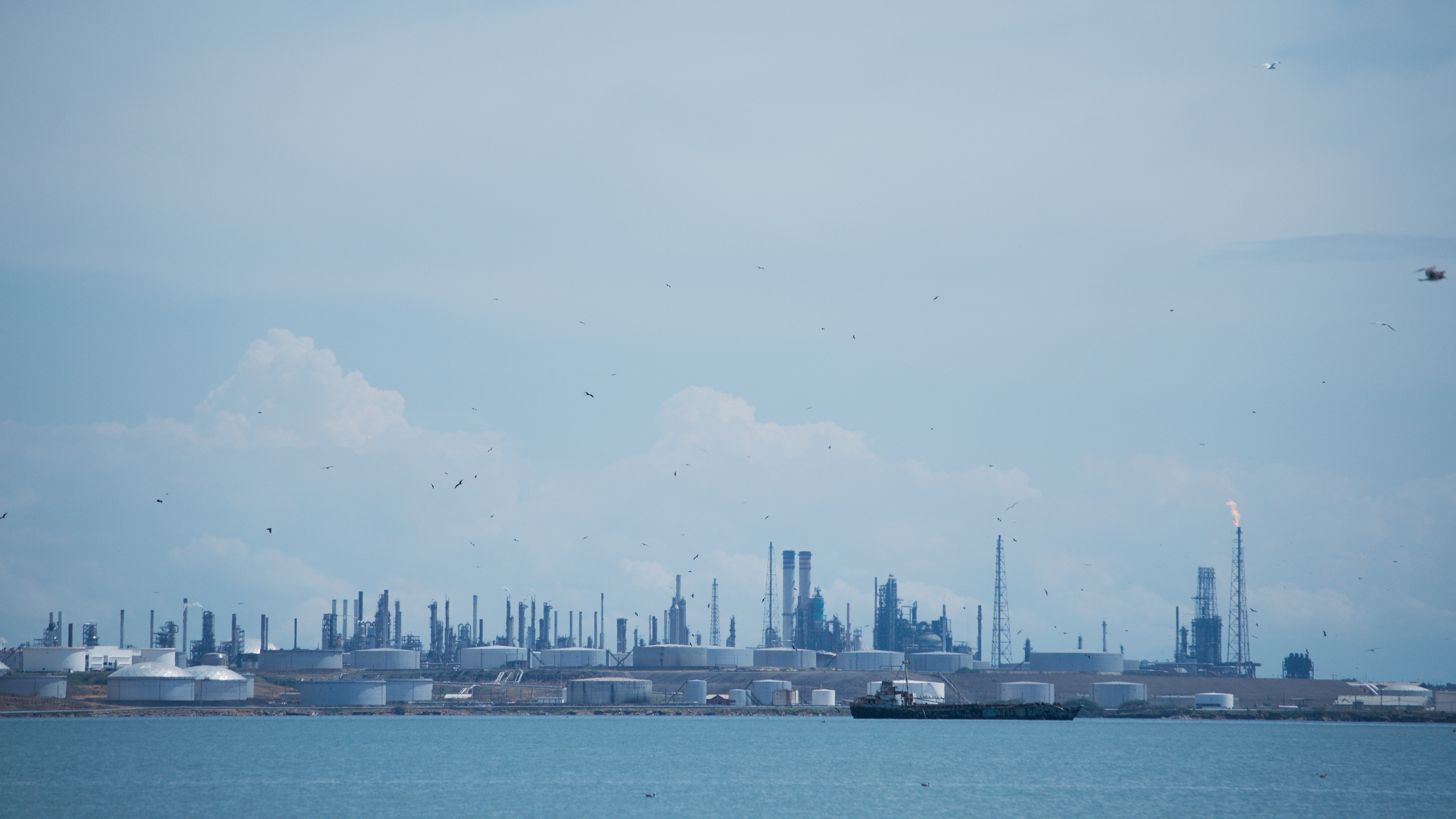
Refinería de petróleo en Amuay, Venezuela. Este país es miembro de OPEP desde 1960.
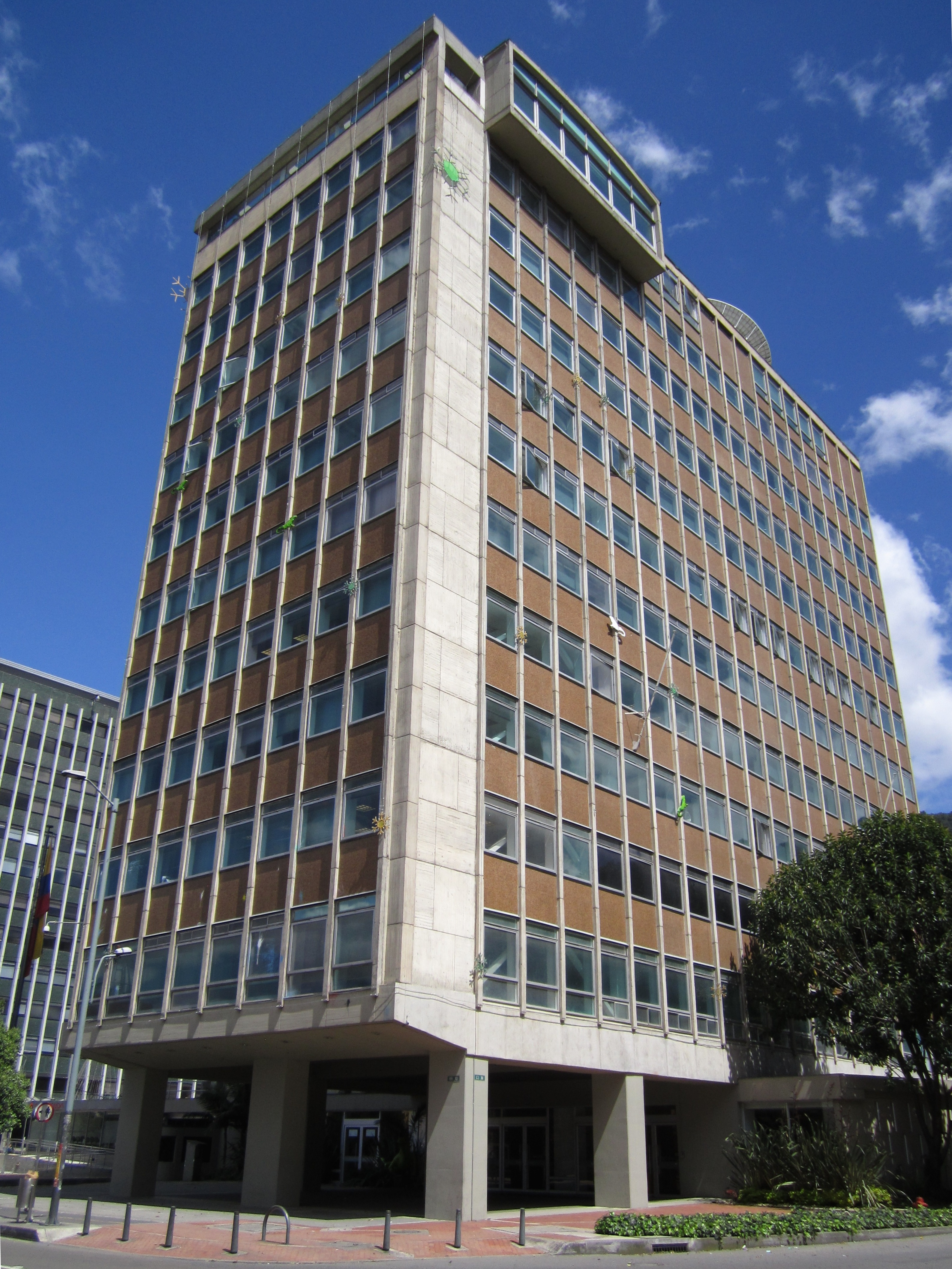
Sede central de Ecopetrol, empresa petrolera de Colombia.
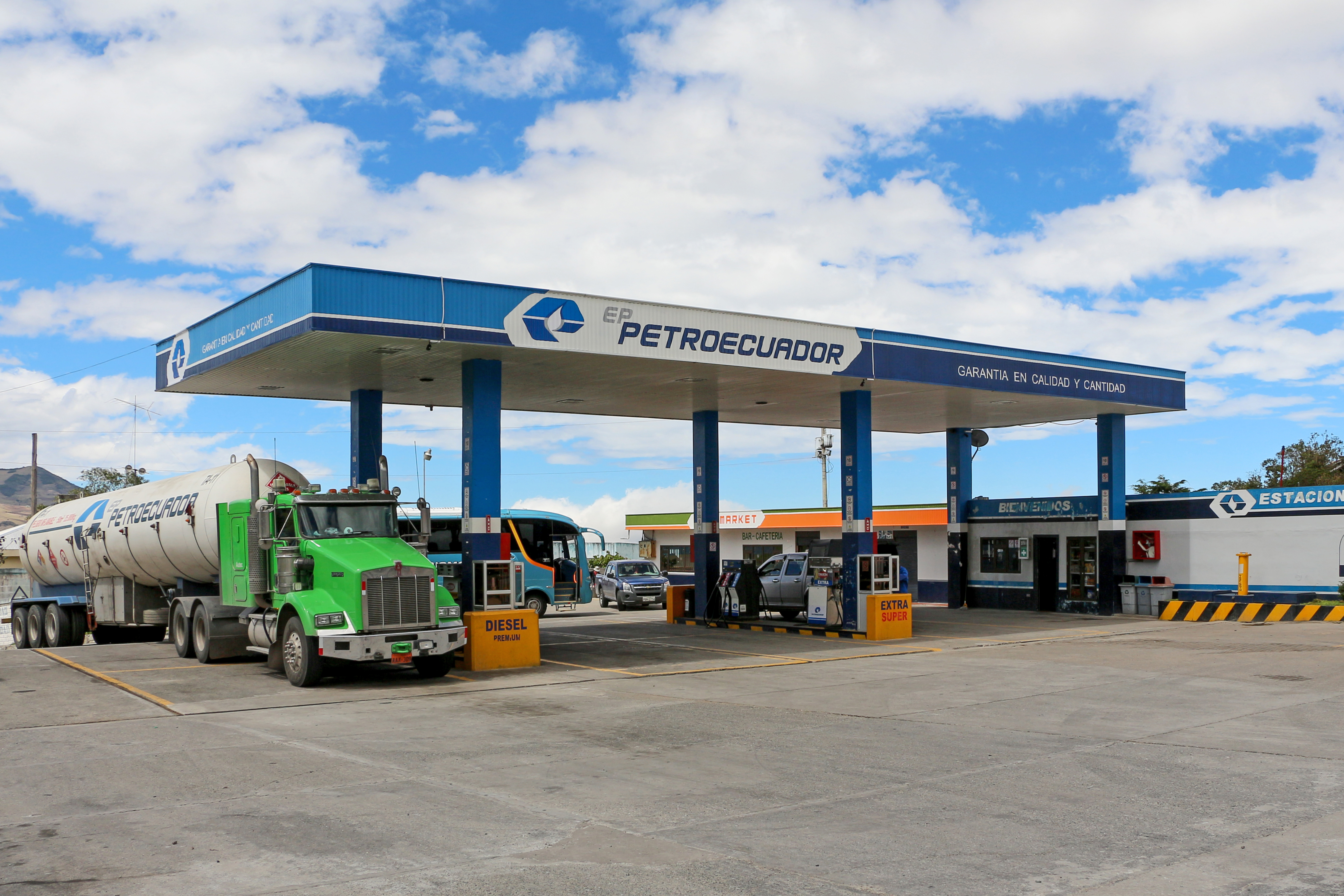
Estación de combustibles de Petroecuador, empresa petrolera de Ecuador. Este país ha sido miembro fluctuante de OPEP por 32 años.
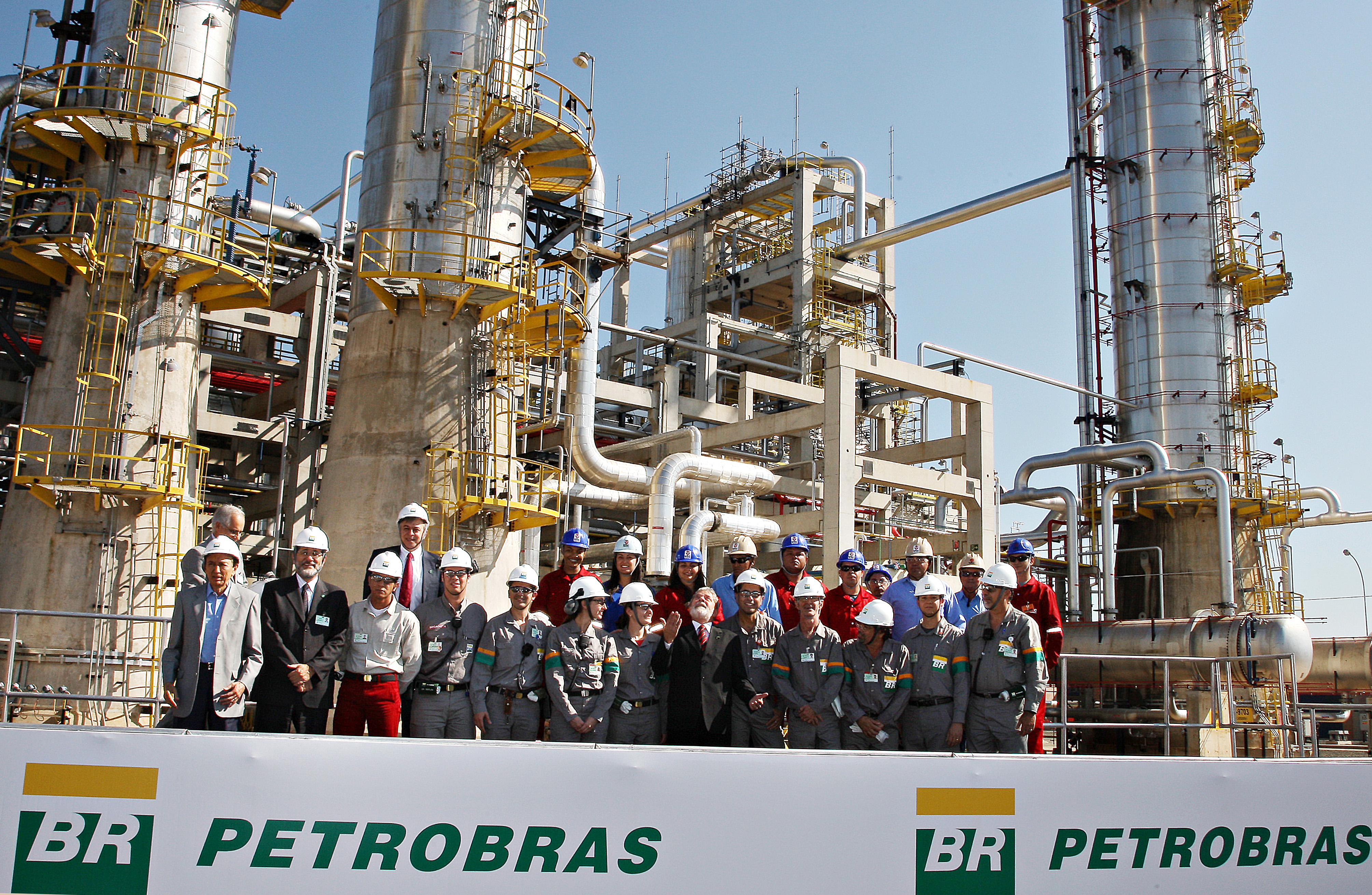
Petrobras, principal empresa petrolera de Brasil.
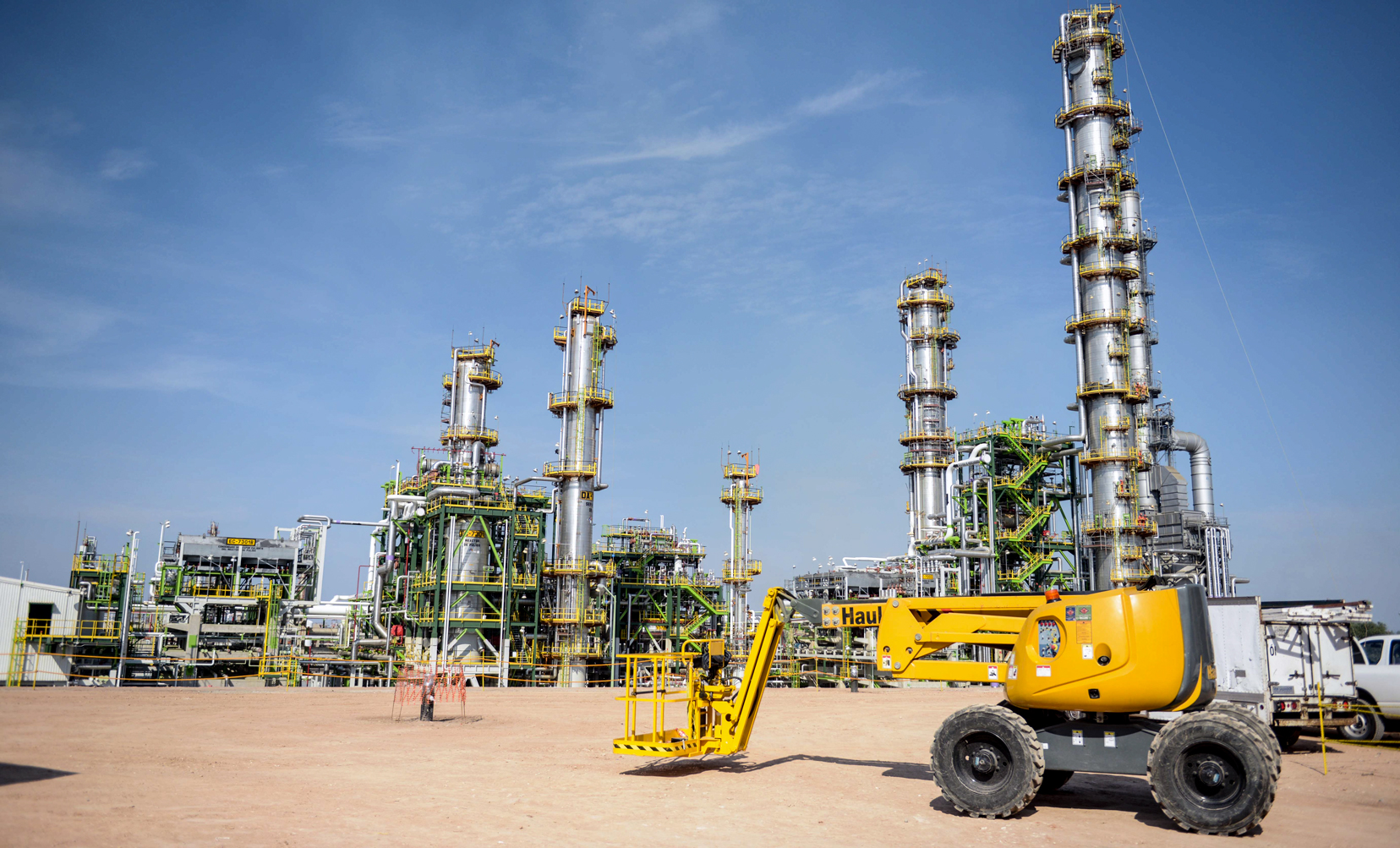
Refinería de Tula, de la empresa mexicana Pemex.

En la producción de petróleo, Brasil fue el décimo productor de petróleo más grande del mundo en 2019, con 2.8 millones de barriles / día. México fue el duodécimo más grande, con 2.1 millones de barriles / día, Venezuela fue el vigésimo primer lugar, con 877 mil barriles / día, Colombia en el puesto 22 con 886 mil barriles / día, Ecuador en el 28 con 531 mil barriles / día y Argentina. 29 con 507 mil barriles / día. Como Venezuela y Ecuador consumen poco petróleo y exportan la mayor parte de su producción, forman parte de OPEP. Venezuela tuvo una gran caída en la producción después de 2015 (donde produjo 2,5 millones de barriles / día), cayendo en 2016 a 2,2 millones, en 2017 a 2 millones, en 2018 a 1,4 millones y en 2019 a 877 mil, por falta de inversiones.
En la producción de gas natural, en 2018, Argentina produjo 1524 bcf (miles de millones de pies cúbicos), México produjo 999, Venezuela 946, Brasil 877, Bolivia 617, Perú 451, Colombia 379.
El gobierno brasileño ha emprendido un ambicioso programa para reducir la dependencia del petróleo importado. Las importaciones anteriormente representaban más del 70% de las necesidades de petróleo del país, pero Brasil se volvió autosuficiente en petróleo en 2006–2007. Brasil fue el décimo mayor productor de petróleo del mundo en 2019, con 2,8 millones de barriles/día. La producción logra abastecer la demanda del país. A principios de 2020, en la producción de petróleo y gas natural, el país superó por primera vez los 4 millones de barriles de petróleo equivalente por día. En enero de este año se extrajeron 3,168 millones de barriles de petróleo por día y 138,753 millones de metros cúbicos de gas natural.
En 2020, México fue el decimocuarto productor de petróleo del mundo y en 2018 fue el duodécimo exportador. En gas natural, el país fue, en 2015, el vigésimo primer productor mundial y en 2007 el vigésimo noveno exportador. México también fue el 24.º productor mundial de carbón en 2018. Colombia fue el vigésimo productor de petróleo del mundo y en 2015 fue el decimonoveno exportador. En gas natural, el país fue, en 2015, el 40.º productor mundial. Lo más destacado de Colombia es el carbón, donde el país fue, en 2018, el duodécimo productor mundial y el quinto exportador mundial. Venezuela, que fue uno de los mayores productores de petróleo del mundo (alrededor de 2,5 millones de barriles / día en 2015) y uno de los mayores exportadores, debido a sus problemas políticos, ha visto reducida su producción drásticamente en los últimos años: alcanzó solo 300.000 barriles / día en 2020. Argentina fue, en 2017, el 18 ° productor mundial (y el mayor productor de América Latina) de gas natural, además de ser el 28 ° productor de petróleo; si bien el país tiene el campo Vaca Muerta, que contiene cerca de 16 mil millones de barriles de petróleo de esquisto técnicamente recuperable, y es el segundo yacimiento de gas natural de esquisto más grande del mundo, el país carece de capacidad para explotar el yacimiento: es capital necesario, tecnología y conocimientos que solo pueden provenir de las empresas energéticas offshore, que ven a la Argentina y sus erráticas políticas económicas con considerable recelo, sin querer invertir en el país. Trinidad y Tobago y Bolivia destacan en la producción de gas natural, donde fueron, respectivamente, los 20 y 31 más grandes del mundo en 2015. Ecuador, debido a que consume poca energía, es parte de la OPEP y fue el 27.º mayor productor de petróleo del mundo en 2020, siendo el 22.º mayor exportador en 2014.

### Energías alternativas

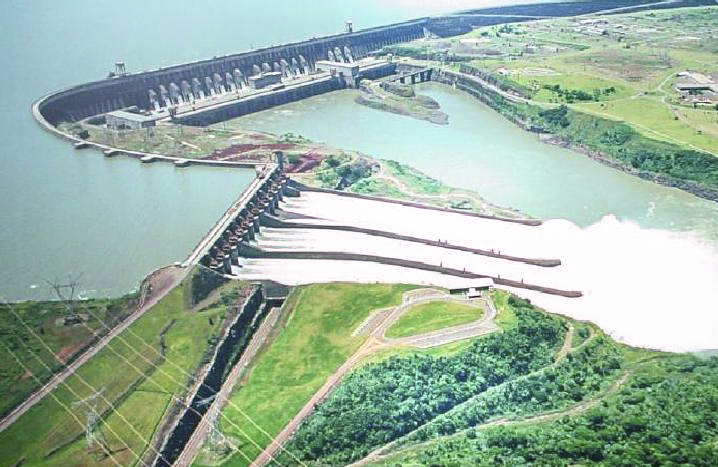
Represa de Itaipu, obra hidroeléctrica compartida entre Paraguay y Brasil.
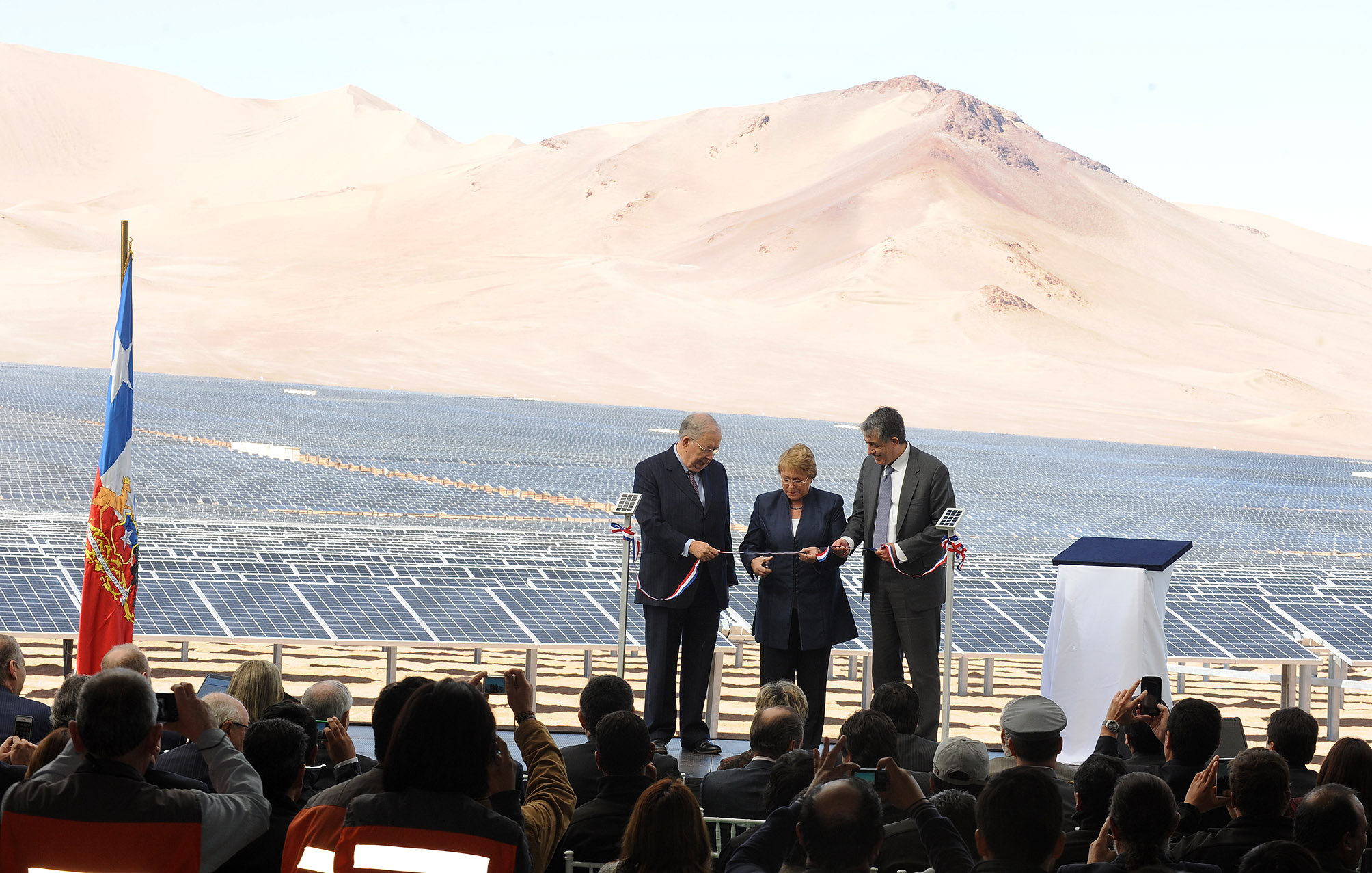
Planta fotovoltaica en Copiapó, Chile.
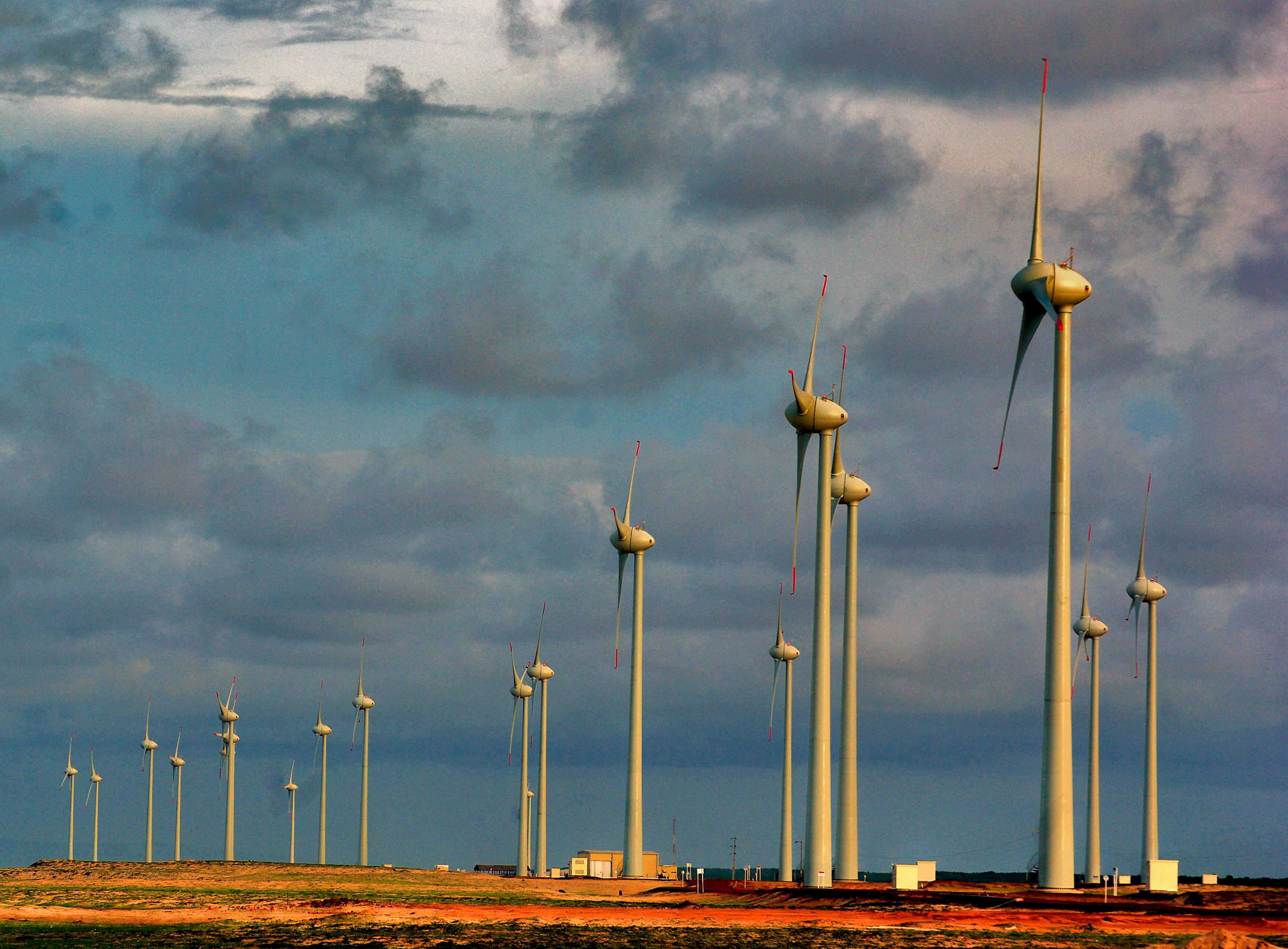
Energía eólica en Parnaíba, Brasil.
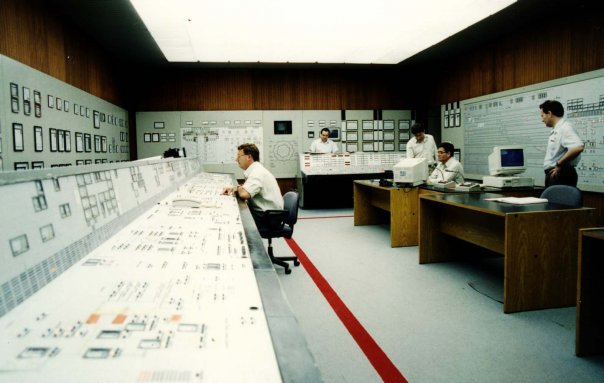
Sala de control de la Central Nuclear Atucha. Argentina, junto con México y Brasil son los únicos países en América latina con generación de energía atómica
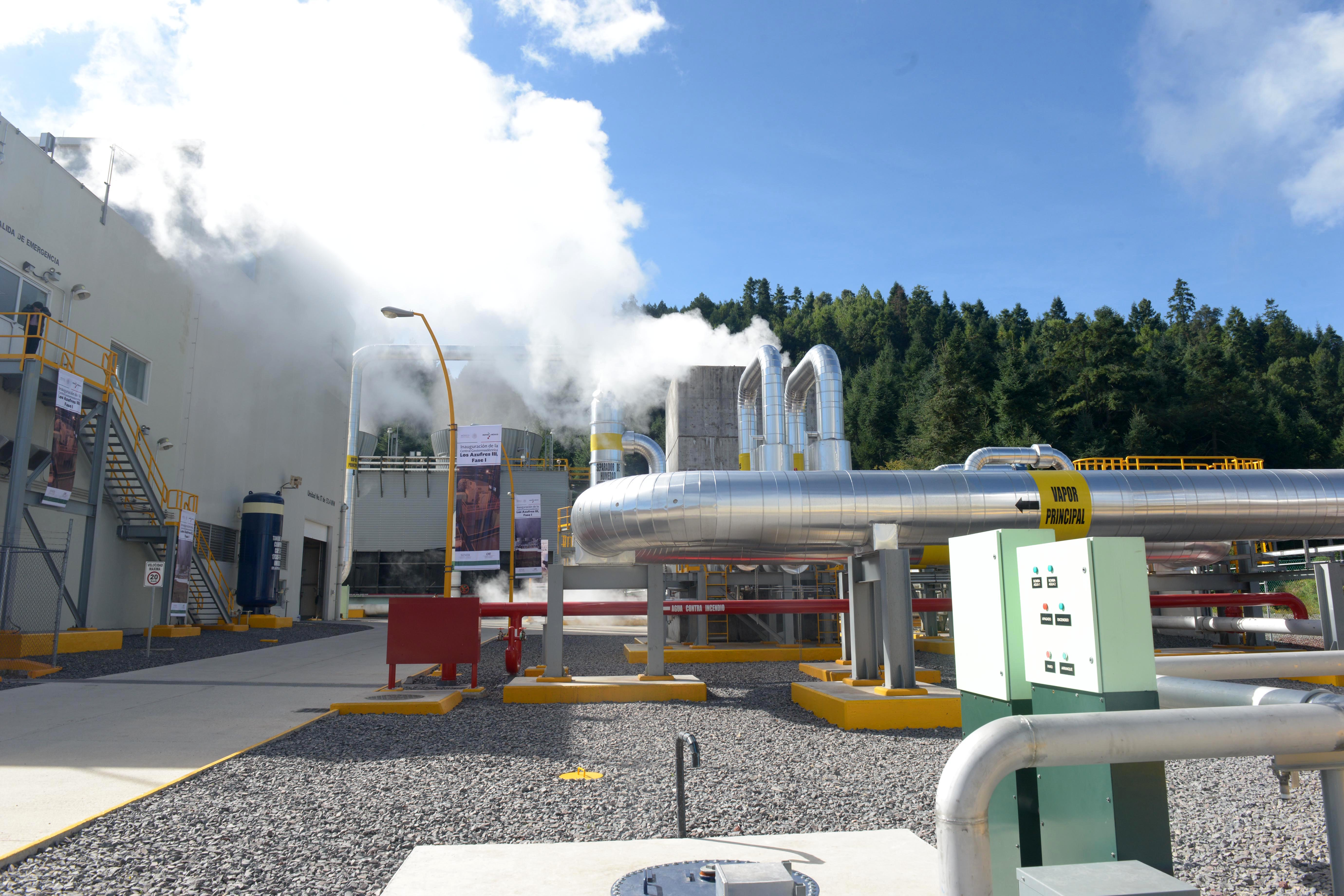
Central Geotermoeléctrica Los Azufres, México.

Mayores productores de electricidad anual generada por todas las fuentes entre los países de la región en 2020.
|    | País        | Producción de electricidad Millones kWh |
| -- | ----------- | --------------------------------------- |
| 01 | Brasil      | 568 000                                 |
| 02 | México      | 303 000                                 |
| 03 | Argentina   | 132 000                                 |
| 04 | Venezuela   | 109 000                                 |
| 05 | Chile       | 76 000                                  |
| 06 | Colombia    | 75 000                                  |
| 07 | Paraguay    | 63 000                                  |
| 08 | Perú        | 50 000                                  |
| 09 | Ecuador     | 27 000                                  |
| 10 | Puerto Rico | 21 000                                  |

Brasil es uno de los principales productores mundiales de energía hidroeléctrica. En 2019, Brasil tenía 217 centrales hidroeléctricas en operación, con una capacidad instalada de 98.581 MW, el 60,16 % de la generación energética del país. En la generación total de electricidad, en 2019 Brasil alcanzó los 170.000 MW de capacidad instalada, más del 75 % de fuentes renovables (la mayoría, hidroeléctricas). A fines de 2021, Brasil era el segundo país del mundo en términos de potencia hidroeléctrica instalada (109,4 GW).
En 2013, la Región Sudeste utilizó alrededor del 50 % de la carga del Sistema Integrado Nacional (SIN), siendo la principal región consumidora de energía del país. La capacidad instalada de generación de electricidad de la región totalizó casi 42.500 MW, lo que representó alrededor de un tercio de la capacidad de generación de Brasil. La generación hidroeléctrica representó el 58 % de la capacidad instalada de la región, correspondiendo el 42 % restante básicamente a la generación termoeléctrica. São Paulo representó el 40 % de esta capacidad; Minas Gerais en aproximadamente un 25 %; Río de Janeiro en 13,3 %; y Espírito Santo representó el resto. La Región Sur es propietaria de la Represa de Itaipu, que fue la mayor central hidroeléctrica del mundo durante varios años, hasta la inauguración de la Represa de las Tres Gargantas en China. Sigue siendo la segunda hidroeléctrica en funcionamiento más grande del mundo. Brasil es copropietario de la Planta de Itaipu con Paraguay: la presa está ubicada en el Río Paraná, ubicado en la frontera entre países. Tiene una capacidad de generación instalada de 14 GW para 20 unidades generadoras de 700 MW cada uno. Región Norte tiene grandes centrales hidroeléctricas, como represa de Belo Monte y Represa de Tucuruí, que producen gran parte de la energía nacional. El potencial hidroeléctrico de Brasil aún no se ha explotado por completo, por lo que el país aún tiene la capacidad para construir varias plantas de energía renovable en su territorio.
En 2019, se estimó que el país tenía un potencial de generación estimado energía eólica de alrededor de 522 GW (esto, solo en tierra), energía suficiente para satisfacer tres veces la demanda actual del país. A julio de 2022, según ONS, la capacidad instalada total fue de 22 GW, con un factor de capacidad promedio del 58 %. Si bien el factor de capacidad de producción eólica promedio mundial es del 24,7 %, hay áreas en el norte de Brasil, especialmente en el estado de Bahía, donde algunos parques eólicos registran un factor de capacidad promedio superior al 60 %; el factor de capacidad promedio en la Región Nordeste es de 45 % en la costa y 49 % en el interior. En 2019, la energía eólica representó el 9 % de la energía generada en el país. En 2021, Brasil fue el séptimo país del mundo en términos de potencia eólica instalada (21 GW), y el cuarto mayor productor de energía eólica del mundo (72 TWh), solo por detrás de China, EE. UU. y Alemania.
La energía nuclear representa alrededor del 4 % de la electricidad de Brasil. El monopolio de la generación de energía nuclear es propiedad de Eletronuclear (Eletrobrás Eletronuclear S / A), una subsidiaria de propiedad total de Eletrobrás. La energía nuclear es producida por dos reactores en Angra. Está ubicado en la Central Nuclear Almirante Álvaro Alberto (CNAAA) en la Praia de Itaorna en Angra dos Reis, Río de Janeiro. Consta de dos reactores de agua a presión, Angra I, con una capacidad de 657 MW, conectado a la red eléctrica en 1982, y Angra II, con una capacidad de 1.350 MW, conectado en 2000. Un tercer reactor, Angra III, con un se espera que sea de 1.350 MW, debería estar terminado.
A octubre de 2022, según ONS, la capacidad instalada total de energía solar fotovoltaica era de 21 GW, con un factor de capacidad promedio del 23 %. Algunos de los estados brasileños más irradiados son MG (Minas Gerais), BA (Bahía) y GO (Goiás), que en realidad tienen récords mundiales de irradiación. En 2019, la energía solar representó el 1,27 % de la energía generada en el país. En 2021, Brasil fue el decimocuarto país del mundo en términos de potencia solar instalada (13 GW), y el decimoprimer mayor productor de energía solar del mundo (16,8 TWh).
En 2020, Brasil fue el segundo país más grande del mundo en la producción de energía a través de biomasa (producción de energía a partir de biocombustibles sólidos y residuos renovables), con 15,2 GW instalados.
En energías renovables, en 2020, México ocupó el puesto 14 en el mundo en términos de energía eólica instalada (8.1 GW), el 20 en el mundo en términos de energía solar instalada (5.6 GW) y el 19 del mundo en potencia hidroeléctrica instalada (12,6 GW). Colombia se ubicó en el puesto 45 del mundo en términos de energía eólica instalada (0,5 GW), 76 en el mundo en términos de energía solar instalada (0,1 GW) y 20 en el mundo en términos de energía hidroeléctrica instalada. (12,6 GW). Venezuela se destaca en hidroelectricidad, donde fue el decimocuarto país del mundo en términos de capacidad instalada en 2020 (16,5 GW). Argentina se ubicó en el puesto 27 del mundo en energía eólica instalada (2,6 GW), 42 en el mundo en energía solar instalada (0,7 GW) y 21 en el mundo en energía hidroeléctrica instalada. (11,3 GW). El país tiene un gran potencial de futuro para la producción de energía eólica en la región de la Patagonia. Chile tiene un gran potencial futuro para la producción de energía solar en la región del desierto de Atacama. Paraguay se destaca hoy en producción hidroeléctrica gracias a la Central de Itaipú.

### Turismo

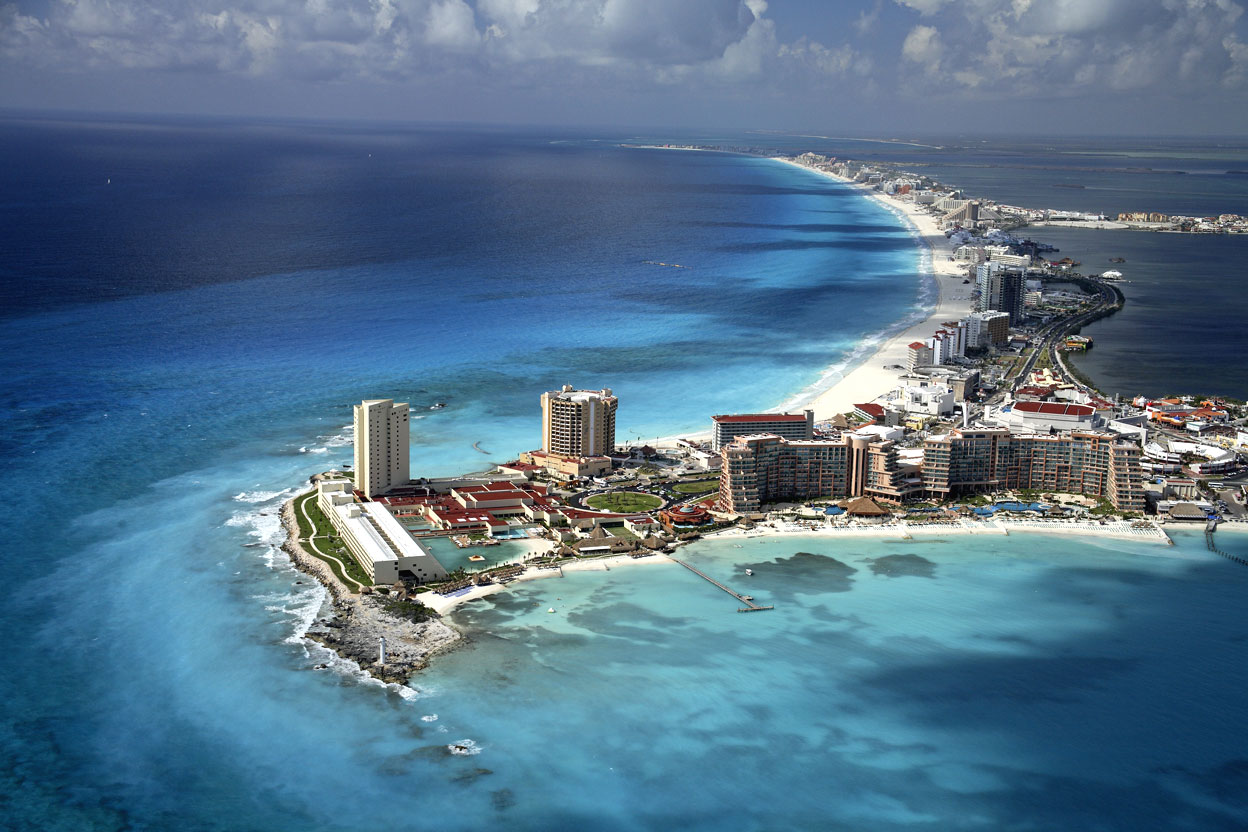
Vista aérea de Cancún. México es el país más visitado de América Latina y el único en estar dentro de los diez más turísticos del mundo, ubicándose en el sexto lugar.

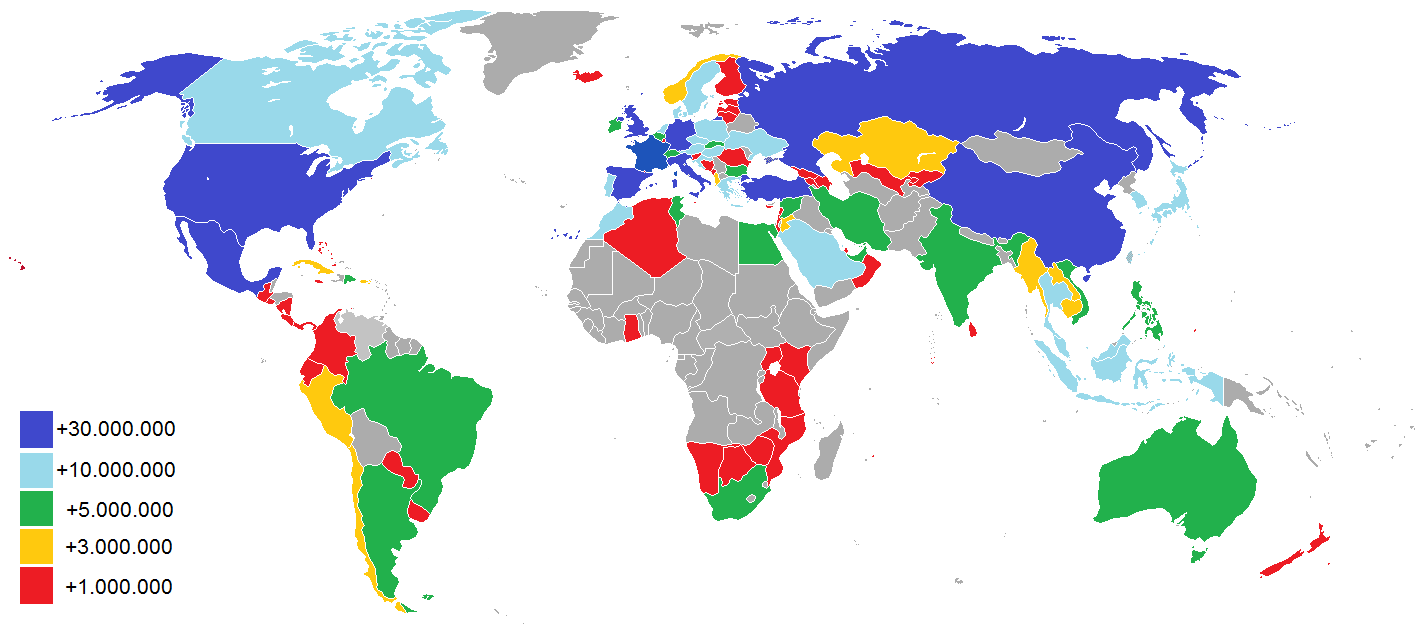
Países más visitados por turistas internacionales en 2015

Según el BID, los ingresos provenientes del turismo internacional son una importante fuente de divisas para varios de los países de América Latina, y representa un porcentaje importante del PIB y de las exportaciones de bienes y servicios, así como una importante fuente de empleo.
En la lista de destinos turísticos mundiales, en 2018, México fue el séptimo país más visitado del mundo, con 41.4 millones de turistas internacionales (e ingresos de U $ 22.5 mil millones), una buena parte de los cuales por frontera con los Estados Unidos. Argentina fue el 47.º país más visitado, con 6,9 millones de turistas (e ingresos de U $ 5.5 mil millones); Brasil fue el 48.º más visitado con 6,6 millones de turistas (e ingresos de U $ 5.9 mil millones); República Dominicana en el puesto 49 con 6.5 millones de turistas (e ingresos de U $ 7.5 mil millones); Chile en el puesto 53 con 5,7 millones de turistas (e ingresos de U $ 2.9 mil millones); Perú en el puesto 60 con 4,4 millones de turistas (e ingresos de U $ 3.9 mil millones); Colombia 65.º con 3,8 millones de turistas (e ingresos de U $ 5.5 mil millones); Uruguay 69.º con 3,4 millones de turistas (e ingresos de U $ 2.3 mil millones); Costa Rica 74.º con 3 millones de turistas (e ingresos de U $ 3.9 mil millones). Tenga en cuenta que la cantidad de turistas no siempre refleja la cantidad monetaria que obtiene el país del turismo. Algunos países realizan turismo de nivel superior, obteniendo más beneficios. El turismo en América del Sur aún está poco evolucionado: en Europa, por ejemplo, los países obtienen valores turísticos anuales como U $ 73,7 mil millones (España), recibiendo 82,7 millones de turistas, o U $ 67,3 mil millones (Francia) recibiendo 89,4 millones de turistas. Mientras que Europa recibió 710 millones de turistas en 2018, Asia 347 millones y América del Norte 142,2 millones, América del Sur recibió solo 37 millones, Centroamérica 10,8 millones y el Caribe 25,7 millones.
Según la evaluación realizada por el Foro Económico Mundial (FEM) varios de los países de América Latina todavía presentan deficiencias en las áreas de infraestructura y el marco jurídico, pero son muy competitivas en los aspectos relativos a recursos culturales y naturales, factores por los que resulta atractivo realizar inversiones o desarrollar negocios en el sector de viajes y turismo de los países de la región.
La mayoría de las naciones latinoamericanas utilizan sus recursos naturales y la buena hospitalidad para atraer a los turistas. También cuentan con políticas de visas internacionales muy abiertas. Los países de la región conocen de la importancia del turismo en la creación de empleo (10 % del PIB mundial) y muchos apoyan activamente al sector turístico. Al mismo tiempo, la región comparte algunas áreas de desarrollo, como la infraestructura terrestre y la oportunidad de valorar mejor los recursos culturales. Los siguientes son los 10 países latinoamericanos más competitivos para el turismo internacional: México es el país mejor clasificado de la región, seguido de Brasil, Panamá, Costa Rica, Chile, Argentina, Perú, Ecuador, Barbados y Colombia.
A continuación se resumen las principales estadísticas sobre el turismo internacional de los 20 países de América Latina, incluyendo los indicadores que reflejan la importancia que esta actividad tiene para sus economías y el índice de competitividad turística de cada país.
| País de América Latina | Llegadas turistas internl. 2017 (miles) | Ingresos turismo internl. 2017 (en millones USD) | Ingreso medio por llegada 2010 (USD/tur) | Llegadas por 1000 hab (estimado) 2007 | Ingresos per cápita 2005 USD | Ingresos % exportación bienes y servicios 2003 | Ingresos turismo % PIB 2003 | % Empleos directos e indirectos en turismo 2005 | Classif. Mundial Competitiv. Turística TTCI 2011 | Valor del Índice TTCI 2011 |
| ---------------------- | --------------------------------------- | ------------------------------------------------ | ---------------------------------------- | ------------------------------------- | ---------------------------- | ---------------------------------------------- | --------------------------- | ----------------------------------------------- | ------------------------------------------------ | -------------------------- |
| Argentina              | 5325                                    | 5060                                             | 932                                      | 115                                   | 57                           | 74                                             | 18                          | 91                                              | 60                                               | 42                         |
| Bolivia*               | 959                                     | 784                                              | 416                                      | 58                                    | 22                           | 94                                             | 22                          | 76                                              | 117                                              | 335                        |
| Brasil                 | 6589                                    | 5809                                             | 1147                                     | 26                                    | 18                           | 32                                             | 5                           | 7                                               | 52                                               | 436                        |
| Chile                  | 6450                                    | 3634                                             | 591                                      | 151                                   | 73                           | 53                                             | 19                          | 68                                              | 57                                               | 427                        |
| Colombia               | 4027                                    | 4821                                             | 913                                      | 126                                   | 49                           | 71                                             | 14                          | 91                                              | 77                                               | 418                        |
| Costa Rica             | 2960                                    | 3876                                             | 1005                                     | 442                                   | 343                          | 175                                            | 81                          | 133                                             | 44                                               | 443                        |
| Cuba                   | 3975                                    | 2907                                             |                                          | 188                                   | 169                          |                                                |                             |                                                 |                                                  |                            |
| Ecuador                | 1608                                    | 1657                                             | 746                                      | 71                                    | 35                           | 63                                             | 15                          | 74                                              | 87                                               | 379                        |
| El Salvador            | 1556                                    | 873                                              | 339                                      | 195                                   | 67                           | 129                                            | 34                          | 68                                              | 96                                               | 368                        |
| Guatemala              | 1660                                    | 1556                                             | 1130                                     | 108                                   | 66                           | 16                                             | 26                          | 6                                               | 86                                               | 382                        |
| Haití*                 |                                         |                                                  | 685*                                     | n/d                                   | 12*                          | 194                                            | 32                          | 47                                              | n/d                                              |                            |
| Honduras               | 936                                     | 715                                              | 725                                      | 117                                   | 61                           | 135                                            | 50                          | 85                                              | 88                                               | 379                        |
| México                 | 39 300                                  | 21 333                                           | 530                                      | 201                                   | 103                          | 57                                             | 16                          | 142                                             | 43                                               | 443                        |
| Nicaragua              | 1787                                    | 841                                              | 306                                      | 443                                   | 316                          | 165                                            | 79                          | 131                                             | 100                                              | 356                        |
| Panamá                 | 1843                                    | 4452                                             | 1273                                     | 330                                   | 211                          | 106                                            | 63                          | 129                                             | 56                                               | 43                         |
| Paraguay               | 1537                                    | 603                                              | 467                                      | 68                                    | 11                           | 42                                             | 13                          | 64                                              | 123                                              | 326                        |
| Perú                   | 4032                                    | 3710                                             | 989                                      | 65                                    | 41                           | 9                                              | 16                          | 76                                              | 69                                               | 404                        |
| República Dominicana   | 6188                                    | 7178                                             | 1028                                     | 408                                   | 353                          | 362                                            | 188                         | 198                                             | 72                                               | 399                        |
| Uruguay                | 3674                                    | 2540                                             | 636                                      | 525                                   | 145                          | 142                                            | 36                          | 107                                             | 58                                               | 424                        |
| Venezuela*             | 601                                     | 473                                              | 1281                                     | 28                                    | 19                           | 13                                             | 4                           | 81                                              | 106                                              | 346                        |

- Nota (1): Los tres países marcados con un asterisco (*) no tienen todas sus estadísticas disponibles para 2010; por tanto, se incluyeron solamente como referencia los datos de 2003 para Haití[197] y de 2009 para Bolivia y Venezuela.[190]
- Nota (2): El color sombreado verde denota el país con el mejor indicador, y el color sombreado amarillo corresponde al país con el valor más bajo, ambos para países con datos de 2010.

### Industria

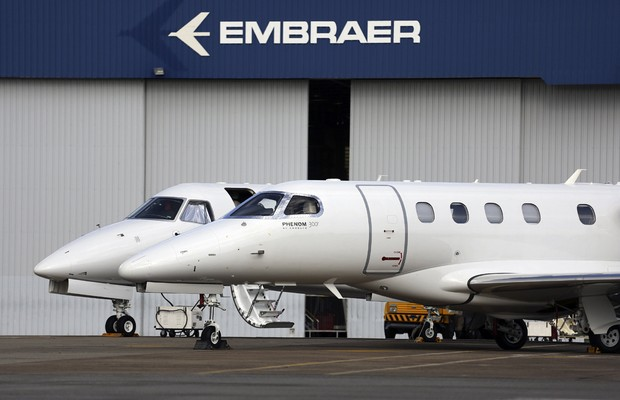
Embraer, empresa industrial de fabricación aeronáutica brasileña.
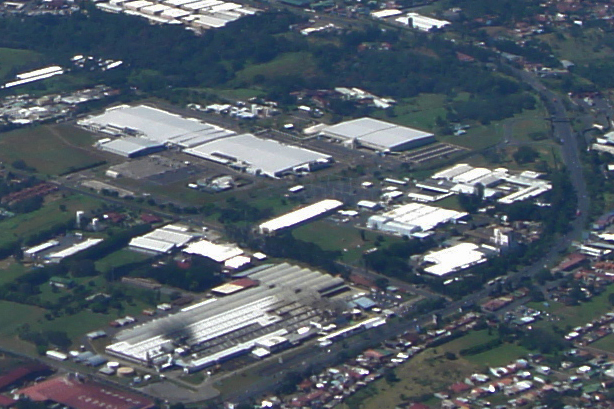
Fábrica de microprocesadores de la estadounidense Intel en Costa Rica.
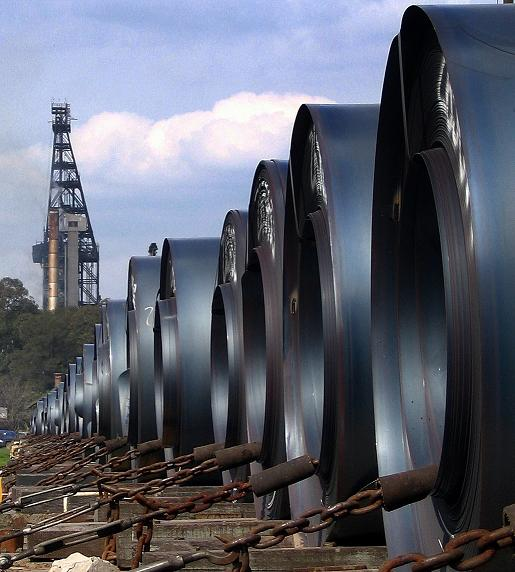
Láminas de acero fabricadas por Techint, de Argentina, una de las principales empresas del rubro a nivel mundial.
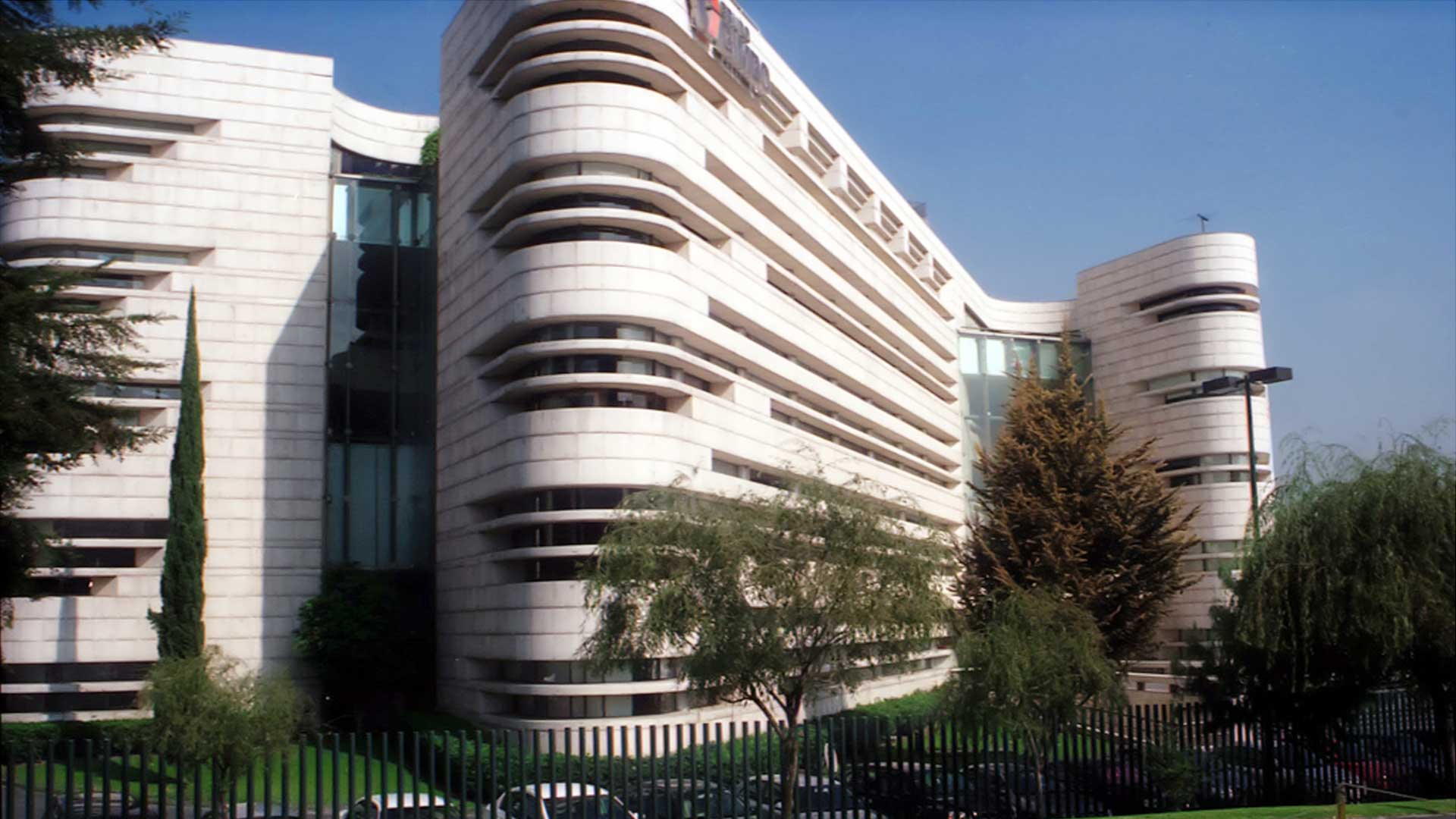
Sede central del Grupo Bimbo, empresa mexicana fabricante de productos alimenticios procesados.
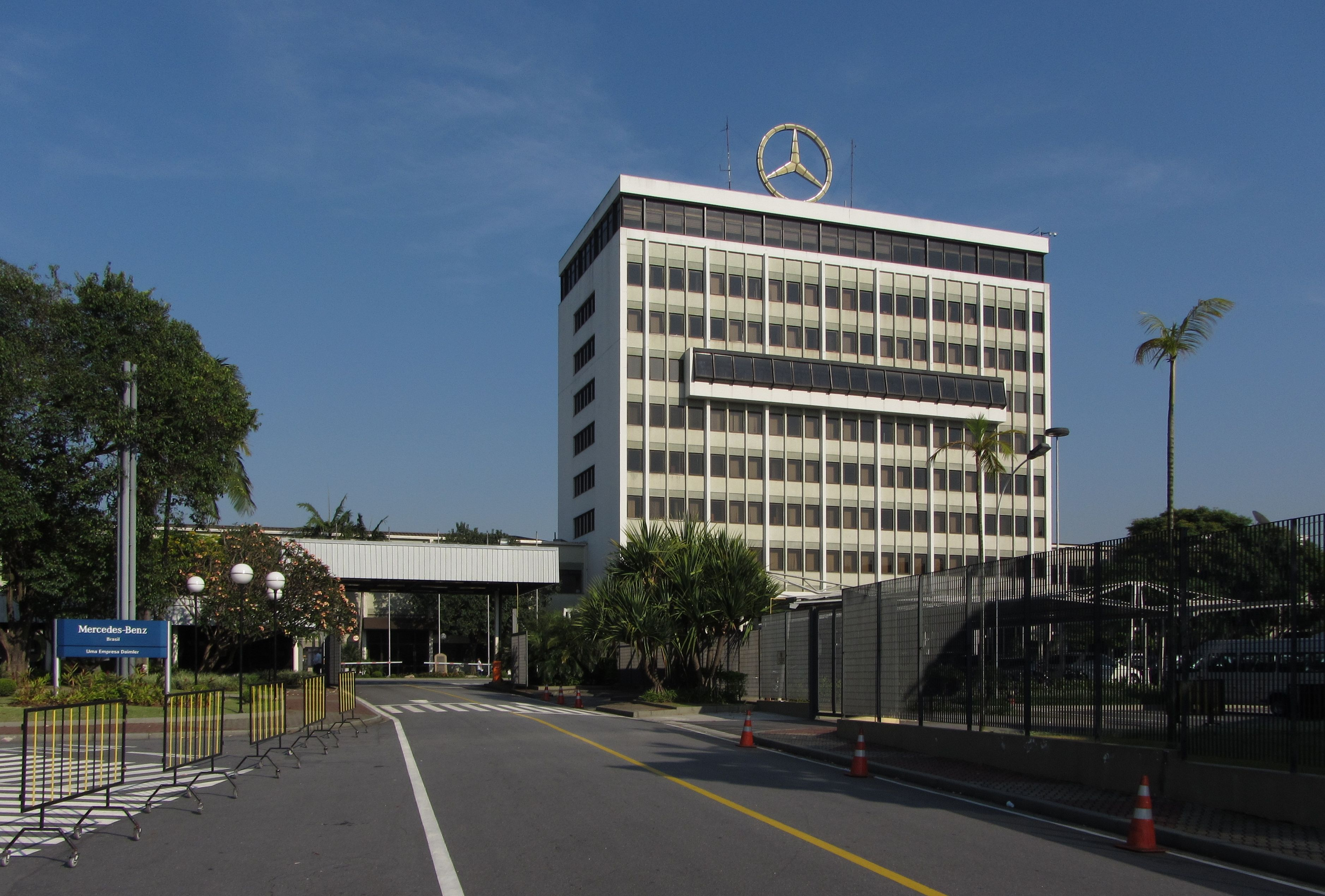
Fábrica de Mercedes-Benz en São Paulo. Brasil y México se encuentran entre los 10 mayores productores de vehículos del mundo y Argentina entre los 30 más grandes.

El Banco Mundial hace anualmente una lista de los principales países fabricantes por el valor total de la fabricación. Según la lista de 2019, México tendría la duodécima industria más valiosa del mundo (U $ 217.8 mil millones), Brasil tiene la decimotercera más grande (U $ 173.6 mil millones), Venezuela la trigésima más grande (U $ 58.200 millones, sin embargo, que dependen del petróleo para obtener este valor), Argentina el 31 más grande (U $ 57,7 mil millones), Colombia el 46 más grande (U $ 35,4 mil millones), Perú el 50 más grande (U $ 28,7 mil millones) y Chile el 51 más grande (U $ 28,3 mil millones).
En América Latina, pocos países logran proyección en la actividad industrial: Brasil, Argentina, México y, menos prominentemente, Chile. Iniciada tardíamente, la industrialización de estos países recibió un gran impulso de la Segunda Guerra Mundial: esto impidió que los países en guerra compraran los productos que estaban acostumbrados a importar y exportar lo que producían. En ese momento, beneficiándose de la abundante materia prima local, los bajos salarios pagados a la mano de obra y una cierta especialización que traen los inmigrantes, países como Brasil, México y Argentina, además de Venezuela, Chile, Colombia y Perú, pudieron implementar importantes parques industriales. En general, en estos países existen industrias que requieren poco capital y tecnología simple para su instalación, como las industrias de procesamiento de productos alimenticios y textiles. Destacan también las industrias básicas (acero, etc.), además de las industrias metalúrgica y mecánica.
Los parques industriales de Brasil, México, Argentina y Chile, sin embargo, presentan una diversidad y sofisticación mucho mayor, produciendo artículos de tecnología avanzada. En el resto de países latinoamericanos, principalmente en Centroamérica, predominan las industrias procesadoras de productos primarios para la exportación.
Las características generales de la composición industrial y productiva de las economías exportadoras de Latinoamérica son, la extracción de recursos naturales, mayoritariamente las industrias mineras y petrolíferas, manufactura y agrícola.
Brasil es el líder industrial en América Latina. En la industria alimentaria, en 2019, Brasil fue el segundo mayor exportador de alimentos procesados del mundo. En 2018, el país fue el tercer productor de cerveza más grande del mundo. En 2016, el país fue el 2.º productor de celulosa en el mundo y el 8.º productor de papel. En la Industria del calzado, en 2019, Brasil ocupó la 4.ª posición entre los productores mundiales. En 2019, el país fue el 8.º productor de vehículos y el 9.º productor de acero del mundo. En 2018, la industria química de Brasil fue la octava del mundo. En Industria textil, Brasil, aunque estaba entre los 5 mayores productores mundiales en 2013, está muy poco integrado en el comercio mundial. En la industria de la aviación, Brasil tiene Embraer, el tercer fabricante de aviones más grande del mundo, solo detrás de Boeing y Airbus.
En 2019, México fue el 6.º productor mundial de vehículos, el 15.º productor de acero, y el 4.º productor de cerveza, entre otros productos industriales. Argentina fue el 31.er productor mundial de acero, el 28.º productor de vehículos, el 22.º productor mundial de cerveza y el 4.º productor mundial de aceite de soja, entre otros productos industriales.
Los países en donde la industria agrícola es la de mayor importancia son Brasil (20 %) siendo el mayor productor mundial de naranja y café verde, Argentina (27%) y Paraguay (55 %), mientras que en Uruguay es el ganadero con un (19 %) seguido del agrícola con (16 %), el único país latinoamericano en donde el sector manufacturero es la principal industria, es en México con un (37 %) seguido del petróleo,con respecto a la industria petrolífera esta es la principal en Venezuela con (63 %) de sus exportaciones, Ecuador (46 %), Colombia (40 %) y Bolivia con sus exportación de gas de petróleo con un (37 %), los países en donde la industria minera es la principal son Chile (51 %) siendo el mayor productor mundial de cobre, litio y yodo, y Perú (58 %). En el caso de Panamá y Costa Rica, estos basan sus economías netamente en el área servicios.
Según el Banco Mundial la economía de Latinoamérica a precios de mercado (Paridad de poder adquisitivo), llega a ser la 3.ª más grande y potente a nivel mundial con 6,06 billones de dólares. Está basada mayoritariamente en una economía secundaria o terciaria. En los últimos años se han producido grandes avances a nivel político, económico y social, produciendo un desarrollo acelerado en prácticamente todos sus países.
La región tiene acceso a créditos menor en comparación con otras regiones (30 %), sin embargo, tiene un sistema financiero estable, con bancos relativamente pequeños, pero bien saneados.
La economías latinoamericanas de mayor crecimiento al 2012 fueron Panamá con un crecimiento del 10.5 %, Perú, Colombia, Chile, Venezuela y Bolivia entre 6,9% junto con México y República Dominicana a 4,0 %.
La crisis económica de Estados Unidos y Europa recién golpeó a Latinoamérica a finales de 2008, pues ha habido una disminución del comercio mundial y una disminución de los flujos de capital. La región se contrajo 1.9 % en 2009, y registrará un alza de 4.9 % en 2010, siendo una de las regiones de mayor crecimiento en el mundo. Además, varios organismos multilaterales invertirían cerca de $90 000 millones entre 2009 y 2010. Así, el Banco Mundial invertiría $35 600 millones; el BID, $29 500 millones; la Corporación Andina de Fomento, $20 000 millones, el Banco Centroamericano de Integración Económica, $4200 millones; y el Banco de Desarrollo del Caribe, $500 millones. Los organismos multilaterales financiarán proyectos de infraestructura, programas sociales y créditos comerciales, además de apuntalar la liquidez de los bancos, entre otros usos.

### Transporte
| # | País      | Puesto mundial | Nota (1.0-7.0) |
| - | --------- | -------------- | -------------- |
| 1 | Chile     | 24             | 5.2            |
| 2 | Ecuador   | 29             | 5.1            |
| 3 | Panamá    | 49             | 4.4            |
| 4 | México    | 52             | 4.4            |
| 5 | Nicaragua | 54             | 4.3            |

| # | Puerto y ciudad | TEU       |
| - | --------------- | --------- |
| 1 | Colón           | 4.324.478 |
| 2 | Santos          | 3.836.487 |
| 3 | Manzanillo      | 3.078.505 |
| 4 | Cartagena       | 2.862.787 |
| 5 | Panamá-Pacífico | 2.520.587 |

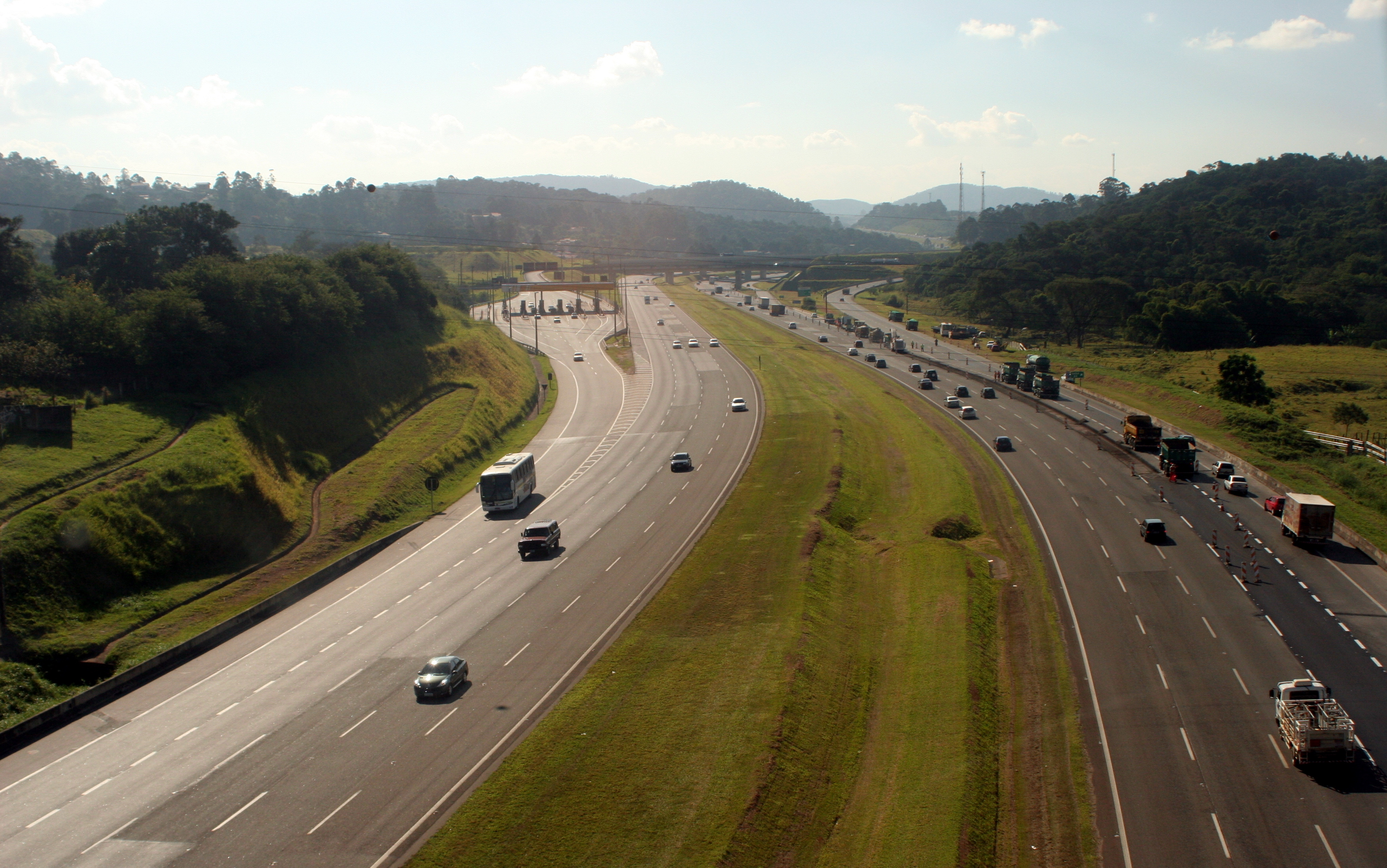
Rodovia dos Bandeirantes, Brasil

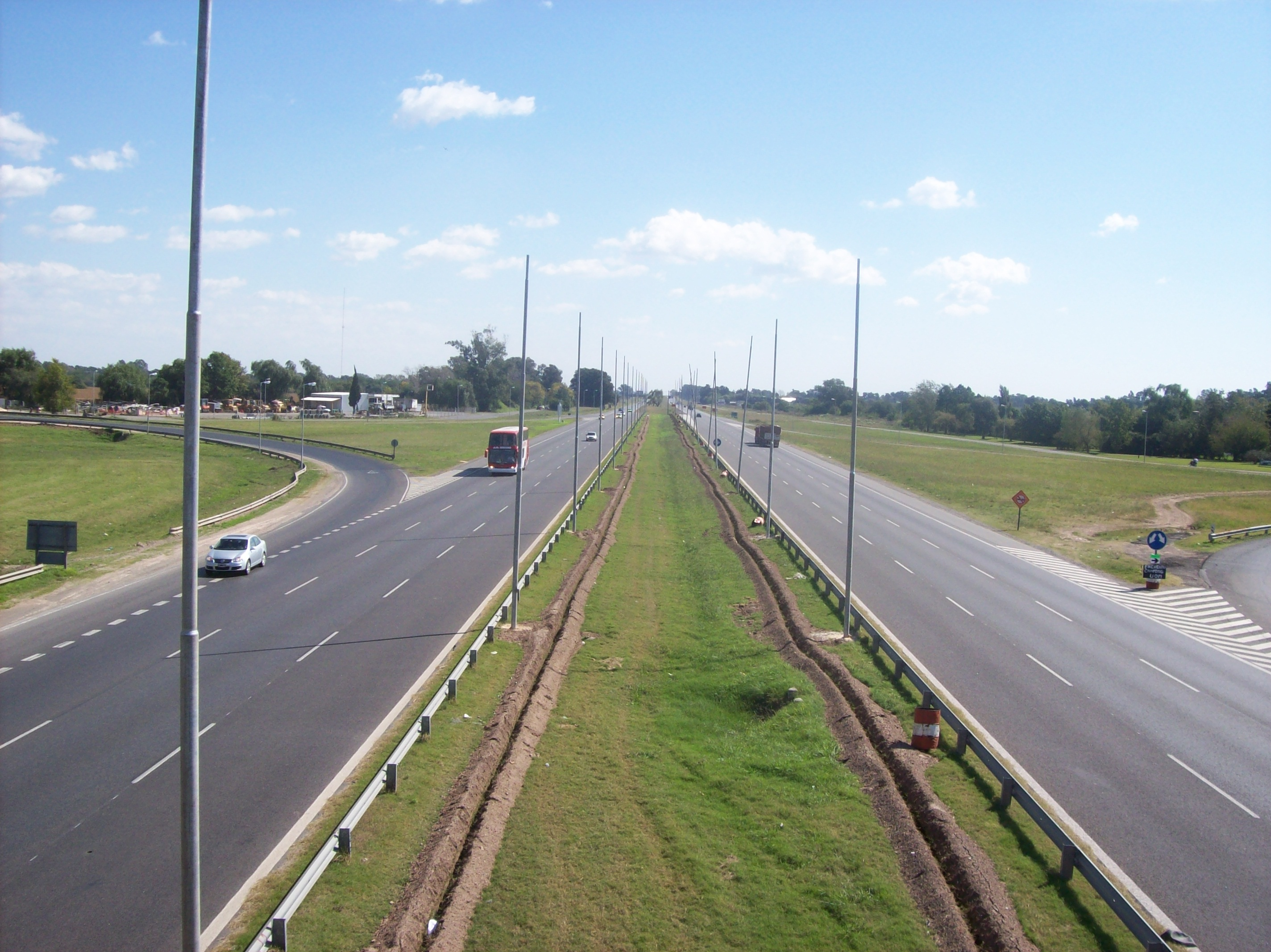
Ruta 9 / 14, en Zarate, Argentina

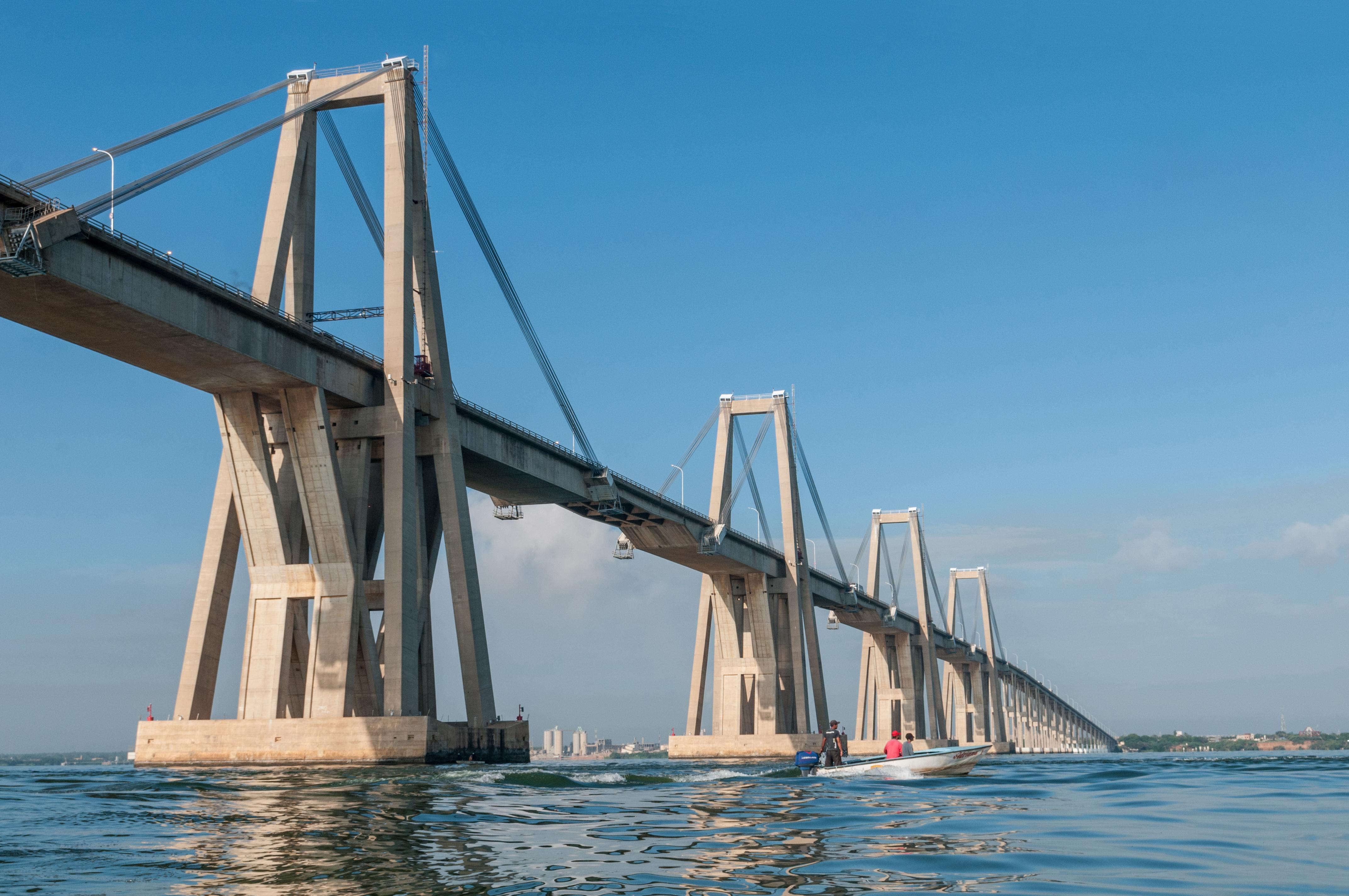
Puente General Rafael Urdaneta, Venezuela

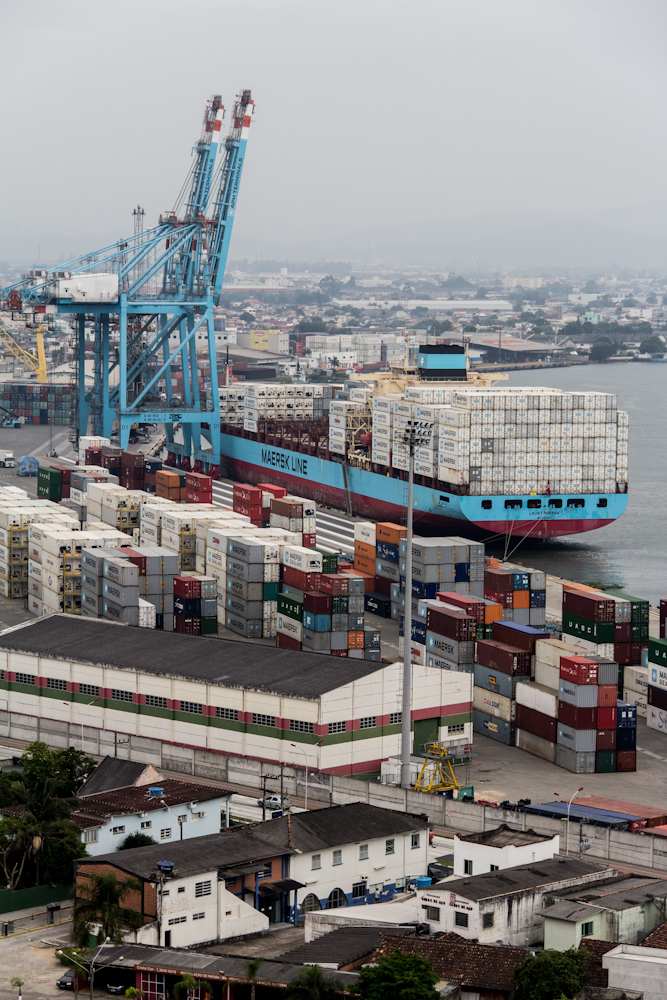
Puerto de Itajaí, Santa Catarina, Brasil

El transporte en América del Sur se realiza básicamente en la modalidad carretera, la más desarrollada de la región. También hay una infraestructura considerable de puertos y aeropuertos. El sector ferroviario y fluvial, aunque tiene potencial, suele ser tratado de forma secundaria.
Brasil tiene más de 1,7 millones de kilómetros de carreteras, de los cuales 215.000 km están pavimentados, y unos 14.000 km son carreteras divididas. Las dos carreteras más importantes del país son BR-101 y BR-116. Argentina tiene más de 600.000 km de carreteras, de los cuales unos 70.000 km están pavimentados y unos 2.500 km son carreteras divididas. Las tres carreteras más importantes del país son Ruta 9, Ruta 7 y Ruta 14. Colombia tiene alrededor de 210.000 km de carreteras y unos 2.300 km son carreteras divididas. Chile tiene cerca de 82.000 km de carreteras, 20.000 de las cuales están pavimentadas, y aproximadamente 2.000 km son carreteras divididas. La carretera más importante del país es la Ruta 5 (Carretera Panamericana) Estos 4 países son los que cuentan con la mejor infraestructura vial y con el mayor número de carreteras de doble carril.
La red vial en México tiene una extensión de 366 095 km, de los cuales 116 802 km están pavimentados; De estos, 10 474 km (6508 millas) son autopistas de varios carriles: 9544 km (5930 millas) son carreteras de cuatro carriles y el resto tiene 6 o más carriles.
Debido a la cordillera de los Andes, río Amazonas y Selva Amazónica, siempre ha habido dificultades para implementar carreteras transcontinentales o bioceánicas. Prácticamente la única ruta que existía era la que conectaba Brasil con Buenos Aires, en Argentina y luego con Santiago, en Chile. Sin embargo, en los últimos años, con el esfuerzo conjunto de los países, han comenzado a surgir nuevas rutas, como Brasil-Perú (Carretera Interoceánica), y una nueva carretera entre Brasil, Paraguay, norte de Argentina y norte de Chile (Corredor Bioceánico).
Hay más de 2.000 aeropuertos en Brasil. El país tiene el segundo mayor número de aeropuertos del mundo, solo detrás de Estados Unidos. El Aeropuerto Internacional de São Paulo, ubicado en la Región Metropolitana de São Paulo, es el más grande y concurrido del país - el aeropuerto conecta São Paulo con prácticamente todas las principales ciudades del mundo. Brasil tiene 44 aeropuertos internacionales, como los de Río de Janeiro, Brasilia, Belo Horizonte, Porto Alegre, Florianópolis, Cuiabá, Salvador, Recife, Fortaleza, Belém y Manaus, entre otros. Argentina cuenta con importantes aeropuertos internacionales como Buenos Aires, Córdoba, Bariloche, Mendoza, Salta, Puerto Iguazú, Neuquén y Ushuaia, entre otros. Chile cuenta con importantes aeropuertos internacionales como Santiago, Antofagasta, Puerto Montt, Punta Arenas y Iquique, entre otros. Colombia cuenta con importantes aeropuertos internacionales como Bogotá, Medellín, Cartagena, Cali y Barranquilla, entre otros. Perú cuenta con importantes aeropuertos internacionales como Lima, Cuzco y Arequipa. Otros aeropuertos importantes son los de las capitales de Uruguay (Montevideo), Paraguay (Asunción), Bolivia (La Paz) y Ecuador (Quito). Los 10 aeropuertos más transitados de América del Sur en 2017 fueron: São Paulo-Guarulhos (Brasil), Bogotá (Colombia), São Paulo-Congonhas (Brasil), Santiago (Chile), Lima (Perú), Brasilia (Brasil), Río de Janeiro. (Brasil), Buenos Aires-Aeroparque (Argentina), Buenos Aires-Ezeiza (Argentina) y Minas Gerais (Brasil).

Aeropuerto Internacional Felipe Ángeles

Hay 1,834 aeropuertos en México, el tercer mayor número de aeropuertos por país en el mundo. Los siete aeropuertos más grandes, que absorben el 90 % de los viajes aéreos, son (en orden de tráfico aéreo): Ciudad de México, Cancún, Guadalajara, Monterrey, Tijuana, Acapulco y Puerto Vallarta. Considerando toda América Latina, los 10 aeropuertos más transitados en 2017 fueron: Ciudad de México (México), São Paulo-Guarulhos (Brasil), Bogotá (Colombia), Cancún (México), São Paulo-Congonhas (Brasil), Santiago (Chile), Lima (Perú), Brasilia (Brasil), Río de Janeiro (Brasil) y Tocumen (Panamá).

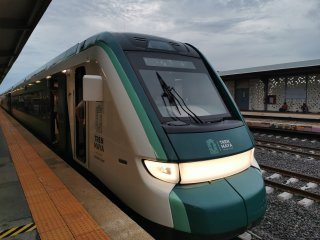
Tren Maya

Acerca de puertos, Brasil tiene algunos de los puertos más activos de América del Sur, como Puerto de Santos, Puerto de Río de Janeiro, Puerto de Paranaguá, Puerto de Itajaí, Puerto de Río Grande y Puerto de Suape. Argentina tiene puertos como Puerto de Buenos Aires y Puerto de Rosario. Chile tiene importantes puertos en Valparaíso, Caldera, Mejillones, Antofagasta, Iquique, Arica y Puerto Montt. Colombia cuenta con importantes puertos como Buenaventura y Bahía de Cartagena. Perú tiene puertos importantes en Callao, Ilo y Matarani. Los 15 puertos más activos de América del Sur son: Puerto de Santos (Brasil), Puerto de Bahía de Cartagena (Colombia), Callao (Perú), Guayaquil (Ecuador), Buenos Aires (Argentina), San Antonio (Chile), Buenaventura (Colombia), Itajaí (Brasil), Valparaíso (Chile), Montevideo (Uruguay), Paranaguá (Brasil), Río Grande (Brasil), São Francisco do Sul (Brasil), Manaus (Brasil) y Coronel (Chile).
Los cuatro principales puertos marítimos que concentran alrededor del 60% del tráfico de mercancías en México son Altamira y Veracruz en el golfo de México, y Manzanillo y Lázaro Cárdenas en el océano Pacífico. Considerando toda América Latina, los 10 puertos más grandes en términos de movimiento son: Colón (Panamá), Santos (Brasil), Manzanillo (México), Bahía de Cartagena (Colombia), Pacífico (Panamá), Callao (Perú), Guayaquil (Ecuador), Buenos Aires (Argentina), San Antonio (Chile) y Buenaventura (Colombia).
La red ferroviaria brasileña tiene una extensión de unos 30 000 kilómetros. Se utiliza básicamente para transportar minerales. El ferrocarril argentino La red, con 47.000 km de vías, fue una de las más grandes del mundo y sigue siendo la más extensa de Latinoamérica. Llegó a tener unos 100.000 km de raíles, pero el levantamiento de vías y el énfasis puesto en el transporte motorizado lo redujeron gradualmente. Tiene cuatro senderos diferentes y conexiones internacionales con Paraguay, Bolivia, Chile, Brasil y Uruguay. Chile tiene casi 7000 km de vías férreas, con conexiones a Argentina, Bolivia y Perú. Colombia tiene solo unos 3500 km de vías férreas.
Entre las principales vías navegables brasileñas destacan dos: Hidrovía Paraná-Tieté (que tiene una longitud de 2.400 km, 1.600 en el río Paraná y 800 km en el río Tietê, drenando la producción agrícola de los estados de Mato Grosso, Mato Grosso do Sul, Goiás y parte de Rondônia, Tocantins y Minas Gerais) e Hidrovia do Solimões-Amazonas (tiene dos tramos: Solimões, que se extiende desde Tabatinga hasta Manaus, con aproximadamente 1600 km, y Amazonas, que se extiende desde Manaos a Belém, con 1650 km. Casi en su totalidad el transporte de pasajeros desde la llanura amazónica se realiza por esta vía fluvial, además de prácticamente todo el transporte de carga que se dirige a los principales centros regionales de Belém y Manaus). En Brasil, este transporte todavía está infrautilizado: los tramos de vías navegables más importantes, desde el punto de vista económico, se encuentran en el sureste y sur del país. Su pleno aprovechamiento aún depende de la construcción de esclusas, grandes obras de dragado y, principalmente, de puertos que permitan la integración intermodal. En Argentina, la red de vías navegables está conformada por los ríos La Plata, Paraná, Paraguay y Uruguay. Los principales puertos fluviales son Zárate y Campana. El puerto de Buenos Aires es históricamente el primero en importancia individual, pero el área conocida como Up-River, que se extiende a lo largo de 67 km de la porción Santa Fe del río Paraná, aglutina 17 puertos que concentran el 50 % de las exportaciones totales del país.

### Integración económica
El mayor acuerdo o bloque comercial de la región es el UNASUR conformado por el Mercosur y el CAN, se intenta la integración económica a nivel continental a través del CELAC, la Aladi y el SELA. México forma parte del TLCAN con los Estados Unidos y Canadá. Por su parte, Costa Rica, El Salvador, Guatemala, Honduras, Nicaragua y República Dominicana tienen vigente un tratado de libre comercio con los Estados Unidos (DR-CAFTA), y otros tratados con Canadá y México a través del CARICOM. También Bolivia, Cuba, Nicaragua y Venezuela tienen su propio bloque, llamado en este caso la Alternativa Bolivariana para América Latina y el Caribe. En América del Sur existe un bloque predominante, el Mercosur, integrado por Argentina, Brasil, Paraguay, Uruguay, y Venezuela con Bolivia, Chile, Colombia, Perú, Guyana y Suriname como miembros asociados. En el sur del continente, Bolivia, Colombia, Ecuador y Perú conforman la Comunidad Andina de Naciones, de la que los países vecinos son miembros asociados y recientemente Chile, Colombia, México y Perú conformaron la Alianza del Pacífico que creara un área de integración profunda entre los países integrantes que buscará conquistar el mercado asiático.
Fuera del ámbito continental, Argentina, Brasil y México son los únicos países de la región que forman parte del Grupo de los 20 (países industrializados y emergentes); mientras que Chile, México y el Perú forman parte de la APEC (Foro de Cooperación Económica Asia-Pacífico). Finalmente, Chile, Colombia y México forman parte de la OCDE.
| País          | Moneda actual        | Código ISO |
| ------------- | -------------------- | ---------- |
| Argentina     | Peso argentino       | ARS        |
| Bolivia       | Boliviano            | BOB        |
| Brasil        | Real brasileño       | BRL        |
| Chile         | Peso chileno         | CLP        |
| Colombia      | Peso colombiano      | COP        |
| Costa Rica    | Colón costarricense  | CRC        |
| Cuba          | Peso cubano          | CUP        |
| Ecuador       | Dólar estadounidense | USD        |
| El Salvador   | Dólar estadounidense | SVC        |
| Guatemala     | Quetzal              | GTQ        |
| Haití         | Gourde haitiano      | HTG        |
| Honduras      | Lempira              | HNL        |
| México        | Peso mexicano        | MXN        |
| Nicaragua     | Córdoba nicaragüense | NIO        |
| Panamá        | Dólar estadounidense | PAB        |
| Paraguay      | Guaraní paraguayo    | PYG        |
| Perú          | Nuevo sol            | PEN        |
| R. Dominicana | Peso dominicano      | DOP        |
| Uruguay       | Peso uruguayo        | UYU        |
| Venezuela     | Bolívar              | VE         |

|  |

| - OCDE 1. México 2. Chile 3. Colombia - G-20 1. Brasil 2. México 3. Argentina - G-5 1. Brasil 2. México - BRICS 1. Brasil | - MIST 1. México - OPEP 1. Ecuador 2. Venezuela - TLCAN 1. México - CIVETS 1. Colombia - TPP 1. México 2. Chile 3. Perú |

Atracción de inversión extranjera directa
La recepción de inversión extranjera directa (IED) en América Latina marcó una tendencia al alza sobre todo a partir de 2000. En 2012 la IED entrante según el organismo económico CEPAL fue de 173,361 Millones de dólares, un verdadero récord, considerando que la inversión extranjera directa entrante entre 2000 y 2006 sumaron tan solo 68,183 millones de dólares.
Las mayores economías receptoras y exportadoras de inversiones continúan siendo lideradas por Brasil, seguido por México y Chile, aunque la tendencia es a la desaceleración en las economías de Brasil y México, con una variación negativa de su ingreso de inversiones de hasta un -34,9%; por el contrario, Chile muestra una acelerada y creciente captación de inversiones registrando una variación positiva de 32,2 % en 2012, y es así la segunda economía latinoamericana en captación de inversión en 2012, y la primera economía con más inversiones relativas como porción del PIB y per cápita.
Además, la creciente llegada de inversiones foráneas a América Latina no solo se ha capitalizado en las 3 mayores economías receptoras de inversiones Brasil, México y Chile; países como Colombia han logrado a su vez cifras históricas en lo que se refiere a captación de inversiones, mientras que Perú ha sido el país que más aumento su porcentaje de inversiones, pues registra un aumento del 49 % con respecto a 2011.
Generación de inversión extranjera directa
Por otro lado, en lo que se refiere a IED de salida, las mayores economías que lideran la recepción de inversión extranjera directa, Brasil, México y Chile, también lideran las inversiones hacia el exterior mediante las empresas multinacionales latinas, en este aspecto México es el líder de exportaciones de capitales en 2012 sumando 25.597 millones de dólares, seguido por Chile con 21.090.
La inversión directa de las economías de América Latina y el Caribe en el exterior creció 17 % en 2012 hasta alcanzar los 48 704 millones de dólares, lo que representa un máximo histórico. Los flujos de IED desde la región se han mantenido en niveles altos durante los tres últimos años. Estas inversiones provinieron principalmente del Brasil, Chile y México, si bien en 2012 se concentraron casi exclusivamente en México y Chile. Las empresas trans-latinoamericanas se han beneficiado durante estos tres últimos años de un buen nivel de crecimiento económico y de la confianza de los inversores en la región, lo que ha favorecido su acceso al crédito. En 2012, en un contexto de contracción de la IED mundial, las empresas trans-latinoamericanas se expandieron, en algunos casos, a partir de oportunidades de negocios generadas por el repliegue de firmas europeas. En efecto, siete de las diez mayores adquisiciones realizadas por las trans-latinas en 2012 correspondieron a compra de activos a empresas europeas. América Móvil fue la principal protagonista de este proceso al expandir sus actividades hacia Europa. Las empresas chilenas invirtieron 21 090 millones de dólares en el extranjero en 2012, lo que representó un nuevo récord, y concentraron su expansión en América del Sur, principalmente en el comercio minorista, la industria forestal y el transporte. Por su parte, las empresas brasileñas continuaron su expansión en el exterior y realizaron 7 de las 20 mayores adquisiciones efectuadas por trans-latinas en 2012.

### Indicadores estructurales, comerciales y financieros
| País                 | 2019 Capitalización en bolsa de valores (M US$) | 2010-2019 Atracción de IED (M US$) | 2010-2019 Generación de IED (M US$) | 2020 Facilidad para hacer negocios (ranking mundial) | 2022 Libertad económica (ranking mundial) | 2019 Competitividad económica (ranking mundial) | 2020 Complejidad económica (ranking mundial) | 2021 Innovación (ranking mundial) | 2023 Energías renovables (% matriz eléctrica) |
| -------------------- | ----------------------------------------------- | ---------------------------------- | ----------------------------------- | ---------------------------------------------------- | ----------------------------------------- | ----------------------------------------------- | -------------------------------------------- | --------------------------------- | --------------------------------------------- |
| Argentina            | 39 393                                          | 97 456                             | 13 478                              | 126                                                  | 144                                       | 83                                              | 75                                           | 73                                | 34,7                                          |
| Bolivia              | —                                               | 6 636                              | —                                   | 150                                                  | 169                                       | 107                                             | 110                                          | 104                               | 28,8                                          |
| Brasil               | 1 187 361                                       | 795 565                            | 145 177                             | 124                                                  | 133                                       | 71                                              | 60                                           | 57                                | 88,6                                          |
| Chile                | 203 791                                         | 177 308                            | 110 024                             | 59                                                   | 20                                        | 33                                              | 76                                           | 53                                | 60,8                                          |
| Colombia             | 132 040                                         | 133 754                            | 45 618                              | 67                                                   | 60                                        | 57                                              | 64                                           | 67                                | 66,4                                          |
| Costa Rica           | 2 217                                           | 27 485                             | —                                   | 74                                                   | 55                                        | 62                                              | 48                                           | 56                                | 95,7                                          |
| Cuba                 | —                                               | —                                  | —                                   | —                                                    | 175                                       | —                                               | 120                                          | —                                 | 4,6                                           |
| Ecuador              | 747                                             | 7 917                              | —                                   | 129                                                  | 126                                       | 90                                              | 119                                          | 91                                | 80,8                                          |
| El Salvador          | —                                               | 4 064                              | —                                   | 91                                                   | 90                                        | 103                                             | 61                                           | 96                                | 63,4                                          |
| Guatemala            | —                                               | 11 595                             | —                                   | 96                                                   | 69                                        | 98                                              | 82                                           | 101                               | 67,4                                          |
| Haití                | —                                               | 1 469                              | —                                   | 179                                                  | 145                                       | 138                                             | —                                            | —                                 | 13,4                                          |
| Honduras             | —                                               | 11 547                             | —                                   | 133                                                  | 92                                        | 101                                             | 95                                           | 108                               | 63,0                                          |
| México               | 413 618                                         | 326 455                            | 112 025                             | 60                                                   | 67                                        | 48                                              | 20                                           | 55                                | 19,6                                          |
| Nicaragua            | —                                               | 8 576                              | —                                   | 142                                                  | 122                                       | 109                                             | 103                                          | —                                 | 68,6                                          |
| Panamá               | 16 841                                          | 42 875                             | —                                   | 86                                                   | 56                                        | 66                                              | 40                                           | 83                                | 78,2                                          |
| Paraguay             | 312                                             | 4 686                              | —                                   | 125                                                  | 73                                        | 97                                              | 84                                           | 88                                | 100,0                                         |
| Perú                 | 98 964                                          | 80 808                             | —                                   | 76                                                   | 51                                        | 65                                              | 105                                          | 70                                | 58,8                                          |
| República Dominicana | —                                               | 25 374                             | —                                   | 115                                                  | 71                                        | 78                                              | 62                                           | 93                                | 14,2                                          |
| Uruguay              | 283                                             | 22 866                             | 12 766                              | 101                                                  | 34                                        | 54                                              | 65                                           | 65                                | 89,7                                          |
| Venezuela            | 3 979                                           | 17 670                             | 8 192                               | 188                                                  | 176                                       | 133                                             | 125                                          | —                                 | 76,5                                          |

Notas:
| Valor más favorable Dentro de los cinco valores más favorables Valor más desfavorable IED = Inversión extranjera directa. Todas las cifras fueron cerradas mediante truncado. |

### Indicadores socioeconómicos
| País                 | 2025 PIB nominal (M US$) | 2025 PIB PPA (M US$) | 2025 PIB nominal per cápita (US$) | 2025 PIB PPA per cápita (US$) | 2024 Inflación (%) | 2023 Igualdad de ingresos (Gini) | 2023 Pobreza (% < US$6,85 día) | 2023 Deuda pública bruta (% PIB) |
| -------------------- | ------------------------ | -------------------- | --------------------------------- | ----------------------------- | ------------------ | -------------------------------- | ------------------------------ | -------------------------------- |
| Argentina            | 558 957                  | 1 329 973            | 11 733                            | 27 919                        | 229,8              | 40,7                             | 11                             | 155,0                            |
| Bolivia              | 52 520                   | 136 682              | 4 218                             | 10 978                        | 4,2                | 40,9                             | 15                             | 80,8                             |
| Brasil               | 2 437 906                | 4 441 377            | 11 808                            | 21 513                        | 4,2                | 52,0                             | 24                             | 84,6                             |
| Chile                | 374 753                  | 649 821              | 18 545                            | 32 158                        | 3,8                | 43,0                             | 5                              | 39,4                             |
| Colombia             | 400 480                  | 1 086 266            | 7 525                             | 20 412                        | 6,7                | 54,8                             | 35                             | 54,3                             |
| Costa Rica           | 102 334                  | 160 250              | 19 031                            | 29 802                        | -0,2               | 46,7                             | 13                             | 61,1                             |
| Ecuador              | 124 408                  | 275 243              | 6 625                             | 14 659                        | 1,8                | 44,6                             | 30                             | 55,4                             |
| El Salvador          | 37 090                   | 83 441               | 5 792                             | 13 030                        | 1,0                | 38,8                             | 28                             | 84,6                             |
| Guatemala            | 117 986                  | 225 069              | 5 971                             | 11 390                        | 3,5                | 48,3                             | 55                             | 27,2                             |
| Haití                | 24 359                   | 39 773               | 1 939                             | 3 167                         | 26,0               | 41,1                             | 86                             | 28,5                             |
| Honduras             | 39 624                   | 84 430               | 3 653                             | 7 784                         | 4,5                | 48,2                             | 50                             | 44,9                             |
| México               | 2 128 070                | 3 545 069            | 15 956                            | 26 581                        | 4,6                | 43,5                             | 22                             | 49,7                             |
| Nicaragua            | 20 268                   | 57 813               | 2 973                             | 8 481                         | 5,0                | 46,2                             | 42                             | 41,7                             |
| Panamá               | 91 731                   | 211 744              | 20 092                            | 46 378                        | 1,2                | 48,9                             | 13                             | 52,3                             |
| Paraguay             | 48 033                   | 131 749              | 6 191                             | 16 981                        | 3,8                | 45,1                             | 20                             | 41,2                             |
| Perú                 | 294 781                  | 592 030              | 8 566                             | 17 205                        | 2,4                | 40,3                             | 32                             | 33,0                             |
| República Dominicana | 136 300                  | 313 324              | 12 491                            | 28 715                        | 3,3                | 37,0                             | 22                             | 60,0                             |
| Uruguay              | 86 294                   | 113 035              | 24 044                            | 31 495                        | 4,8                | 40,6                             | 6                              | 64,5                             |
| Venezuela            | 105 876                  | 235 342              | 3 968                             | 8 822                         | 59,6               | 44,7                             | 39                             | 146,0                            |

Notas:
| Valor más favorable Dentro de los cinco valores más favorables Valor más desfavorable Todas las cifras fueron cerradas mediante truncado |

### Pobreza
En términos de niveles de pobreza, según CEPAL en su último informe publicado el 2020, los países latinoamericanos con menos personas en esta situación son, Uruguay con un 3,0 %; Chile con 10,7 % y Panamá con 14,6 %, mientras, hay países que todavía poseen una mayoría de su población en la pobreza, como en dicho informe es el caso de Honduras, con un 52,3 %, o como en la base de datos del Banco Mundial lo son —además de Honduras— Guatemala y Haití, estos dos últimos con un respectivo 49 % y 79 % de su población que viven con menos de 5,5 dólares diarios.
La desigualdad social y la pobreza siguen siendo los principales desafíos de toda la región: según informes de la CEPAL América Latina es la región más desigual del mundo. En América Latina el 31 % de la población vivió bajo la línea de la pobreza durante 2011, cifra que es el menor índice de pobreza que ha tenido la región desde hace varias décadas.
Unos 170 millones de latinoamericanos vivieron debajo de la línea de la pobreza para ese año. Durante el período 2000–2011, los tres países más igualitarios, basándose en el Coeficiente de Gini, fueron: Uruguay (0,397), Perú (0,415) y Bolivia (0,416). Los más desiguales en igual período, basados en el mismo coeficiente, fueron Haití (0,595), Colombia (0,585) y Honduras (0,577).
En la última década, de acuerdo con un informe del Banco Mundial, y como resultado del auge económico de los últimos años y la creación de empleos, la clase media creció a niveles históricos en América Latina, aproximadamente un 50 %, llegando a totalizar un 30 % de la población total de la región. Casi un tercio de las familias latinoamericanas se consideran ahora clase media, hecho que ha reducido la proporción de pobres a un porcentaje similar, un 30 % de la población, habiendo abandonado unos 73 millones de personas la situación de pobreza. También la desigualdad disminuyó. A pesar de esto, la situación en América Latina continúa siendo muy dispar en los distintos países: la Argentina logró entre 2003 y 2009 el mayor de crecimiento de clase media en toda Latinoamérica, duplicando la cantidad de personas en ese segmento poblacional. Otros países como Brasil y Colombia han conseguido éxitos en integrar grandes porciones de población a este segmento. Otros continúan sin poder trasladar el crecimiento económico en mejoras sociales.
| País          | Índices de pobreza                                     | Índices de pobreza                               | Índices de pobreza                       | Índices de pobreza                                                 | Índices de pobreza extrema                             | Índices de pobreza extrema                                 | Índices de pobreza extrema                                                   |
| País          | Banco Mundial 2025 Pobreza monetaria (% < US$6,85 día) | CEPAL 2019 Pobreza (% < canasta básica de CEPAL) | Oxford–ONU 2024 Pobreza multidimensional | Países 2019 Pobreza informada (% < según metodología de cada país) | Banco Mundial 2023 Pobreza monetaria (% < US$2,15 día) | CEPAL 2019 Pobreza extrema (% < canasta alimentaria CEPAL) | Países 2019 Pobreza extrema informada (% < canasta alimentaria de cada país) |
| ------------- | ------------------------------------------------------ | ------------------------------------------------ | ---------------------------------------- | ------------------------------------------------------------------ | ------------------------------------------------------ | ---------------------------------------------------------- | ---------------------------------------------------------------------------- |
| Argentina     | 11                                                     | 27,2                                             | 0,4                                      | 35,5                                                               | 0,6                                                    | 4,2                                                        | 8,0                                                                          |
| Bolivia       | 15                                                     | 31,1                                             | 9,0                                      | 37,2                                                               | 2,0                                                    | 12,1                                                       | 12,9                                                                         |
| Brasil        | 24                                                     | 19,2                                             | 3,8                                      | 24,7                                                               | 3,5                                                    | 5,5                                                        | 6,5                                                                          |
| Chile         | 5                                                      | 10,7                                             | —                                        | 8,6                                                                | 0,4                                                    | 1,4                                                        | 2,3                                                                          |
| Colombia      | 35                                                     | 31,7                                             | 4,8                                      | 35,7                                                               | 6,0                                                    | 12,8                                                       | 9,6                                                                          |
| Costa Rica    | 13                                                     | 16,5                                             | 0,5                                      | 21,0                                                               | 0,9                                                    | 3,4                                                        | 5,8                                                                          |
| Cuba          | —                                                      | —                                                | 0,7                                      | —                                                                  | —                                                      | —                                                          | —                                                                            |
| Ecuador       | 30                                                     | 25,7                                             | 2,0                                      | 25,0                                                               | 3,8                                                    | 7,6                                                        | 8,9                                                                          |
| El Salvador   | 28                                                     | 30,4                                             | 7,8                                      | 22,8                                                               | 3,4                                                    | 5,6                                                        | 4,5                                                                          |
| Guatemala     | 55                                                     | —                                                | 28,8                                     | 59,3                                                               | 9,5                                                    | —                                                          | 23,4                                                                         |
| Haití         | 86                                                     | —                                                | 41,2                                     | —                                                                  | 29,2                                                   | —                                                          | —                                                                            |
| Honduras      | 50                                                     | 52,3                                             | 11,9                                     | 59,3                                                               | 12,7                                                   | 20,0                                                       | 36,7                                                                         |
| México        | 22                                                     | 41,5                                             | 5,0                                      | 48,8                                                               | 1,2                                                    | 10,6                                                       | 16,8                                                                         |
| Nicaragua     | 42                                                     | —                                                | 16,4                                     | 44,4                                                               | 3,9                                                    | —                                                          | 8,9                                                                          |
| Panamá        | 13                                                     | 14,6                                             | —                                        | 20,7                                                               | 1,3                                                    | 6,6                                                        | 9,8                                                                          |
| Paraguay      | 20                                                     | 19,4                                             | 4,5                                      | 23,5                                                               | 1,3                                                    | 6,2                                                        | 4,0                                                                          |
| Perú          | 32                                                     | 15,4                                             | 6,3                                      | 20,2                                                               | 2,7                                                    | 3,0                                                        | 2,9                                                                          |
| R. Dominicana | 22                                                     | 20,3                                             | 2,2                                      | 21,0                                                               | 0,8                                                    | 4,3                                                        | 2,7                                                                          |
| Uruguay       | 6                                                      | 3,0                                              | —                                        | 8,8                                                                | 0,2                                                    | 0,1                                                        | 0,1                                                                          |
| Venezuela     | 39                                                     | —                                                | —                                        | 32,6                                                               | 7,1                                                    | —                                                          | 9,5                                                                          |

Notas:
| Valor más favorable Dentro de los cinco valores más favorables Valor más desfavorable Todas las cifras fueron cerradas mediante truncado.Índices de Pobreza Los datos de Venezuela, Haití, Guatemala y Nicaragua están desactualizados hace más de cinco años. |

## Demografía
| 1.º  | Brasil               | 203 062 512 |
| 2.º  | México               | 131 135 337 |
| 3.º  | Colombia             | 52 939 527  |
| 4.º  | Argentina            | 46 621 847  |
| 5.º  | Perú                 | 32 440 172  |
| 6.º  | Venezuela            | 30 518 260  |
| 7.º  | Chile                | 18 549 457  |
| 8.º  | Guatemala            | 17 980 803  |
| 9.º  | Ecuador              | 17 483 326  |
| 10.º | Bolivia              | 12 186 079  |
| 11.º | Haití                | 11 470 261  |
| 12.º | Cuba                 | 10 985 974  |
| 13.º | República Dominicana | 10 790 744  |
| 14.º | Honduras             | 10 375 354  |
| 15.º | Nicaragua            | 6 676 763   |
| 16.º | El Salvador          | 6 359 081   |
| 17.º | Paraguay             | 6 164 019   |
| 18.º | Costa Rica           | 5 044 197   |
| 19.º | Panamá               | 4 453 267   |
| 20.º | Uruguay              | 3 444 263   |
|      | Total                | 649 978 921 |

La mayor parte de la población en América Latina está compuesta por jóvenes, menores de 25 años, aunque cada vez más crece la población adulta o de tercera edad, el país más envejecido de América Latina es Cuba, seguido por Puerto Rico, Uruguay, Chile, Argentina, Brasil y Costa Rica, donde hay un fuerte proceso de colapso de la población infantil y juvenil, además en Colombia, Ecuador, México, Panamá, Venezuela, Perú, El Salvador, República Dominicana, Nicaragua, Paraguay, Belice, Guatemala y Bolivia la tasa de niños y jóvenes ya empieza a declinar, por otra parte en Honduras y Haití se estiman que la tasa de niños y jóvenes comenzaran a decrecer en algunos años, ya que aún son países muy jóvenes.«Pirámide de la Población por país (2015)». PopulationPyramid. 2015. Las esperanzas de vida media varía entre los 70 y 80 años de edad en la mayoría de los países, como por ejemplo Costa Rica (79,7 años), Chile (79,57 años), Cuba (79,07 años), Panamá (77,37 años), México (77,14 años) y Uruguay (76,91 años), siendo los países de América Latina en los que se vive más años, según datos del Banco Mundial del 2012.
América Latina se caracteriza por ser una de las zonas más urbanizadas del mundo, donde el 80 % de la población vive en contextos urbanos, solo por detrás de América Anglosajona y Europa, en particular en países como Venezuela, Uruguay, Argentina, Colombia y Chile, donde cerca del 90 % de la población es urbana. Sin embargo, es importante considerar que los criterios para determinar lo urbano difieren de un país a otro, así por ejemplo, mientras en Venezuela y México se considera urbana a toda aglomeración de población con 2500 o más habitantes, en países como Argentina, Colombia o Bolivia es considerada urbana una aglomeración de 2000 habitantes; en Ecuador y Costa Rica se considera urbano a los centros administrativos de provincias y cantones, y en Nicaragua, El Salvador y Guatemala con aglomeraciones de 1000 habitantes, siempre que cuenten con características urbanas como electricidad y comercio.
La población urbana latinoamericana se caracteriza por concentrarse en grandes áreas metropolitanas, como por ejemplo, la Ciudad de México, São Paulo, Buenos Aires, Río de Janeiro, Bogotá, Lima, Monterrey, Santiago, Caracas, Belo Horizonte, Guadalajara, las cuales han experimentado grandes flujos migratorios desde las áreas rurales y desde las ciudades menores, al menos desde comienzos del siglo XX. En contra parte, en algunos países, como Honduras o Haití, más de la mitad de la población es rural.

### Áreas Metropolitanas
A continuación se muestra una tabla con las diez ciudades más pobladas de América Latina:
| N.º | Área metropolitana | País      | Población según Major Agglomerations of the World (2017) | Población según «Major Agglomerations of the World». 1 de enero de 2024. Consultado el 18 de junio de 2024. | Fuente                                                            | Imagen |
| --- | ------------------ | --------- | -------------------------------------------------------- | --- | ----------------------------------------------------------------- | ------ |
| 1   | Ciudad de México   | México    | 22 300 000                                               | 25 100 000                                                                                                  |                                                                   |        |
| 2   | São Paulo          | Brasil    | 22 100 001                                               | 22 100 000                                                                                                  |                                                                   |        |
| 3   | Buenos Aires       | Argentina | 15 180 000                                               | 16 700 000                                                                                                  |                                                                   |        |
| 4   | Río de Janeiro     | Brasil    | 12 700 000                                               | 12 500 000                                                                                                  | Censo IBGE 2010                                                   |        |
| 5   | Lima               | Perú      | 10 100 000                                               | 11 800 000                                                                                                  | Censo 2007 Archivado el 10 de octubre de 2008 en Wayback Machine. |        |
| 6   | Bogotá             | Colombia  | 9 500 000                                                | 10 400 000                                                                                                  | Est DANE 30-06-2009                                               |        |
| 7   | Santiago           | Chile     | 6 620 000                                                | 8 250 000                                                                                                   |                                                                   |        |
| 8   | Guadalajara        | México    | 5 050 000                                                | 5 850 000                                                                                                   |                                                                   |        |
| 9   | Belo Horizonte     | Brasil    | 4 950 000                                                | 4 950 000                                                                                                   |                                                                   |        |
| 10  | Monterrey          | México    | 4 750 000                                                | 6 000 000                                                                                                   |                                                                   |        |

### Etnografía
América Latina es una de las zonas del planeta con mayor diversidad étnica y ofrece una amalgama de pueblos cuya presencia y porcentaje varía de un país a otro dependiendo de los movimientos migratorios recibidos a lo largo de su historia. Brasil es el país más grande de América Latina, tanto en población como en extensión por lo que puede poseer mayor población de cada etnia entre estos países. En esta región se pueden distinguir cuatro grupos predominantes: amerindios, mestizos, criollos y afroamericanos (negros, mulatos y zambos).
| País                   | Mestizos (%) | Blancos (%) | Indígenas (%) | Negros, Mulatos, Asiáticos y Otros (%) |
| ---------------------- | ------------ | ----------- | ------------- | -------------------------------------- |
| Argentina 2            | 11           | 85          | 3             | 1                                      |
| Belice 1               | 48,7         | 4,6         | 10,6          | 36,1                                   |
| Bolivia 2              | 32           | 12          | 54            | 2                                      |
| Brasil 3               | 33,1         | 47,7        | 0,3           | 19,7                                   |
| Chile 2                | 39,7         | 52,7        | 6,7           | 0,9                                    |
| Colombia 3             | 49           | 37          | 3,4           | 10,6                                   |
| Costa Rica 3           | 3,6          | 80,8        | 2,4           | 13,2                                   |
| Cuba 1                 | 14,9         | 64,1        | 0             | 20                                     |
| Ecuador 3              | 71,9         | 6,1         | 7,0           | 7,6                                    |
| Guatemala 3            | 41,7         | 18,5        | 39,8          | 0,4                                    |
| Haití 1                | 0            | 5           | 0             | 95                                     |
| Honduras 1             | 87           | 4           | 7             | 2                                      |
| México 2               | 70           | 15          | 14            | 1                                      |
| Nicaragua 1            | 69           | 17          | 5             | 9                                      |
| Panamá 1               | 70           | 10          | 6             | 14                                     |
| Paraguay 2             | 75           | 20          | 2             | 3                                      |
| Perú 1                 | 37           | 15          | 45            | 3                                      |
| Puerto Rico 1          | 8,5          | 75,8        | 3,3           | 12,4                                   |
| República Dominicana 1 | 73           | 16          | 0             | 11                                     |
| El Salvador 1          | 86,3         | 12,7        | 1             | 0                                      |
| Uruguay 1              | 8            | 88          | 0             | 4                                      |
| Venezuela 3            | 51,6         | 43,2        | 1             | 3,6                                    |

Fuentes:
- 1. Datos del CIA World Factbook Archivado el 6 de enero de 2019 en Wayback Machine.
- 2. "Composición Étnica de las Tres Áreas Culturales del Continente Americano al Comienzo del Siglo XXI" Dr.Lizcano
- 3. Censos de los respectivos países

La siguiente tabla muestra cómo responden los latinoamericanos a la pregunta ¿A qué raza te consideras que perteneces? En la encuesta del latinobarómetro.
| País                 | Mestizos | Blancos | Amerindios | Mulatos | Negros | Asiáticos | Otros | DK/NA |
| -------------------- | -------- | ------- | ---------- | ------- | ------ | --------- | ----- | ----- |
| Argentina            | 26 %     | 61 %    | 1 %        | 1 %     | 1 %    | 0 %       | 3 %   | 7 %   |
| Bolivia              | 57 %     | 4 %     | 27 %       | 1 %     | 1 %    | 0 %       | 1 %   | 9 %   |
| Brasil               | 17 %     | 49 %    | 1 %        | 13 %    | 17 %   | 0 %       | 1 %   | 2 %   |
| Chile                | 25 %     | 59 %    | 8 %        | 1 %     | 0 %    | 0 %       | 2 %   | 5 %   |
| Colombia             | 47 %     | 26 %    | 5 %        | 5 %     | 6 %    | 0 %       | 2 %   | 9 %   |
| Costa Rica           | 31 %     | 40 %    | 4 %        | 17 %    | 3 %    | 1 %       | 1 %   | 3 %   |
| República Dominicana | 29 %     | 11 %    | 4 %        | 24 %    | 26 %   | 3 %       | 0 %   | 3 %   |
| Ecuador              | 81 %     | 4 %     | 7 %        | 3 %     | 3 %    | 1 %       | 0 %   | 1 %   |
| El Salvador          | 68 %     | 10 %    | 5 %        | 4 %     | 4 %    | 2 %       | 0 %   | 7 %   |
| Guatemala            | 15 %     | 29 %    | 45 %       | 1 %     | 1 %    | 0 %       | 1 %   | 8 %   |
| Honduras             | 62 %     | 9 %     | 13 %       | 5 %     | 2 %    | 1 %       | 1 %   | 7 %   |
| México               | 52 %     | 6 %     | 19 %       | 2%      | 0%     | 1 %       | 3 %   | 17 %  |
| Nicaragua            | 67 %     | 6 %     | 8 %        | 2 %     | 3 %    | 1 %       | 0 %   | 13 %  |
| Panamá               | 53 %     | 16 %    | 7 %        | 5 %     | 10 %   | 1 %       | 1 %   | 7 %   |
| Paraguay             | 55 %     | 29 %    | 3 %        | 1 %     | 1 %    | 0 %       | 2 %   | 9 %   |
| Perú                 | 76 %     | 6 %     | 7 %        | 1 %     | 1 %    | 1 %       | 1 %   | 7 %   |
| Uruguay              | 7 %      | 74 %    | 1 %        | 4 %     | 3 %    | 0 %       | 3 %   | 8 %   |
| Venezuela            | 33 %     | 32 %    | 4 %        | 21 %    | 8 %    | 0 %       | 0 %   | 2 %   |
| Total                | 47 %     | 24 %    | 9 %        | 6 %     | 5 %    | 1 %       | 1 %   | 7 %   |

#### Indígenas
Se denomina indígena u originarios a los pueblos y naciones existentes a la llegada de los europeos a América. Poblaciones provenientes de Asia entraron a través del estrecho de Bering durante la última glaciación, hace unos 25 000 años, y colonizaron los cuatro subcontinentes. El único país donde el porcentaje de indígenas es el mayor componente de la población es Bolivia, mientras en Perú y Guatemala componen entre el 40-45 % aproximadamente. Existen significativas comunidades indígenas en Ecuador y México. Hay minorías entre el 5-10 % en Belice, Honduras, Panamá, Chile y Nicaragua. Por último, hay minorías muy reducidas (menos del 4 %) en Colombia, Venezuela, Costa Rica, El Salvador, Argentina y Brasil.

#### Mestizos

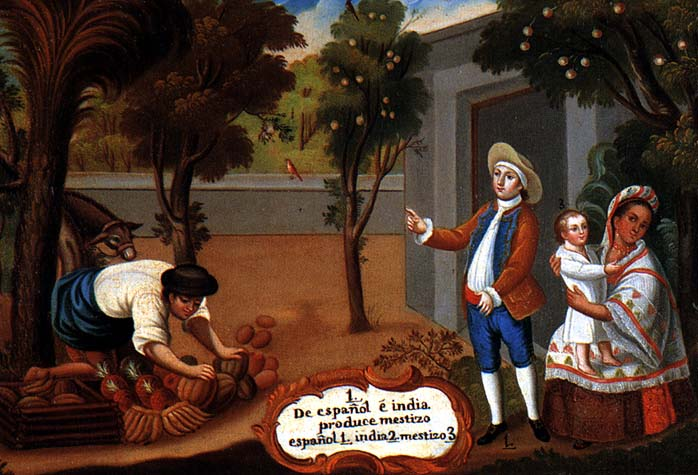
Una representación de mestizos en una "Pintura de Castas" de la era colonial. "De español e india produce mestizo".

Mestizo o mestiza es un término dentro del sistema de razas y castas o cruzas utilizado por el Imperio español e Imperio portugués para clasificar a la población americana y atribuirle privilegios y deberes según la pertenencia de cada persona. Dentro de ese sistema racista la denominación de mestizo se aplicó a la persona que era resultado de la cruza entre la "raza blanca" (por europea) y la "raza india" (por indígena). La Real Academia Española recoge la palabra definiéndola como el que nace de padre y madre de razas diferentes, en especial de hombre blanco e indígena, o de hombre indígena y mujer blanca, a pesar de que en el último siglo el término raza ha caído en desuso en ámbitos académicos, siendo sustituido por el concepto de etnia. A pesar de la condena universal al racismo la categoría sigue siendo utilizada por algunas personas y algunos estudios, en muchos casos sin rigor alguno. La utilización de la categoría "mestizo" y otras categorías provenientes de clasificaciones racistas de la población como "zambo" o "mulato" ha sido cuestionada como racismo por varios estudios.
En el término mestizo hay cierta imprecisión, ya que en castellano se ha aplicado en especial para los individuos resultado del mestizaje entre españoles y amerindios. Se olvida con este uso que una considerable parte del mestizaje en la América hispánica se hizo entre blancos con negros, negros con amerindios o el mestizaje secundario de mestizos con amerindios y negros. Los indomestizos, adquirían tal denominación por exhibir un fenotipo, que indicaba que eran la mezcla de un mestizo y una india, en el caso del zambo, de un negro y un amerindio, así como un blanco con negro en el caso del mulato o pardo, y de un mestizo al resultado de un blanco con amerindio, y de este resultado con otro amerindio, resulta un indomestizo. Los países con mayor predominio de población mestiza son por orden: Honduras, El Salvador, Paraguay, República Dominicana, México, Panamá, Nicaragua y Ecuador. También existe cifras significativas de población mestiza aunque no mayoritaria en países como Venezuela, Colombia, Guatemala, Chile, Perú, Brasil, Bolivia, y la provincia canadiense de Quebec.

#### Criollos y blancos
Criollo fue en su origen un término utilizado en los virreinatos españoles en América para distinguir a las personas que habían nacido ahí pero eran descendientes de europeos, de aquellas que habían nacido en los virreinatos americanos pero eran descendientes de indígenas o africanos. Luego el término fue utilizado para diferenciar a las personas de "raza europea" cuyos antepasados ya se encontraban en América a comienzos del siglo XIX, de las personas de los nuevos inmigrantes.
Debido a las presiones racistas, tanto antes como después de la época virreinal, muchas personas con antepasados indígenas o africanos, ocultaron esas raíces con el fin de ser clasificados como "blancas" o "criollas". En sentido opuesto, algunos sectores sociales de ascendencia europea, oponen "criollo" a "civilizado" o "europeo", asignándole a la condición criolla una carga desvalorizadora y despectiva.
La emigración europea hacia América Latina ha albergado un número considerable de personas procedentes de diferentes países principalmente a Argentina, Chile, Brasil, Uruguay, Venezuela, Cuba y México donde se concentraron el mayor número de personas procedentes de los países europeos. Las principales diásporas europeas hacia América Latina fueron especialmente españoles en Argentina, Chile, Venezuela, Cuba, Brasil y México, portugueses a Brasil y Venezuela, italianos en Argentina, Brasil, Uruguay, Venezuela, alemanes en Argentina, Brasil, Chile, franceses en Argentina, Brasil, México, Uruguay, irlandeses en Argentina, México y Chile, ingleses en Argentina, Chile, y por último croatas en Argentina y Chile.
Recientes estudios genéticos han establecido que grandes sectores de la población tradicionalmente clasificados como "europeos", "blancos" o "criollos", tienen en realidad uno o más antepasados indígenas o africanos. En Argentina por ejemplo, donde se llegó a establecer censalmente en 1947 que más del 95 % de su población era blanca, recientes estudios genéticos han establecido que más de la mitad de la población tiene al menos un antepasado indígena o africano, generalmente por vía materna.
En contra de estos estudios, otras fuentes sostienen que en países con predominio de esta ascendencia, como Uruguay, Argentina y Costa Rica superan el 80 % de la población.
En Puerto Rico (Estados Unidos) y San Pedro y Miquelón (Francia) -territorios dependientes- también hay absoluta mayoría criolla, que representan entre el 70-80 % de esos países. En países como Cuba, la población blanca llega a representar el 65 %, mientras que en Chile y Brasil un poco más del 50 %, y por último en Venezuela y Colombia tiene porcentajes del 35-47 %.
Otros países que se presentan como minoría pero visibles son Paraguay, Guatemala y Nicaragua que tienen porcentajes que son entre el 17-20 %, en México no existe un número determinado de cuanto exactamente es el porcentaje de la población criolla se da un número de no superior de 9 %, 15 % o 20 %, República Dominicana y Perú con más de 15 %, El Salvador y Bolivia 12 % aproximadamente y por último Panamá 10 %. Por otra parte en países como Ecuador, Haití, Belice y Honduras son bajas minorías de la población.
En cantidad, los países con mayor número de personas de origen criollo son Brasil (aproximadamente 91 millones), Argentina (aproximadamente 38 millones), México (20 millones), Colombia (aproximadamente 16 millones), Venezuela (más de 13 millones) Chile (más de 12 millones), Cuba (más de 7 millones) y Perú (más de 4.6 millones). En Argentina la población clasificada como "blanca" en muchos casos no se corresponde con la clasificada como "criolla", debido a que se trata de descendientes de inmigrantes llegados entre 1850 y 1950, mayoritariamente italianos.
Las inmigraciones de España y Portugal durante la conquista y, sobre todo, durante la Colonización europea de América, se sumaron posteriormente inmigrantes de otros países europeos, principalmente de Italia, Alemania, Reino Unido, Francia, Irlanda y Croacia. Argentina, Brasil y Uruguay incrementaron notablemente su población recibiendo importantes flujos migratorios provenientes de Europa a partir de la segunda mitad del siglo XIX, principalmente de Italia, Portugal, España y Alemania. Chile recibió un gran número de inmigrantes principalmente españoles (vascos), con aportes de alemanes, italianos, croatas, franceses, suizos, árabes y británicos, quienes componen la población criolla del país, estimada en un 64 %. Por su parte Cuba recibió una considerable inmigración basada, casi en su totalidad, en españoles. Costa Rica recibió un considerable número de inmigrantes europeos, además mantiene el caucasismo homogénico entre su población. Puerto Rico también recibió inmigración europea, principalmente de la misma España y también de Francia, pero a principios del siglo XIX. México durante el siglo XX y mediados del siglo XIX también recibió inmigrantes principalmente exiliados españoles, al igual que italianos, franceses, ingleses, alemanes y muy recientemente estadounidenses y canadienses de origen británico y alemán. Colombia recibió inmigración principalmente española y árabe; Paraguay recibió inmigración europea en el siglo XX al igual que Colombia, pero en un flujo mucho menor. Perú recibió inmigración en los siglos XIX y XX, también en flujos menores. Venezuela, siendo hoy en día un país multiétnico, tuvo gran inmigración también en el siglo XX, especialmente de españoles, portugueses, italianos, y alemanes; esto gracias al crecimiento económico por el descubrimiento del petróleo lo que modificó notablemente su etnografía, actualmente la población criolla representa el 43.6 % de la población total del país. También podemos incluir acá la provincia canadiense de Quebec y el territorio francés de ultramar de San Pedro y Miquelón; ambas tienen ascendencia europea procedente de Francia desde la conquista y la época colonial. Aunque en la provincia de Quebec, se sumaron también otros inmigrantes, principalmente del Reino Unido, Italia, Grecia, España, Portugal, y de la misma Francia, además de algunos países árabes.
Estudios recientes del ADN mitocondrial, solo trasmitido a través de las madres, en la población de fenotipia blanca en estos países revelan que existe también un porcentaje de mestizaje en esta población. Lo que coincide con los datos históricos de predominio de inmigrantes masculinos.

#### Afrodescendientes
Los países con una población de origen predominantemente africano o mulato (mestizo europeo-africano) son Haití, Guyana, Surinam y los territorios franceses de ultramar: la Guayana Francesa, las áreas insulares de Guadalupe, Martinica, San Bartolomé y San Martín. También hay importantes poblaciones en Belice, Brasil, Cuba y Puerto Rico que oscilan entre el 17-37 %. En países como Panamá, República Dominicana y Colombia representan el 10 %. En menor proporción de porcentaje se presenta en países como Venezuela, Nicaragua, Ecuador, Uruguay, Costa Rica, Perú, Honduras y Bolivia. La inmigración africana se diferenció de las otras en que mayoritariamente fue forzosa fruto del tráfico de esclavos.
Cabe también mencionar a los zambos (mestizos africano-amerindios), con comunidades presentes en Brasil, Panamá, Colombia, Ecuador, Perú, Venezuela y la costa caribeña de Centroamérica. En esta última zona son denominados garífunas y hablan una lengua propia del tronco arawak caribeño.

#### Asiáticos del este y del sureste
Latinoamérica también ha recibido minorías de inmigrantes del Lejano oriente, tanto de Asia del Este como del Sureste Asiático. Estos inmigrantes se han ido mezclando progresivamente con la población local dando lugar a nuevos tipos de mestizaje. Provienen principalmente de China, Taiwán, Japón, Filipinas, Corea y Laos, formando en ciertos países importantes comunidades: japoneses principalmente en Brasil (mayor comunidad étnica japonesa fuera de Japón), México, Perú, Colombia, Argentina, Paraguay, Chile y Bolivia; chinos y taiwaneses en El Salvador, Panamá, Argentina, Venezuela, Bolivia, Chile, Colombia, Costa Rica, Cuba, México, Nicaragua, Paraguay, Perú y Puerto Rico; filipinos en Argentina, México y Puerto Rico; coreanos en Brasil, Paraguay, Argentina, Perú, y Chile; laosianos en Argentina. Cabe destacar que la comunidad china y japonesa en el Perú —junto a la asentada en el Brasil—, es una de las más importantes y numerosas de la región.

#### Próximo-orientales
Desde fines del siglo XIX ha llegado a América Latina una importante cantidad de inmigrantes provenientes del Oriente Próximo, principalmente de origen árabe y judío, aunque no exclusivamente. Si bien muchos de ellos arribaron directamente desde el Imperio otomano, con anterioridad a 1918, la mayor parte proviene directamente de países como Líbano, Siria, Turquía, Israel o los Territorios Palestinos. Se instalaron principalmente en países como Ecuador, El Salvador, Colombia, México, Panamá, Costa Rica, Venezuela, Argentina, Chile y Brasil. En Perú ingresaron alrededor de 10 mil inmigrantes del Próximo Oriente.
Es significativo, por ejemplo, el flujo de palestinos que llegó a Chile desde el siglo XIX; estos inmigrantes forman actualmente la colonia palestina más importante y numerosa fuera del mundo árabe con alrededor de 450 000-500 000 miembros.
En Ecuador se estima que actualmente más de 500.000 personas descienden directamente de las comunidades libanesas y sefardíes llegadas en los siglos XIX y XX. Varios presidentes y políticos influyentes tienen ascendencia libanesa (Julio Teodoro Salem, Abdalá Bucaram, Alberto Dahik, Jaime Nebot Saadi y Dalo Bucaram), varios escritores y artistas (Jorge Enrique Adoum, Jorge Saade) así como también otros personajes de la vida pública del país como Constanza Báez Jalil (ex-miss Ecuador), Diego Spotorno y Elsa Bucaram.
Los judíos, por su parte, emigraron principalmente a Argentina, donde forman la comunidad hebrea más numerosa de Latinoamérica, así como a Brasil, Chile, México (país de discutida clasificación geográfica y regional) y Panamá desde Europa y el Oriente Próximo. Actualmente la población de judíos se estima en: Argentina 235 000, Chile 150 000, Brasil 96 700, Uruguay con 10 000 y el Perú con 3000, además de aglomeraciones de menor tamaño en prácticamente todos los países de la región. La mayor parte de los judíos que llegaron a Latinoamérica es de origen askenazí provenientes de Europa del Este. También son numerosos los judíos de origen sefardí, los cuales provenían de los Balcanes, Turquía y Palestina.

#### Gitanos
También en esta región viven gitanos de diferentes grupos sub-étnicos oriundos de Asia y Europa (los Balcanes, Rumania, Hungría, etc.), instalados principalmente en países como Brasil, Argentina y Chile, más reducidos en México, Colombia y Ecuador.

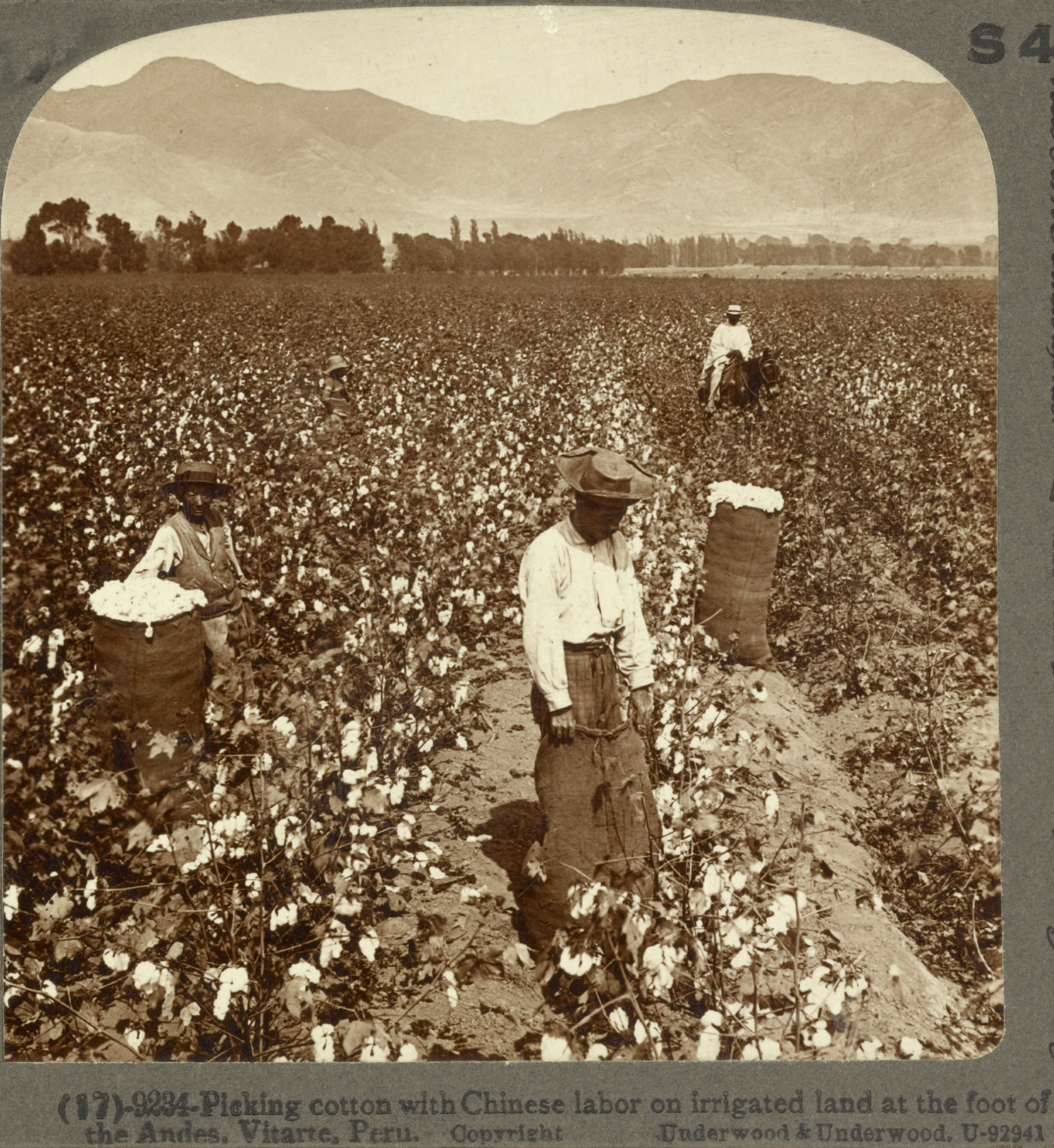
Inmigrantes chinos trabajando en cultivos de algodón en Perú.

#### Inmigración
América Latina recibe inmigrantes desde la colonización europea, particularmente de Europa, Asia, África, Oceanía y del Mediterráneo. Posterior a esa época, la inmigración hacia esta subregión no paró, sino experimentó grandes flujos migratorios entre 1850–1950, un 55 % de los inmigrantes eran europeos (sin contar a los españoles) seguido por inmigrantes del Asia Oriental; entre los principales destinos destacaron Argentina, Brasil, Chile, Uruguay, Cuba y Puerto Rico. Posterior a 1950 la inmigración se vio en crisis y disminuyó gradualmente por segunda vez luego de la crisis global de 1929, aunque esta ya no volvió a dar auge principalmente por algunas guerras civiles y dictaduras que ocurrieron posteriormente, además esto causó una inmigración interna en la región, es decir, la emigración de un pueblo de un país específico a otro cercano (como los paraguayos en Argentina o los bolivianos en Chile). La década de 1990 sirvió para que la región recuperara su buena imagen de inmigración. Actualmente, con excepción de Puerto Rico, Costa Rica y Venezuela, la mayor parte de los países tienen una población extranjera menor al 5 %. La inmigración árabe especialmente desde mediados del siglo XIX hasta los años 60 del siglo XX, continúa aunque menos. Como toda inmigración y mezcla, es enriquecedora cultural y genéticamente.
Población extranjera por país:
| País                 | inmigrantes (cant.) | inmigrantes (%) | Países originarios                                               |
| -------------------- | --- | --------------- | ---------------------------------------------------------------- |
| Argentina            | 1 954 100 | 4,74 %          | Paraguay, Italia, España, Bolivia, Perú                          |
| Venezuela            | 1 505 787 | 5,45 %          | Colombia, España, Portugal, Italia, Perú                         |
| Chile                | 1 492 522«Según estimaciones, la cantidad de personas extranjeras residentes habituales en Chile bordea los 1,5 millones al 31 de diciembre de 2019». INE gobierno de Chile. 2019. Archivado desde el original el 30 de diciembre de 2022. «Según los últimos datos publicados hoy por el Instituto Nacional de Estadísticas y el Departamento de Extranjería y Migración, en colaboración con la Policía de Investigaciones, el Ministerio de Relaciones Exteriores y el Servicio de Registro Civil, en Chile existen 1.492.522 personas extranjeras residentes habituales, lo que implica un aumento absoluto de 242.157 personas y un aumento relativo de 19,4% respecto del año 2018». | 7,7 %           | Venezuela, Perú, Haití, Colombia, Bolivia                        |
| México               | 1 197 624 | 0,94 %          | Estados Unidos, España, Guatemala, Argentina, Francia            |
| Brasil               | 938 833 | 0,46 %          | Portugal, Japón, Italia, España, Bolivia                         |
| República Dominicana | 524 632 | 5,06 %          | Haití, Estados Unidos, España, Puerto Rico, Italia               |
| Costa Rica           | 387 243 | 9,05 %          | Nicaragua, Colombia, Estados Unidos, China, Países Bajos Bélgica |
| Puerto Rico          | 350 105 | 10 %            | República Dominicana, Cuba, Francia, España, Estados Unidos      |
| Panamá               | 224 000 | 6,7 %           | Estados Unidos, Colombia, China, Jamaica, España                 |
| Uruguay              | 194 000 | 2,67 %          | España, Argentina, Brasil, Italia, Japón                         |
| Ecuador              | 131 944 | 0,88 %          | Colombia, Perú, Venezuela, Brasil, Argentina                     |
| Colombia             | 120 347 | 0,25 %          | Venezuela, Estados Unidos, Ecuador, España, Perú                 |
| Guatemala            | 103 100 | 0,65 %          | El Salvador, México, Estados Unidos, Alemania, Corea del Sur     |
| Paraguay             | 101 174 | 1,35 %          | Brasil, Argentina, Bolivia, Estados Unidos, Chile                |
| Perú                 | 99 510 | 0,2 %           | Estados Unidos, China, Bolivia, Argentina, España                |
| Bolivia              | 87 338 | 1,06 %          | Argentina, Brasil, México, Perú, Chile                           |
| Cuba                 | 59 410 | 0,53 %          | España, México, Estados Unidos, Venezuela, Rusia                 |
| El Salvador          | 51 010 | 0,77 %          | Honduras, Guatemala, México, Nicaragua, España                   |
| Nicaragua            | 40 911 | 0,69 %          | Honduras, Estados Unidos, El Salvador, Costa Rica, España        |
| Honduras             | 32 815 | 0,4 %           | El Salvador, Nicaragua, Estados Unidos, Arabia Saudita, Belice   |
| Belice               | 15 727 | 4,71 %          | Guatemala, Estados Unidos, Reino Unido, Canadá, Bahamas          |
| Haití                | 9866 | 4,71 %          | República Dominicana, Jamaica, Canadá, Francia, Cuba             |

#### Migración internacional
La migración internacional es un fenómeno que ha marcado a Latinoamérica por décadas, se ha visto influenciada por la globalización, así como por crisis económicas y sociales en los diferentes países de la región. Para el año 2000 Latinoamérica y el Caribe tenía aproximadamente 26 millones de personas que habían emigrado de su país de origen, en 2010 esta cifra aumentó a cerca de 28.5 millones de personas y en 2020 se calcula que había aproximadamente 41 millones de emigrantes internacionales provenientes de países soberanos de la región, un 44% más que en 2010. A continuación se detalla el número de migrantes internacionales por país con su principal destino:
Población que vive en el extranjero (2019):
| País                 | Emigrantes (cant.) | Emigrantes (%) | Países de destino                            |
| -------------------- | ------------------ | -------------- | -------------------------------------------- |
| México               | 11 796 178         | 9,32 %         | Estados Unidos, Canadá, España               |
| Venezuela            | 7 100 000          | 24,73 %        | Colombia, Perú, Estados Unidos               |
| Colombia             | 2 869 032          | 5,81 %         | Venezuela, Estados Unidos, España            |
| Brasil               | 1 745 339          | 0,83 %         | Estados Unidos, Japón, Portugal              |
| Cuba                 | 1 654 684          | 14,60 %        | Estados Unidos, España, Italia               |
| El Salvador          | 1 600 639          | 24,80 %        | Estados Unidos, Canadá, Guatemala            |
| Haití                | 1 585 681          | 14,08 %        | Estados Unidos, República Dominicana, Canadá |
| República Dominicana | 1 558 668          | 15,05 %        | Estados Unidos, España, Italia               |
| Honduras             | 1 515 681          | 14,08 %        | Estados Unidos, España, México               |
| Perú                 | 1 512 920          | 4,71 %         | Estados Unidos, Chile, España                |
| Guatemala            | 1 205 604          | 6.84 %         | Estados Unidos, México, Belice               |
| Ecuador              | 1 183 685          | 6,85 %         | Estados Unidos, España, Italia               |
| Argentina            | 1 013 414          | 2,16 %         | España, Estados Unidos, Chile                |
| Bolivia              | 878 211            | 7,63 %         | Argentina, España, Estados Unidos            |
| Paraguay             | 870 638            | 12,19 %        | Argentina, España, Brasil                    |
| Nicaragua            | 682 685            | 10,42 %        | Honduras, Estados Unidos, Costa Rica         |
| Chile                | 650 151            | 3,40 %         | Argentina, Estados Unidos, España            |
| Uruguay              | 633 493            | 18,30 %        | Argentina, España, Brasil                    |
| Costa Rica           | 150 400            | 3,82 %         | Estados Unidos, Nicaragua, Panamá            |
| Panamá               | 161 187            | 6,7 %          | Estados Unidos, Costa Rica, España           |

Considerando los 33 países soberanos que las naciones unidas incluyen dentro de Latinoamérica y el Caribe, se puede analizar que la gran parte de los migrantes latinoamericanos y caribeños se encuentra en Estados Unidos, siendo alrededor de 23 millones de personas (55.9 % del total), no obstante, la migración intrarregional también es muy relevante y abarca más de 11 millones de personas (26.9 % del total). Por otra parte, en Europa hay más de 5 millones (12.4 % del total) y en otras regiones del mundo cerca de 2 millones de personas provenientes de América Latina y el Caribe (4.8 4.8 % del total).

### Idiomas

Lenguas romances en América latina: español, portugués, francés.
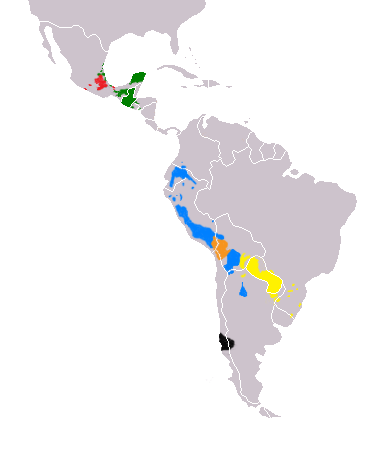
Áreas de distribución de las lenguas indígenas americanas más habladas en Suramérica a principios del siglo XXI: quechua en azul; guaraní en amarillo; aimara en naranja; mapuche en negro.
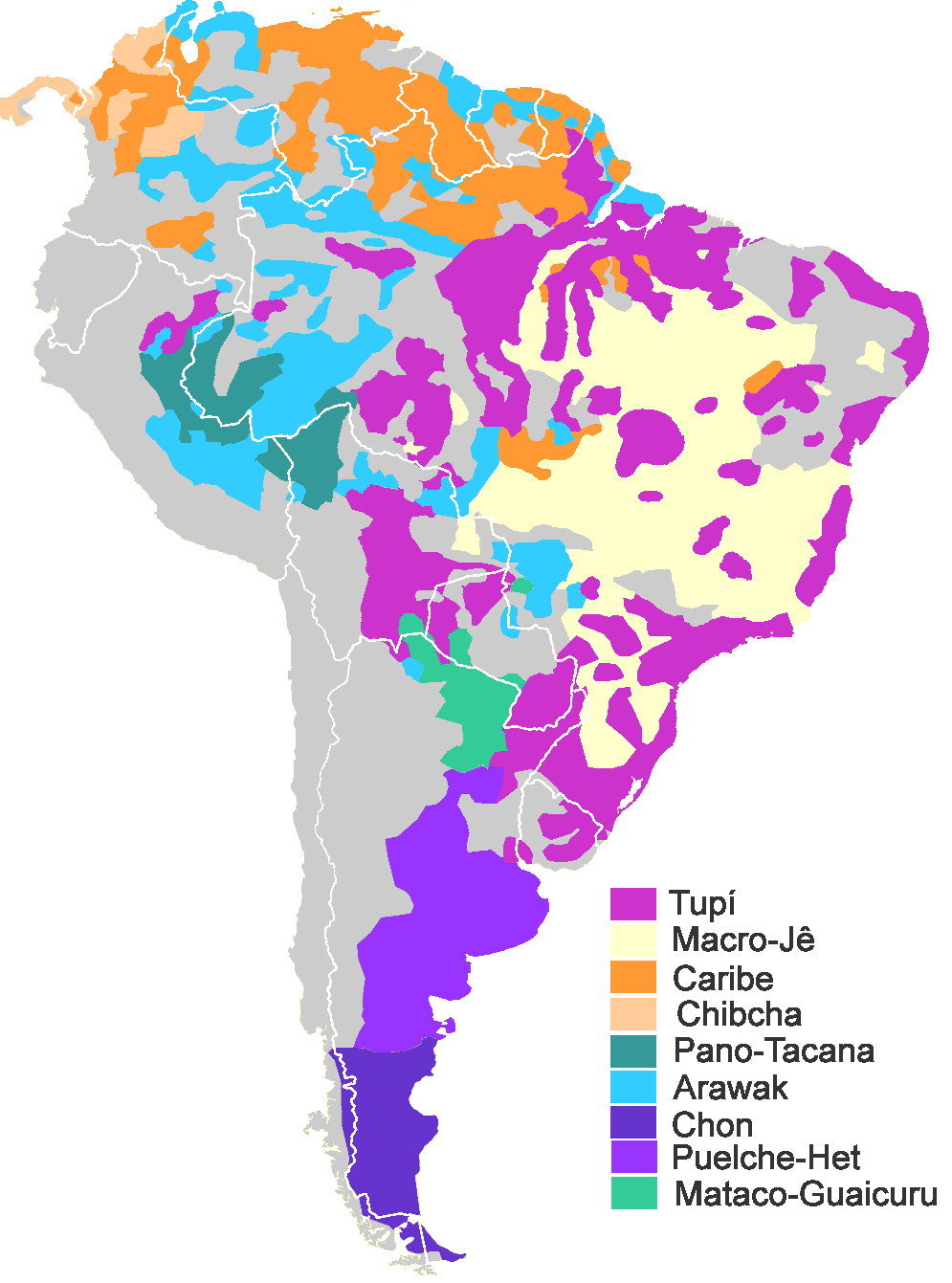
Las principales familias lingüísticas de América del Sur (exceptuando el quechua, el aimara, el mapuche y el guaraní).

Como el nombre indica, los idiomas oficiales y mayoritarios de los países de América Latina son lenguas romances como el español, el portugués y el francés. Sin embargo, dentro de estos territorios se habla una multitud de lenguas americanas, ya sea con estatus oficial reconocido o no, que enriquecen el patrimonio lingüístico. Algunas de estas lenguas americanas son:
1. Quechua: de 9 a 14 millones de hablantes (en Perú, Bolivia, Chile, Argentina y Ecuador).
2. Guaraní: de 7 a 12 millones de hablantes (en Argentina, Paraguay y Bolivia).
3. Aimara: 2 a 3 millones de hablantes (en Argentina, Chile, Bolivia y Perú).
4. Náhuatl: 1,3 a 5 millones de hablantes (en México).
5. Maya; de 0,9 a 1,2 millones de hablantes (en Guatemala, El Salvador y México).
6. Mapuche: 250 000 hablantes (una minoría aislada en el sur de Chile y Argentina).

### Religión

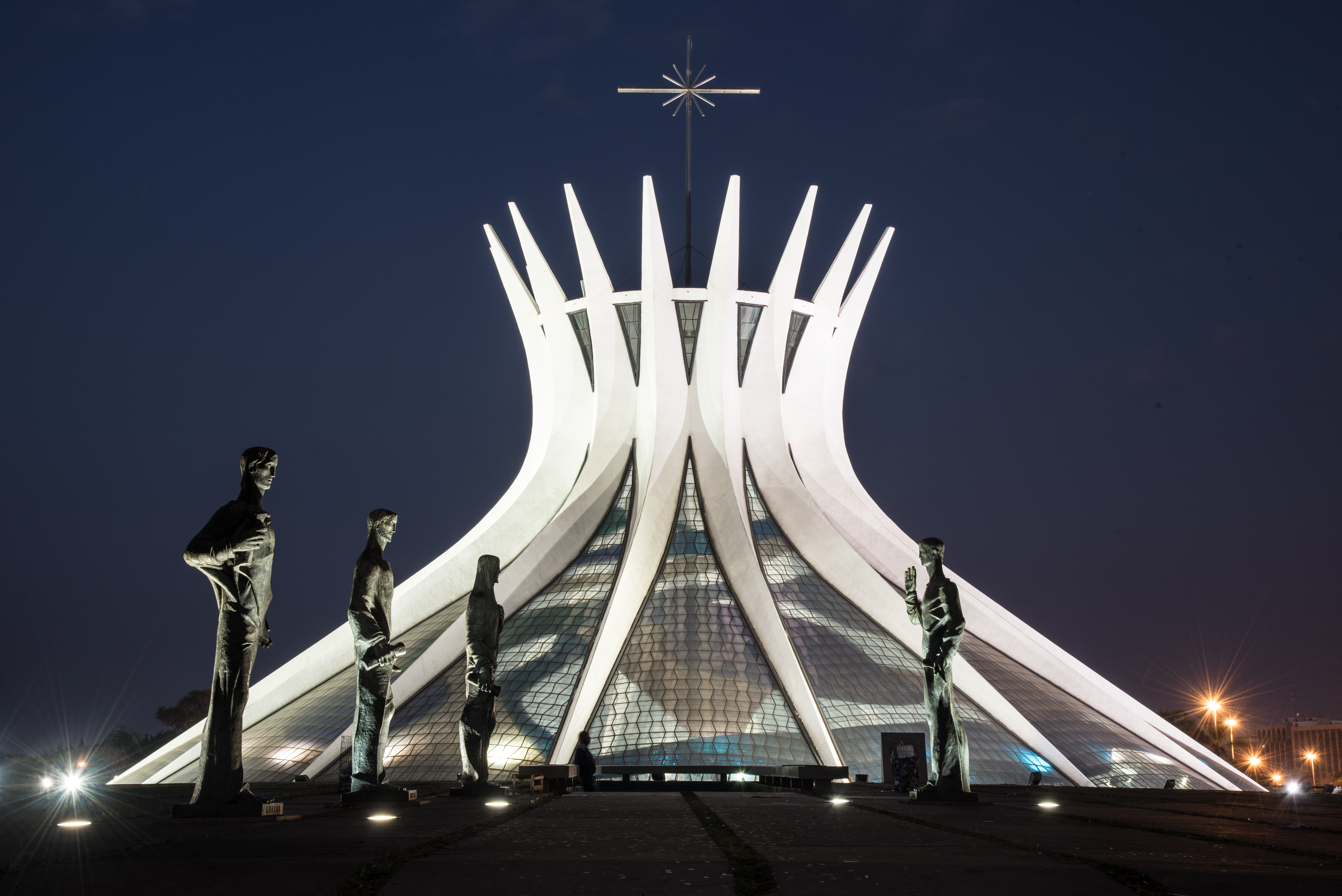
Catedral Metropolitana de Nuestra Señora Aparecida, Brasil.
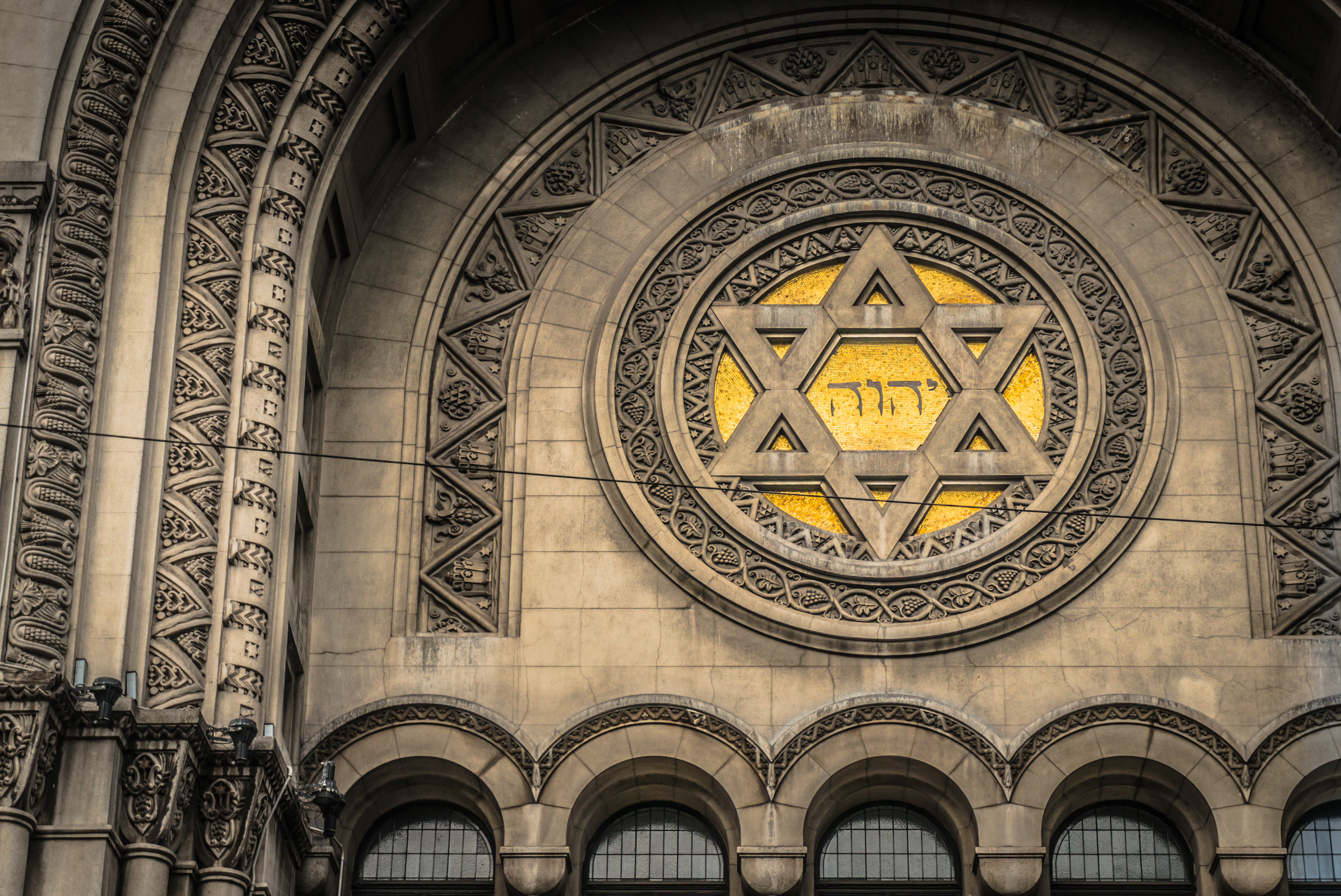
Sinagoga de la Congregación Israelita Argentina.
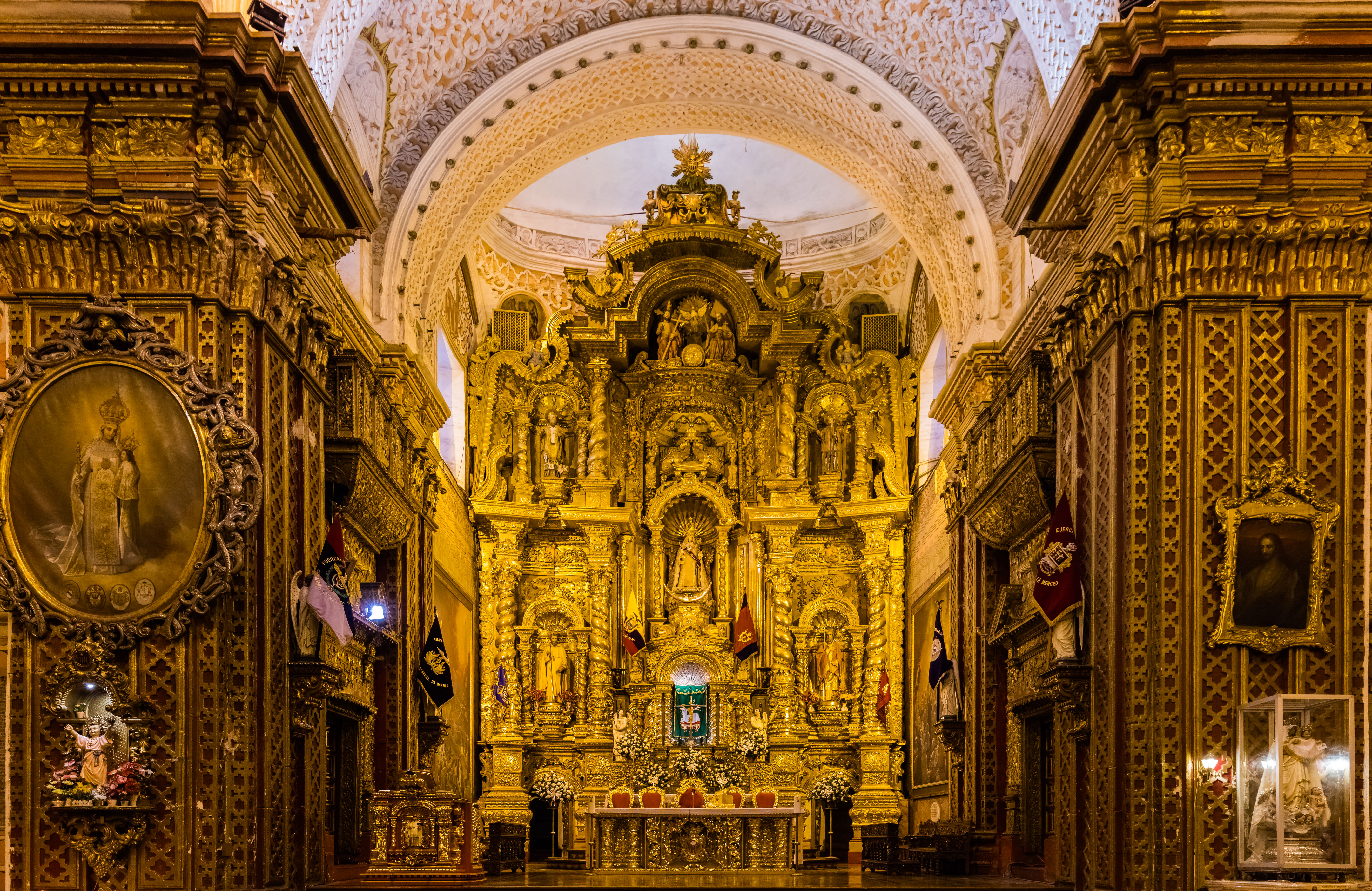
Interior de la Iglesia de La Merced de Quito, Ecuador.
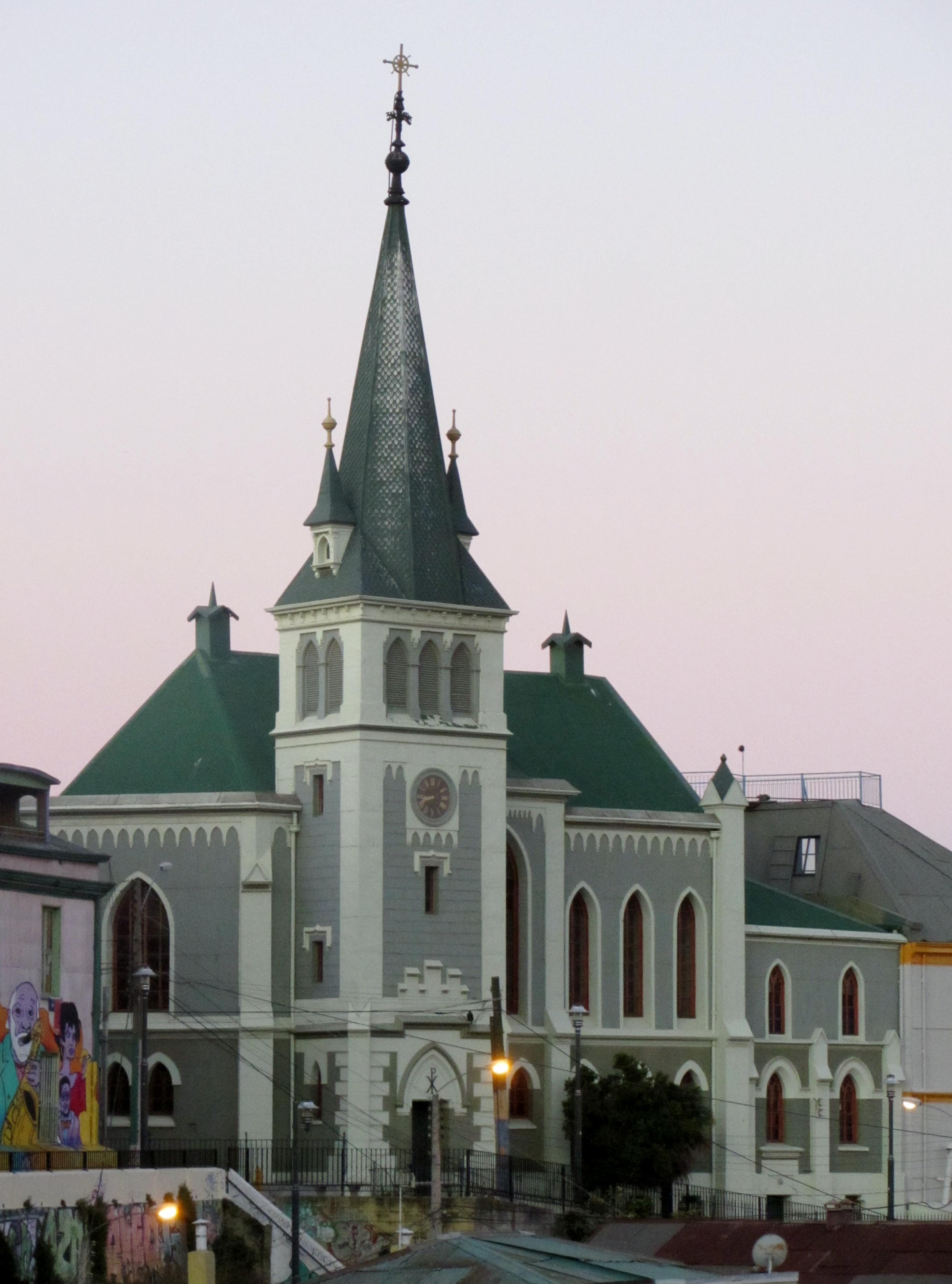
Iglesia luterana de Valparaíso, Chile.
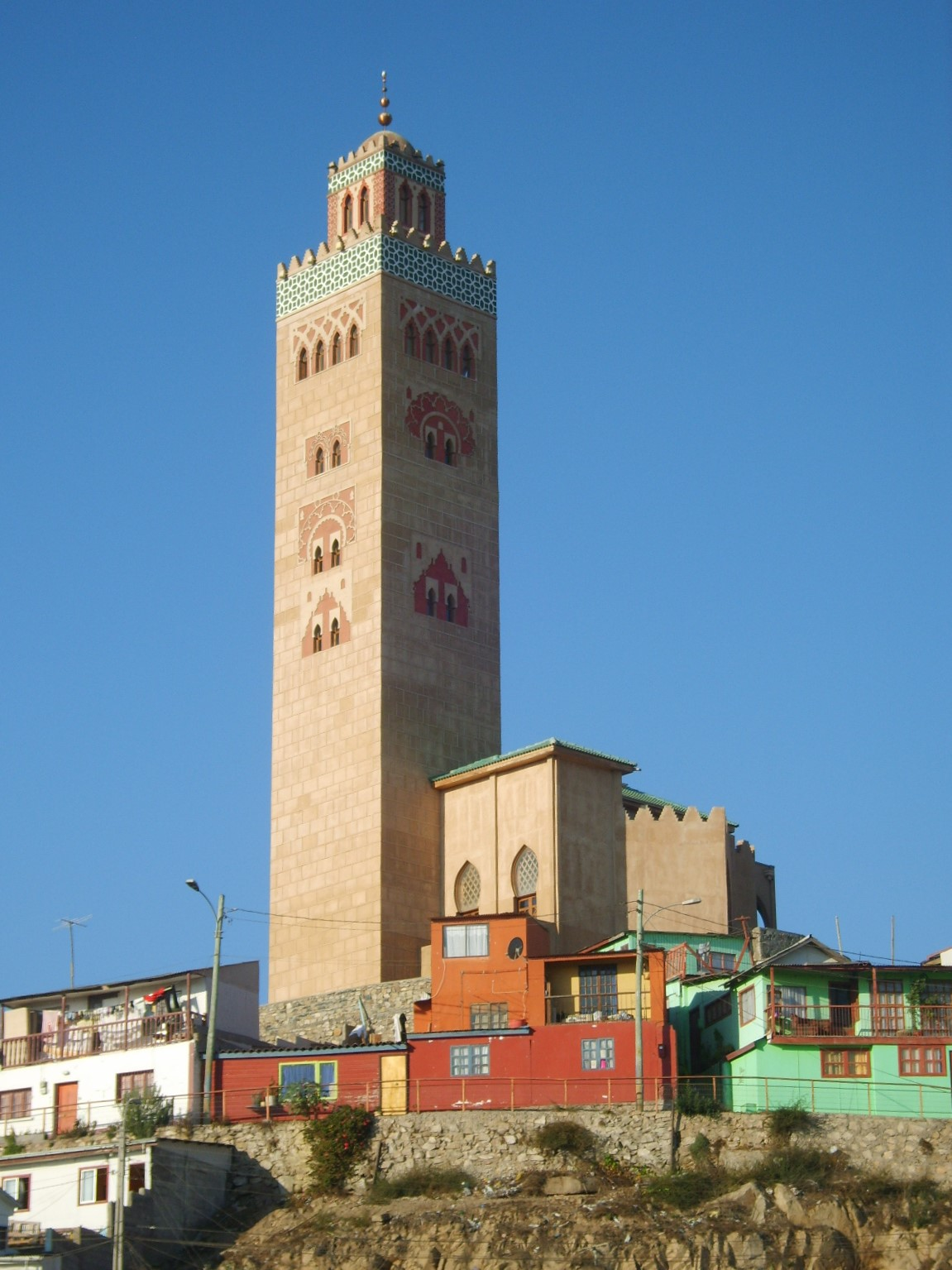
Mezquita Mohammed VI para el Diálogo de las Civilizaciones, Chile.
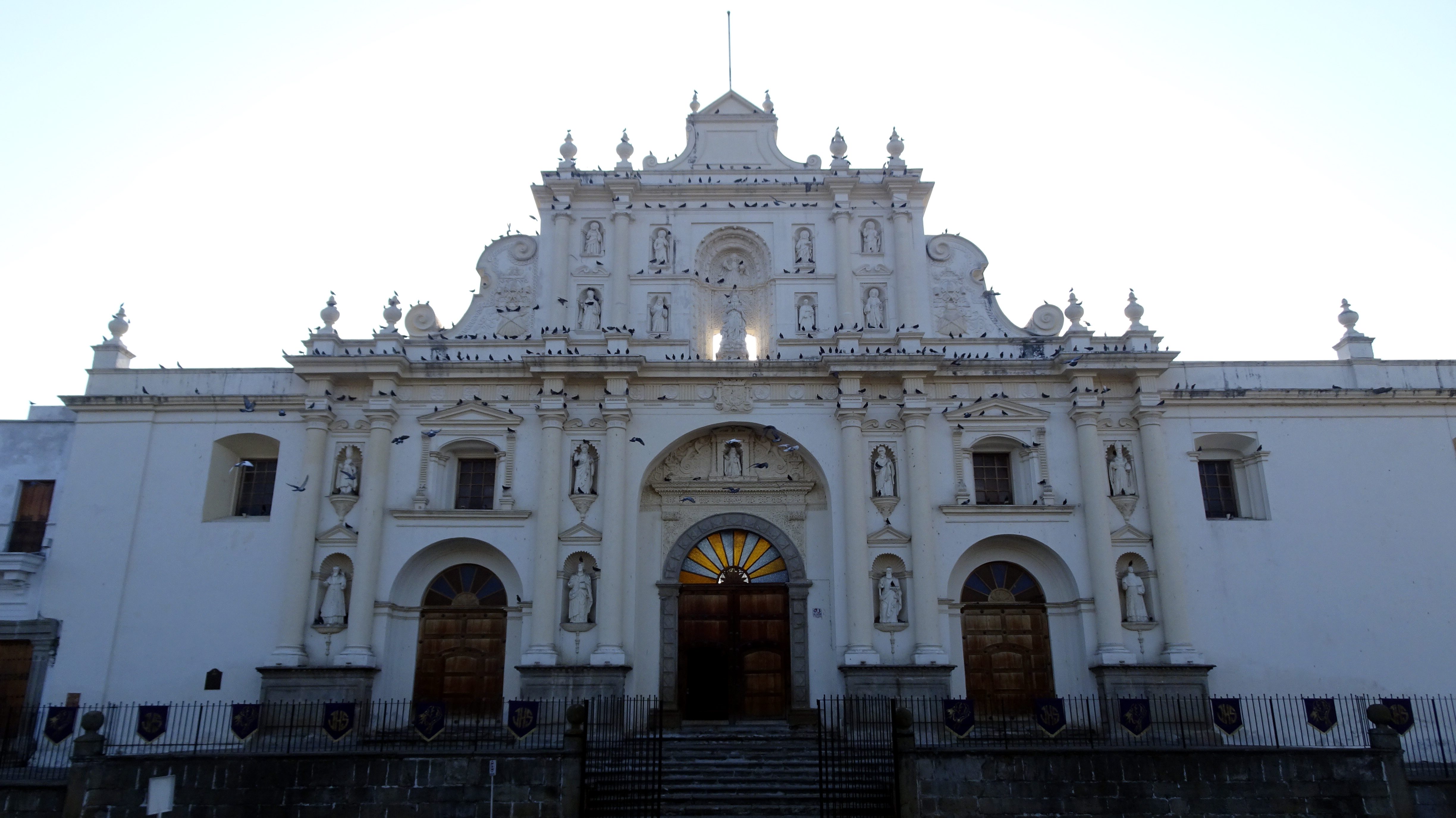
Catedral de San José, en Antigua Guatemala, Guatemala.

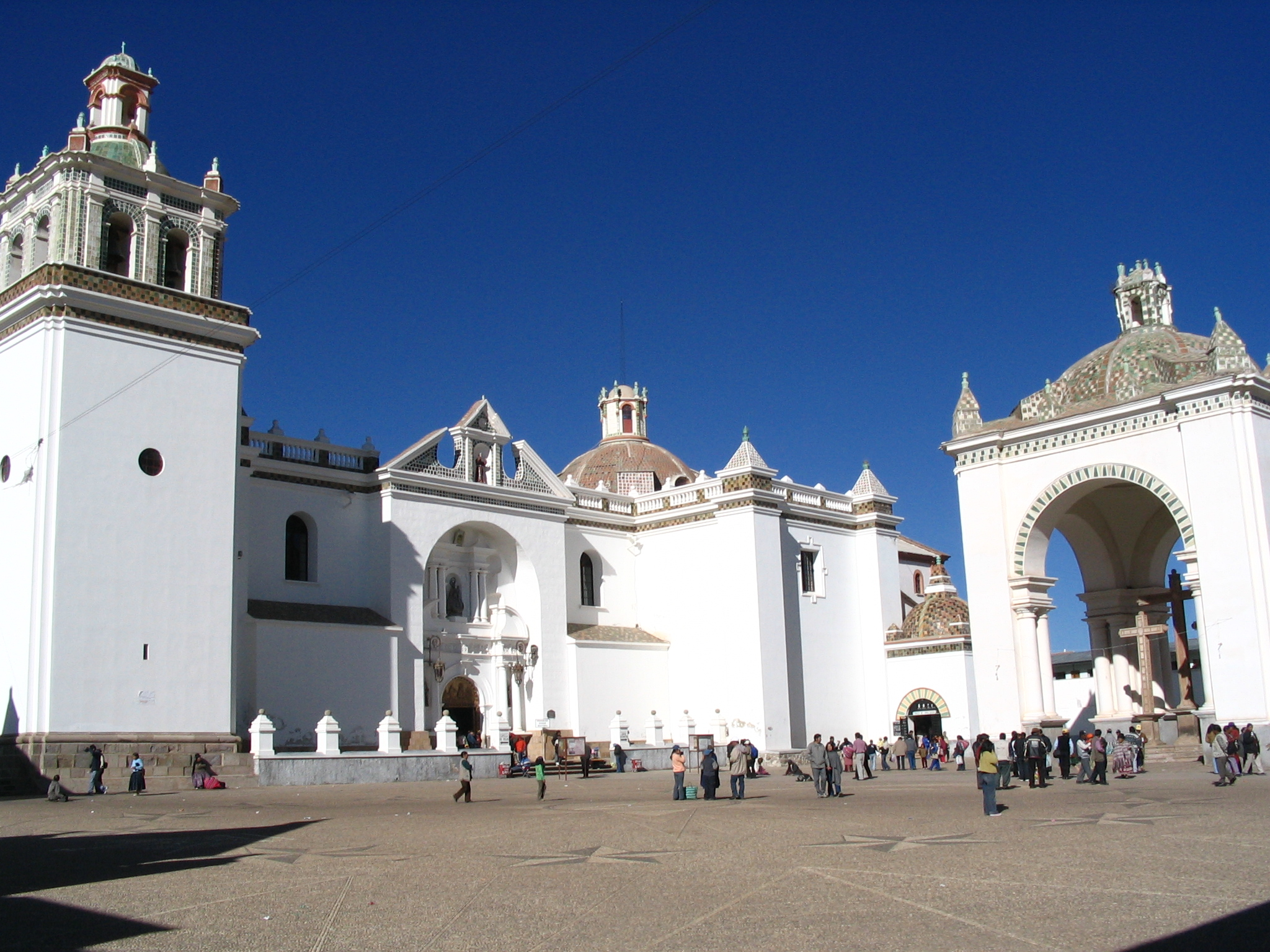
Basílica del Santuario de Copacabana, Bolivia.
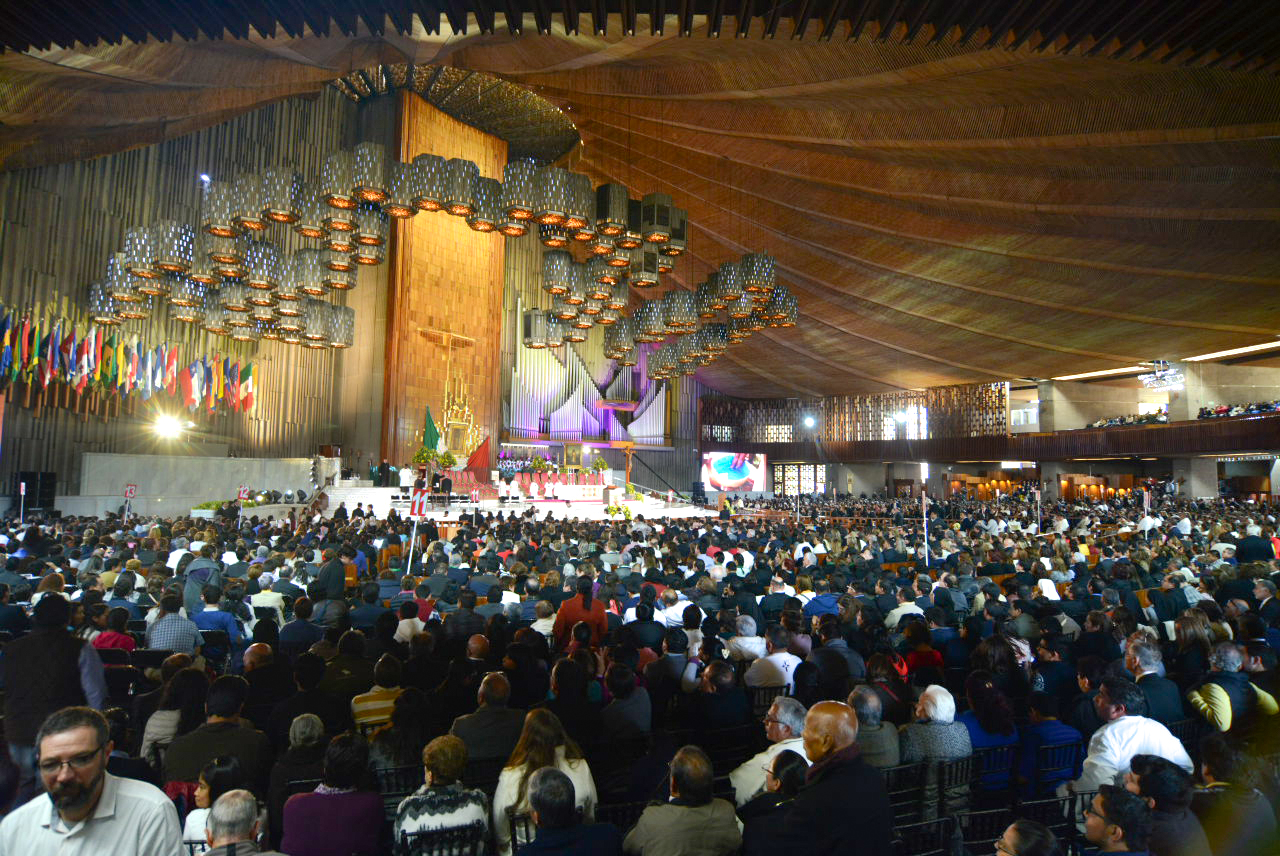
La Basílica de Nuestra Señora de Guadalupe en la Ciudad de México es un importante lugar de peregrinación cristiana.
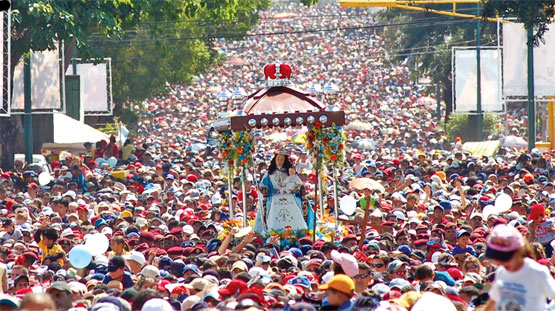
Procesión de la Divina Pastora, en Venezuela, la tercera procesión más grande del mundo.
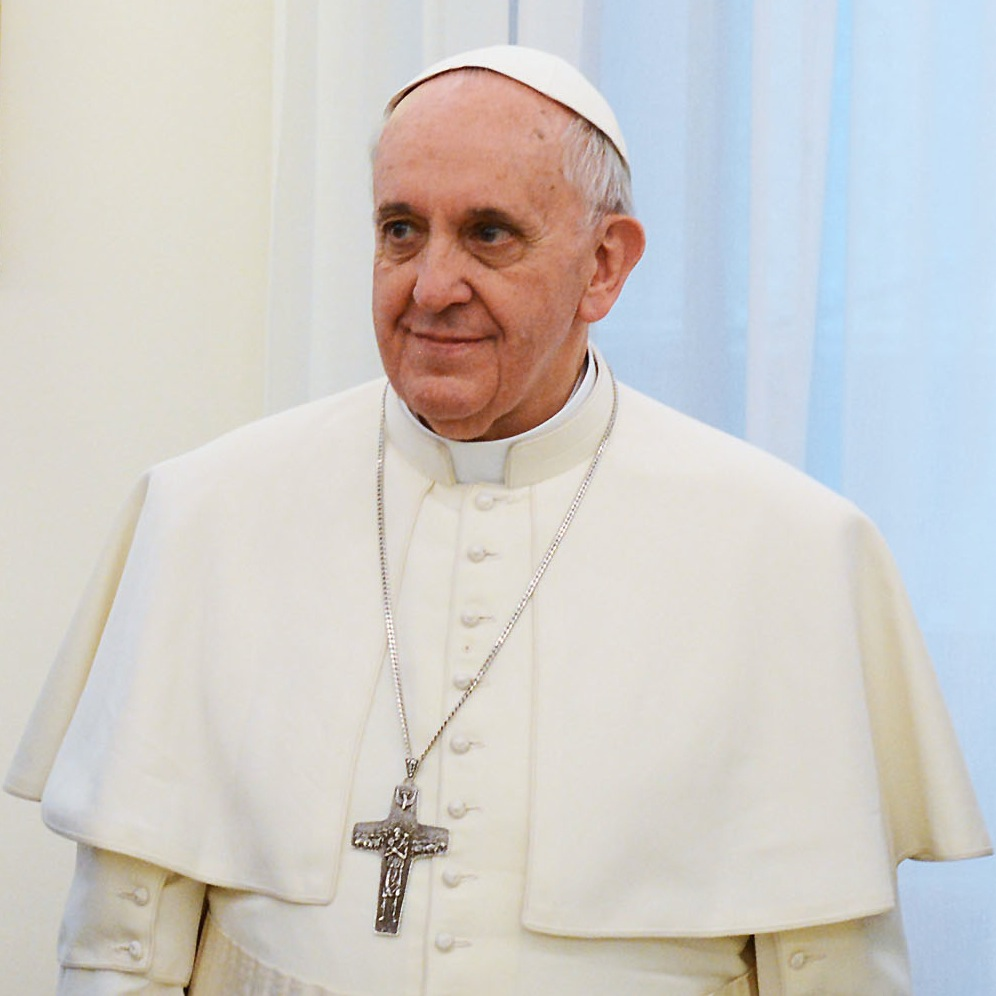
Francisco, nacido en Buenos Aires, se convirtió en el primer papa nacido en América.

La mayoría de la población latinoamericana profesa el cristianismo, principalmente el cristianismo católico. Aparte de este, el cristianismo protestante se profesa de forma creciente en países como Argentina, Brasil, Chile, El Salvador, Costa Rica, México, Colombia, Honduras, Nicaragua y Perú. Puerto Rico, Guatemala y Belice son la excepción, donde los protestantes se encuentran en una mínima diferencia con los católicos. Por lo tanto en casi todos los países latinoamericanos el catolicismo es la religión predominante. También hay que mencionar las creencias indígenas que se han conservado hasta el día de hoy, y que además son practicadas mediante rituales en países como Bolivia, El Salvador, Guatemala, México y Perú. En México y Guatemala, la más conocida es la típica ofrenda de día de muertos. En Argentina, Bolivia y Perú se hace un ritual conocido como ofrenda a la Pachamama y la Challa.
En Cuba, República Dominicana, Panamá, Puerto Rico, Brasil, Haití, Venezuela y en las regiones francesas de ultramar (Guadalupe, Guayana Francesa y Martinica), algunos rituales de origen africano se entremezclan con prácticas propiamente cristianas derivando en rituales tales como: santería, umbanda, macumba, candomblé y el vudú.
El judaísmo tiene fuerte presencia particularmente en Argentina, siendo la quinta comunidad judía en el mundo fuera de Israel, con una población de entre 250.000 y 300.000 personas. La ciudad de Buenos Aires alberga una población de aproximadamente 245 mil judíos, según un censo de 2005.
Costa Rica tiene la religión católica como oficial, según su constitución política, aunque con libertad de culto. Con la inmigración, también han llegado otras religiones como el islam, el judaísmo, el hinduismo, el budismo, el sintoísmo y otros.
De igual manera, la secularización ha impactado en la sociedad latinoamericana (cosa que no se veía en décadas atrás), y a pesar de que América Latina es una de las regiones mundiales más religiosas, las estadísticas actuales demuestran un crecimiento de personas irreligiosas que agarra fuerza en naciones como Uruguay, Cuba y recientemente Chile. En el caso de México y Brasil porcentualmente los no religiosos representan una baja minoría, aunque en cantidad se posicionan como unos de los más personas irreligiosas de la región.

#### Creencias religiosas
| País                 | Se identifica como religioso/a | Creencia en un Dios | Creencia en un cielo | Creencia en un infierno | Creencia en la vida después de la muerte | Creencia en el alma | Creencia en el concepto "pecado" | Creencia en la telepatía | Creencia en la reencarnación | Creencia en un diablo |
| -------------------- | ------------------------------ | ------------------- | -------------------- | ----------------------- | ---------------------------------------- | ------------------- | -------------------------------- | ------------------------ | ---------------------------- | --------------------- |
| Argentina            | 71.5                           | 93.3                | 80.5                 | 46.5                    | 63.2                                     | 85.3                | 77.2                             | 39.2                     | 53.0                         | 15.2                  |
| Brasil               | 81.2                           | 98.7                | 82.4                 | 67.2                    | 70.7                                     | 82.1                | 89.0                             | 56.7                     | 56.9                         | 13.0                  |
| Colombia             | 83.2                           | 98.6                | 81.7                 | 62.6                    | 69.7                                     | 81.9                | 59.2                             |                          |                              |                       |
| Chile                | 52.2                           | 92.5                | 79.8                 | 50.7                    | 81.8                                     | 89.4                | 85.8                             | 48.7                     | 60.0                         | 20.7                  |
| El Salvador          | 69.7                           | 99.4                | 86.1                 | 76.4                    | 83.4                                     |                     |                                  |                          |                              |                       |
| Guatemala            | 72.2                           | 58.9                | 63.9                 | 70.8                    | 58.7                                     |                     |                                  |                          |                              |                       |
| México               | 74.7                           | 93.8                | 88.1                 | 62.6                    | 75.6                                     | 93.0                | 75.6                             | 42.7                     | 57.8                         | 14.8                  |
| Perú                 | 84.4                           | 98.0                | 84.6                 | 64.9                    | 71.9                                     | 89.0                | 94.1                             | 40.9                     | 47.1                         | 72.2                  |
| República Dominicana | 76.4                           | 92.7                | 81.1                 | 67.7                    | 72.1                                     |                     |                                  |                          |                              |                       |
| Uruguay              | 53.8                           | 42.6                | 50.8                 | 32.8                    | 45.1                                     | 60.9                | 52.5                             | 16.8                     | 28.1                         | 13.7                  |
| Venezuela            | 78.6                           | 99.1                | 88.4                 | 54.6                    | 61.9                                     |                     |                                  |                          |                              |                       |

#### Pew Center Research (2020)
| Países               | Población Total | Cristianos % | Población Cristianos | Irreligión % | Población Irreligión | Otras religiones % | Población Otras religiones | Fuente  |
| -------------------- | --------------- | ------------ | -------------------- | ------------ | -------------------- | ------------------ | -------------------------- | ------- |
| Argentina            | 43,830,000      | 85.4 %       | 37,420,000           | 12.1 %       | 5,320,000            | 2.5 %              | 1,090,000                  | [ 361 ] |
| Bolivia              | 11,830,000      | 94 %         | 11,120,000           | 4.1 %        | 480,000              | 1.9 %              | 230,000                    | [ 361 ] |
| Brasil               | 210,450,000     | 88.1 %       | 185,430,000          | 8.4 %        | 17,620,000           | 3.5 %              | 7,400,000                  | [ 361 ] |
| Chile                | 18,540,000      | 88.3 %       | 16,380,000           | 9.7 %        | 1,800,000            | 2 %                | 360,000                    | [ 361 ] |
| Colombia             | 52,160,000      | 92.3 %       | 48,150,000           | 6.7 %        | 3,510,000            | 1 %                | 500,000                    | [ 361 ] |
| Costa Rica           | 5,270,000       | 90.8 %       | 4,780,000            | 8 %          | 420,000              | 1.2 %              | 70,000                     | [ 361 ] |
| Cuba                 | 11,230,000      | 58.9 %       | 6,610,000            | 23.2 %       | 2,600,000            | 17.9 %             | 2,020,000                  | [ 361 ] |
| Ecuador              | 16,480,000      | 94 %         | 15,490,000           | 5.6 %        | 920,000              | 0.4 %              | 70,000                     | [ 361 ] |
| El Salvador          | 6,670,000       | 88 %         | 5,870,000            | 11.2 %       | 740,000              | 0.8 %              | 60,000                     | [ 361 ] |
| Guatemala            | 18,210,000      | 95.3 %       | 17,360,000           | 3.9 %        | 720,000              | 0.8 %              | 130,000                    | [ 361 ] |
| Guyana               | 850,000         | 67.9 %       | 580,000              | 2 %          | 20,000               | 30.1 %             | 250,000                    | [ 361 ] |
| Haití                | 11,550,000      | 87 %         | 10,040,000           | 10.7 %       | 1,230,000            | 2.3 %              | 280,000                    | [ 361 ] |
| Honduras             | 9,090,000       | 87.5 %       | 7,950,000            | 10.5 %       | 950,000              | 2 %                | 190,000                    | [ 361 ] |
| México               | 126,010,000     | 94.1 %       | 118,570,000          | 5.7 %        | 7,240,000            | 0.2 %              | 200,000                    | [ 361 ] |
| Nicaragua            | 6,690,000       | 85.3 %       | 5,710,000            | 13 %         | 870,000              | 1.7 %              | 110,000                    | [ 361 ] |
| Panamá               | 4,020,000       | 92.7 %       | 3,720,000            | 5 %          | 200,000              | 2.3 %              | 100,000                    | [ 361 ] |
| Paraguay             | 7,630,000       | 96.9 %       | 7,390,000            | 1.1 %        | 90,000               | 2 %                | 150,000                    | [ 361 ] |
| Perú                 | 32,920,000      | 95.4 %       | 31,420,000           | 3.1 %        | 1,010,000            | 1.5 %              | 490,000                    | [ 361 ] |
| República Dominicana | 11,280,000      | 88 %         | 9,930,000            | 10.9 %       | 1,230,000            | 1.1 %              | 120,000                    | [ 361 ] |
| Surinam              | 580,000         | 52.3 %       | 300,000              | 6.2 %        | 40,000               | 41.5 %             | 240,000                    | [ 361 ] |
| Uruguay              | 3,490,000       | 57 %         | 1,990,000            | 41.5 %       | 1,450,000            | 1.5 %              | 50,000                     | [ 361 ] |
| Venezuela            | 33,010,000      | 89.5 %       | 29,540,000           | 9.7 %        | 3,220,000            | 0.8 %              | 250,000                    | [ 361 ] |
| América Latina       | 653,390,000     | 89.7 %       | 585,850,000          | 8 %          | 52,430,000           | 2.3 %              | 15,110,000                 | [ 361 ] |

### Salud

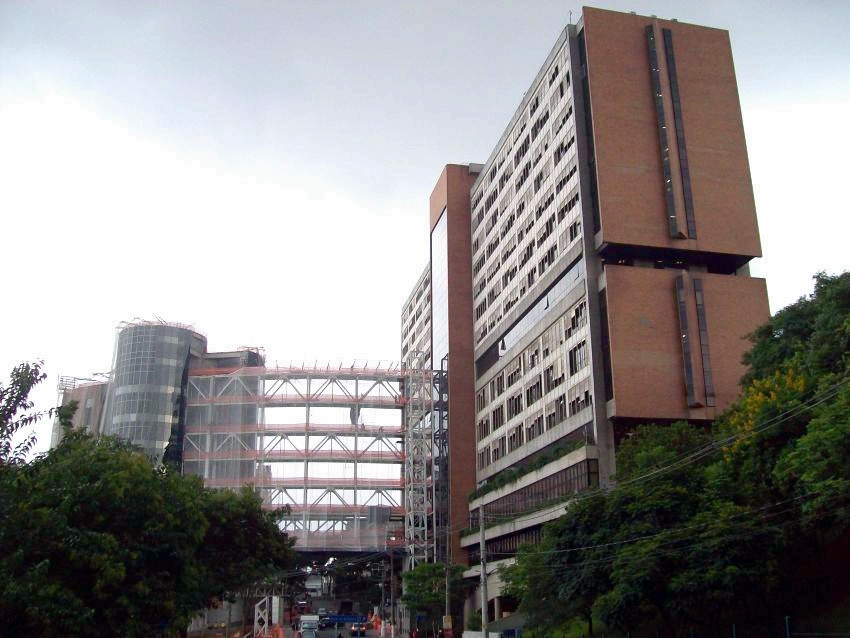
Hospital Israelita Albert Einstein, considerado el mejor hospital de América Latina.

La salud en América Latina es otra de las evidencias que marca un contraste entre muchos países de la región, aunque en general, pero con diferentes magnitudes, la mayoría mantienen la misma problemática en común, sustancialmente dada por la accesibilidad, desigualdad, segmentación y la pobreza en América Latina.
Por otro lado, Colombia es la nación con la Asistencia sanitaria universal más alta de en América Latina, superando el 95% de su población en el año 2019. Según la OMS, Colombia ocupa el puesto 22 a nivel mundial entre 191 países en cuanto al funcionamiento general de su sistema de salud.
Si bien en las últimas décadas se ha consolidado la política de protección social, aceptando y defendiendo el derecho inalienable de una persona a tener acceso a salud de calidad, la brecha entre muchos países de la región aún es notoria, así se confirma en la publicación de la PNUD ONU en el índice de salud, encabezado por Costa Rica (0,937), Chile y Cuba, ambos con (0,935), Uruguay (0,902) y Panamá (0,900) que alcanzan niveles similares a la de países desarrollados, en comparación con países como Bolivia (0,740) y Guatemala (0,811), que registran el índice menor en América Latina.
Otros indicadores relevantes que ejercen influencia a la hora de evaluar algún sistema de salud, son la tasa de mortalidad de niños menores de 5 años de la PNUD ONU, destacando con bajas tasas Cuba, Argentina, Chile, Costa Rica, Uruguay y Panamá, y con las mayores tasas de mortalidad infantil Bolivia y Guatemala, y también la esperanza de vida al nacer del mismo organismo, que refleja la expectativa de vida de la población y la Tasa de mortalidad materna Archivado el 30 de abril de 2019 en Wayback Machine..

#### Protección social en salud

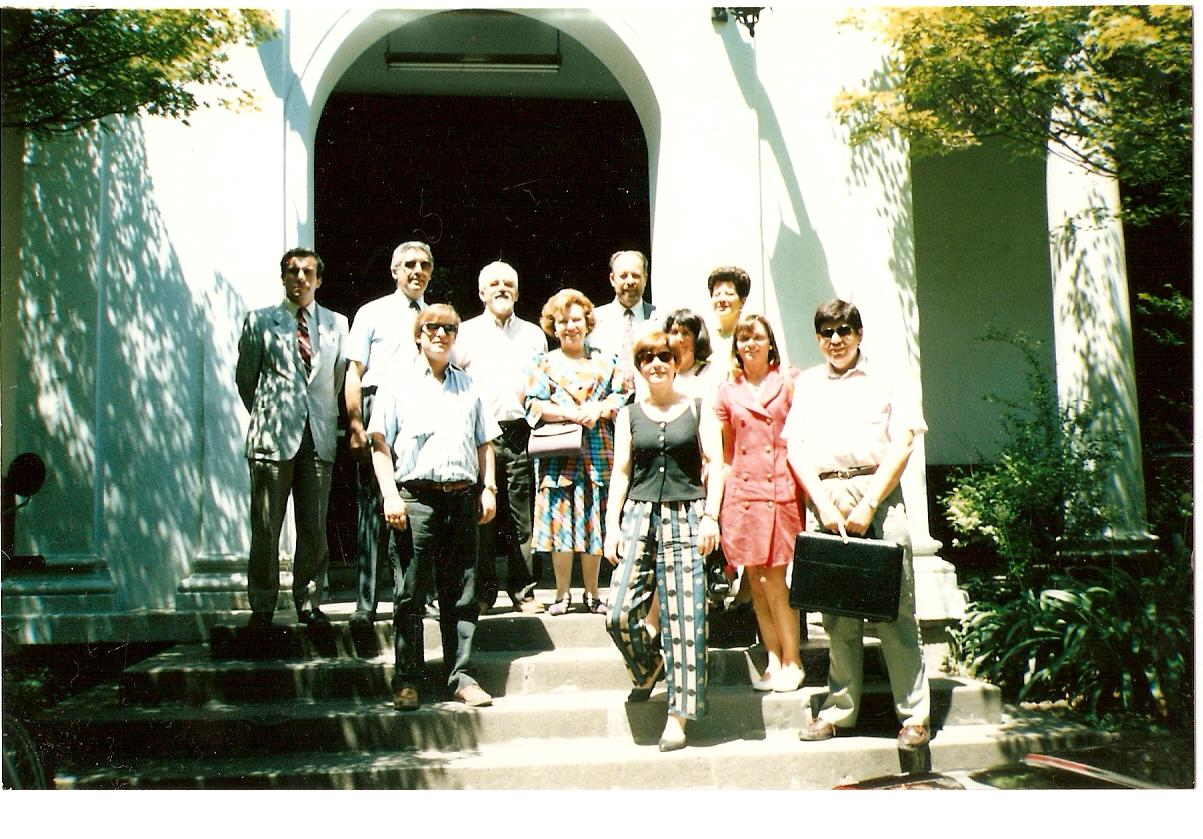
Costa Rica, Chile y Puerto Rico lideran la esperanza de vida: en 2019 alcanzaron los 80 años en expectativa de vida al nacer.

La protección social en salud, como inalienable derecho ciudadano, e independiente de un estado de bienestar basado en la sociedad del trabajo, representa el modelo a alcanzar y el desafío para el conjunto de los países de la región, tanto los de ingresos bajos como altos.
Todos están enfrentados a los desafíos de la provisión de protección social en salud: los de ingresos altos en relación con el envejecimiento de sus poblaciones y un incremento de enfermedades relacionadas con los estilos de vida; los de ingresos bajos y medianos por el bajo gasto público, la escasa cobertura de los pobres y las dificultades en el acceso a los servicios y el elevado nivel de gasto de bolsillo; y en todos.
De acuerdo con la CEPAL, en Ecuador y Guatemala un 30% del gasto público en salud está destinado a los sectores más ricos, mientras solo un 12% se dirige a los más pobres. Es decir, los que menos tienen deben gastar más para cuidar su salud. En Perú el gasto público en salud se distribuye en forma pareja, lo que resulta en una desproporción, pues los grupos más pobres disponen de menos recursos y necesitan mayor apoyo estatal. Mientras que otros países de la región Chile, Costa Rica y Uruguay destinan el 30% a la población de menores ingresos.
La distribución de los recursos en salud, y cómo esta afecta a quienes viven en áreas con menor capacidad de atención, pero también a las personas que viven en las áreas con mejor provisión de servicios es el tema subyacente en la salud Argentina.

#### Problemas de la salud en América Latina

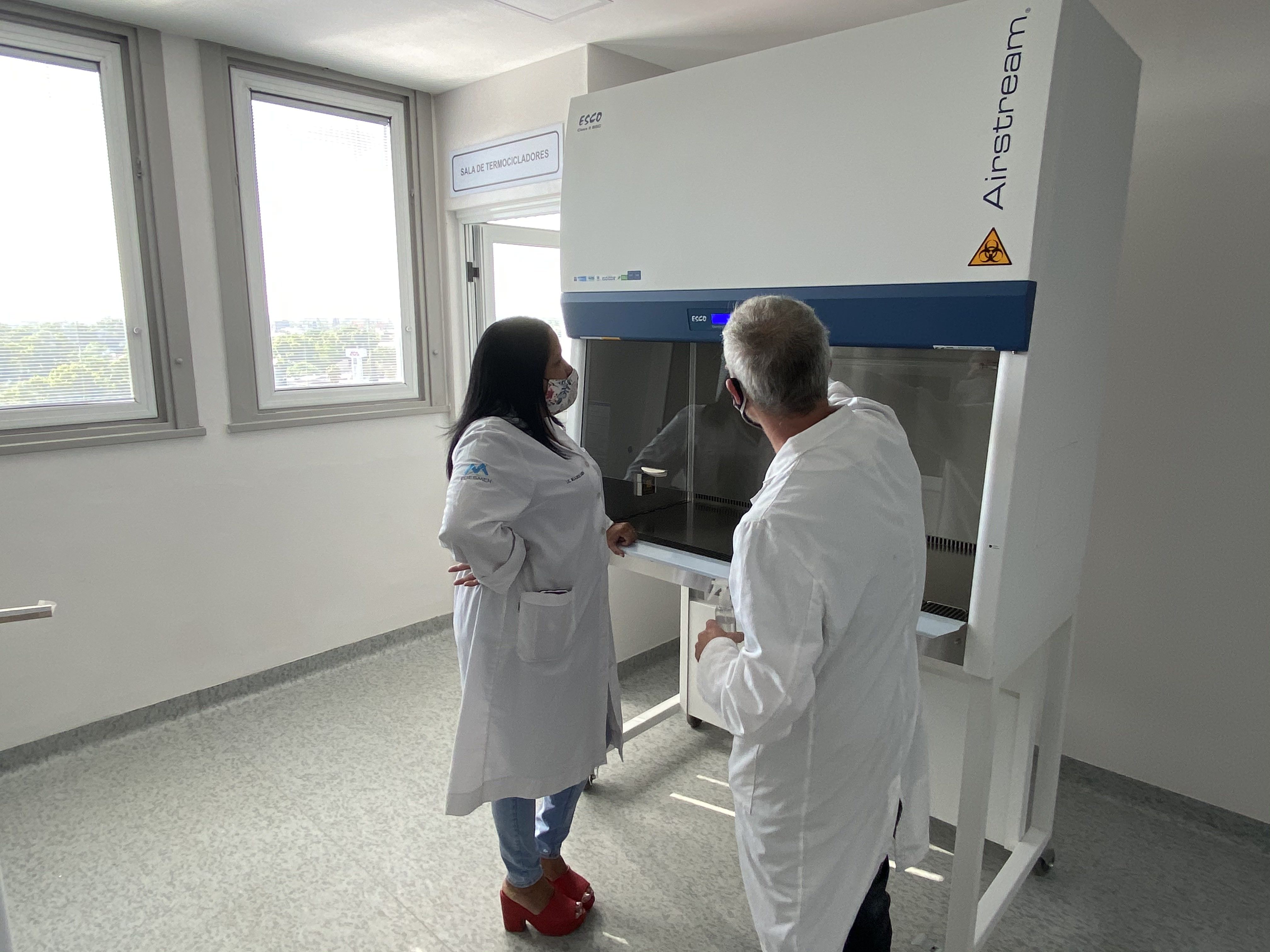
Cuba, Uruguay y Argentina lideran el número de médicos per cápita en Latinoamérica.

El problema de fondo en América Latina sigue siendo la falta de acceso y de equidad. El cumplimiento de los ODM requiere que América Latina y el Caribe se vuelvan más justas. En muchos de los aspectos vinculados con la salud, parece ser un horizonte aún lejano.
En la región, hay menos de 2 médicos por cada 1000 habitantes. Además, por cuestiones de accesibilidad, muchas personas no pueden llegar hasta ellos. En algunos países, la cifra de médicos es muy inferior: por cada 1000 habitantes, 0,25 en Haití, 0,76 en Bolivia, 0,56 en Paraguay.
Peor es lo que sucede con las enfermeras, que deberían ser más que los médicos, puesto que son quienes funcionan de sostén —especialmente— de los pacientes internados. En toda América Latina, hay 8,2 por cada 10 000 habitantes.
Las camas hospitalarias también son insuficientes. Eso significa que no todos los pacientes que las necesitan las tienen. Hay 1,9 por cada 1000 habitantes. Aunque en El Salvador son apenas 0,5 y, en Guatemala, 0,7.
Y si la salud y el acceso a los servicios que la cuidan y promueven son derechos y objetivos a cumplir, también son condición de posibilidad del desarrollo global de las sociedades.
Pueblos con buena salud tienen mejores condiciones para trabajar, crear y crecer.
Estos problemas de atención de salud se deben a varios conjuntos de causas, el primero de los cuales se relaciona con condiciones económicas (pobreza, desigualdad, baja calidad de vida y exclusión social).
A este respecto un grupo de países señala tendencias de carácter general: pobreza, desempleo, y malas condiciones ambientales y de saneamiento básico. Estas barreras se refieren a la carencia de medios económicos para financiar el costo de las atenciones, especialmente en poblaciones pobres que no han podido acceder a los planes de beneficios ofrecidos a través de los regímenes de aseguramiento.
Un segundo conjunto de factores está asocia do a limitaciones presupuestarias para dotar de recursos humanos, tecnológicos y de infraestructura a la red institucional de servicios públicos de salud.
El déficit presupuestario aparece como la primera causa asociada a los problemas de atención en Brasil, Colombia, Costa Rica, Ecuador, Nicaragua y Perú. La escasa oferta de servicios en zonas rurales y periurbanas se destaca en Bolivia, Colombia, Nicaragua, Panamá, Paraguay.

#### Estructura de la asistencia médica y sanitaria
| País          | Estructura médica            | Estructura médica               | Estructura médica                        | Estructura médica            | Estructura sanitaria              | Estructura sanitaria                  | Estructura sanitaria          | Estructura sanitaria |
| País          | 2022 Médicos cada 1.000 hab. | 2022 Enfermeras cada 1.000 hab. | 2021 Camas hospitalarias cada 1.000 hab. | 2020 Mejor hospital por país | 2017 % agua potable segura urbana | 2015 % servicio de saneamiento seguro | Tratamiento de aguas servidas |                      |
| ------------- | ---------------------------- | ------------------------------- | ---------------------------------------- | ---------------------------- | --------------------------------- | ------------------------------------- | ----------------------------- | -------------------- |
| Argentina     | 4,1                          | 4,4                             | 3,3                                      | 5º                           | 99                                | 26,5                                  | 12                            |                      |
| Bolivia       | 1,3                          | 1,6                             | 1,4                                      | 37º                          | —                                 | 19,0                                  | 31                            |                      |
| Brasil        | 2,1                          | 5,5                             | 2,5                                      | 1º                           | 92                                | 38,6                                  | 40                            |                      |
| Chile         | 3,2                          | 5,0                             | 2,0                                      | 2º                           | 99                                | 85,5                                  | 100                           |                      |
| Colombia      | 2,5                          | 1,4                             | 1,7                                      | 3º                           | 81                                | 19,6                                  | 8                             |                      |
| Costa Rica    | 2,6                          | 6,0                             | 1,2                                      | 11º                          | 96                                | —                                     | 37                            |                      |
| Cuba          | 9,4                          | 7,6                             | 4,2                                      | —                            | —                                 | 30,9                                  | —                             |                      |
| Ecuador       | 2,3                          | 2,5                             | 1,3                                      | 14º                          | 85                                | 42,4                                  | 24                            |                      |
| El Salvador   | 1,6                          | 2,2                             | 1,2                                      | —                            | 77                                | —                                     | 3                             |                      |
| Guatemala     | 1,3                          | 2,3                             | 0,4                                      | —                            | 66                                | —                                     | 9                             |                      |
| Haití         | 0,2                          | 0,4                             | 0,7                                      | —                            | —                                 | —                                     | 5                             |                      |
| Honduras      | 0,5                          | 0,7                             | 0,7                                      | —                            | —                                 | —                                     | 11                            |                      |
| México        | 2,6                          | 3,0                             | 1,0                                      | 13º                          | 43                                | 45,2                                  | 63                            |                      |
| Nicaragua     | 0,7                          | 1,5                             | 0,9                                      | —                            | 67                                | —                                     | 50                            |                      |
| Panamá        | 1,7                          | 3,8                             | 1,9                                      | 15º                          | —                                 | —                                     | 21                            |                      |
| Paraguay      | 3,9                          | 1,8                             | 1,0                                      | 40.º                         | 72                                | —                                     | 15                            |                      |
| Perú          | 1,6                          | 2,7                             | 1,6                                      | 17º                          | 59                                | 30,3                                  | 72                            |                      |
| Puerto Rico   | 1,8                          | —                               | 3,3                                      | —                            | 94                                | 32,1                                  | —                             |                      |
| R. Dominicana | 2,2                          | 2,1                             | 1,4                                      | 59.º                         | —                                 | —                                     | 20                            |                      |
| Uruguay       | 4,6                          | 7,3                             | 2,5                                      | —                            | 95                                | 63,6                                  | 60                            |                      |
| Venezuela     | 1,7                          | 2,0                             | 1,0                                      | —                            | —                                 | 19,1                                  | 20                            |                      |

Notas:
| Valor más favorable Dentro de los cinco valores más favorables Valor más desfavorable |

#### Praxis médica y sanitaria
| País          | 2019 Esperanza de vida al nacer (años de vida) | 2016 Mortalidad infecto-contagiosa (cada 100.000 hab.) | 2015 Mortalidad materna (cada 100.000 nv.) | 2018 Mortalidad infantil (cada 1.000 nv.) | 2016 Obesidad y/o sobrepeso (% pobl. total) | 2018 Desnutrición (% pobl. total) | 2017 Tabaquismo (% pobl. adulta) |
| ------------- | ---------------------------------------------- | ------------------------------------------------------ | ------------------------------------------ | ----------------------------------------- | ------------------------------------------- | --------------------------------- | -------------------------------- |
| Argentina     | 76,7                                           | 85,2                                                   | 52                                         | 9,3                                       | 62,8                                        | 3,8                               | 21,9                             |
| Bolivia       | 71,5                                           | 145,9                                                  | 206                                        | 24,0                                      | 56,0                                        | 15,5                              | —                                |
| Brasil        | 75,9                                           | 87,5                                                   | 44                                         | 13,4                                      | 56,5                                        | 2,5                               | 13,8                             |
| Chile         | 80,1                                           | 38,0                                                   | 22                                         | 7,1                                       | 63,1                                        | 3,5                               | 45,0                             |
| Colombia      | 77,3                                           | 62,6                                                   | 64                                         | 16,8                                      | 58,9                                        | 5,5                               | 8,2                              |
| Costa Rica    | 80,3                                           | 30,5                                                   | 25                                         | 8,4                                       | 61,6                                        | 3,2                               | 10,1                             |
| Cuba          | 78,8                                           | 41,1                                                   | 39                                         | 4,0                                       | 58,5                                        | 2,5                               | 27,8                             |
| Ecuador       | 77,0                                           | 78,0                                                   | 64                                         | 9,7                                       | 55,9                                        | 8,8                               | —                                |
| El Salvador   | 73,3                                           | 71,9                                                   | 54                                         | 9,2                                       | 59,7                                        | 8,9                               | 10,5                             |
| Guatemala     | 74,3                                           | 141,1                                                  | 88                                         | 20,0                                      | 55,7                                        | 16,1                              | —                                |
| Haití         | 64,0                                           | 263,7                                                  | 359                                        | 59,0                                      | 54,7                                        | 48,2                              | 8,5                              |
| Honduras      | 75,3                                           | 67,3                                                   | 129                                        | 22,8                                      | 55,7                                        | 13,8                              | —                                |
| México        | 75,1                                           | 52,0                                                   | 38                                         | 12,1                                      | 64,8                                        | 7,1                               | 14,3                             |
| Nicaragua     | 74,5                                           | 53,6                                                   | 150                                        | 12,2                                      | 58,1                                        | 17,2                              | —                                |
| Panamá        | 78,5                                           | 75,8                                                   | 94                                         | 14,0                                      | 58,8                                        | 6,9                               | 6,0                              |
| Paraguay      | 74,3                                           | 78,8                                                   | 132                                        | 12,6                                      | 53,5                                        | 8,8                               | 13,4                             |
| Perú          | 76,7                                           | 116,9                                                  | 68                                         | 15,0                                      | 57,5                                        | 6,7                               | 10,2                             |
| Puerto Rico   | 80,1                                           | 42,5                                                   | 14                                         | 7,1                                       | —                                           | —                                 | —                                |
| R. Dominicana | 74,1                                           | 96,2                                                   | 92                                         | 22,8                                      | 61,1                                        | 5,5                               | 9,7                              |
| Uruguay       | 77,9                                           | 42,6                                                   | 15                                         | 6,8                                       | 62,9                                        | 2,5                               | 22,5                             |
| Venezuela     | 72,1                                           | 69,7                                                   | 95                                         | 15,2                                      | 63,4                                        | 31,4                              | —                                |

Notas:
| Valor más favorable Dentro de los cinco valores más favorables Valor más desfavorable |

### Educación

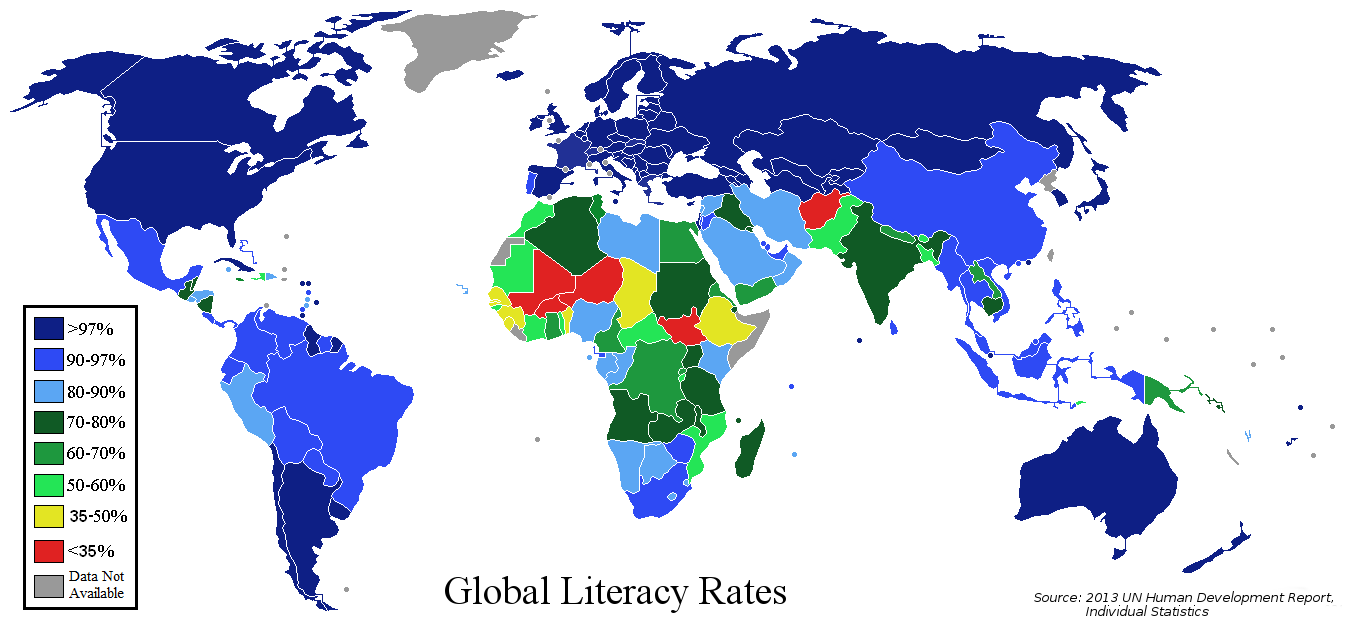
Países por niveles de alfabetización, según el Reporte de Desarrollo Humano de la Organización de las Naciones Unidas para la Educación, la Ciencia y la Cultura (Unesco) (2012). Cuba, Chile, Uruguay y Argentina poseen la población más alfabetizada de América Latina.

Los niveles educativos en Latinoamérica pueden ser evaluados de distintas formas, por calidad, desarrollo, accesibilidad entre otros, los principales organismos internacionales que generan indicadores educativos para Latinoamérica son el Programa de las Naciones Unidas para el Desarrollo (PNUD) de la Organización de las Naciones Unidas (ONU) junto con la Organización de las Naciones Unidas para la Educación, la Ciencia y la Cultura (Unesco) los cuales aportan datos relevantes para la evaluación de los sistemas educativos más completos en la región.
Chile encabeza la lista de países latinos con mayores niveles de educación, según un informe divulgado por La Organización para la Cooperación y el Desarrollo Económico (OCDE), le siguen Costa Rica, México y Uruguay, mientras los países más rezagados son Colombia, Perú y Honduras.
Los niveles de alfabetización en latinoamericana son evidencia de las grandes brechas que existen entre los países de la región, desde Cuba (99,7), Uruguay (98,4), Argentina (98,1), Costa Rica (97,6), y Chile (96,6) con porcentajes de analfabetismo prácticamente inexistentes, hasta Haití (60,7), Guatemala (79,1) y Nicaragua (82,5), donde importantes secciones de la población carecen de la habilidad de leer y escribir.
La educación primaria es obligatoria, gratuita e impartida por el estado en la mayoría de los países, aunque también existen centros de educación privados por pago, con excepción de Cuba. Debido a las condiciones económicas de varios países, existen todavía deficiencias tanto en el medio rural como en el medio suburbano, lo que produce una fuente de desigualdad social. Más de 15 millones de niños entre 3 y 6 años, el 40 % de los niños de esta edad, están sin escolarizar. De estos, alrededor del 7 % están desnutridos. Alrededor de 32 millones de personas son analfabetas en la región.
La duración media de los estudios en colegios o escuelas de primaria es de 12 años, en algunos es de 11 años. La duración de las carreras en las universidades suele ser de 5 años.
En materia de estudios universitarios, destacan la Universidad de São Paulo, 32 a nivel mundial en el ranking de Webometrics 2021, y 33 en el ranking mundial de la URAP 2021; la Universidad Nacional Autónoma de México, número 100 del mundo en el ranking QS de 2021; y la Universidad de Buenos Aires, también en dicho ranking en el 66 a nivel mundial. La universidad más antigua del continente es la Universidad Autónoma de Santo Domingo (UASD), fundada el 28 de octubre de 1538. Aunque en el siglo XVI Santo Domingo no tenía ordenamiento jurídico propio así que no se le reconoce hasta 20 años después, en este caso se le adelantaría la Universidad de San Marcos, fundada en Lima en 1551. Le sigue en antigüedad la Universidad de México, fundada ese mismo año y la Universidad Santo Tomás, en Colombia, que fue fundada en 1580. Cabe mencionar que la primera universidad fundada en territorio americano fue la antigua Universidad de Santo Tomás de Aquino, fundada en Santo Domingo en 1538, aunque la misma desapareció en 1823.
Indicadores educativos
Indicadores de cobetura educativos en Latinoamérica.
| País          | Índices de Escolaridad | Índices de Escolaridad | Alfabetización       | Alfabetización | Asistencia Escolar            | Asistencia Escolar |
| País          | Promedio (>25 años)    | Esperanza (6-24 años)  | Alfabeto (> 15 años) | Año            | Asistencia Escolar(7-24 años) | Año                |
| ------------- | ---------------------- | ---------------------- | -------------------- | -------------- | ----------------------------- | ------------------ |
| Argentina     | 11,1                   | 17,9                   | 97,2                 | 2001           | N/D                           | N/D                |
| Bolivia       | 8,9                    | 14,9                   | 93,9                 | 2020           | 81,7                          | 2021               |
| Brasil        | 8,1                    | 15,6                   | 94,7                 | 2022           | 70,3                          | 2022               |
| Chile         | 10,9                   | 16,7                   | 97,2                 | 2022           | 81,3                          | 2022               |
| Colombia      | 8,9                    | 14,4                   | 95,6                 | 2020           | 67,4                          | 2021               |
| Costa Rica    | 8,8                    | 16,5                   | 98,0                 | 2021           | 78,9                          | 2022               |
| Cuba          | 12,5                   | 14,4                   | 99,7                 | 2021           | N/D                           | N/D                |
| Ecuador       | 8,8                    | 14,6                   | 93,9                 | 2021           | 75,2                          | 2022               |
| El Salvador   | 7,2                    | 12,7                   | 90,0                 | 2020           | 64,0                          | 2022               |
| Guatemala     | 5,7                    | 10,6                   | 84,3                 | 2022           | 57,5                          | 2014               |
| Haití         | 5,6                    | 9,7                    | 61,7                 | 2016           | N/D                           | N/D                |
| Honduras      | 7,1                    | 10,1                   | 88,5                 | 2019           | 57,4                          | 2019               |
| México        | 9,2                    | 14,9                   | 95,2                 | 2020           | 69,3                          | 2022               |
| Nicaragua     | 7,1                    | 12,6                   | 82,6                 | 2015           | 64,0                          | 2014               |
| Panamá        | 10,5                   | 13,1                   | 95,7                 | 2019           | 76,0                          | 2022               |
| Paraguay      | 8,9                    | 13,0                   | 94,5                 | 2020           | 72,7                          | 2022               |
| Perú          | 9,9                    | 15,4                   | 94,5                 | 2020           | 74,5                          | 2022               |
| R. Dominicana | 9,3                    | 14,5                   | 95,5                 | 2022           | 81,2                          | 2022               |
| Uruguay       | 9,0                    | 16,8                   | 98,8                 | 2019           | 79,2                          | 2022               |
| Venezuela     | 11,1                   | 12,8                   | 97,6                 | 2022           | 72,3                          | 2014               |

## Cultura
La cultura de América Latina tiene como principal característica el sincretismo de culturas muy diferentes, siendo las principales fuentes:
- Las culturas nativas de América, como la maya, la azteca, la inca y otras culturas precolombinas.
- Las culturas europeas, en especial las provenientes de la península ibérica: la española y la portuguesa. Además, está la francesa, y en menor medida, la de Italia, Alemania, Reino Unido y Países Bajos.
- Las culturas africanas, con impacto principalmente en el Caribe y Brasil.

### Literatura
La Literatura latinoamericana principalmente en las lenguas española y portuguesa, ha obtenido los siguientes premios Nobel: Gabriela Mistral (1945), Saint-John Perse (1960), Miguel Ángel Asturias (1967), Pablo Neruda (1971), Gabriel García Márquez (1982), Octavio Paz (1990) y Mario Vargas Llosa (2010). Los argentinos Jorge Luis Borges, Ernesto Sabato, Adolfo Bioy Casares y Juan Gelman, los mexicanos Octavio Paz, Carlos Fuentes y José Emilio Pacheco, los chilenos Gonzalo Rojas, Jorge Edwards y Nicanor Parra, como el paraguayo Augusto Roa Bastos y el uruguayo Juan Carlos Onetti, fueron premiados con el premio Cervantes.
Gabriel García Márquez es uno de los escritores latinoamericanos más importantes y reconocidos, al igual que su novela Cien años de soledad es considerada una obra maestra de la literatura hispanoamericana. Es una de las obras más traducidas y leídas en español.[cita requerida] Fue catalogada durante el IV Congreso Internacional de la Lengua Española como la segunda obra más importante del español después de Don Quijote de la Mancha del escritor español Miguel de Cervantes Saavedra y por lo tanto la principal obra a nivel latinoamericano.[cita requerida]
Durante el primer cuarto del siglo XX un conjunto de poetas lograron a través de sus obras renovar la escena literaria latinoamericana, trayendo consigo el inicio del vanguardismo en Chile. Destacadas obras como Desolación de Gabriela Mistral, Residencia en la tierra de Pablo Neruda o Altazor de Vicente Huidobro, se transformaron en verdaderas propuestas artísticas universales. Por su parte, Vicente Huidobro desarrolló una nueva idea poética denominada creacionismo que dejaría huella en el ultraísmo español y en el pensamiento dimensionalismo, que reunía a pesadores tan dispersos como Kandinsky, Picasso, Stravinski o Modigliani. Posteriormente aparecería en la escena la obra de otro trascendental poeta chileno como fue Nicanor Parra, padre de la antipoesía y cuya influencia sigue siendo destacada hasta nuestros días.
Jorge Luis Borges fue uno de los autores destacados de la literatura del siglo XX a nivel latinoamericano. Recibió el primer Prix International de la historia en 1961, y el Premio Jerusalén en 1971. Ciego a los 55 años, fue muy polémico, con posturas políticas que le impidieron ganar el Premio Nobel de Literatura al que fue candidato durante casi treinta años. El escritor y ensayista J. M. Coetzee dijo de él: Él, más que cualquier otro, renovó el lenguaje de ficción y así abrió el camino para toda una generación de destacados novelistas hispanoamericanos. Otro escritor argentino destacado fue Julio Cortázar.

### Música y baile

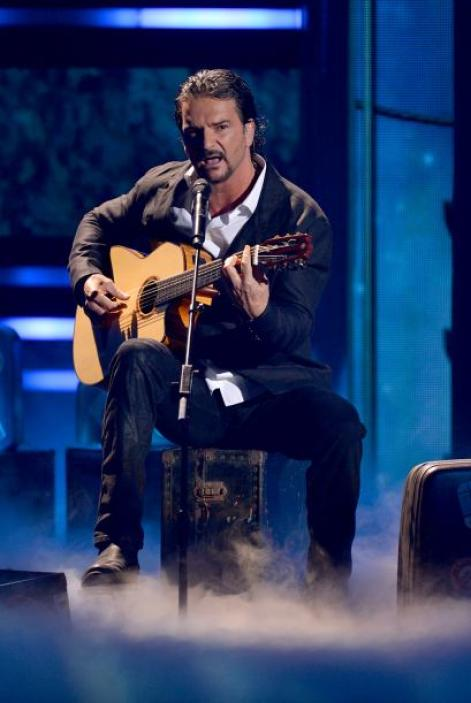
Ricardo Arjona
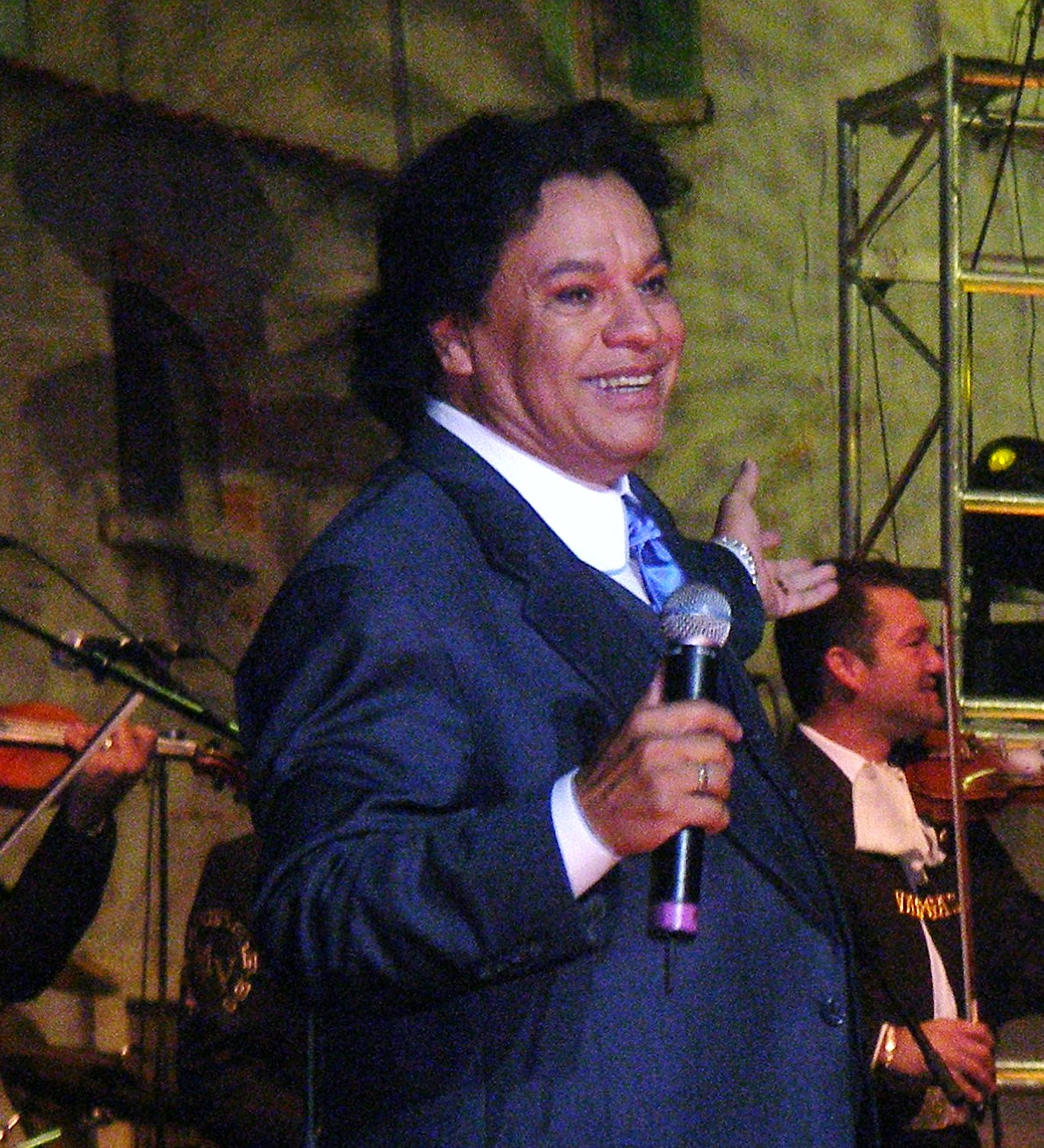
Juan Gabriel
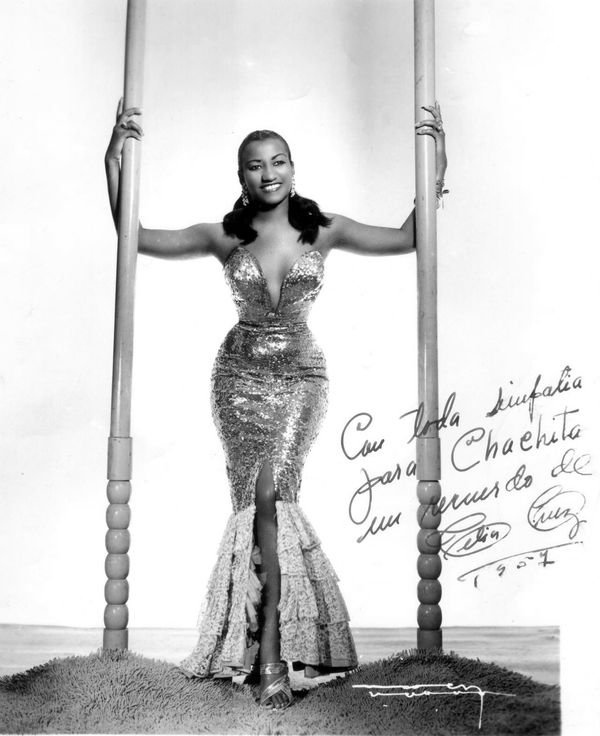
Celia Cruz
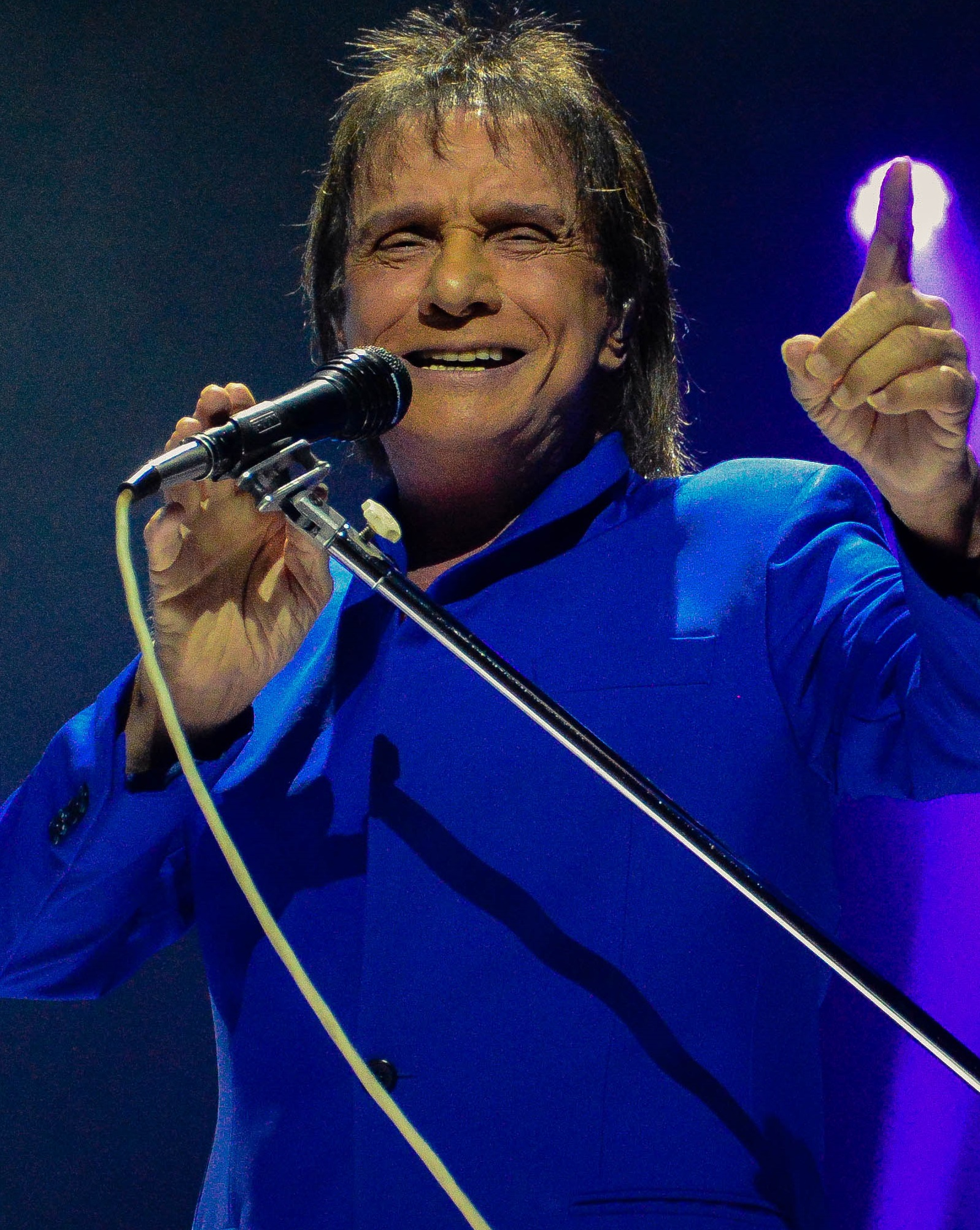
Roberto Carlos

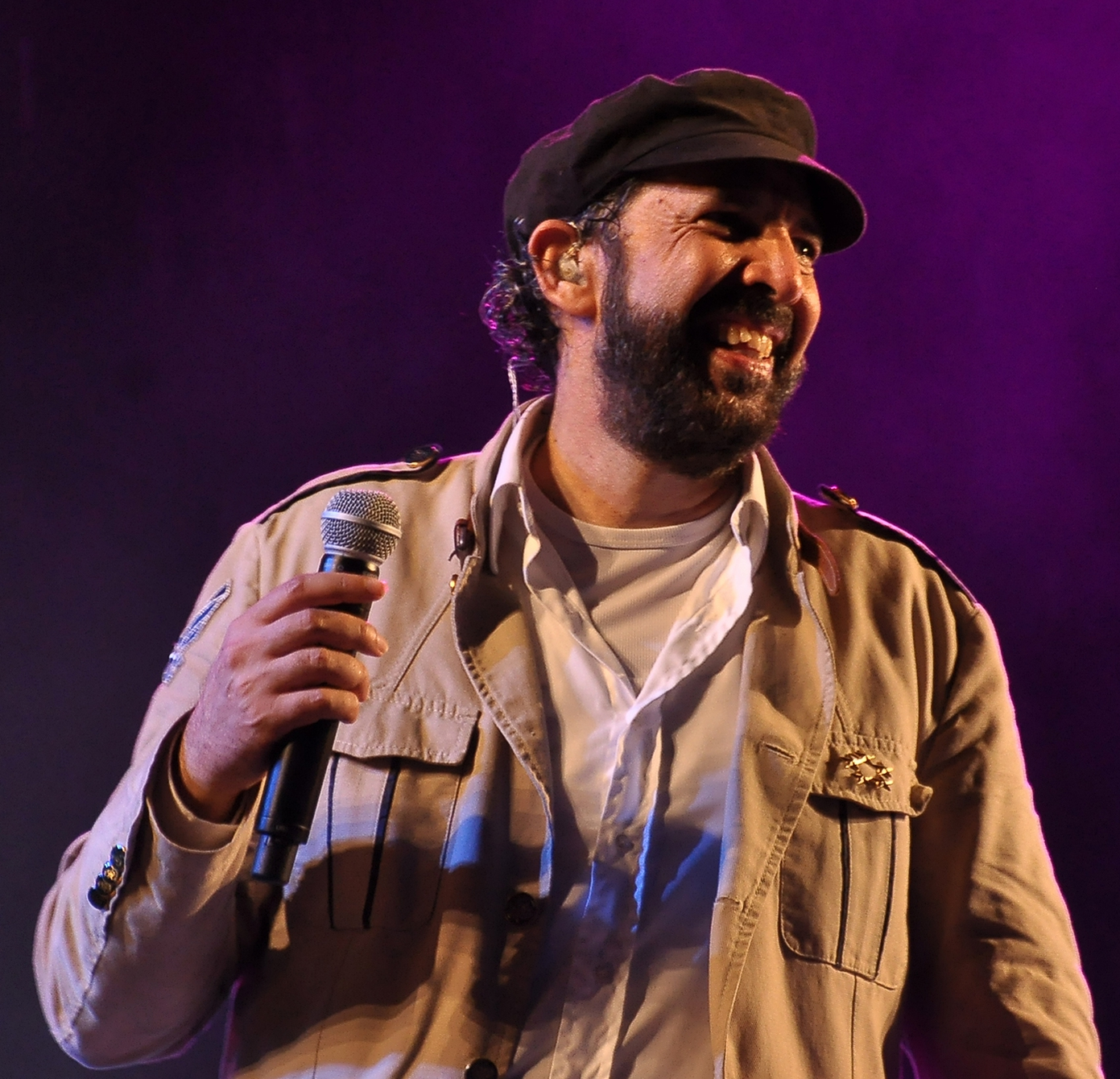
Juan Luis Guerra
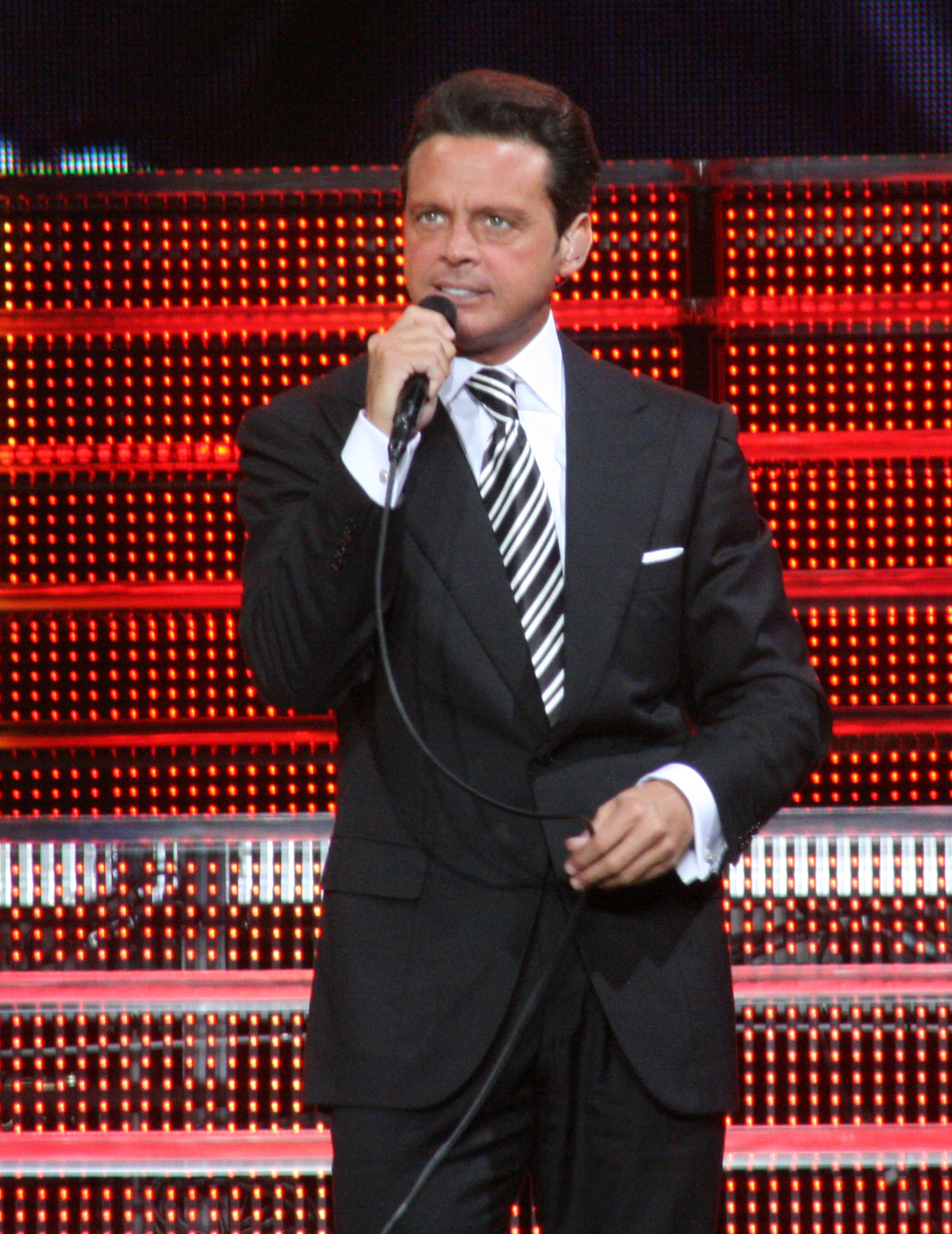
Luis Miguel
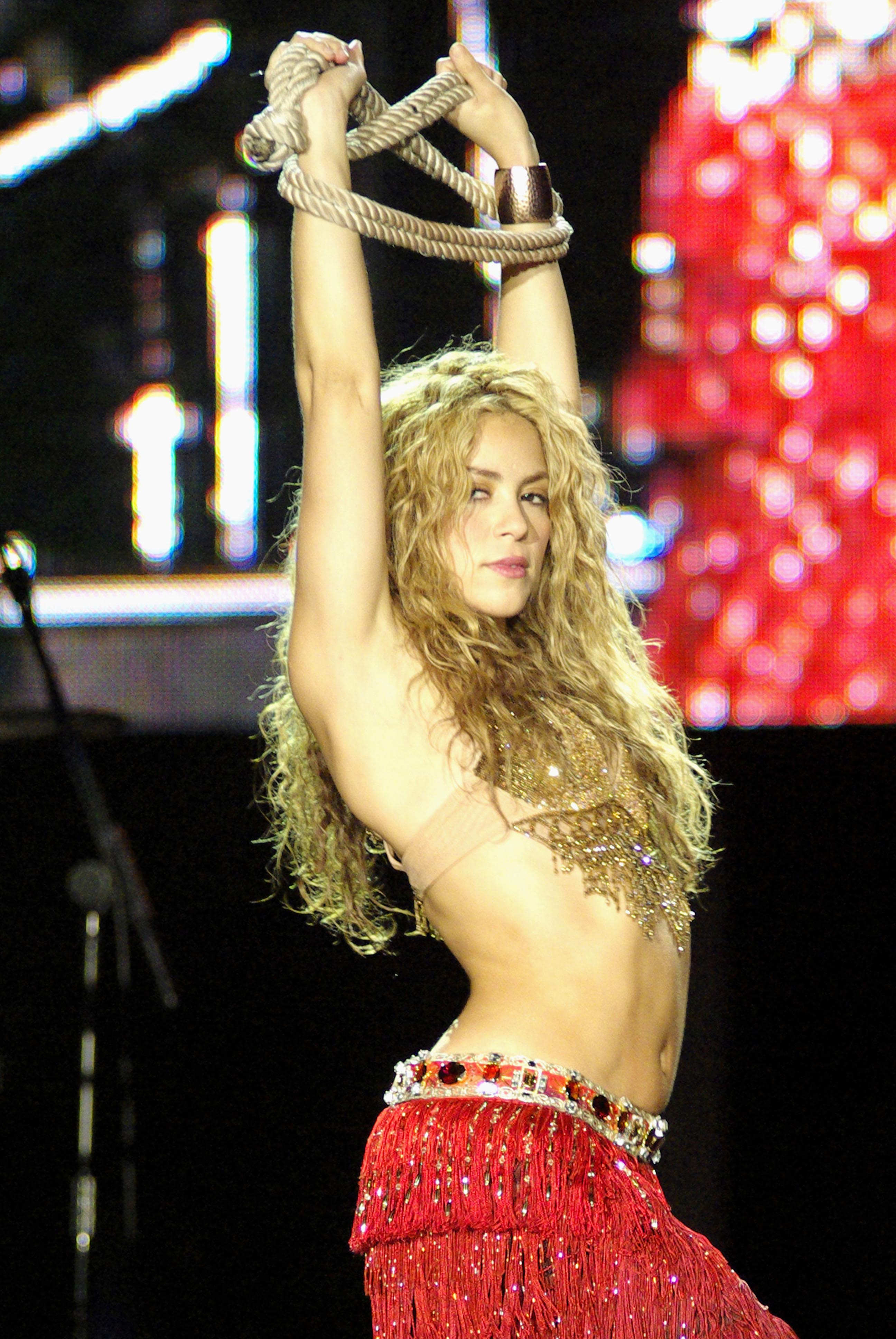
Shakira
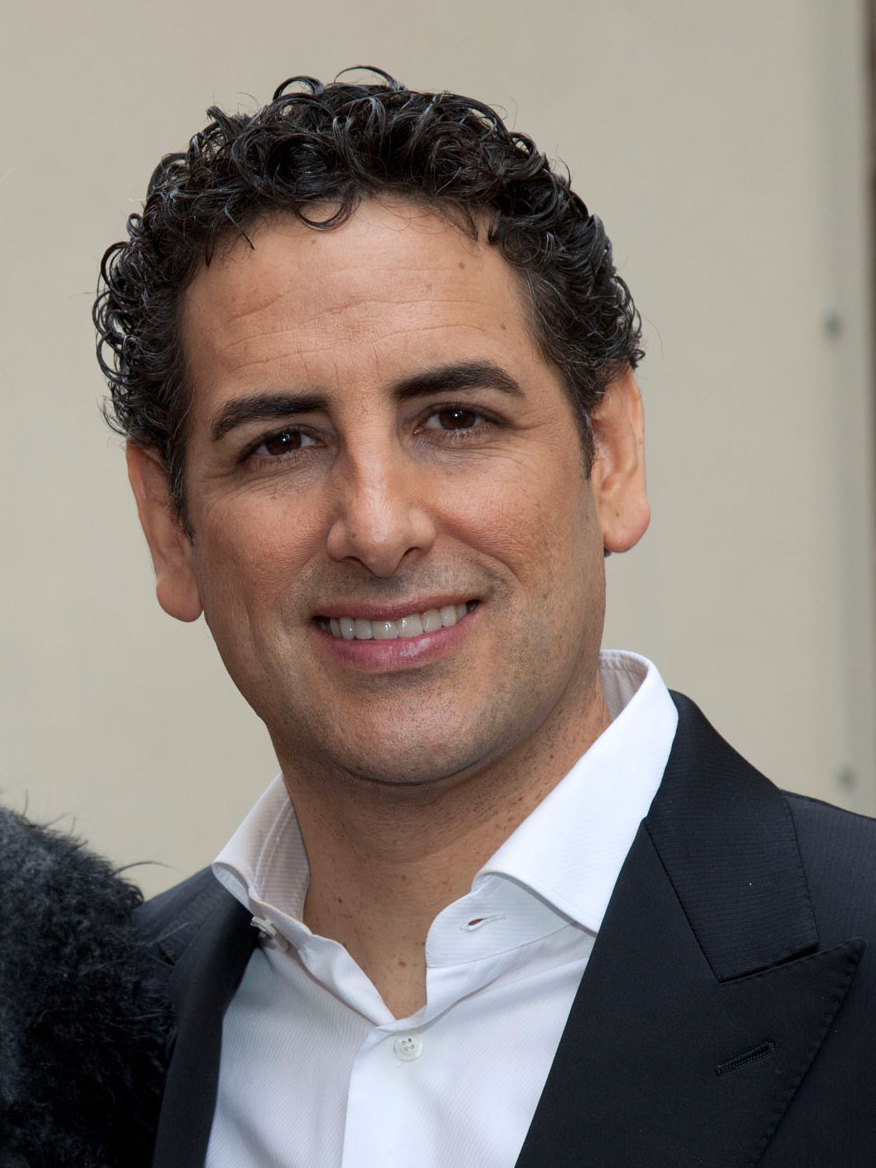
Juan Diego Flórez

La música latinoamericana es quizá la manifestación cultural más conocida y la que más ha influido en otras culturas a nivel mundial. Curiosamente es donde el sincretismo cultural es más patente. Su importancia es debida no solo a la calidad de la propia música, sino a la influencia que ha ejercido esta, principalmente de los ritmos caribeños, sobre otras músicas como el jazz, rock o pop rock.
Mención aparte merecen el surgimiento en los años 60 y 70 del Neofolklore y la tonada latinoamericana que buscó rescatar las raíces de la identidad latinoamericana y se comprometía decididamente en la política. Destacaron intérpretes geniales y universales de la talla de los chilenos Víctor Jara y Violeta Parra, el argentino Atahualpa Yupanqui y también la cantante argentina Mercedes Sosa, el venezolano Alí Primera o el cubano Silvio Rodríguez. Himnos y canciones como Plegaria a un labrador, Gracias a la vida, El aparecido, Ojalá o El pueblo unido jamás será vencido son canciones cuya figuración ha trascendido al ámbito latinoamericano y se han vuelto populares a nivel mundial. En el caso específico de Chile, destacaron grupos como Inti-Illimani, Quilapayún o Los Cuatro Cuartos, obras e instrumentales como la Cantata de Santa María de Iquique, la cantata A Joaquín Murieta del conjunto Cuncumén y Víctor Jara o los minstrumentales Charagua y La Partida.

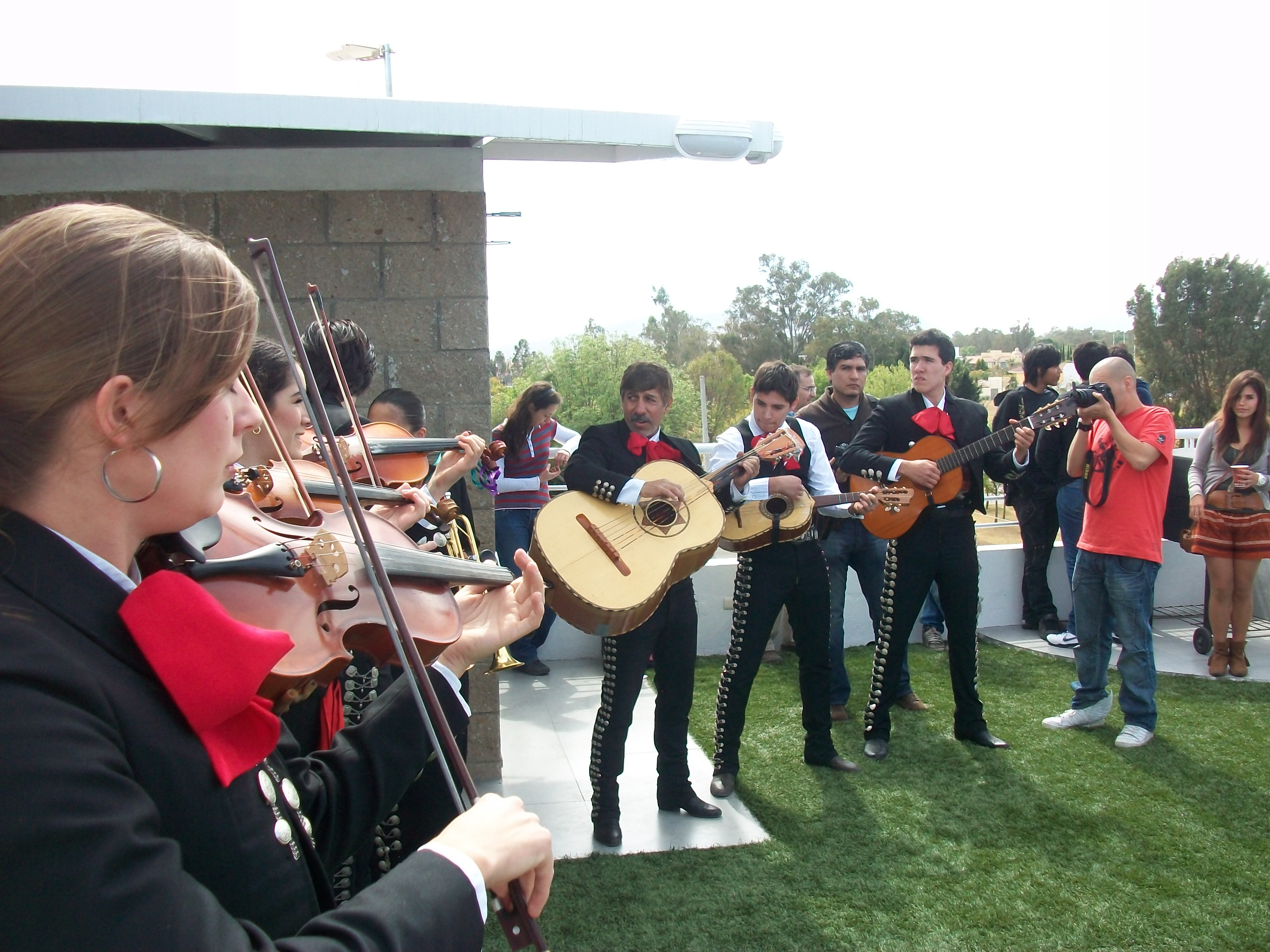
Grupo de mariachis tocando en la celebración del décimo aniversario de Wikipedia en Guadalajara, México.

El mariachi de México es uno de los ritmos más representativos de la música latina en el mundo, así como la música ranchera (que incluye el estilo de banda en sus derivadas versiones). La música norteña se deriva de la polka europea, fue traída a México a finales del siglo XIX, por la tendencia migratoria de europeos, provenientes de la italiana que se fueron estableciendo en la zona minera del norte de México, También cuenta con música nativa como los sones del huapango, siendo la letra más reconocida La bamba. La música de trío es un estilo romántico típico del país. En noviembre de 2011 la UNESCO inscribió a El Mariachi, música de cuerdas, canto y trompeta como integrante de la Lista Representativa del Patrimonio Cultural Inmaterial de la Humanidad.
De Cuba provienen el son, la guaracha, el chachachá, el bolero, el mambo y el danzón, entre otros. Por su parte, el merengue y la bachata tienen sus orígenes en República Dominicana, país de donde son originarios la gran mayoría de sus exponentes y compositores. Por el lado centroamericano, en El Salvador el género tradicional es por excelencia el xuc, género creado por el maestro salvadoreño Francisco Palaviccini, dando gran importancia a la cultura musical de El Salvador con canciones como "El Carbonero", "Adentro Cojutepeque", "Carnaval de San Miguel" entre otras. La punta, de origen hondureño, es un baile muy peculiar por sus movimientos rápidos y coordinados de caderas, con un cierto parecido a la samba brasileña. De Panamá, el tamborito, la Cumbia y la tamborera son sus aires musicales autóctonos de mayor proyección.
La cumbia, uno de los géneros autóctonos de Colombia, ha sido popularizado, fusionado y adaptado a la cultura e idiosincrasia de casi todos los países latinoamericanos a partir de los años 1940. También han alcanzado notoriedad continental el vallenato (fines del siglo XX, principios del siglo XXI), el bambuco (principios del siglo XX), y el porro (mediados del siglo XX). El pasillo, género musical de origen andino, es autóctono de Colombia pero también muy popular en Ecuador. En Venezuela la música nacional es el joropo con sus variantes llanera, central y oriental. También son populares la gaita zuliana, la parranda central y zuliana, el polo coriano, el merengue venezolano y el vals venezolano.

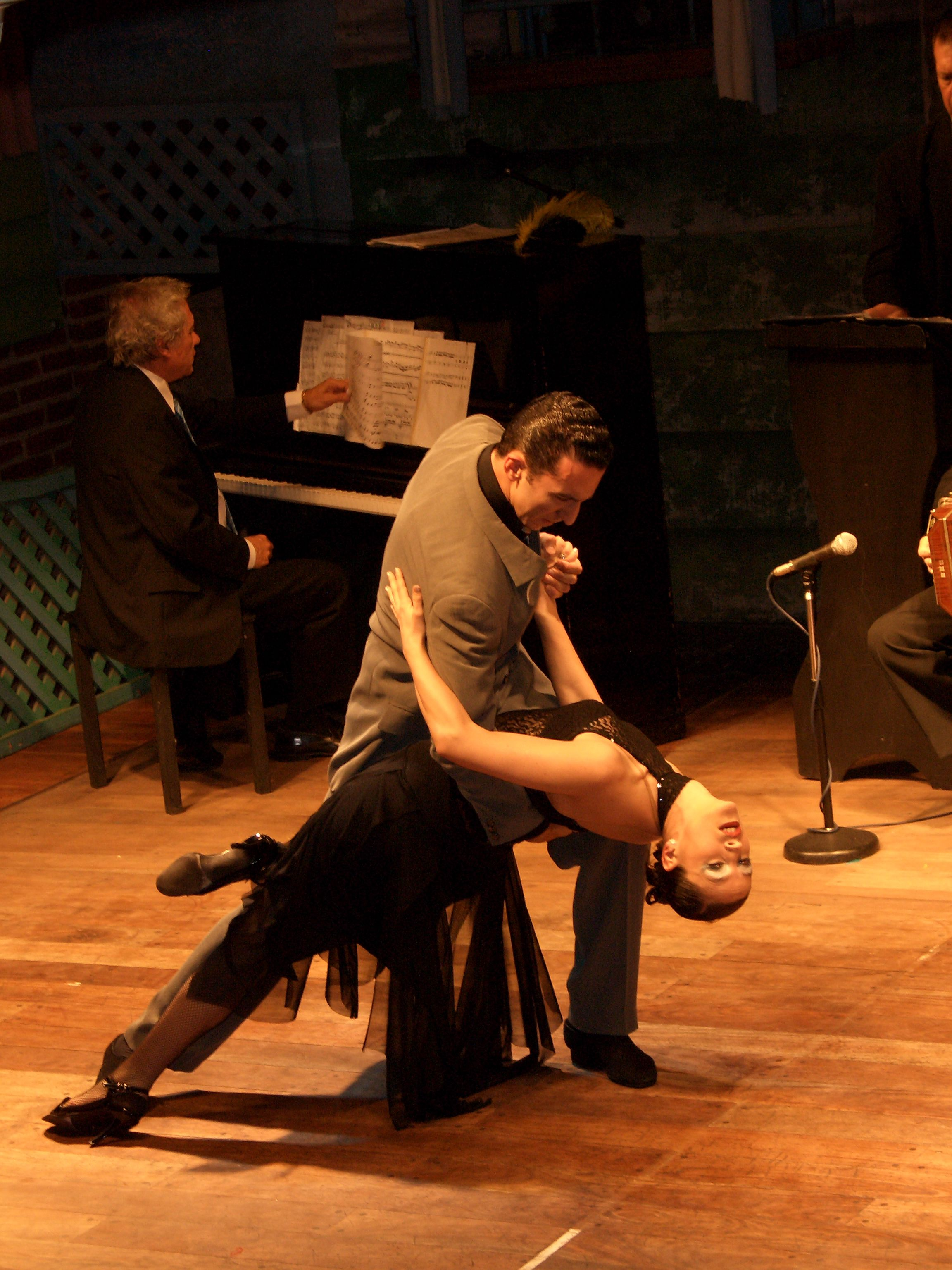
El Tango de Argentina y Uruguay.

En Argentina el mayor exponente musical es el tango; dicho ritmo y baile encuentra sus raíces en la inmigración masiva, mayoritariamente europea, que reconstituyó la sociedad rioplatense. Interpretaciones en Broadway, musicales y otras producciones se han basado en este estilo musical. En 2009 la Unesco lo declaró Patrimonio Cultural Inmaterial de la Humanidad. La música folclórica tiene mucha importancia en el norte del país, con raíces en los pueblos indígenas originarios, tiene exponentes muy conocidos como Atahualpa Yupanqui, Mercedes Sosa y Soledad Pastorutti. También son populares en Argentina la milonga, la zamba, chamamé en el litoral y la zona norte del país, cuarteto icono de la provincia de Córdoba y el rock con exponentes reconocidos internacionalmente como la banda Soda Stereo.

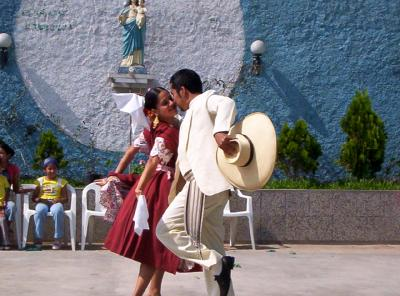
Pareja bailando Marinera Norteña en Trujillo, Perú.

En Perú es típico el huayno, importante género musical y baile andino de origen inca. La marinera, en su variante de marinera norteña tiene también una influencia del tondero, que es anterior a la zamacueca, es un baile exclusivamente peruano. Además es común en los Andes peruanos, desde épocas prehispánicas, el uso de instrumentos de viento como la zampoña. Un instrumento de percusión usado en el género festejo es el cajón, este instrumento es usado desde el siglo XIX por los afroamericanos criollos del Perú. Actualmente, ritmos extranjeros como la salsa, la cumbia, el merengue, el vallenato, el reguetón y el rock y el pop son muy populares en Perú.
En Bolivia, uno de los países con mayor diversidad geográfica, existen ritmos igualmente diversos como el taquirari, la chovena y el carnavalito, fruto del mestizaje español y guaraní. En la zona andina se destacan la saya, el huayño y la cueca también de origen mestizo, la existencia del charango es fundamental en estos ritmos. En los últimos años se ha observado un auge importante de nuevos ritmos como el Brincao, de carácter alegre y movido.
En Paraguay es muy tradicional la polca paraguaya, la polca-canción, la guarania y la galopa. Por el lado Uruguayo es típico el candombe, originado en Montevideo, ritmo autóctono proveniente de los esclavos africanos. En Chile la cueca es su ritmo y baile más famoso, pero destaca por sobre todo en el nacimiento y desarrollo de la tonada y la nueva canción latinoamericana.
La samba, el choro y la bossa nova son conocidas mundialmente como músicas propias de Brasil.
El reguetón surge como resultado de la fusión de diferentes ritmos como el hip hop y el reggae. Tiene sus orígenes en Panamá y en Puerto Rico, y su escena musical se extiende por todo el continente. También en Puerto Rico, la infusión de ritmos africanos, indígenas y propios de la región, le dieron paso a la bomba y la plena.
La música latinoamericana también ha aportado cantantes que han alcanzado fama mundial tales como los colombianos Shakira y Juanes, los cubanos Celia Cruz, Gloria Estefan y Jon Secada (siendo ellos tres estadounidenses naturalizados), los puertorriqueños Ricky Martin, Chayanne y Luis Fonsi y los mexicanos Vicente Fernández, Thalía, Juan Gabriel, Lila Downs, Julieta Venegas, Luis Miguel, José José y el guitarrista Carlos Santana (nacionalizado estadounidense).
El rock latino ha tenido difusión en el continente y más allá de sus fronteras desde la década de 1980. Importantes grupos han sido: Arena Hash, Aterciopelados, Caifanes, Café Tacuba, Enanitos Verdes, Grupo Río, La ley, Los Jaivas, Los Prisioneros, Los Tres, Maná, Soda Stereo, Sui Géneris, Los Abuelos de la Nada, Los Fabulosos Cadillacs, etc.
El principal festival musical de Latinoamérica es el Rock in Rio en Río de Janeiro, Brasil, celebrado desde 1985. Le sigue el Festival Internacional de la Canción de Viña del Mar, que se celebra anualmente en esa ciudad chilena desde 1960.
Desde el año 2000 la Academia Latina de la Grabación (o LARAS por sus siglas en inglés) otorga el Latin Grammy a los artistas latinos más destacados.

### Cine, teatro y moda

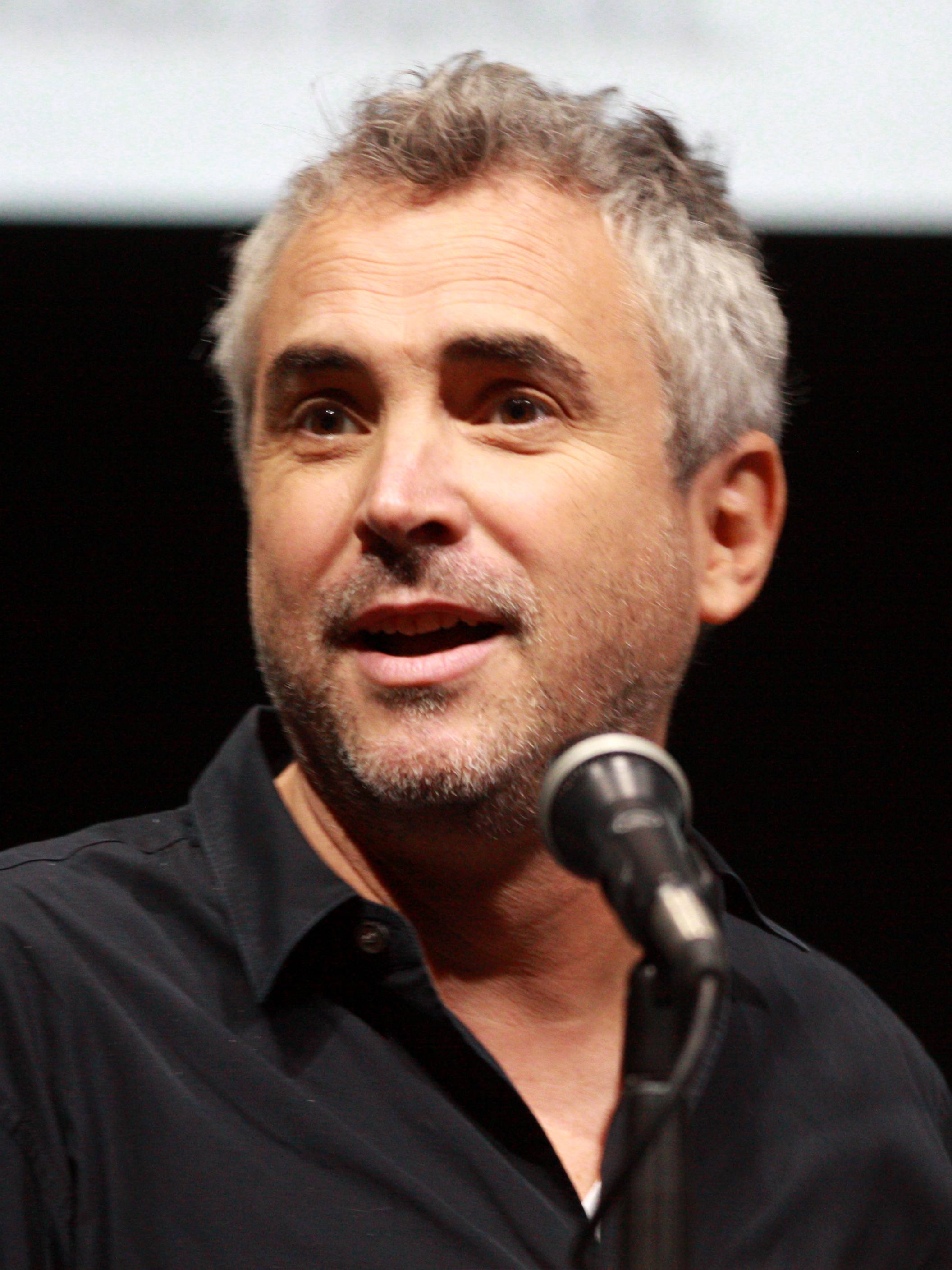
Alfonso Cuarón, doble ganador del premio Óscar a mejor director.
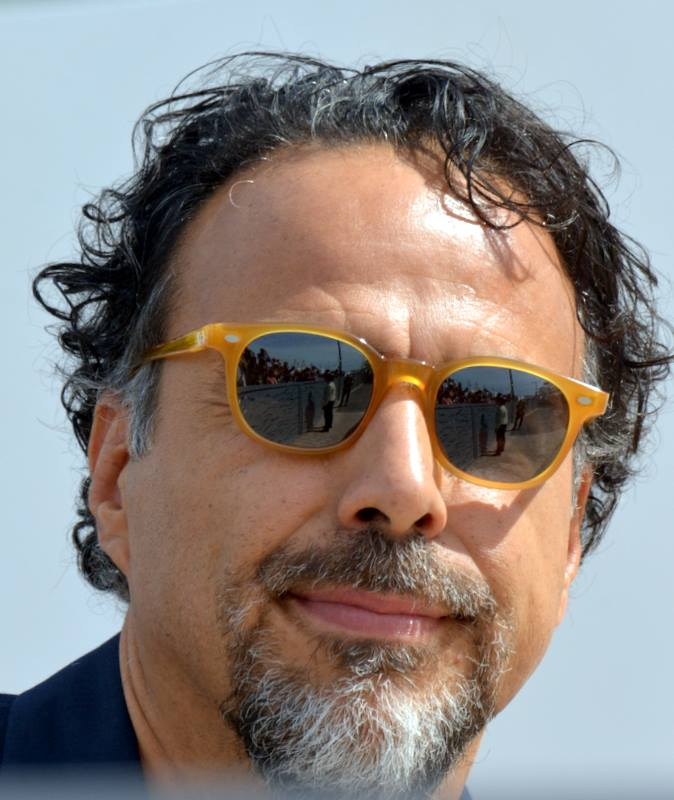
Alejandro González Iñárritu, también doble ganador del premio Óscar a mejor director.
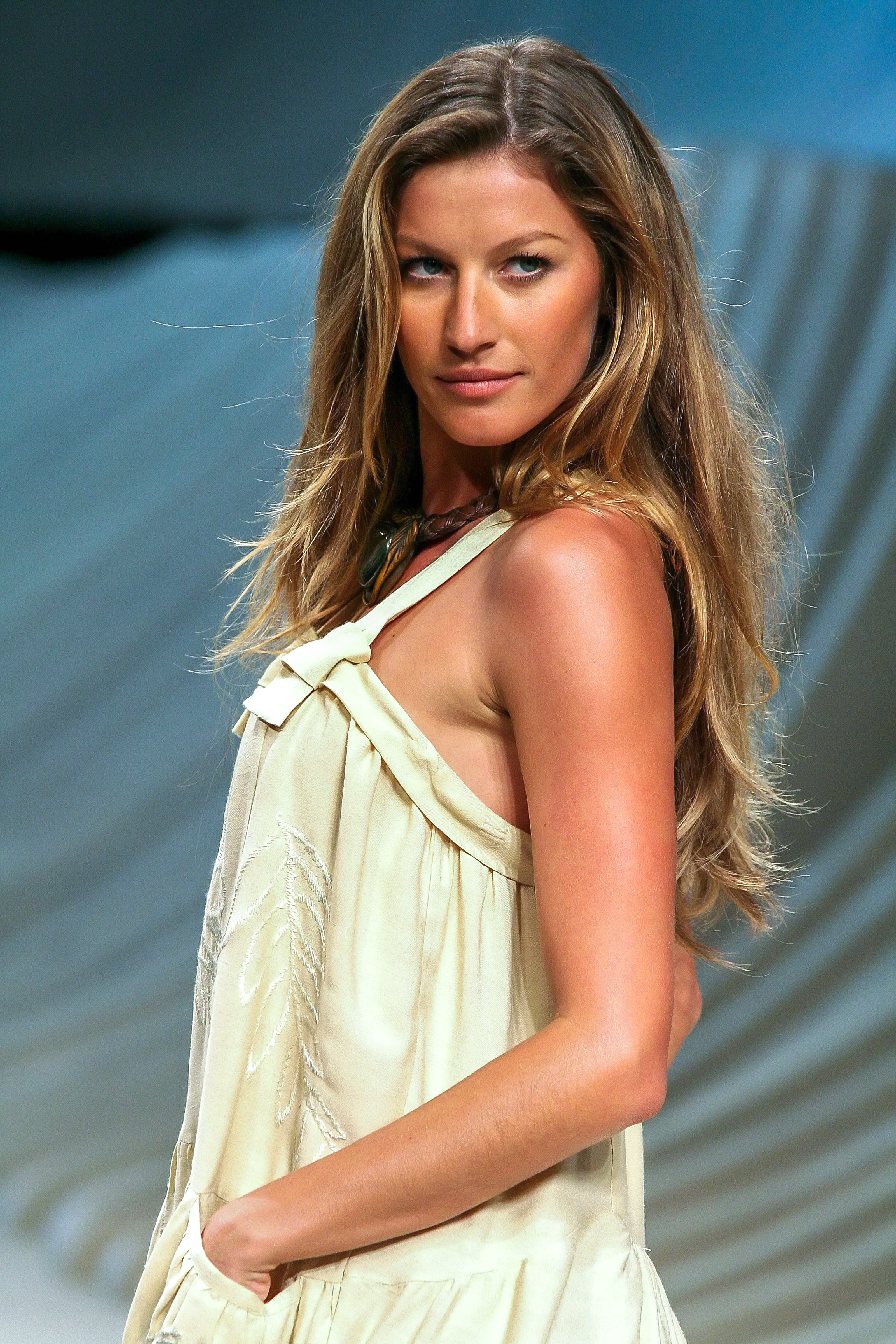
Gisele Bündchen, modelo, la mejor pagada del mundo durante catorce años seguidos.
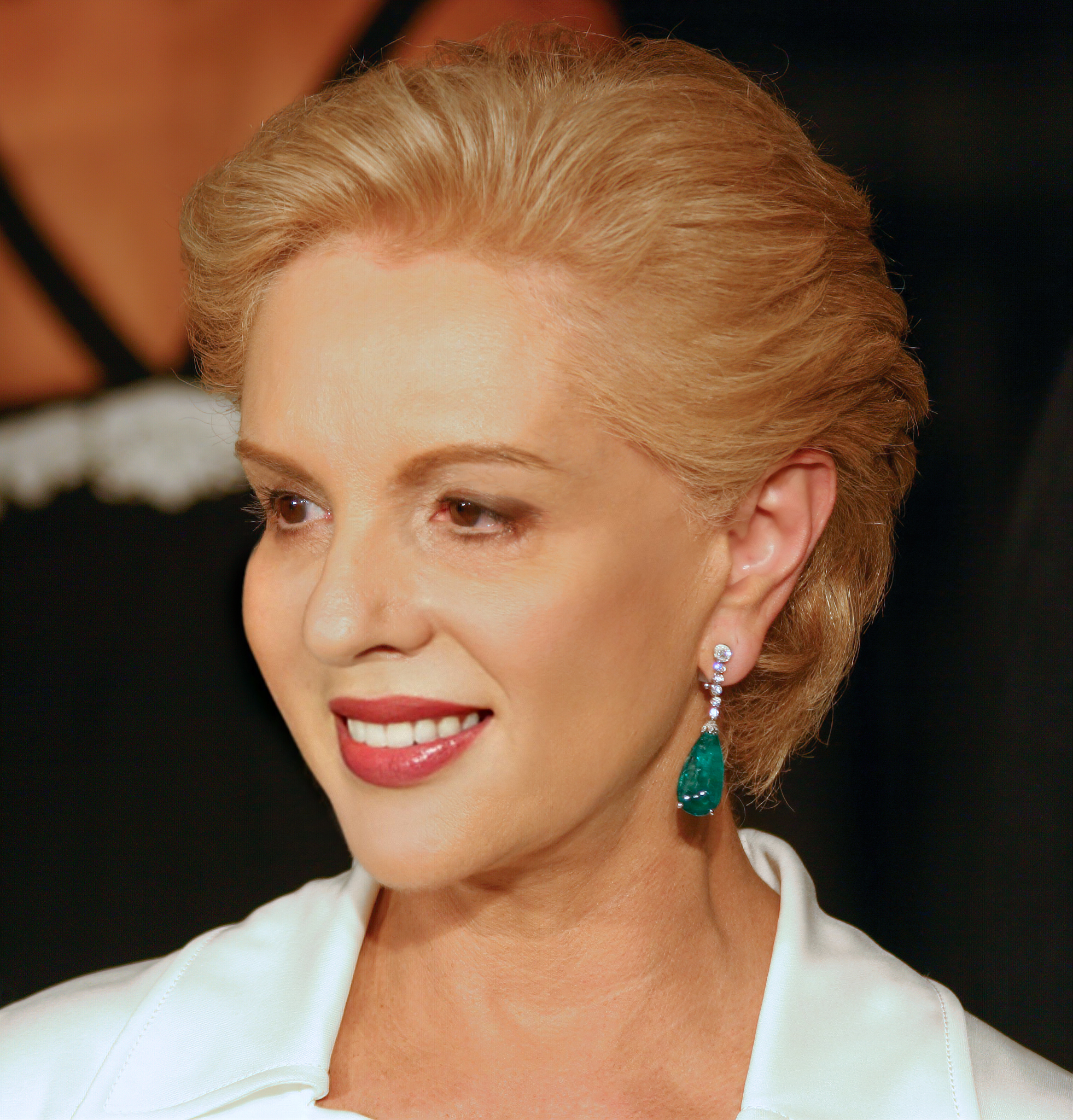
Carolina Herrera, diseñadora de moda, una de las más reconocidas a nivel mundial.
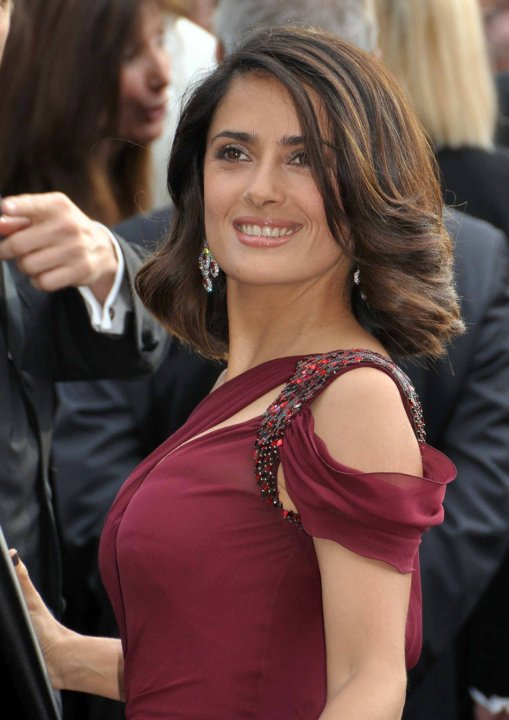
Salma Hayek, actriz, una de las más reconocidas internacionalmente.
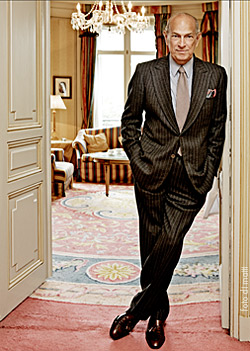
Óscar de la Renta, diseñador de moda, uno de los más reconocidos a nivel mundial.

La filmografía latinoamericana es rica y diversa. México ha sido el país latinoamericano con una larga y tradición cinematográfica, Históricamente los principales centros de producción han sido Argentina, Brasil y México, que desde 1930 hasta 1996, concentraron el 89% de la producción cinematográfica de América Latina. También Colombia y Cuba han tenido aportes importantes, aunque en menor medida.
El cine latinoamericano floreció tras la aparición del sonido, lo que supuso una barrera idiomática a la exportación de Hollywood al sur de la frontera en las primeras décadas. En las décadas de 1950 y 1960 surgió el movimiento del Tercer cine, liderado por los cineastas argentinos Fernando Solanas y Octavio Getino. Más recientemente un nuevo estilo de dirigir y contar historias ha sido denominado "nuevo cine latinoamericano".
El cine mexicano en su Época de Oro, comprendida entre 1936 y 1957, presumía de una poderosa industria comparable a la del Hollywood de su tiempo. México se convirtió en el centro de las películas comerciales, de América Latina en particular, y de habla hispana en general. El poderoso Star System del Cine mexicano catapultó a importantes estrellas como María Félix, Dolores del Río, Pedro Infante, Jorge Negrete o Cantinflas y directores como Emilio Fernández y el español Luis Buñuel. Las cintas María Candelaria (Emilio Fernández, 1943) y Viridiana (Luis Buñuel, 1961) son las únicas cintas de habla hispana que han obtenido la Palma de Oro del Festival de Cannes, mientras que la cinta La perla (Emilio Fernández, 1947), fue la primera cinta latinoamericana en recibir el Globo de Oro. En los años 1970 México fue la localización de muchas películas de acción y de horror. Recientemente el cine mexicano ha resurgido con películas de trascendencia internacional como Amores Perros (2000) y Y tu mamá también (2001) que han llevado a sus directores Alfonso Cuarón y Alejandro González Iñarritu a Hollywood. Alejandro González Iñárritu ha dirigido cintas como Babel (2006), Birdman (2014) y El renacido (2015). Por estas dos últimas, el cineasta ha obtenido el Óscar como mejor director. Alfonso Cuarón ha dirigido cintas como Children of Men en 2006, Harry Potter and the Prisoner of Azkaban en 2004 y Gravity en 2013, película con la que se convirtió en el primer director latinoamericano en ganar el premio Óscar. El también mexicano Guillermo del Toro ha alcanzado reconocimiento y prestigio en el extranjero con cintas como El laberinto del fauno (2006) y ambas entregas de Hellboy (película) (2004 y 2008). En 2018 fue galardonado con el Óscar a mejor director y mejor película por La forma del agua, convirtiéndose en el tercer director mexicano en recibir este premio. Carlos Carrera, Arturo Ripstein o Michel Franco son también conocidos cineastas mexicanos. Algunos actores mexicanos han conseguido éxito internacional al posicionarse en el cine de Hollywood, tales como Ramón Novarro, Dolores del Río, Lupe Vélez, Anthony Quinn, Katy Jurado y Salma Hayek.
El Festival Internacional de Cine de Morelia (FICM) es un festival cinematográfico mexicano considerado como uno de los más importantes en Latinoamérica y el Mundo. Es apreciado por la crítica cinematográfica y por el público en general por su cuidadosa selección de películas y por ser un punto de encuentro sin igual entre los cineastas mexicanos, el público y la comunidad fílmica internacional.

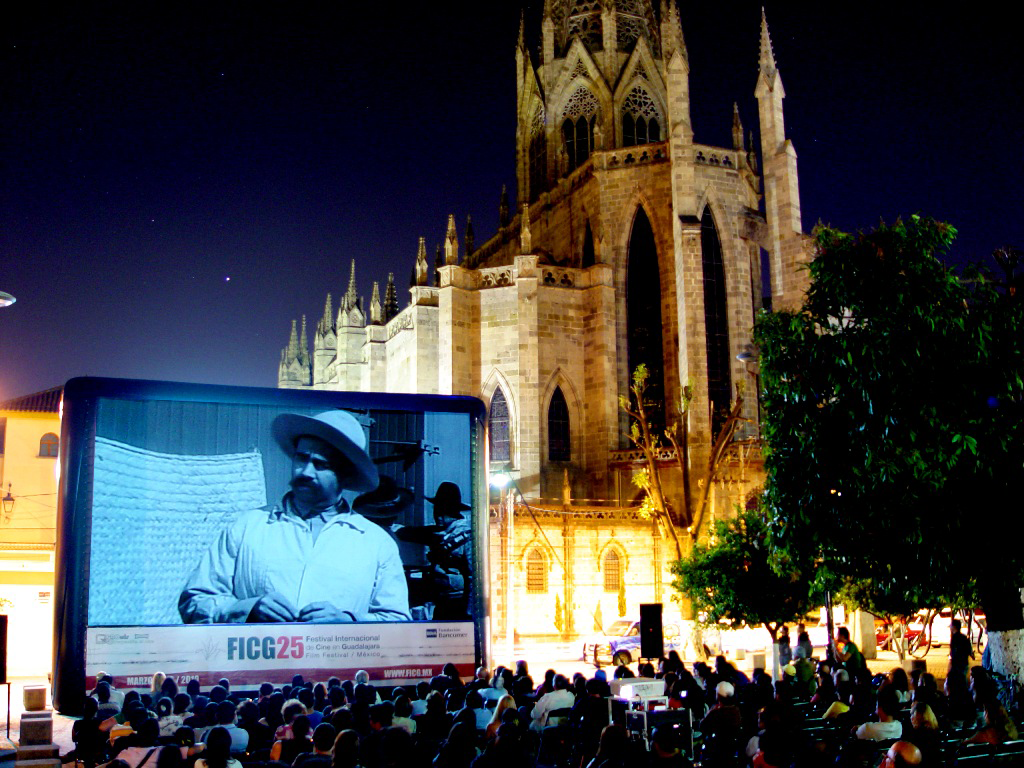
El Festival Internacional de Cine de Guadalajara en México, considerado uno de los mejores festivales en Latinoamérica.

En la ciudad de Guadalajara se lleva a cabo el Festival Internacional de Cine de Guadalajara. Es el festival más sólido de Latinoamérica y México, con una oferta para la Industria Cinematográfica que le ha permitido posicionarse en el ámbito nacional e internacional. Es un foro para la formación, instrucción e intercambio creativo entre los profesionales, críticos de la cinematografía internacional y estudiantes de Iberoamérica.
El mexicano Anthony Quinn y los puertorriqueños José Ferrer, Rita Moreno y Benicio del Toro son los únicos actores latinoamericanos en ganar el premio Óscar. Otros actores latinos que han sido nominados a este premio son los mexicanos Katy Jurado (1954), Salma Hayek (2002), Adriana Barraza (2006) y Demian Bichir (2011), la argentina Norma Aleandro (1988), la puertorriqueña Rosie Pérez (1993), la brasileña Fernanda Montenegro (1998) y la colombiana Catalina Sandino Moreno (2004).

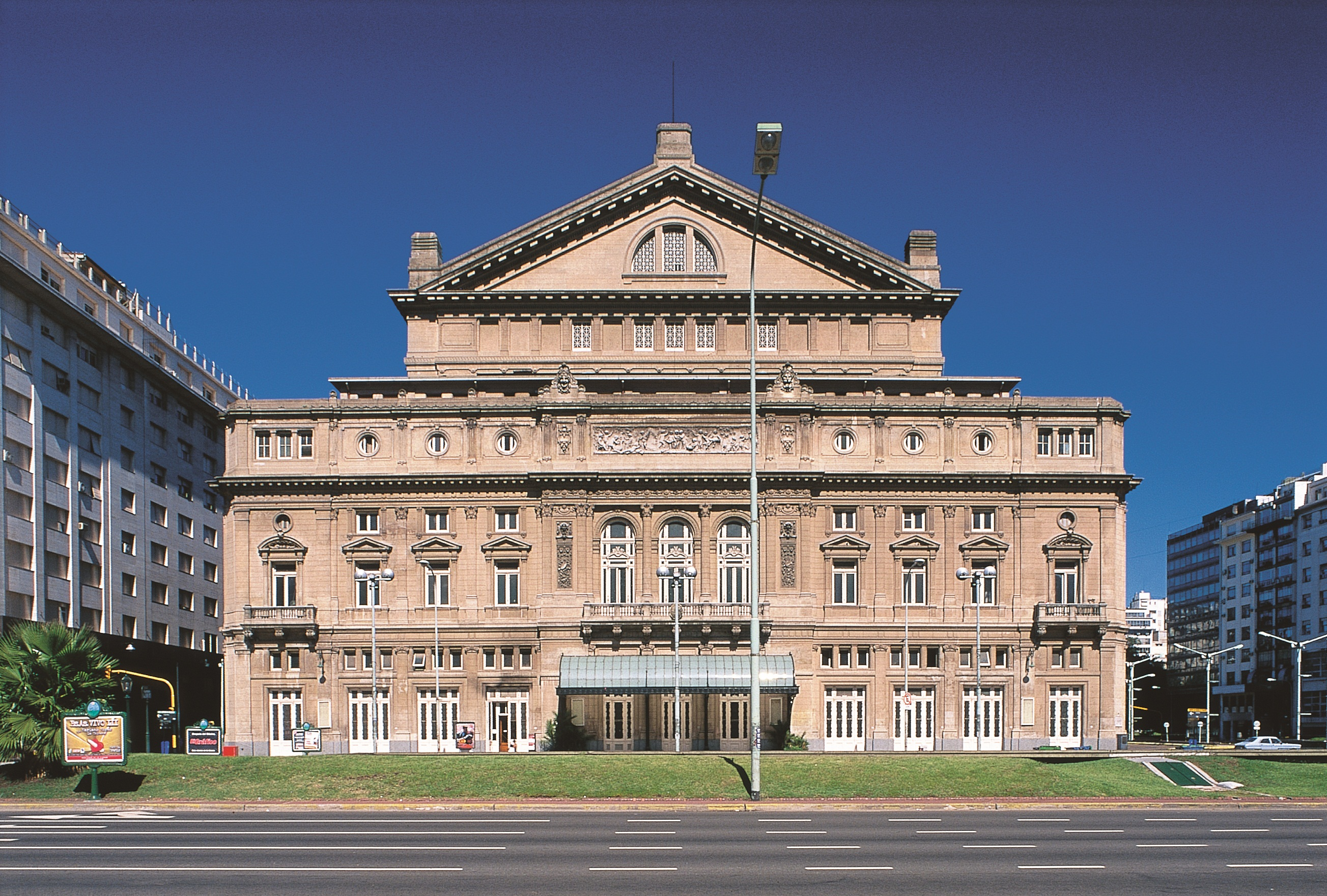
El teatro Colón en Buenos Aires, considerado uno de los cinco mejores del mundo.

El cine argentino, ha sido históricamente uno los tres más reconocidos del cine latinoamericano. Fue una gigantesca industria en la primera mitad del siglo XX, y resurgió tras la dictadura militar. Entre 1930 y 1950, el cine argentino vivió su época dorada, en la cual Argentina se transformó en el mayor productor de películas del mundo de habla hispana. Argentina es el único país de América Latina en haber conseguido Óscares: La historia oficial en 1985 y El secreto de sus ojos en 2010. A pesar de que la crisis económica argentina afectó la producción cinematográfica de la época, varias películas argentinas lograron éxitos internacionales como Nueve reinas (2000), El hijo de la novia (2001), La Ciénaga (2001), El abrazo partido (2004), Diarios de motocicleta (2004) y Relatos salvajes (2014).
En el cine brasileño se destaca el cinema novo, un movimiento creado a partir de un particular modo de hacer cine con guiones críticos y con mensajes políticos además de una fotografía basada en la luz de los paisajes tropicales. El cine brasileño no suele tener mucha salida fuera del país pero películas como Central do Brasil (1999), Cidade de Deus (2003) y Tropa de élite (2007) han obtenido algunos reconocimientos.
El cine cubano desde la revolución es producido por el Instituto de cinematografía cubano. El más destacado cineasta de este país es Tomás Gutiérrez Alea con producciones como Fresa y chocolate.
En el ámbito teatral, la participación latinoamericana difiere mucho de nación en nación. La ciudad de Buenos Aires con más de 300 teatros la convierten en la cuarta ciudad del mundo con más escenarios. Entre ellos, el Teatro Colón es, por su impecable acústica, trayectoria y dimensiones, uno de los cinco teatros de ópera más importantes del mundo junto a La Scala de Milán, la Ópera Estatal de Viena, la Ópera Semper de Dresde, la Ópera de París y Ópera de Sídney.

### Pintura y arte
A pesar de la riqueza del arte precolombino la pintura en algunos países de América Latina ha estado más influenciada por los estilos pictóricos europeos, como en Argentina, y en otros como México, los han conservado.
Durante el período colonial, la mezcla de tradiciones indígenas y europeas (debida a las enseñanzas de los frailes cristianos) produjo un arte cristiano particular llamado arte indocristiano. Pero mayoritariamente la tradición del arte indígena fue arrinconada durante este período, debido a la influencia de los movimientos pictóricos europeos, principalmente la pintura barroca española, portuguesa y francesa, que a su vez seguían los cánones clásicos marcados por los maestros italianos. En general este eurocentrismo artístico empezó a decaer a principios del siglo XX cuando los artistas latinoamericanos comenzaron a reconocer su condición diferencial y empezaron a seguir un camino propio.
A comienzos del siglo XX el arte latinoamericano se inspiró mucho en el movimiento constructivista ruso. Se atribuye a Joaquín Torres García y Manuel Rendón la importación del movimiento constructivista a Latinoamérica desde Europa.

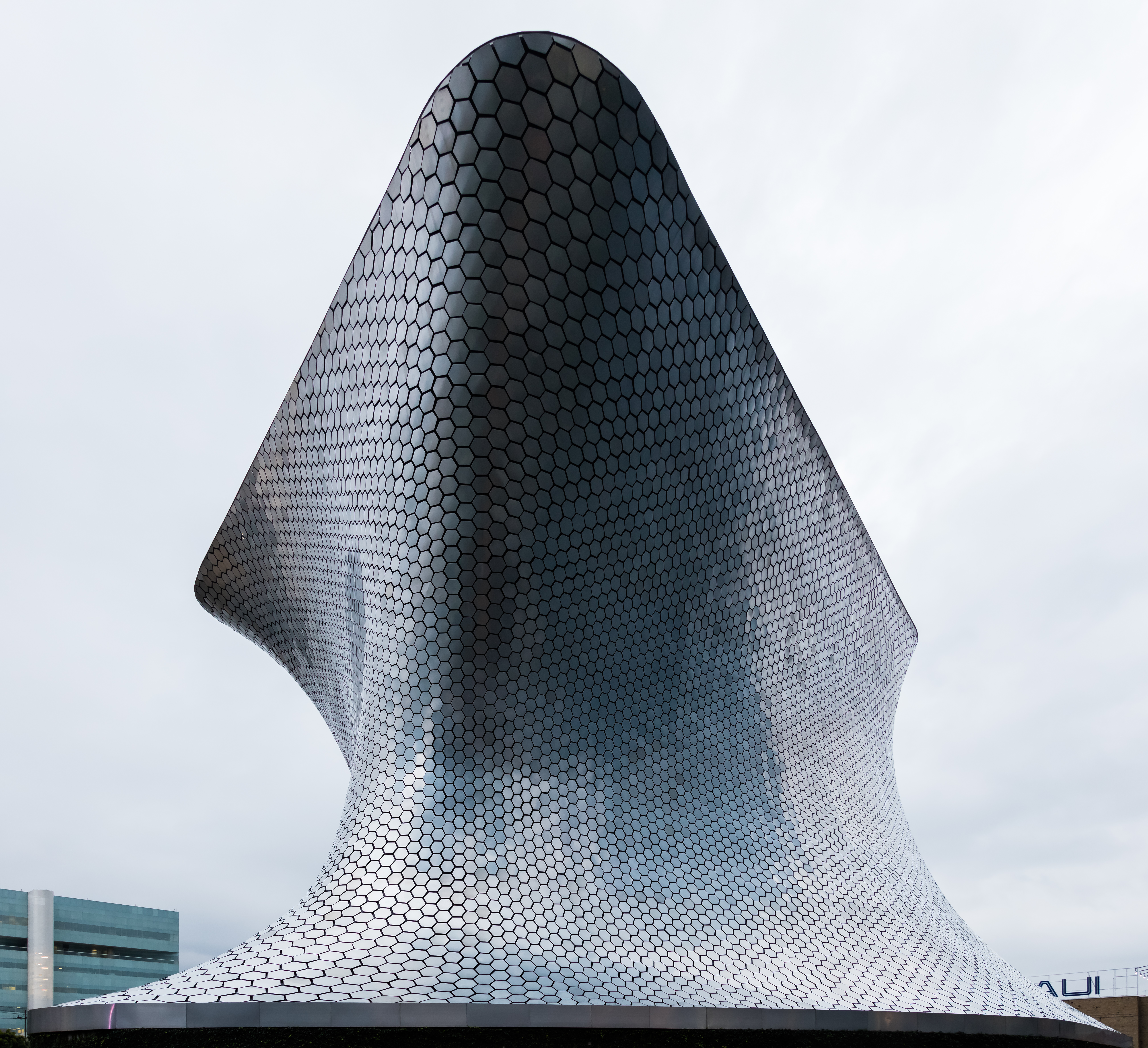
El Museo Soumaya, la capital mexicana es la segunda ciudad con más museos en el mundo solo por detrás de Londres.

El muralismo es el principal movimiento artístico surgido en Latinoamérica y es representado por pintores como Diego Rivera, David Alfaro Siqueiros, José Clemente Orozco, Rufino Tamayo, Juan O'Gorman en México, y Pedro Nel Gómez y Santiago Martínez Delgado en Colombia y Antonio Berni, Xul Solar y Benito Quinquela Martín en Argentina. Algunas de las obras muralistas más impresionantes se pueden encontrar en México, Colombia, Nueva York, San Francisco, Los Ángeles, Chicago y Filadelfia.
La pintora mexicana Frida Kahlo quizás es la artista latinoamericana más conocida. Pintó representaciones de su propia vida y la cultura mexicana en un estilo propio que combinó el realismo pictórico, el simbolismo y el surrealismo. Las obras de Kahlo tienen el precio de venta más alto de toda la pintura latinoamericana.
Actualmente el pintor, escultor y dibujante colombiano Fernando Botero es considerado el artista vivo originario de Latinoamérica más cotizado actualmente en el mundo. Ícono universal del arte, su extensa obra es reconocida por niños y adultos de todas partes por igual.
La Ciudad de México ocupa el segundo lugar con más museos en el mundo, solo por debajo de Londres. Destacan el Museo Nacional de Antropología considerado el más grande de Latinoamérica y el que recibe mayor número de visitantes con 2,6 millones anualmente. Otros museos importantes son Museo Nacional de Historia, el Museo Tamayo Arte Contemporáneo y el Museo Soumaya.

### Patrimonio de la Humanidad

Chichén Itzá
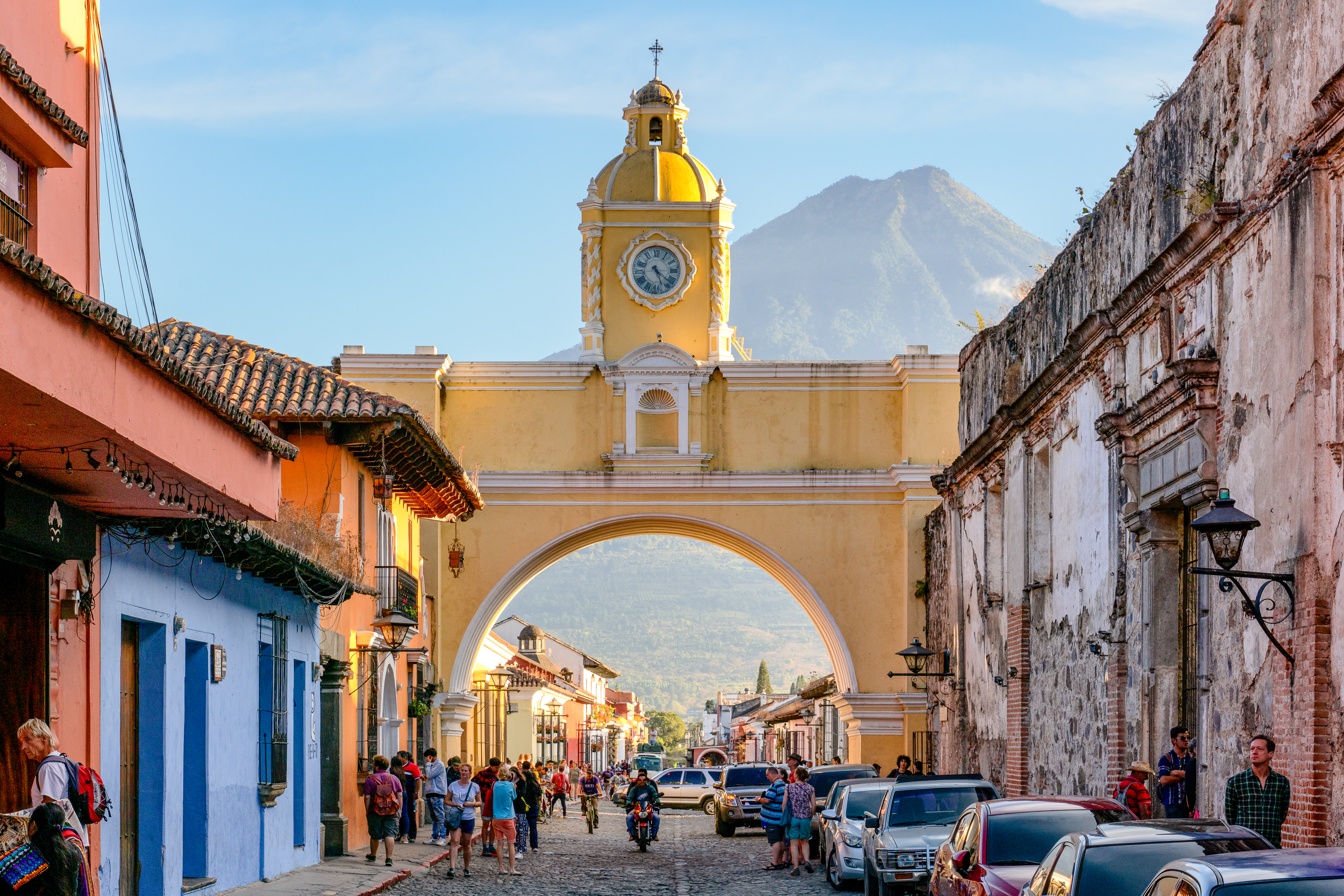
Antigua Guatemala
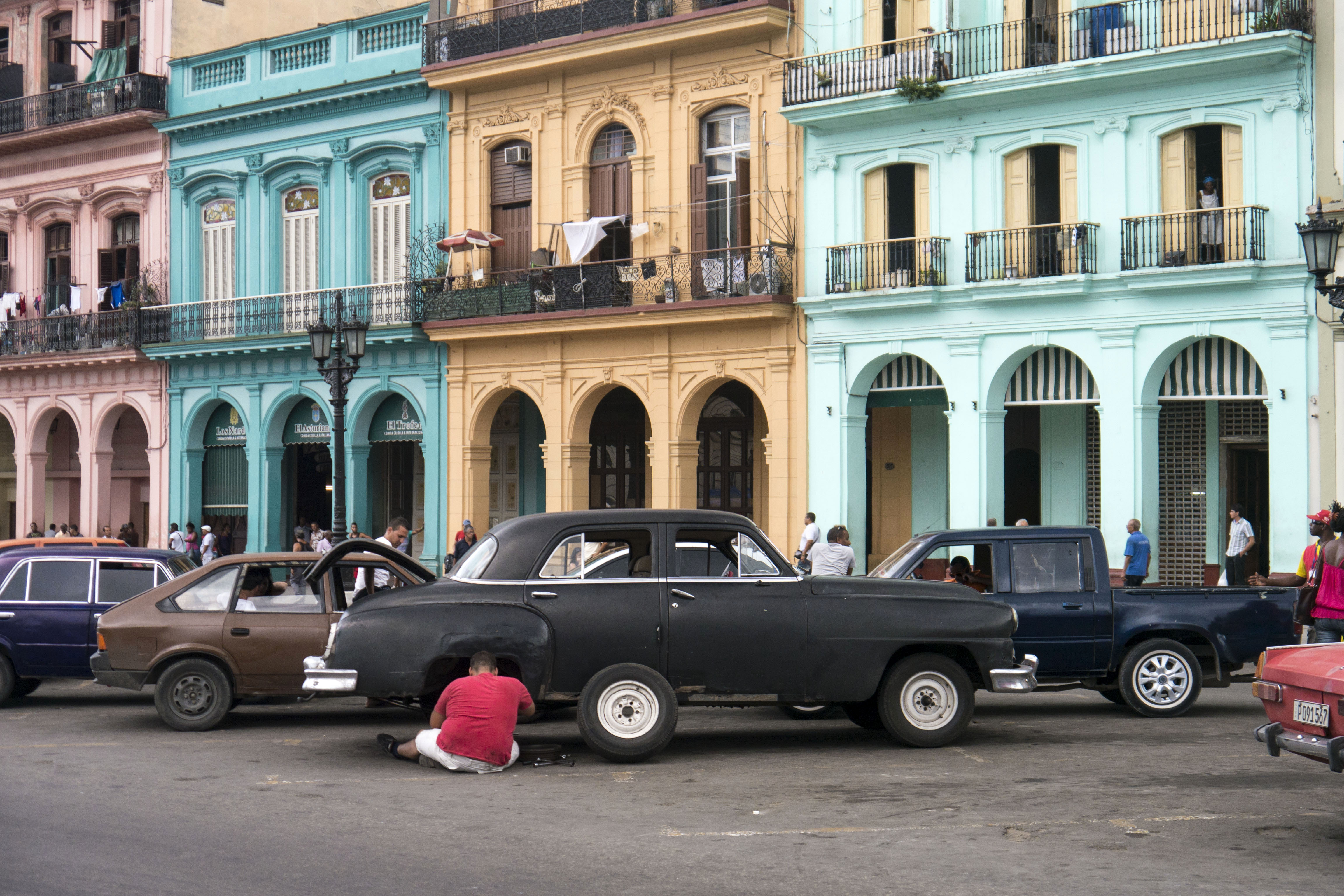
La Habana Vieja
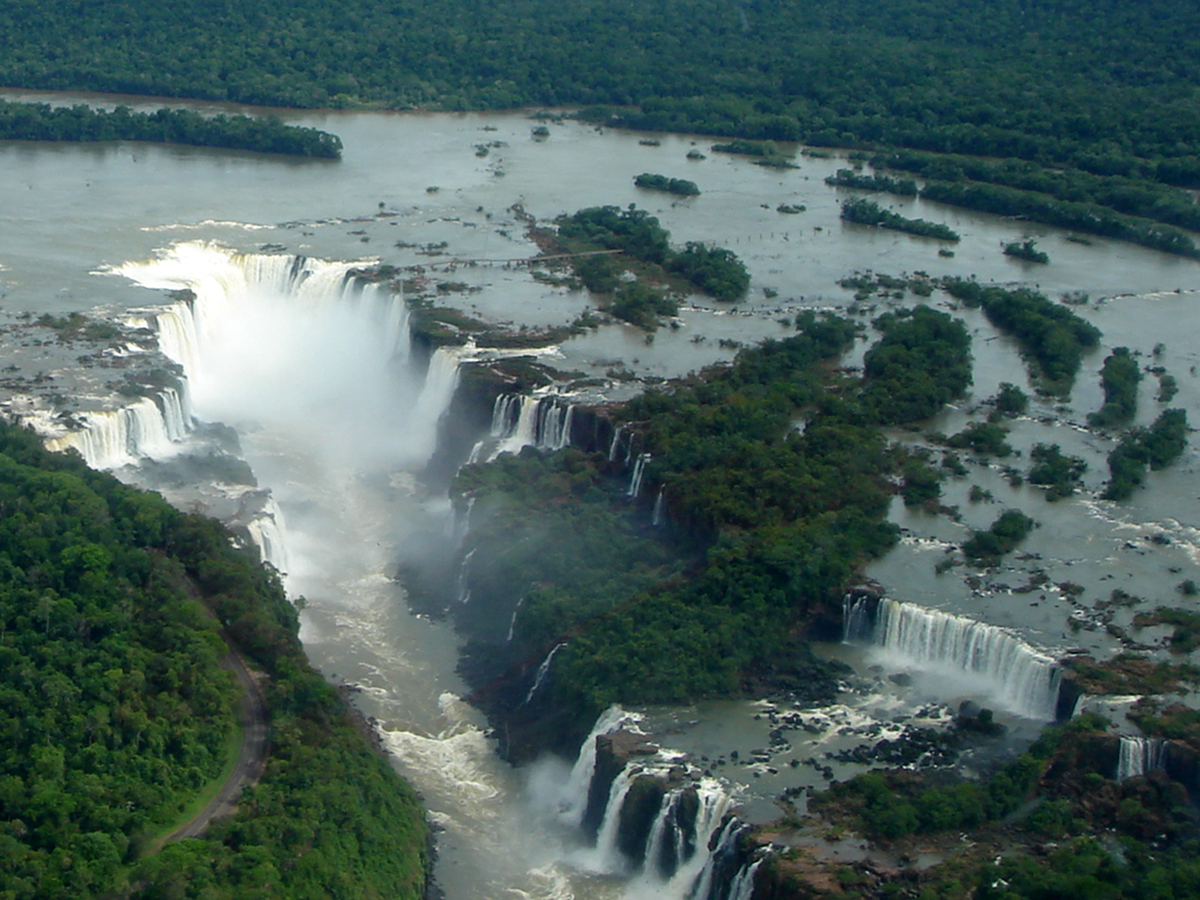
Cataratas del Iguazú
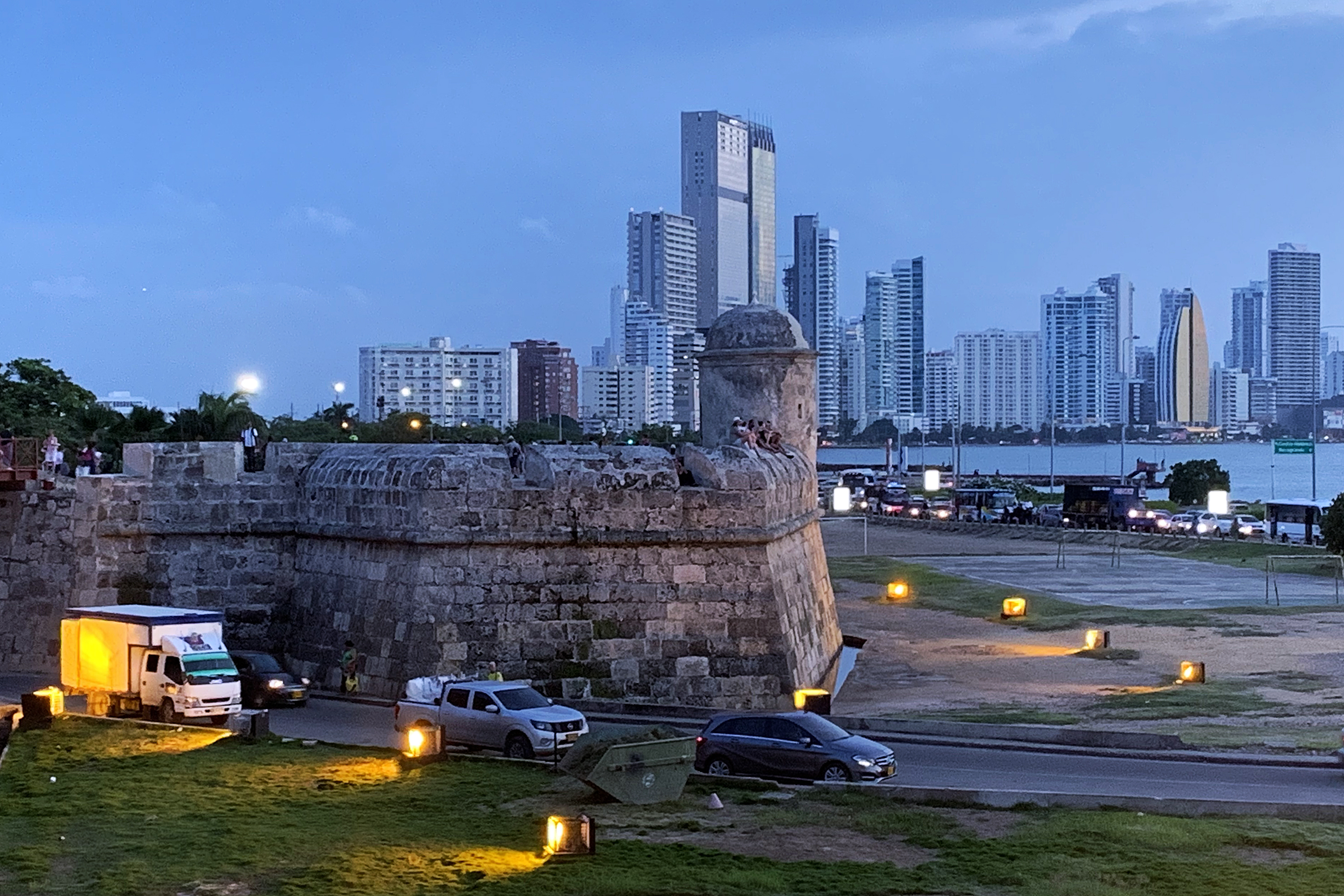
Cartagena de Indias
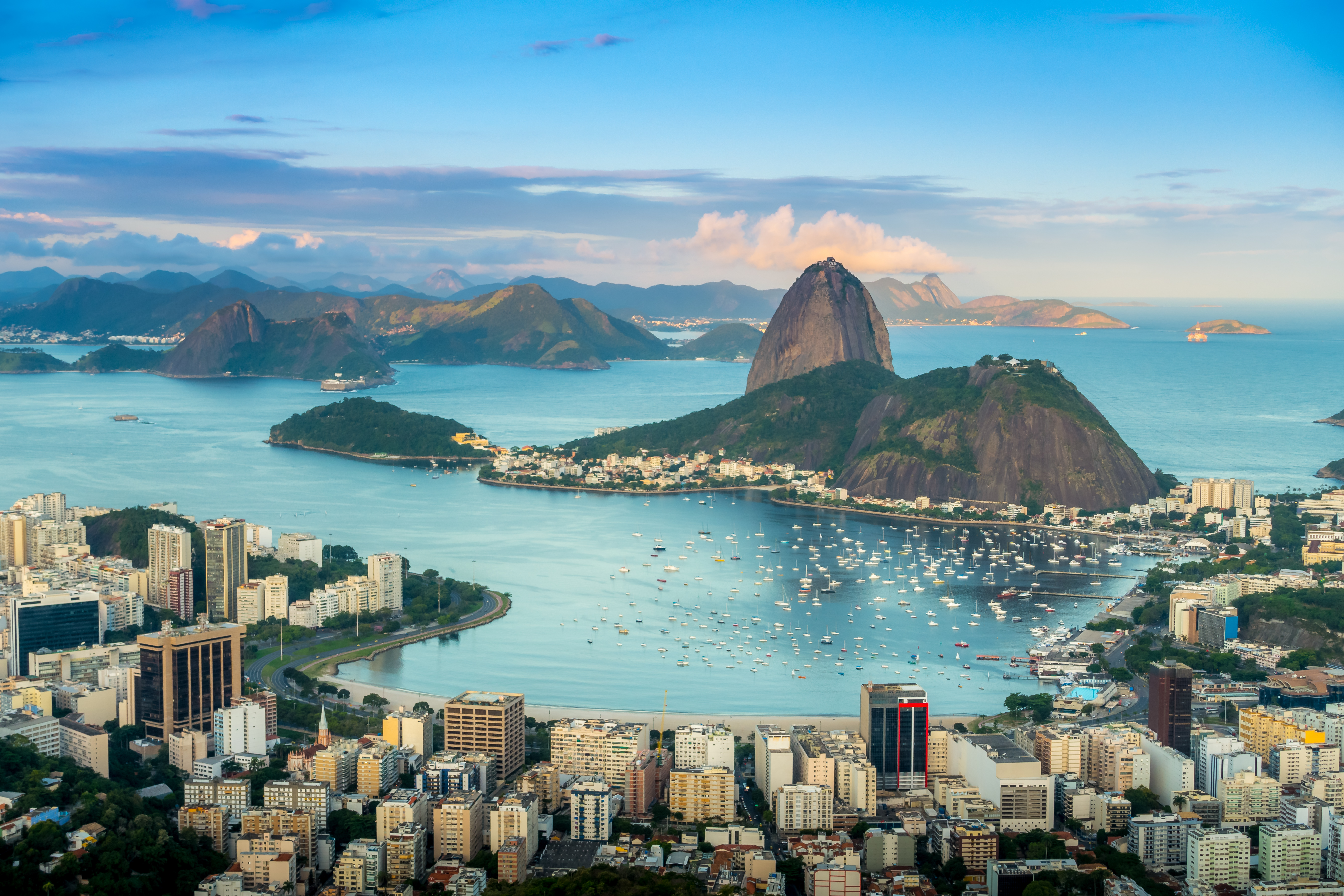
Río de Janeiro
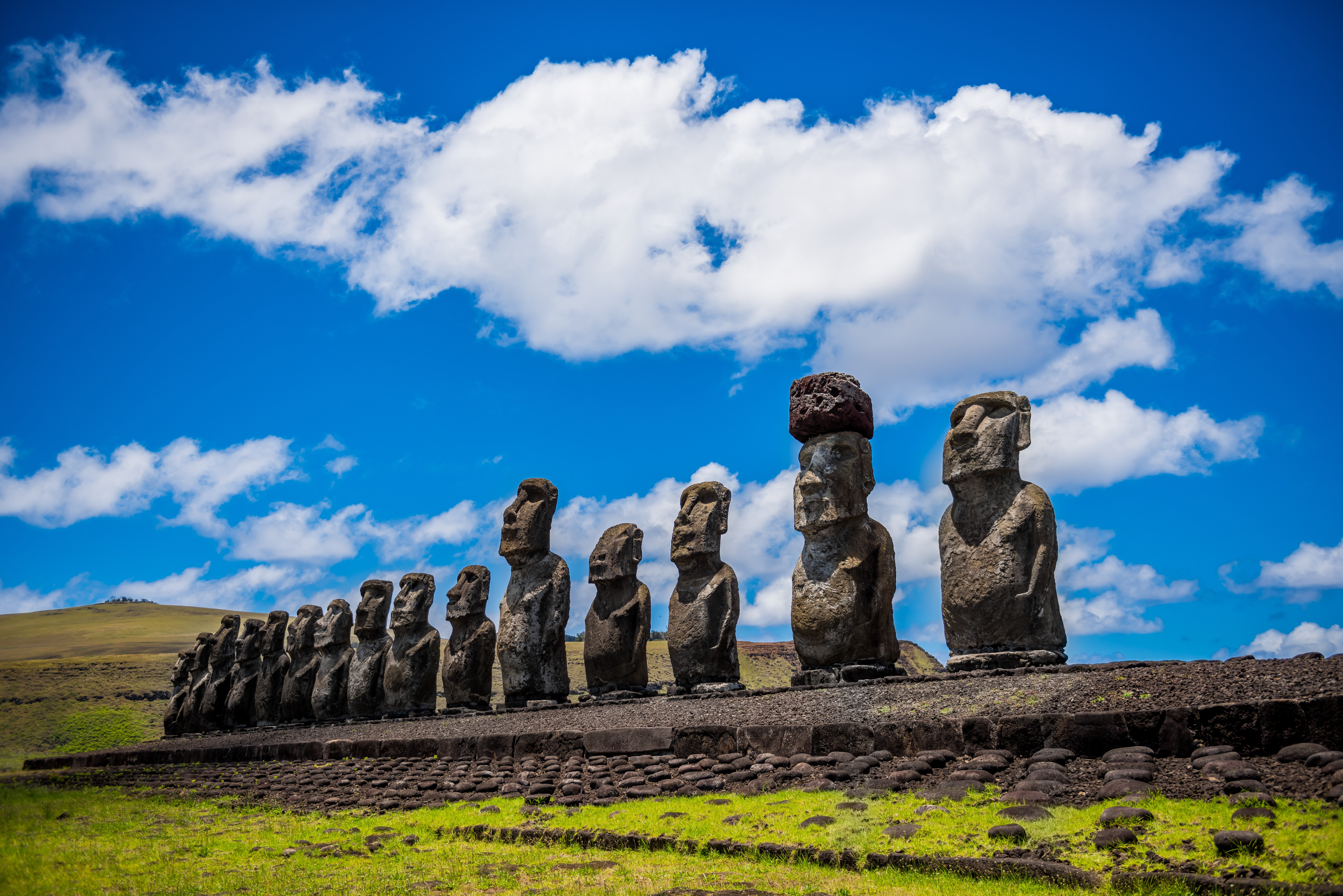
Parque nacional Rapa Nui
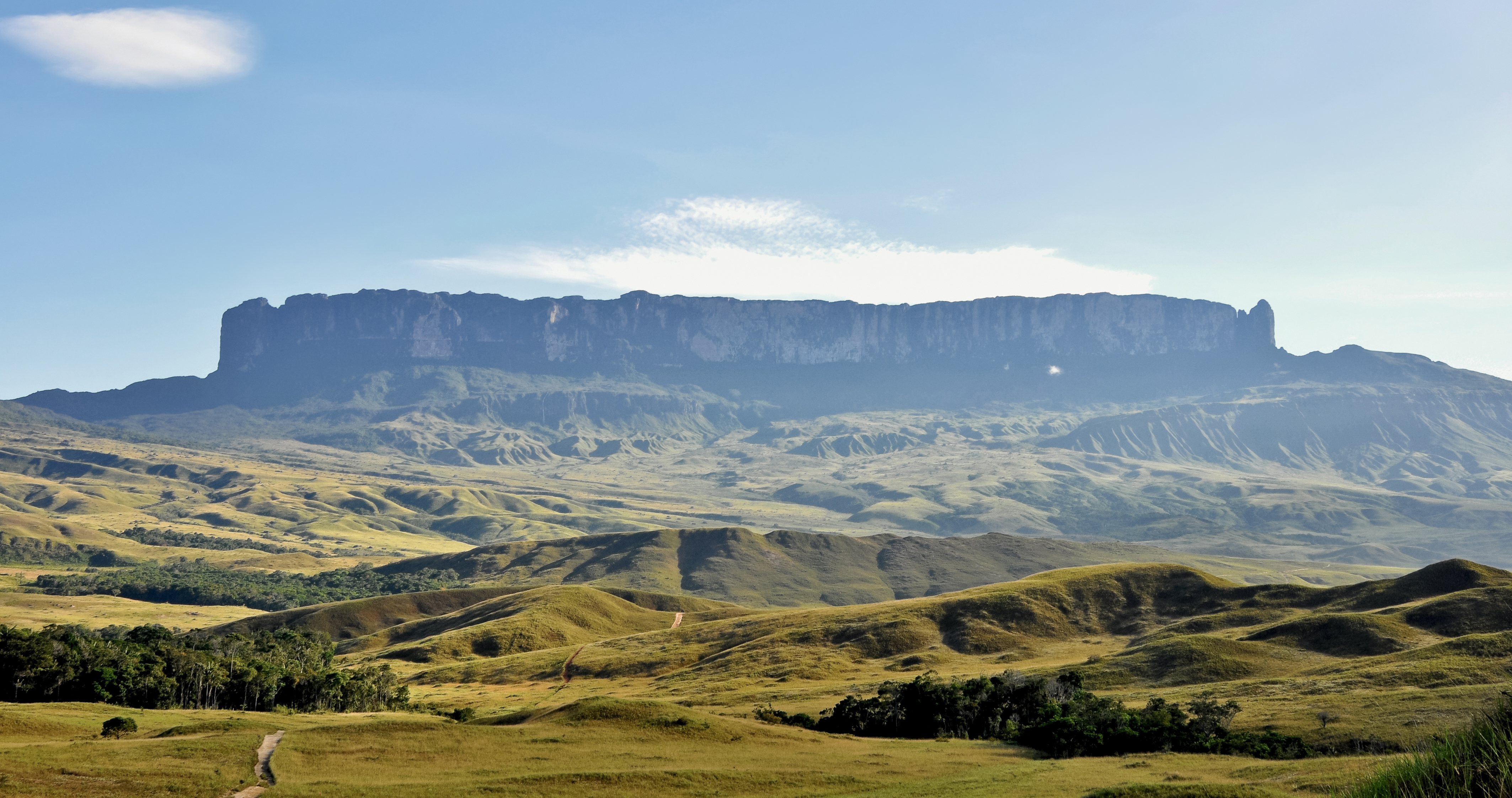
Parque nacional Canaima
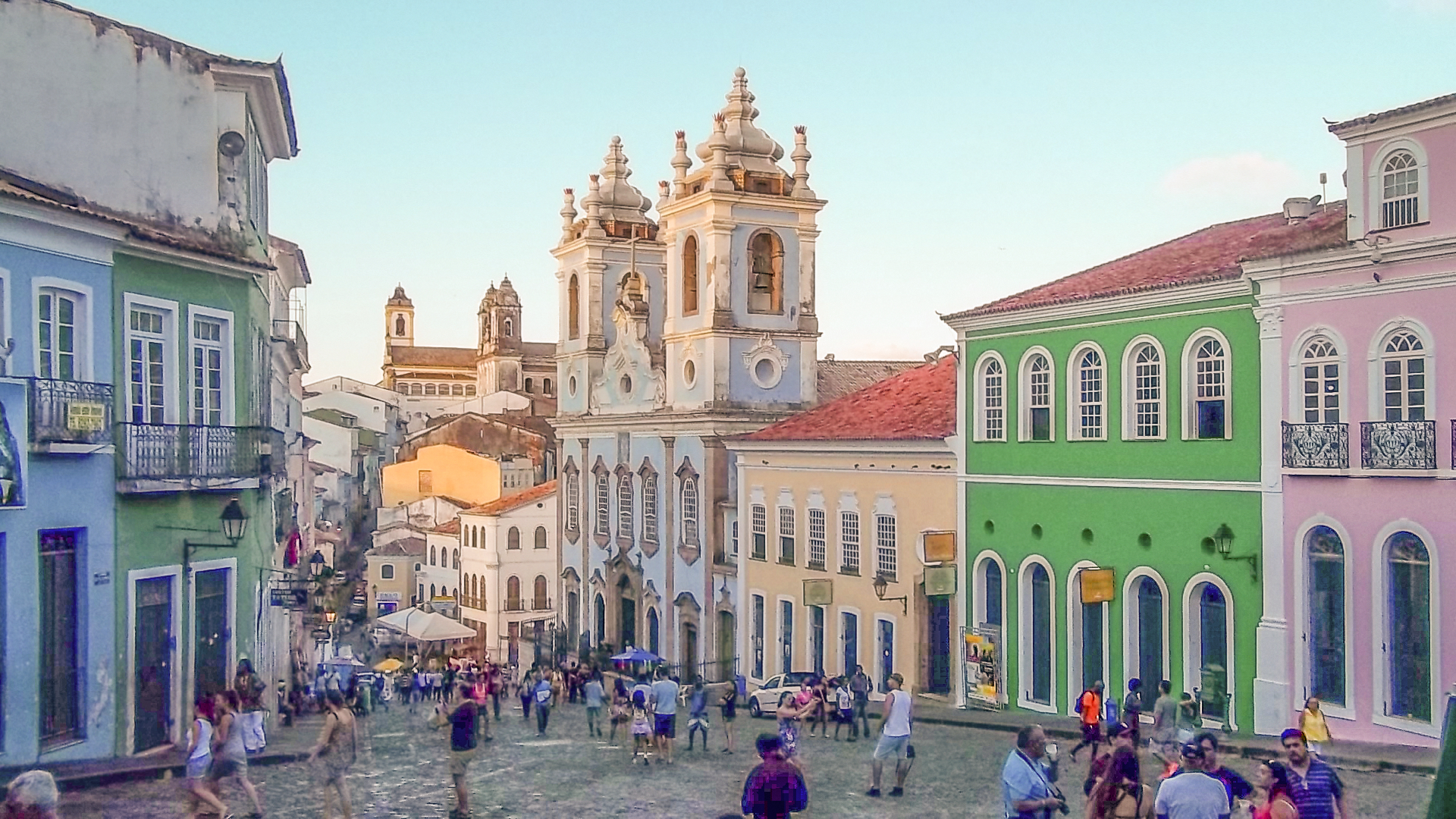
Centro histórico de Salvador de Bahía
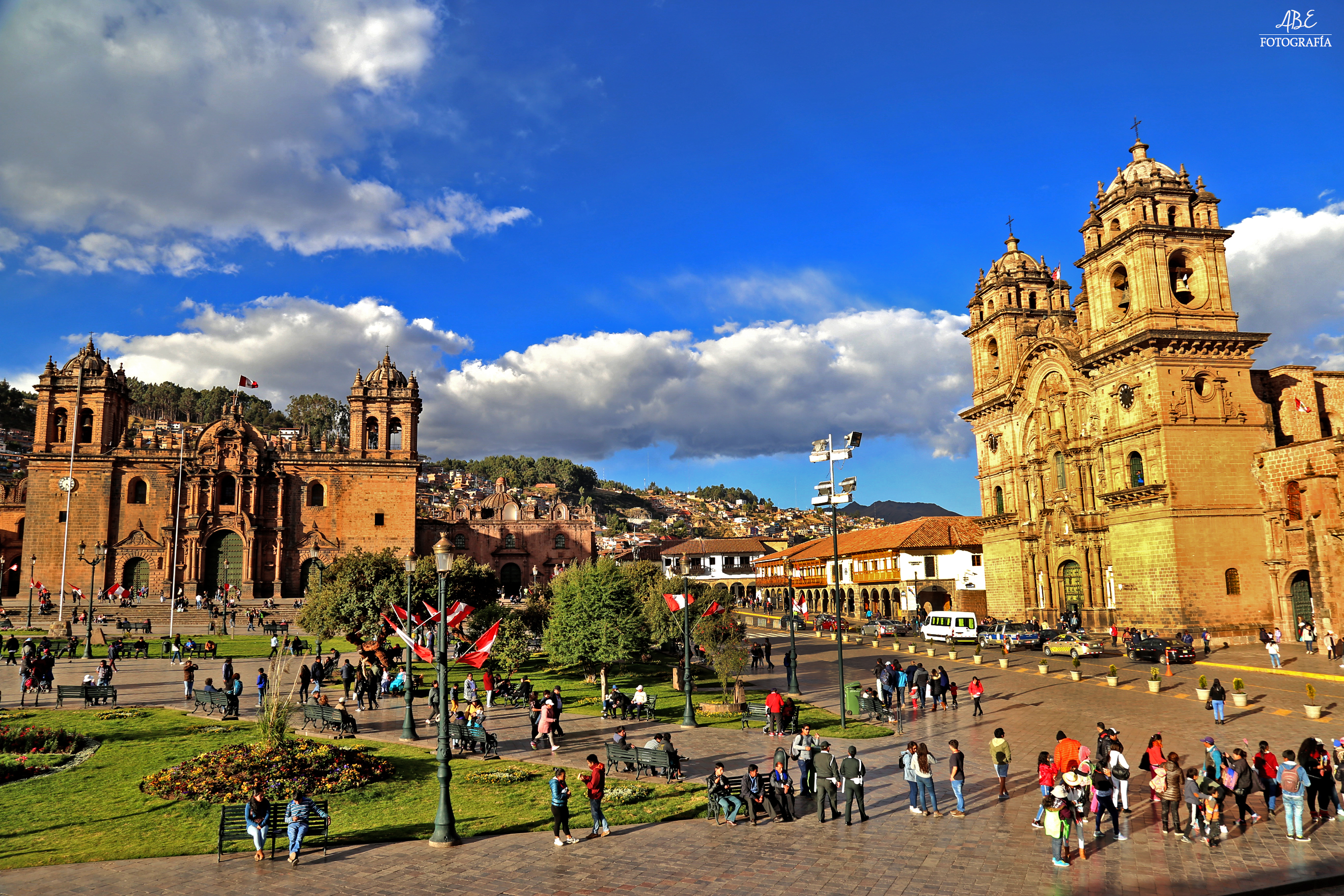
Cuzco
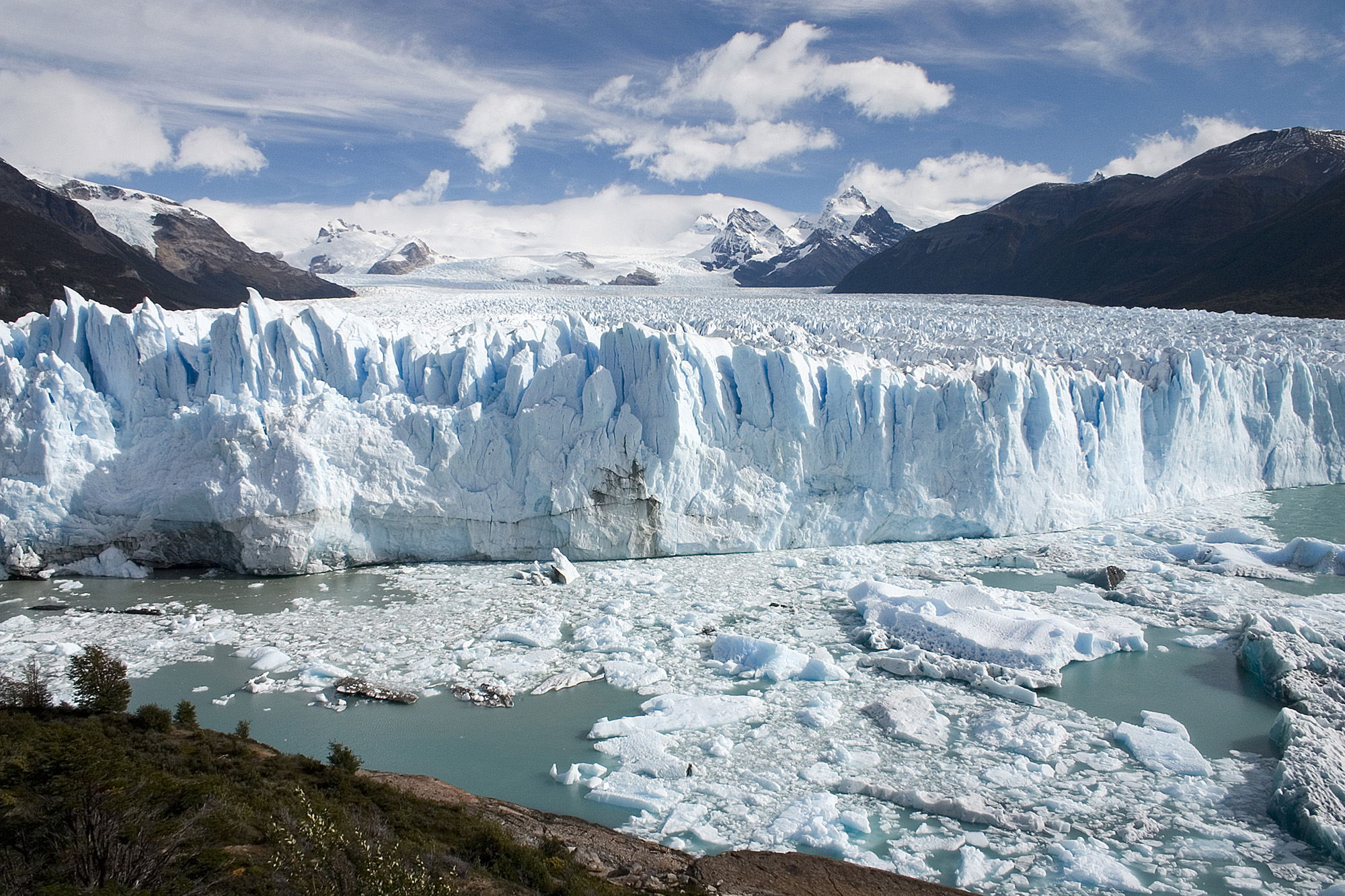
Glaciar Perito Moreno

| Puesto | País      | Sitios naturales | Sitios culturales | Sitios mixtos | Total de sitios |
| ------ | --------- | ---------------- | ----------------- | ------------- | --------------- |
| 1.     | México    | 5                | 28                | 2             | 35              |
| 2.     | Brasil    | 7                | 15                | 1             | 23              |
| 3.     | Perú      |                  | 9                 | 2             | 11              |
| 3.     | Argentina | 5                | 6                 | 0             | 11              |
| 5.     | Cuba      | 2                | 7                 | 0             | 9               |
| 5.     | Colombia  | 2                | 6                 | 1             | 9               |
| 7.     | Bolivia   | 0                | 7                 | 0             | 7               |
| 7.     | Chile     | 0                | 7                 | 0             | 7               |
| 9.     | Panamá    | 3                | 2                 | 0             | 5               |
| 9.     | Ecuador   | 2                | 3                 | 0             | 5               |

* Actualizado a julio de 2021.

## Deporte

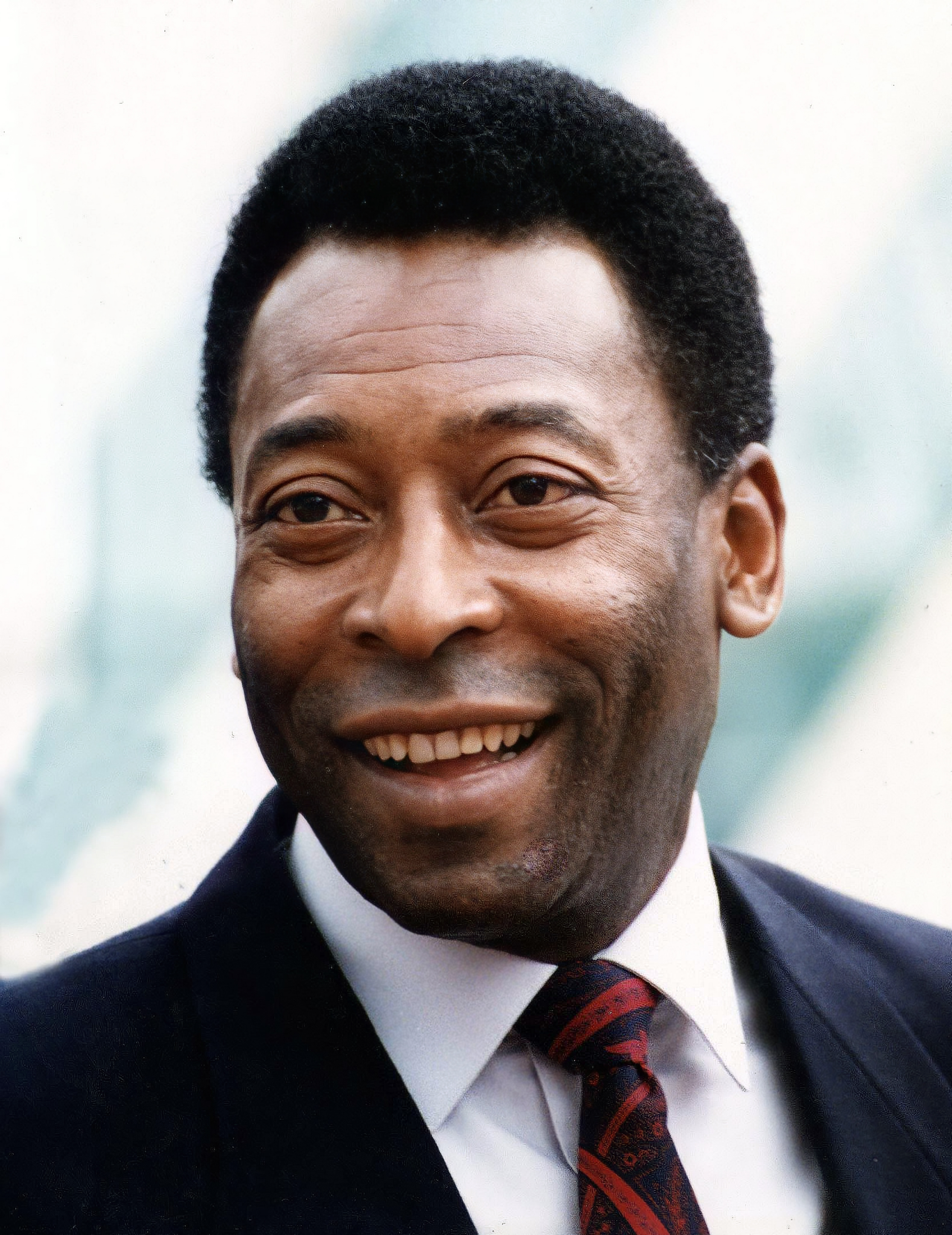
Pelé, considerado el mejor futbolista de la historia.
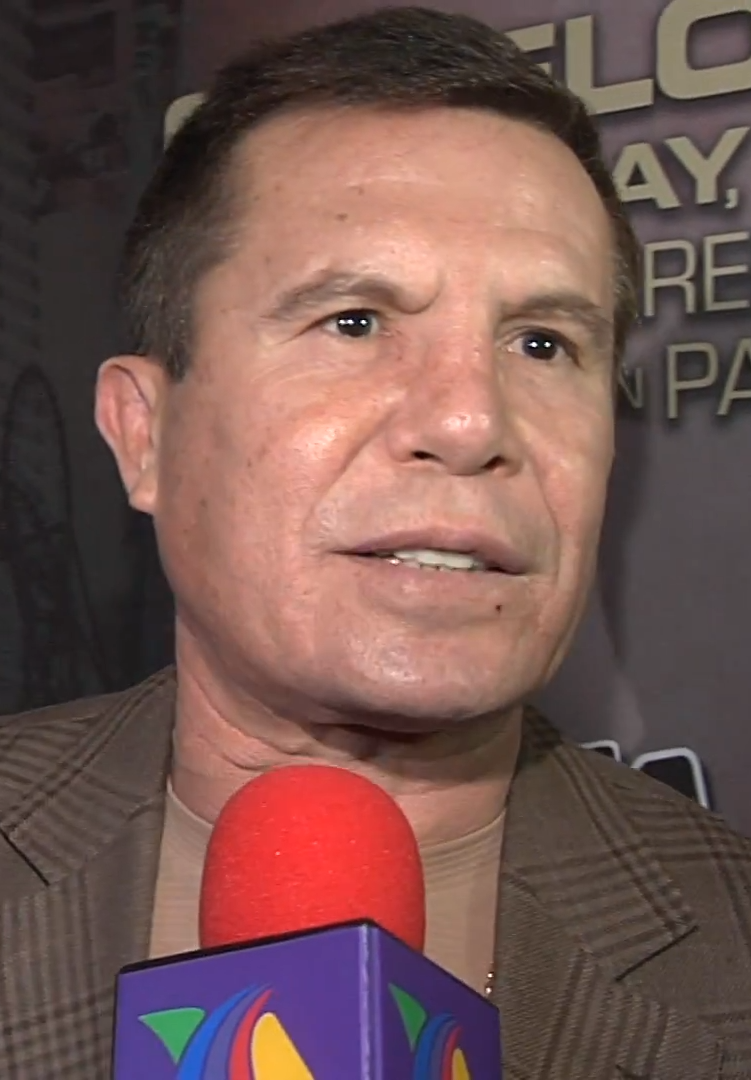
Julio César Chávez, cinco veces campeón mundial de boxeo en peso ligero, superligero y superpluma.
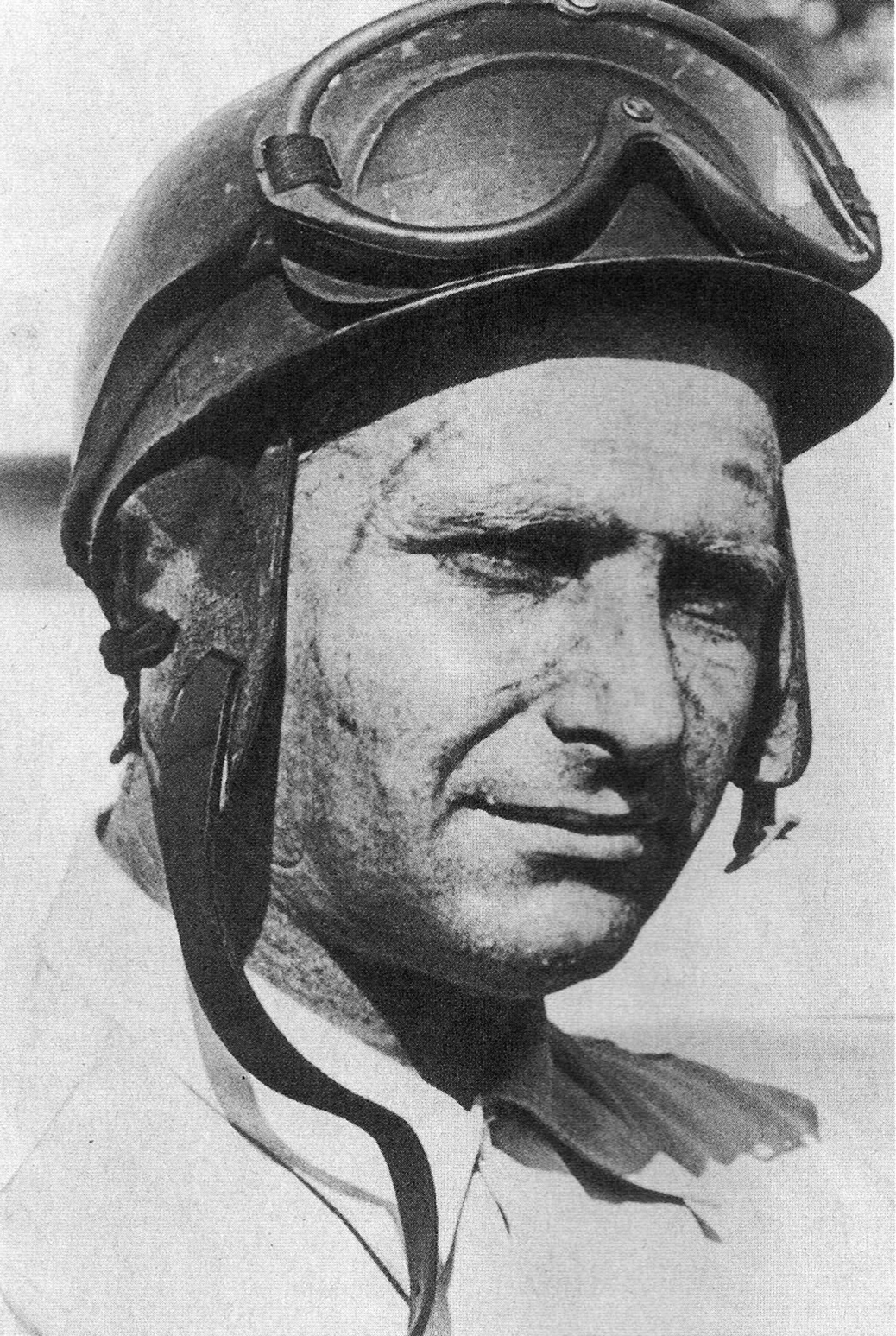
Juan Manuel Fangio, cinco veces campeón mundial de Fórmula 1.
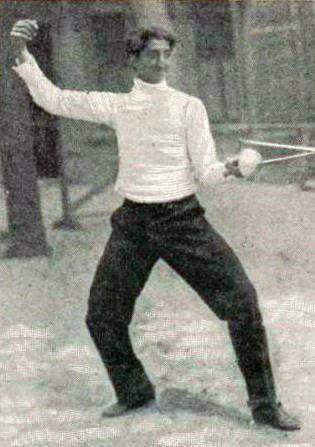
Ramón Fonst, cuatro veces campeón olímpico de esgrima.
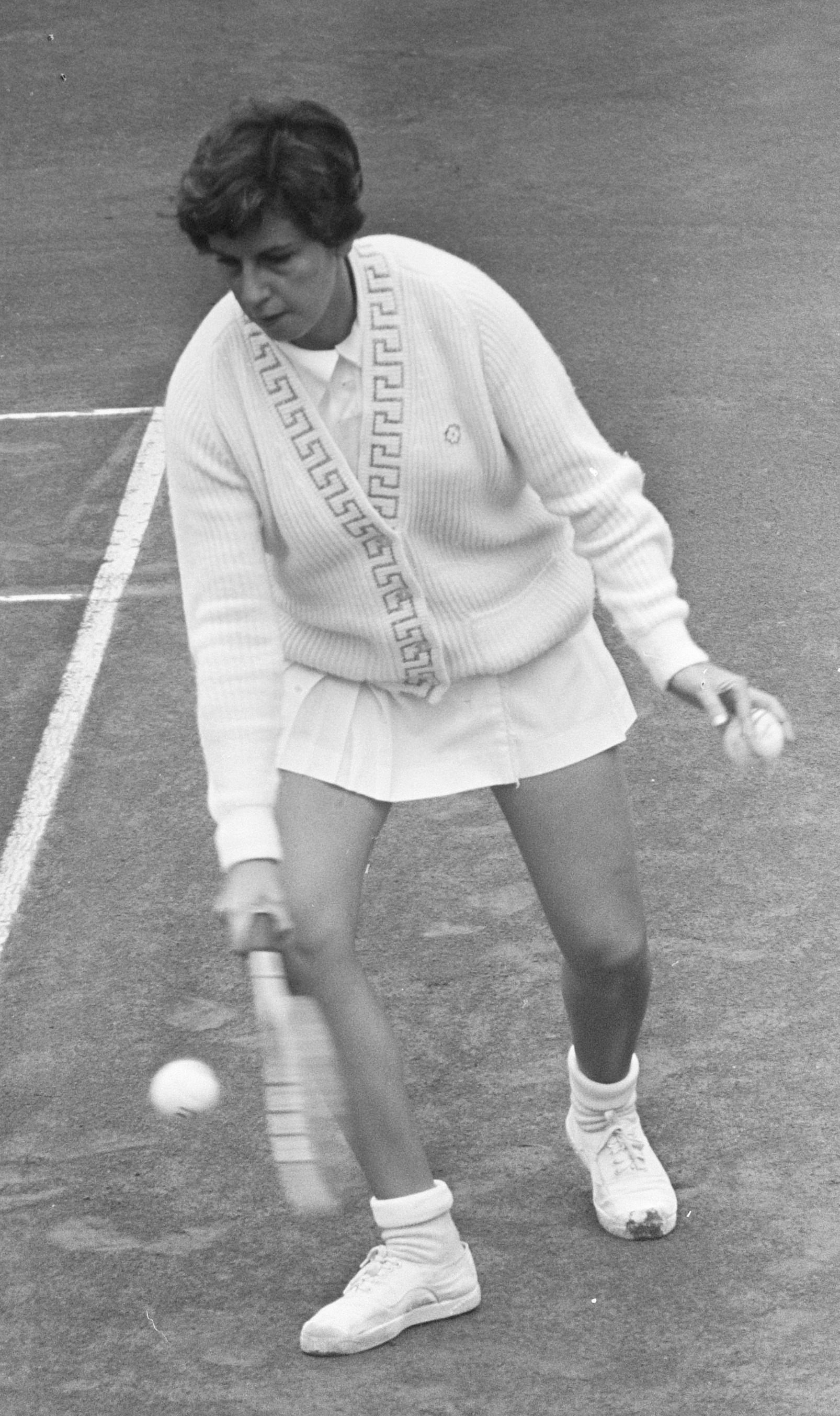
Maria Bueno, mejor tenista de América Latina, con 19 títulos de Grand Slam.

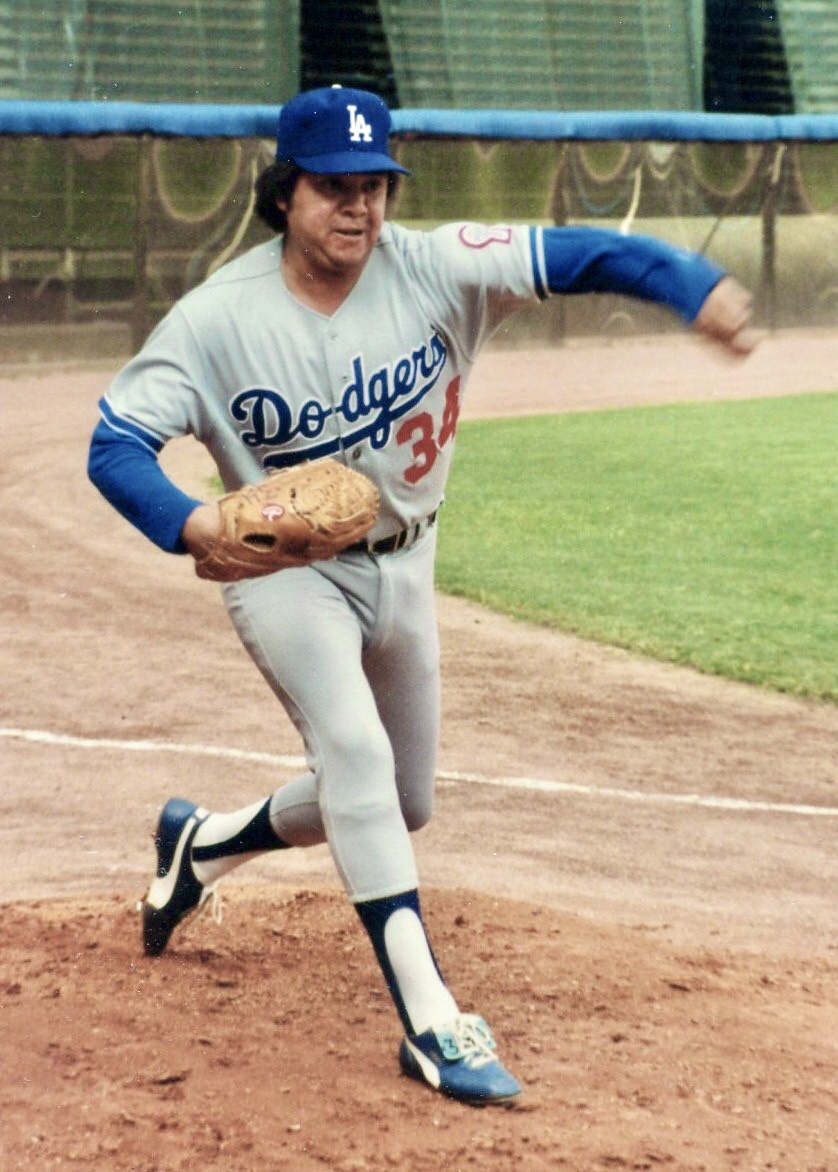
Fernando Valenzuela, uno de los mayores exponentes del beisbol, siendo Premio Cy Young de 1981 en la Liga Nacional.
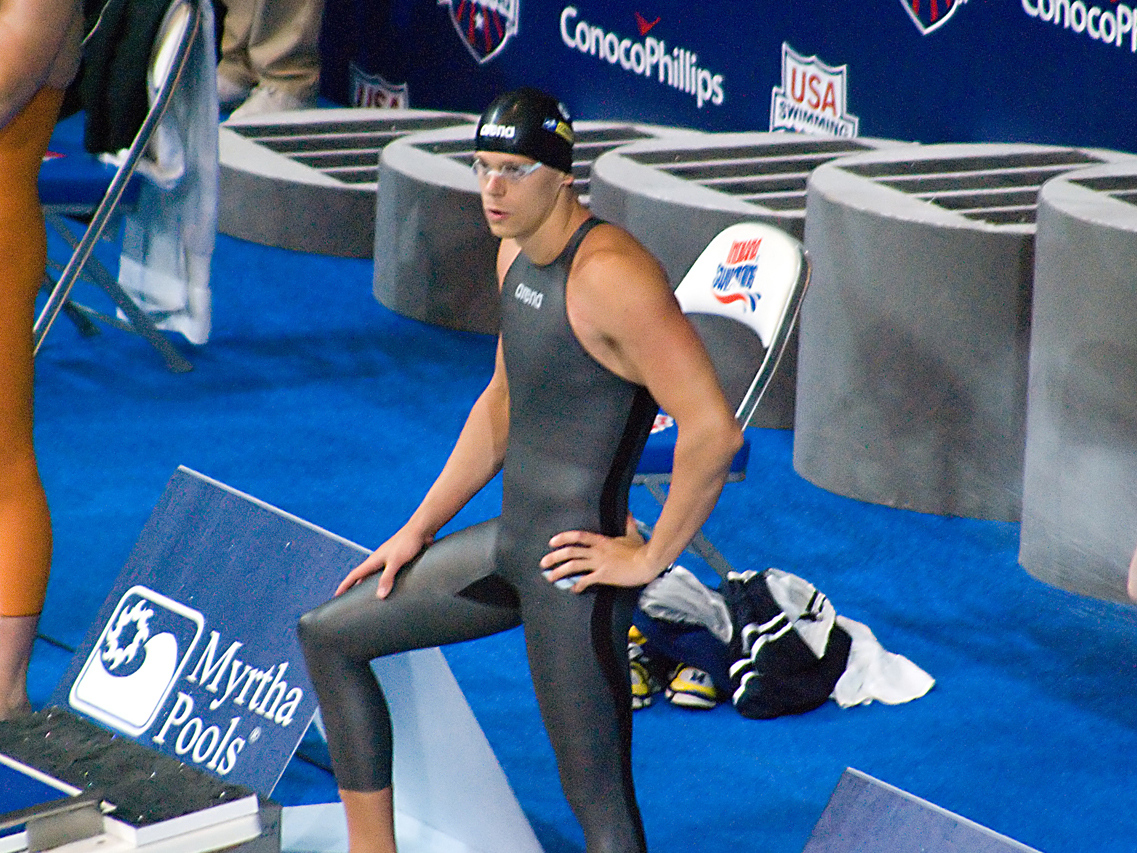
César Cielo, mejor nadador de América Latina, campeón olímpico, múltiple campeón mundial y plusmarquista mundial.
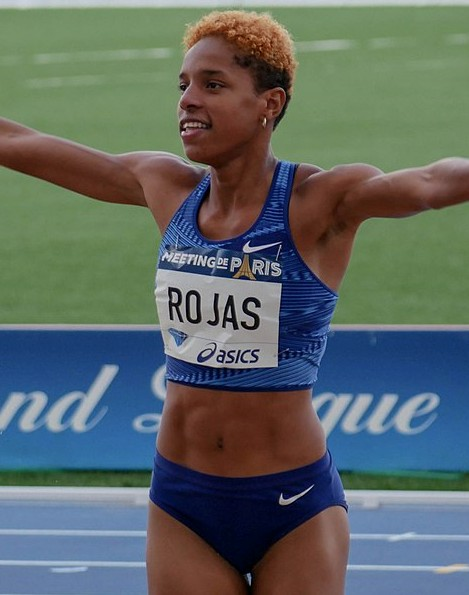
Yulimar Rojas, récord olímpico e histórico en triple salto femenino.
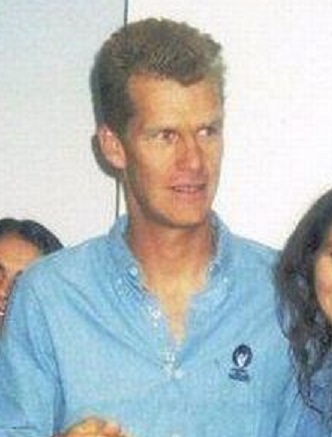
Robert Scheidt, dos veces campeón olímpico y 13 veces campeón mundial de vela.
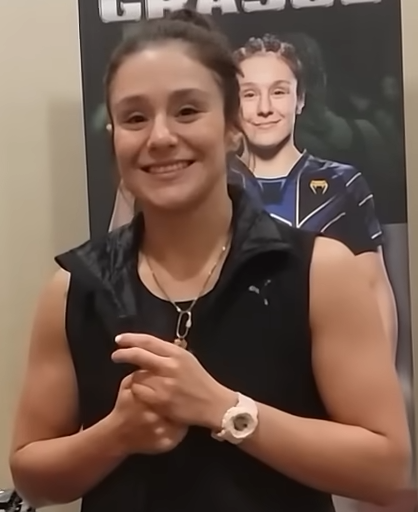
Alexa Grasso, campeona mundial de artes marciales mixtas (MMA) en peso mosca.

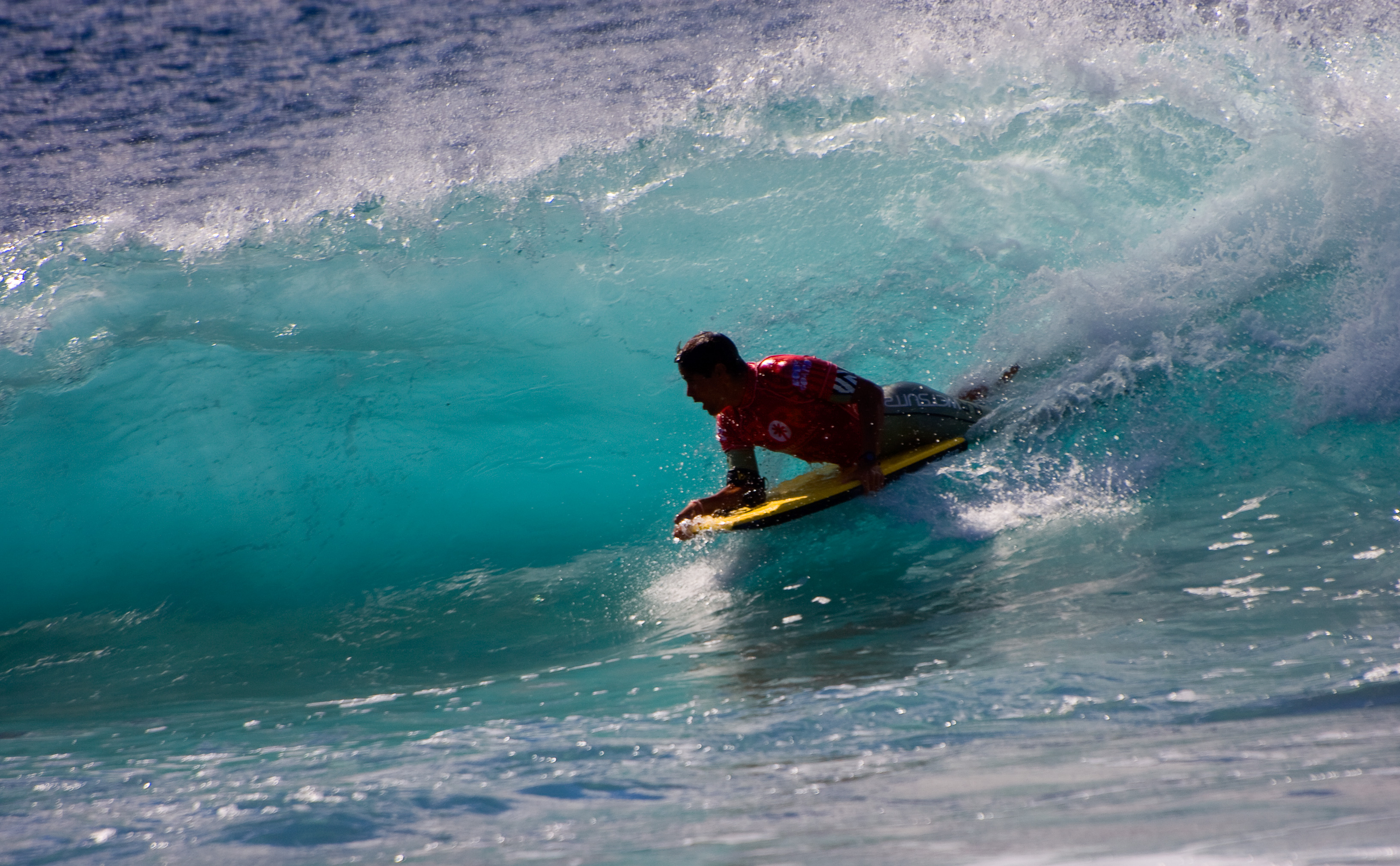
Brasil, Chile, Perú y Venezuela destacan en deportes acuáticos y de playa.
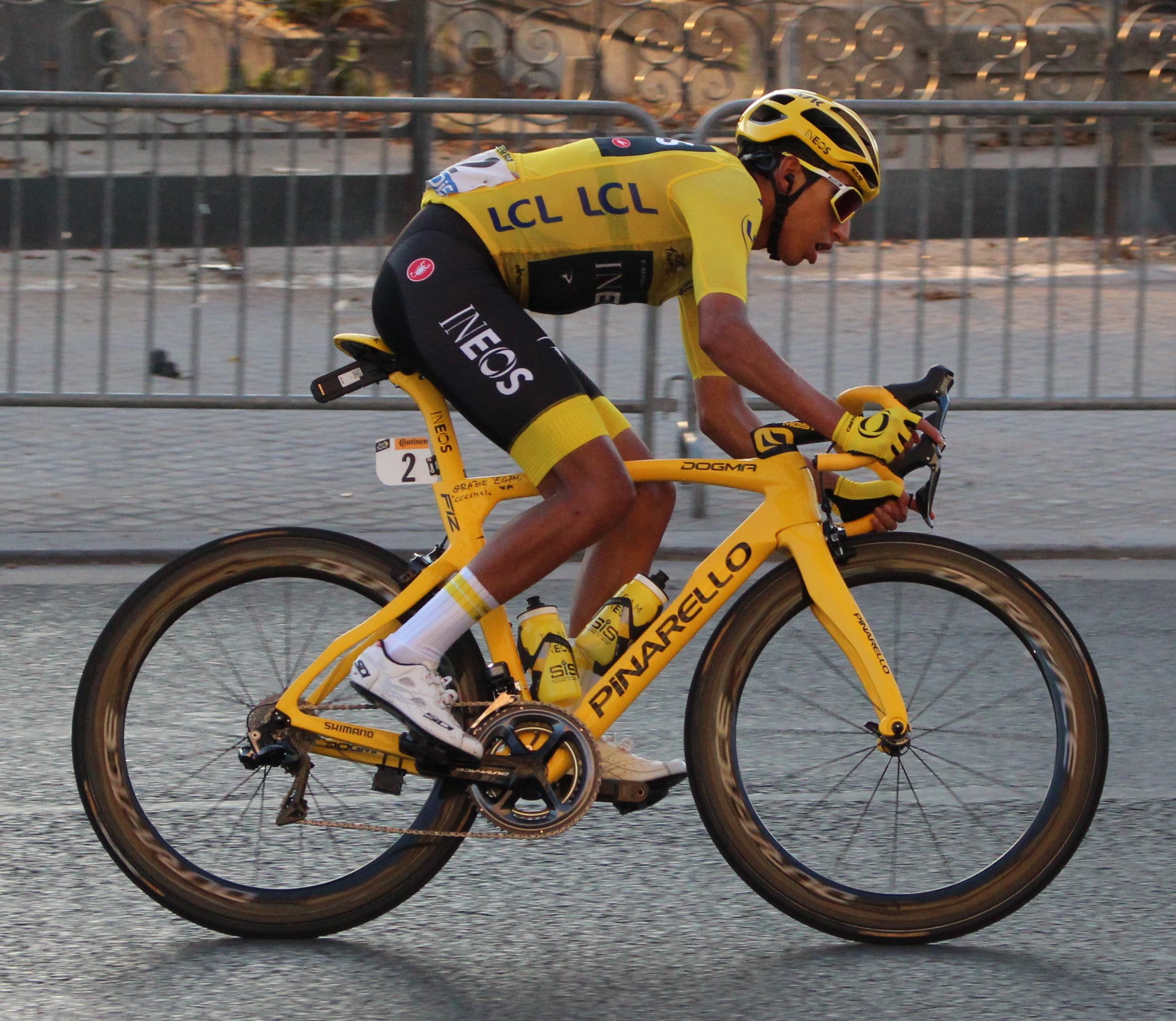
Colombia y Ecuador poseen ganadores de grand slams en ciclismo de ruta.
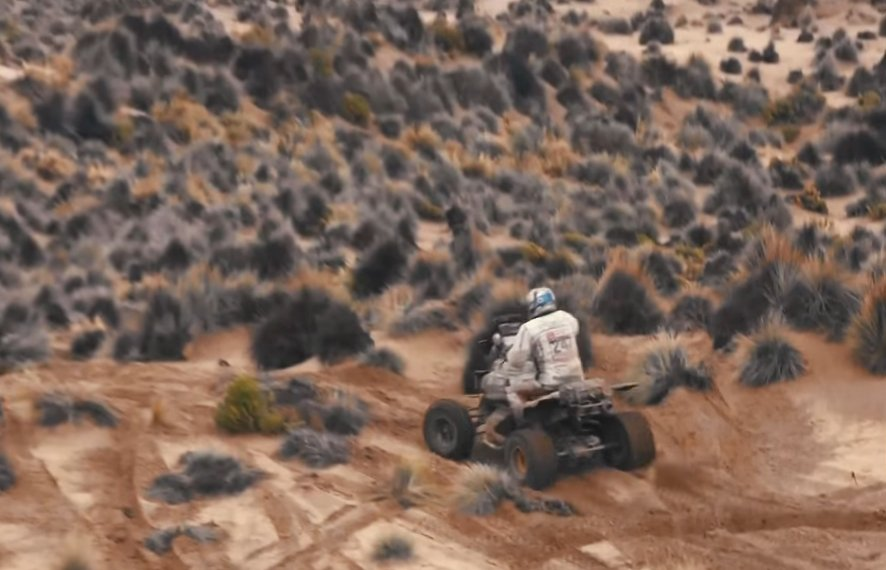
Rally Dakar a su paso por Sudamérica. Argentina y Chile destacan en deportes de rally.
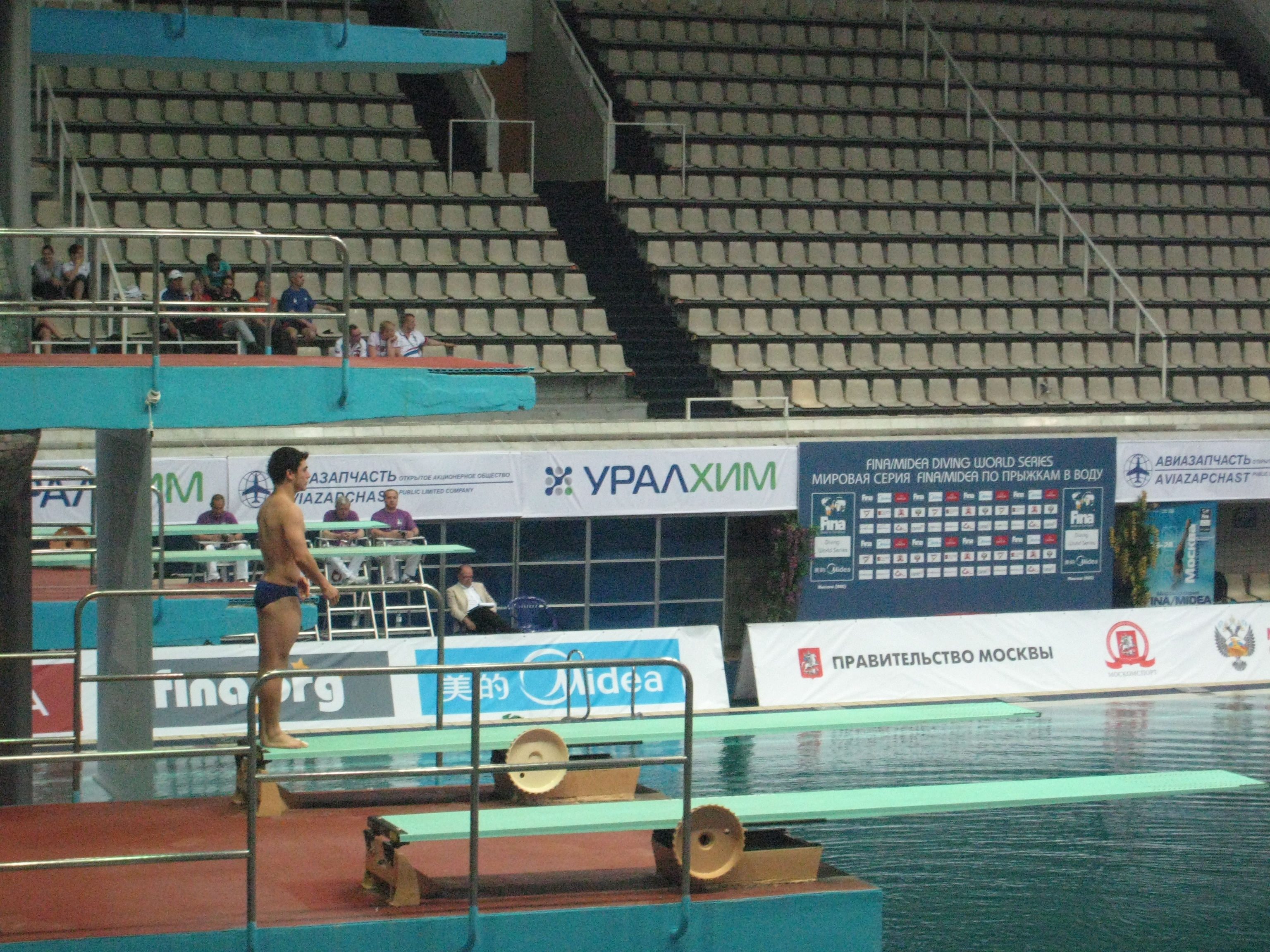
México es el mayor exponente del clavadismo en América Latina; con 15 medallas olímpicas en dicho deporte.
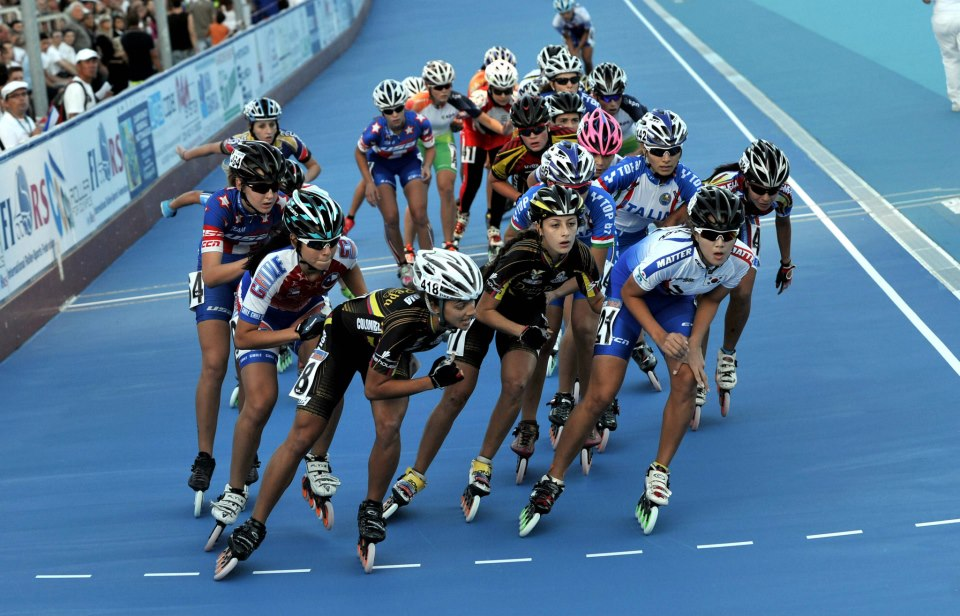
Colombia es el máximo ganador histórico en mundiales de patinaje de velocidad sobre patines en línea.

Dos ciudades de América Latina han sido electas como sede en dos ediciones de los Juegos Olímpicos de Verano, la primera fue la Ciudad de México para albergar los Juegos Olímpicos de México 1968 y la segunda fue Río de Janeiro para recibir los Juegos Olímpicos de Río de Janeiro 2016. También ha sido sede de la tercera edición de los Juegos Olímpicos de la Juventud, esto en Buenos Aires 2018. Hasta la edición de París 2024, diecisiete de los 21 países de la región han ganado un total de 710 medallas en los Juegos Olímpicos de Verano, siendo 188 oros, 225 platas y 297 bronces. Los 10 países con mayor número de medallas están listados en el cuadro de abajo.
| Núm. | País                       | Oro | Plata | Bronce | Total |
| ---- | -------------------------- | --- | ----- | ------ | ----- |
| 1.º  | Cuba (CUB)                 | 86  | 70    | 88     | 244   |
| 2.º  | Brasil (BRA)               | 40  | 49    | 81     | 170   |
| 3.º  | Argentina (ARG)            | 22  | 27    | 31     | 80    |
| 4.º  | México (MEX)               | 13  | 27    | 38     | 78    |
| 5.º  | Colombia (COL)             | 5   | 16    | 17     | 38    |
| 6.º  | República Dominicana (DOM) | 4   | 5     | 6      | 15    |
| 7.º  | Ecuador (ECU)              | 4   | 4     | 2      | 10    |
| 8.º  | Chile (CHI)                | 3   | 8     | 4      | 15    |
| 9.º  | Venezuela (VEN)            | 3   | 7     | 9      | 19    |
| 10.º | Puerto Rico (PUR)          | 2   | 2     | 8      | 12    |

El país latinoamericano con más participaciones en los Juegos Olímpicos es Argentina, presente en 26 ediciones. Además, solo Chile, México, Brasil, Uruguay, Cuba, Colombia, Perú, Puerto Rico y Venezuela han participado en 20 o más ediciones.
La región ha sido sede de siete Copas del Mundo. La primera edición de la Copa Mundial de Fútbol se celebró en Uruguay en 1930, luego Brasil en 1950, Chile en 1962, México en 1970, Argentina en 1978, nuevamente en México en 1986 y por última vez en Brasil en 2014. Los tres países futbolizados de la región han obtenido el título en 10 de las 21 ediciones disputadas hasta 2022: Brasil (5), Argentina (3) y Uruguay (2), siendo la segunda región que más veces la ha obtenido, tras Europa con 12.
La selección de Brasil es la más destacada en la historia y la selección de Uruguay es la que posee más títulos oficiales en la historia con 19. El encuentro entre las selecciones de Brasil y Argentina es denominado como el Superclásico de las Américas, el principal del continente y uno de los más famosos a nivel global. El brasileño Pelé y el argentino Diego Maradona han sido considerados en repetidas ocasiones como los mejores futbolistas de la historia.
En otros ámbitos, existen torneos de importancia a nivel de selecciones como la Copa América, donde participan las 10 selecciones nacionales afiliadas a la Conmebol. Argentina, con 16 es el equipo que más veces la ha ganado, seguido por Uruguay con 15 y Brasil con 9. A nivel de clubes, el principal torneo es la Copa Libertadores de América (liderada por el club argentino Independiente con siete títulos), considerada el segundo principal torneo continental de clubes en el mundo y el tercero del mundo, detrás de la Copa Mundial de Clubes de la FIFA y la Liga de Campeones de la UEFA.
América Latina también destaca en el béisbol específicamente en la región del Caribe (Cuba, Nicaragua, Puerto Rico, República Dominicana, México, Panamá, Venezuela y la Costa Caribe de Colombia). Cuba fue varias veces campeón olímpico, mientras que República Dominicana fue campeona mundial en 2013. Asimismo, hay otros deportes de equipo que son practicados en algunos países como el básquetbol, siendo Argentina y Brasil los más destacados representantes al obtener títulos mundiales y olímpicos. Argentina es campeón del mundo (1950) y campeón olímpico (2004), por su parte Brasil posee dos campeonatos mundiales (1959 y 1963) y el rugby en Argentina (principalmente), Chile y Uruguay.
América Latina también destaca en el boxeo siendo México y Cuba los más destacados representantes al obtener títulos mundiales y olímpicos; los boxeadores mexicanos han obtenido más de 200 títulos y 160 campeones mundiales durante su historia, mientras que los pugilistas cubanos suman un total de 80 medallas olímpicas, incluyendo 42 de oro. Otro país que ha destacado en el boxeo hispanohablante es Puerto Rico, que también ha dado a numerosos campeones mundiales y medallistas olímpicos. El Consejo Mundial de Boxeo, una de las cuatro principales organizaciones de boxeo, tiene su sede en la Ciudad de México.
En las artes marciales mixtas, que han ganado popularidad en América Latina desde la década de 2000, ha producido importantes luchadores notablemente compitiendo en la promoción Ultimate Fighting Championship (UFC), siendo Brasil y México quienes más han destacado al contar con varios campeones mundiales en la historia de MMA. Estos dos países cuentan con las promotoras de MMA más importantes en la región, como lo son Jungle Fight y LUX Fight League.
Otras artes marciales son también muy practicadas en esta región. Destaca el karate en Brasil, Colombia, Costa Rica, México, Perú, Puerto Rico y Venezuela; el kickboxing en Colombia, México y Puerto Rico; el taekwondo en Brasil, Colombia, Cuba, Ecuador, México, Perú, República Dominicana y Venezuela; el judo en Argentina, Brasil, Cuba, México y Venezuela; y el vale tudo y jūjutsu (o jiu-jitsu brasileño) en Brasil, cuyo estilo de combate fue creado por la familia Gracie. Aunque no es considerado como tal, otra disciplina deportiva común es la lucha libre profesional, practicada en Argentina, Bolivia, Chile, México, Panamá, Perú y Puerto Rico.
El atletismo, ha tenido figuras latinoamericanas destacadas por historia. Cuba se destaca como el mejor exponente en diferentes pruebas atléticas, en contraparte otros países también han dado atletas de talla mundial, tal es el caso del ecuatoriano Jefferson Pérez, el dominicano Félix Sánchez y la mexicana Ana Guevara quienes han logrado posicionarse en el puesto número uno del ranking mundial de la IAAF y se encuentran dentro de los 10 mejores atletas de la historia en sus respectivas pruebas. En la actualidad se destacan la atleta venezolana Yulimar Rojas y la colombiana Caterine Ibargüen, campeonas olímpicas y mundiales.
Los deportes acuáticos también son muy practicados en toda América Latina. En natación, Brasil es una de las grandes potencias con destacados nadadores a nivel mundial como César Cielo, considerado de los mejores de la historia. En los clavados, México es el mejor representante latinoamericano con una larga tradición de clavadistas fundada por Joaquín Capilla, que se convirtió en el primer hispano en conquistar una medalla de oro olímpica así como muchos otros que han destacado en Campeonatos Mundiales y Juegos Olímpicos como Carlos Girón, Fernando Platas y Paola Espinosa quien es la primera mujer latina en convertirse en campeona mundial.
También se practica el automovilismo en Argentina, Bolivia, Brasil, Chile, Colombia, México, Paraguay y Perú. A nivel mundial, son famosos el piloto argentino de Fórmula 1 Juan Manuel Fangio, ganador de los campeonatos de 1951, 1954, 1955, 1956, 1957 y que tuvo el brasileño Chico Landi como su contemporáneo y los pioneros de Latinoamérica en la competición. En el total Brasil tuvo 32 pilotos en la categoría y los pilotos más destacados son Emerson Fittipaldi que ganó los títulos de 1972 y 1974, Nelson Piquet campeón en 1981, 1983 y 1987 y Ayrton Senna campeón en 1988, 1990 y 1991. El piloto Fittipaldi también ha creado la única escudería latinoamericana que compitió en la Fórmula 1, la Copersucar Fittipaldi que compitió entre los años 1976 y 1982. También se destaca el piloto brasileño Tony Kanaan ganador de la IndyCar Series de 2004.
El ciclismo se practica en Colombia, Venezuela y Bolivia; el alpinismo en Argentina, Bolivia, Chile y Perú; el patinaje de pista se practica en Colombia y el de figura en México. Chile es reconocido como el «mejor destino mundial de deportes extremos» por los Premios Mundiales del Viaje.
En tenis, se han destacado jugadores principalmente de Argentina, Brasil, Chile, Ecuador y México. El encuentro entre los equipos argentino y chileno corresponde al «principal clásico del tenis latinoamericano». Argentina ganó la Copa Davis en 2016 y es el país que más jugadores ha tenido en el ranking de los mejores 10 jugadores del mundo del Ranking ATP individual. Chile ha sido dos veces campeón del mundo por equipos y doble campeón olímpico en Atenas 2004. También destacaron tenistas número uno del mundo individual, los brasileños Gustavo Kuerten y Maria Bueno, los chilenos Marcelo Ríos y Anita Lizana, el ecuatoriano Pancho Segura y el mexicano Rafael Osuna.
En polo, se destacan Argentina, Brasil y Chile. Argentina es el país que más lo practica y el más destacado históricamente, logrando medallas olímpicas de oro y cinco campeonatos mundiales. Actualmente, tiene la mejor liga del mundo. Es el único país que ha logrado equipos con handicap de 40 (el mayor que se puede obtener) y el que tiene más jugadores con 10 de handicap. Brasil posee tres mundiales y Chile dos.
El voleibol, es también uno de los deportes más practicados en América Latina, destacándose Brasil, Cuba y Perú como una de las máximas potencias en este deporte. Es también muy popular en Argentina, República Dominicana, Puerto Rico y Venezuela.
Independientemente de su nivel de popularidad, algunos países han definido una disciplina como Deporte nacional por ley. Tal es el caso de Argentina (pato), Colombia (tejo), Chile (rayuela y rodeo chileno) y México (charrería).
A nivel continental destacan los Juegos Panamericanos, los Juegos Centroamericanos y del Caribe, los Juegos Odesur, los Juegos Bolivarianos, los Juegos Iberoamericanos (en determinados eventos deportivos), los Juegos del ALBA (conocidos también como los Juegos de la Amistad) y la Copa América.
La región no ha logrado medallas ni puestos premiados en los Juegos Olímpicos de Invierno. El mejor resultado ha sido el de la brasileña Isabel Clark, quien fue novena en snowboard cross en las Olimpiadas de Turín 2006.

## Ciencia y tecnología

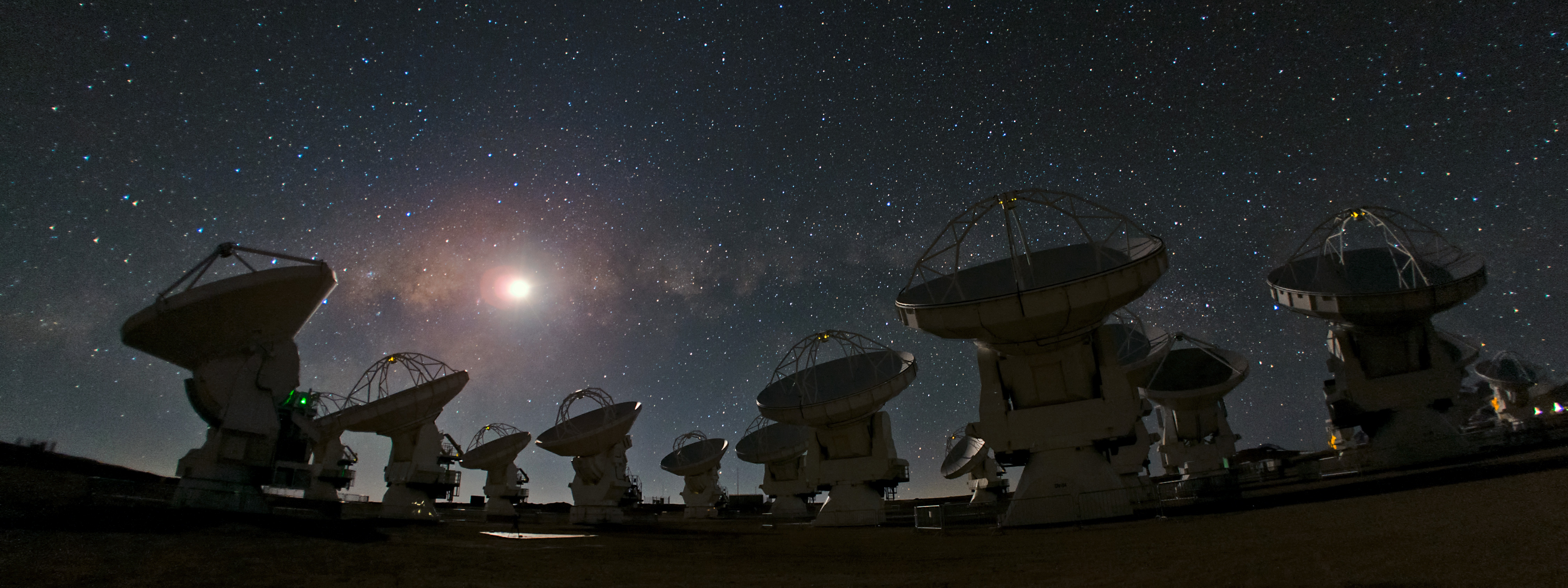
Radiotelescopio ALMA en Chile, el mayor proyecto astronómico del mundo.
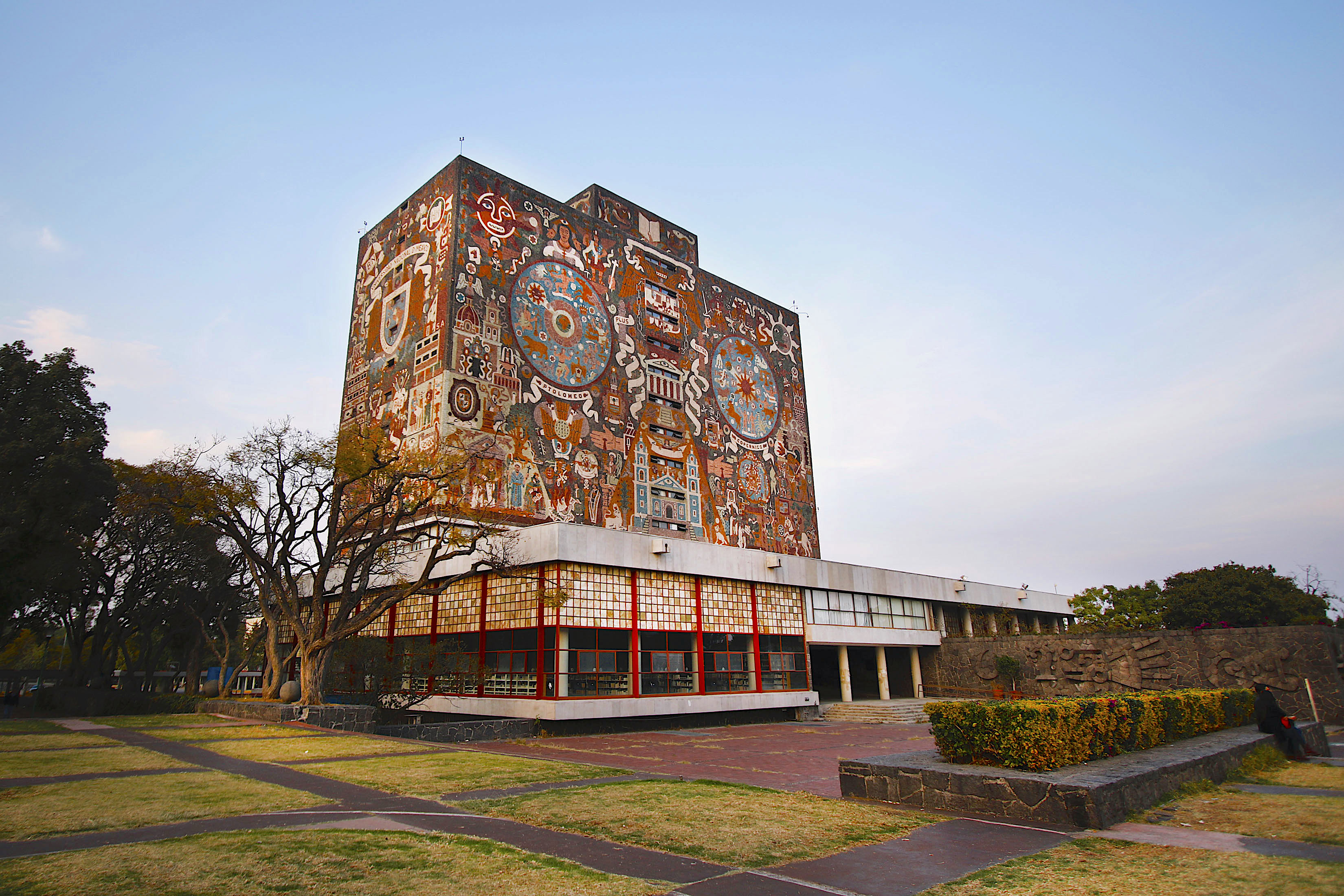
Universidad Nacional Autónoma de México, su campus central fue declarado Patrimonio de la Humanidad en 2007.
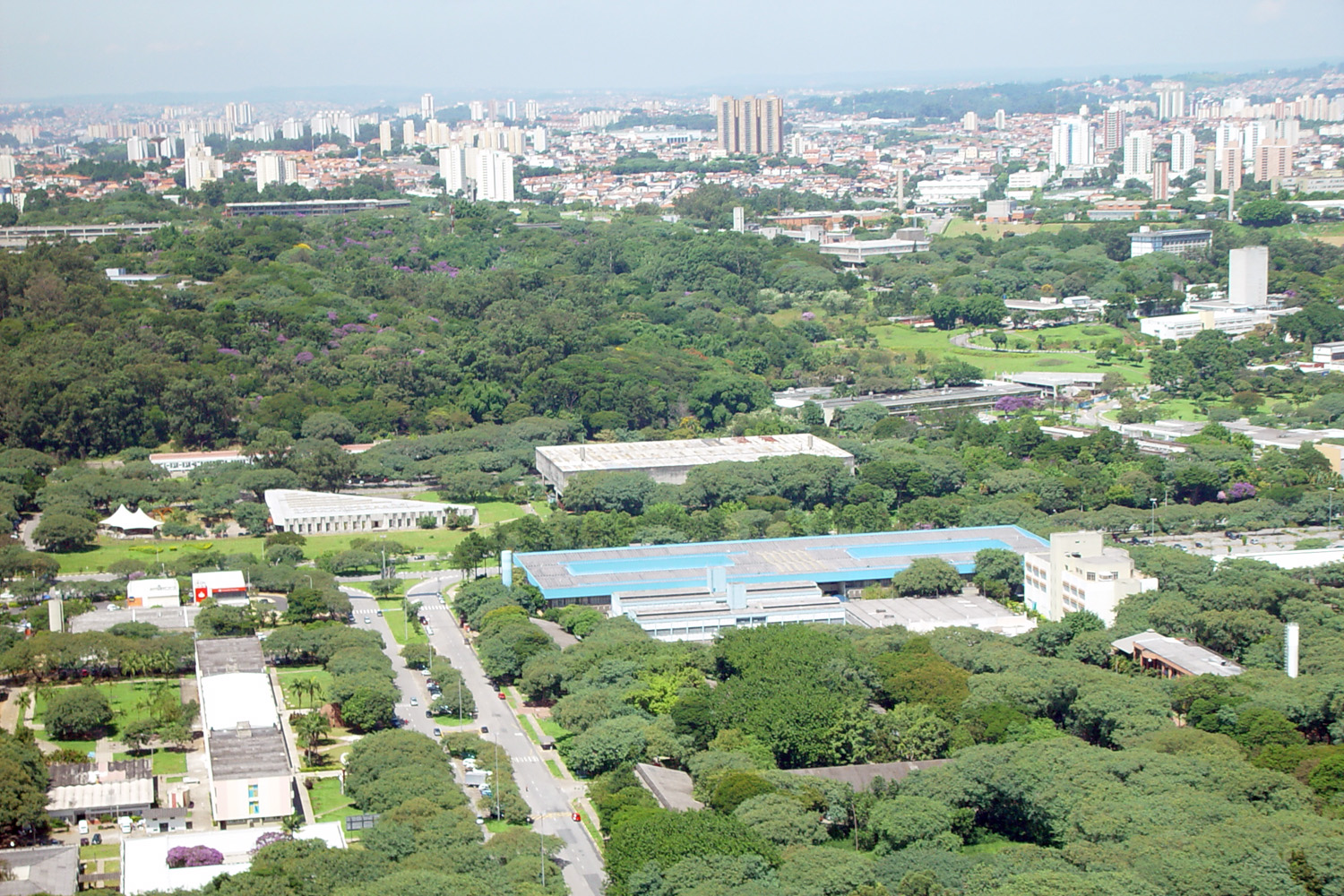
Universidad de São Paulo
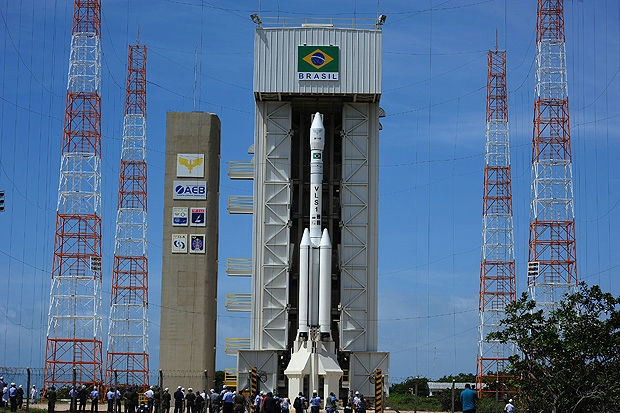
Centro Espacial de Alcântara (CEA)
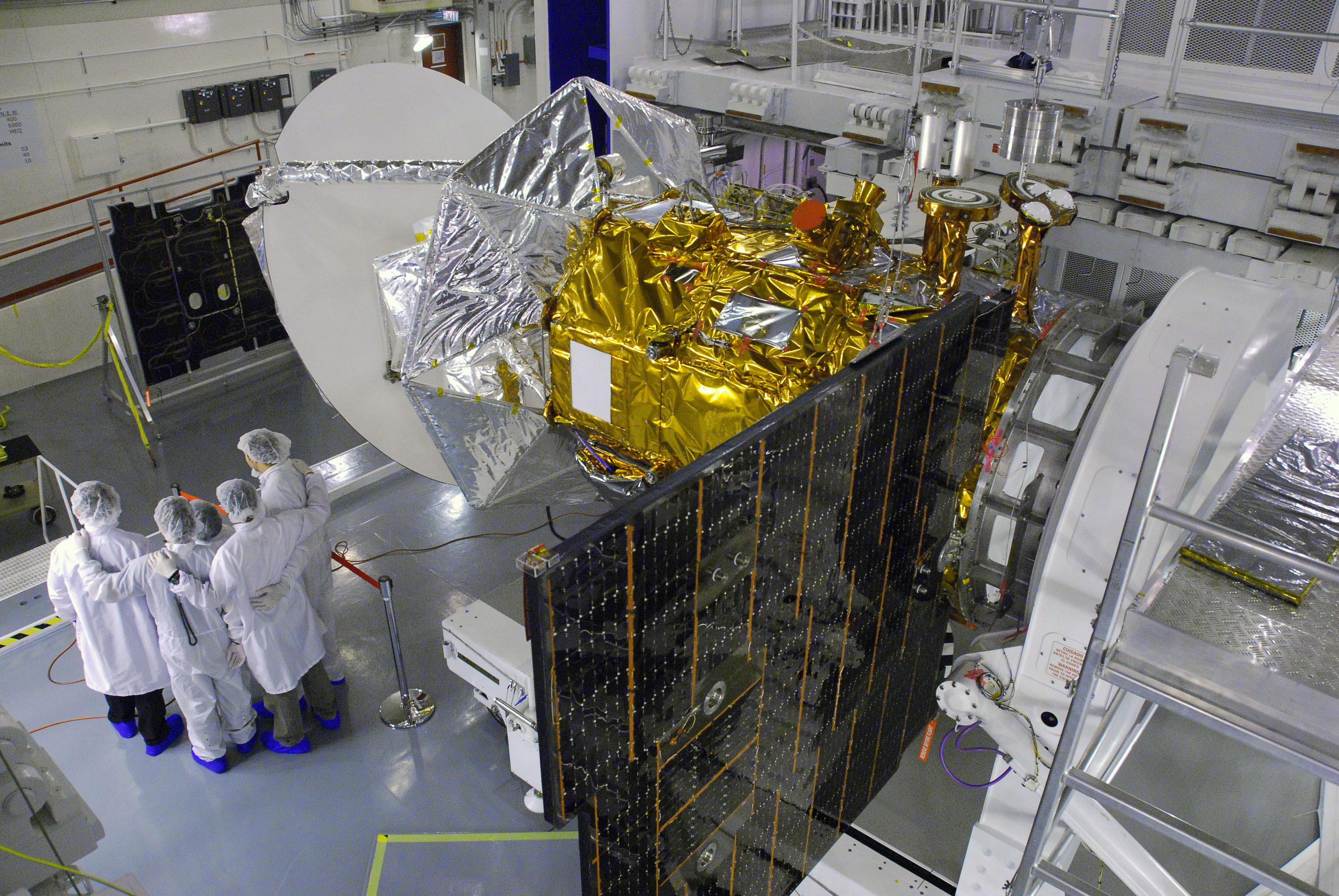
Satélite SAC-D / Aquarius
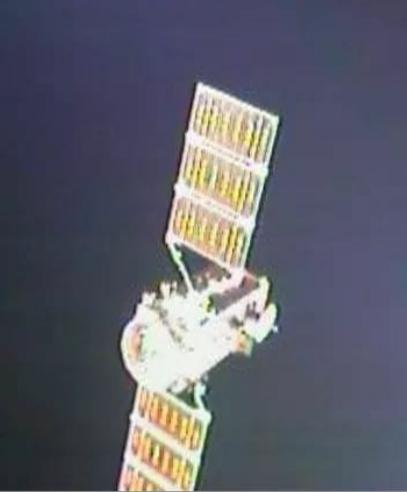
Satélite Amazônia-1 fotografiado en órbita
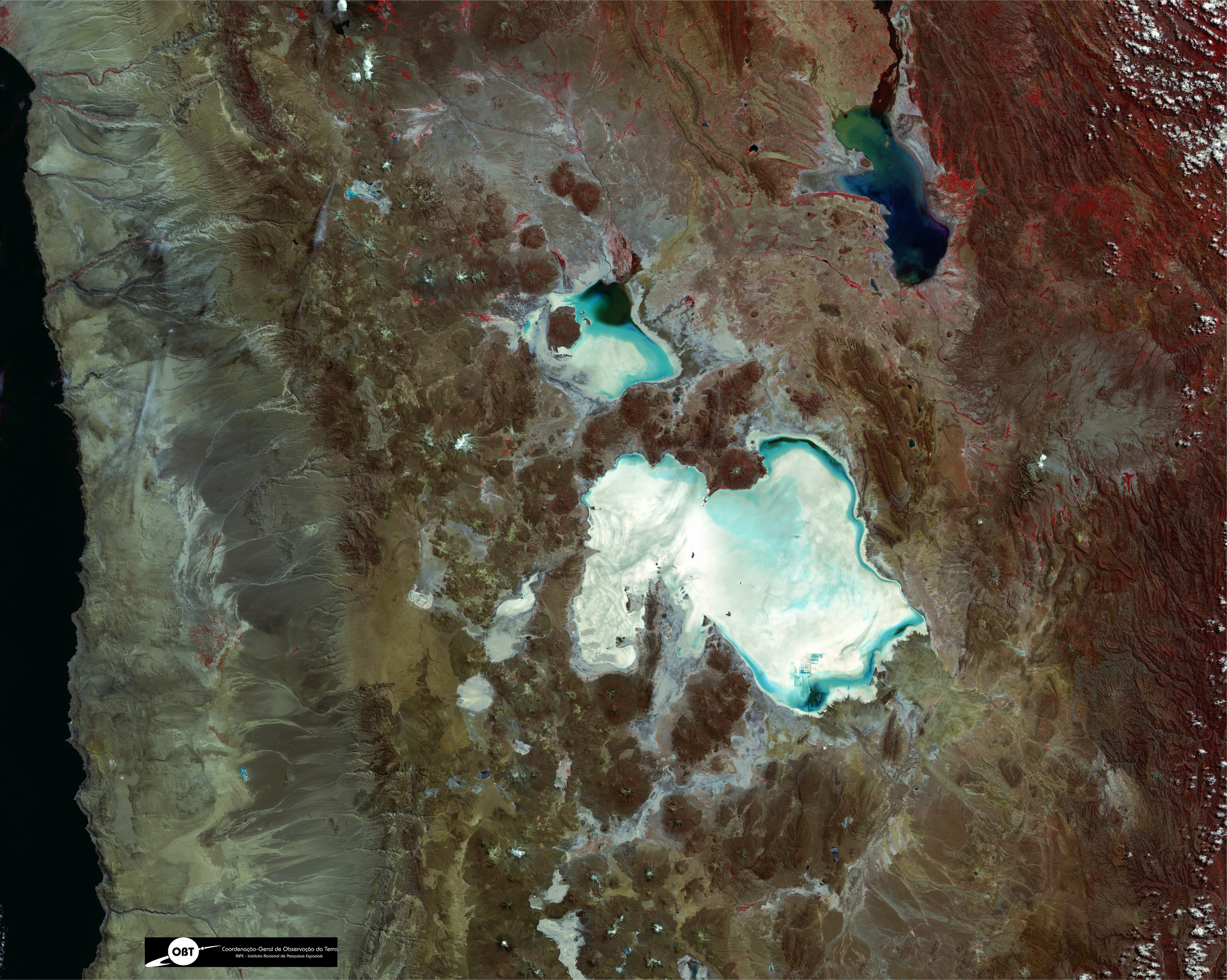
Salar de Uyuni - Bolivia, por satélite CBERS-4
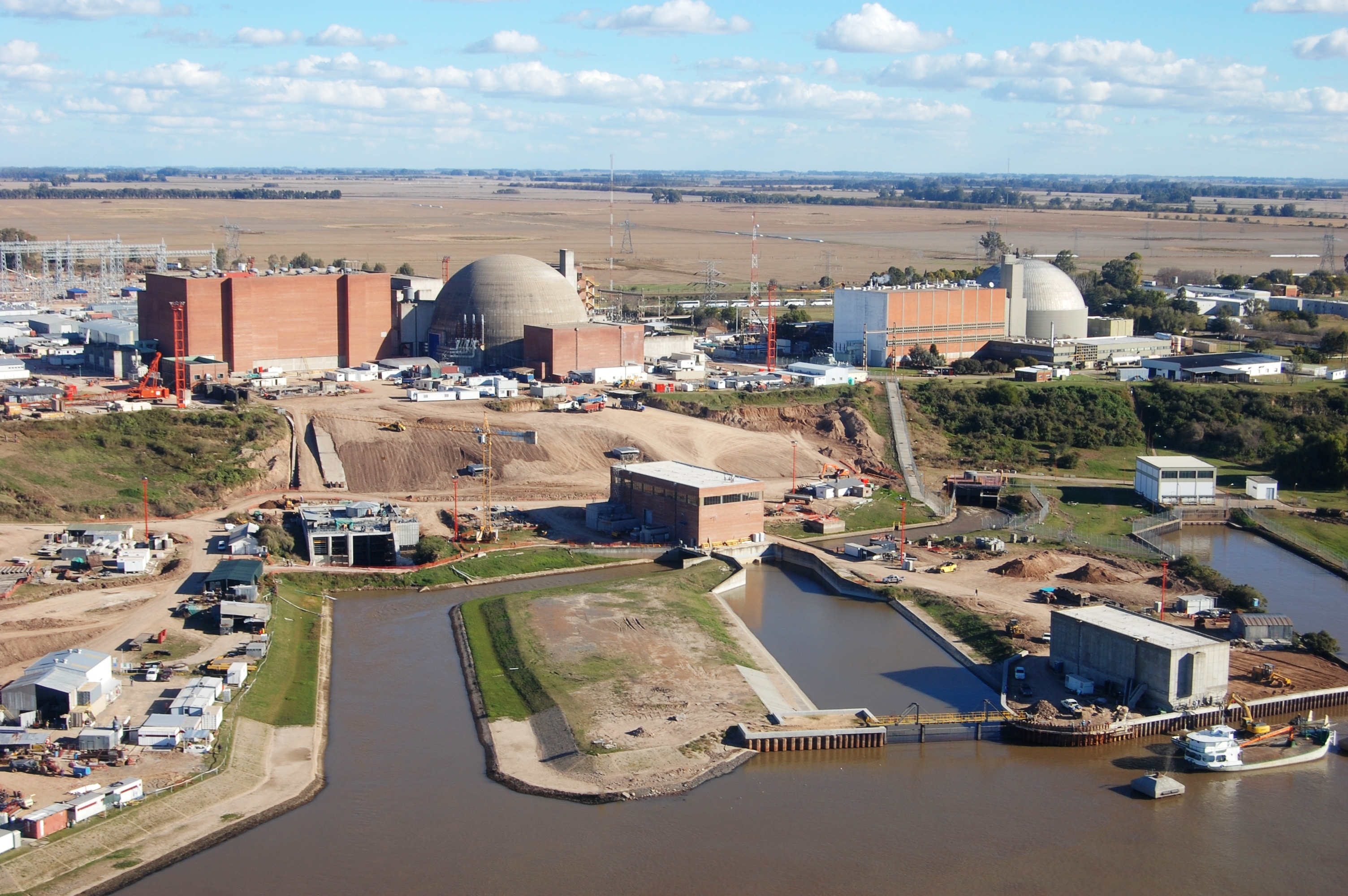
Complejo Nuclear Atucha
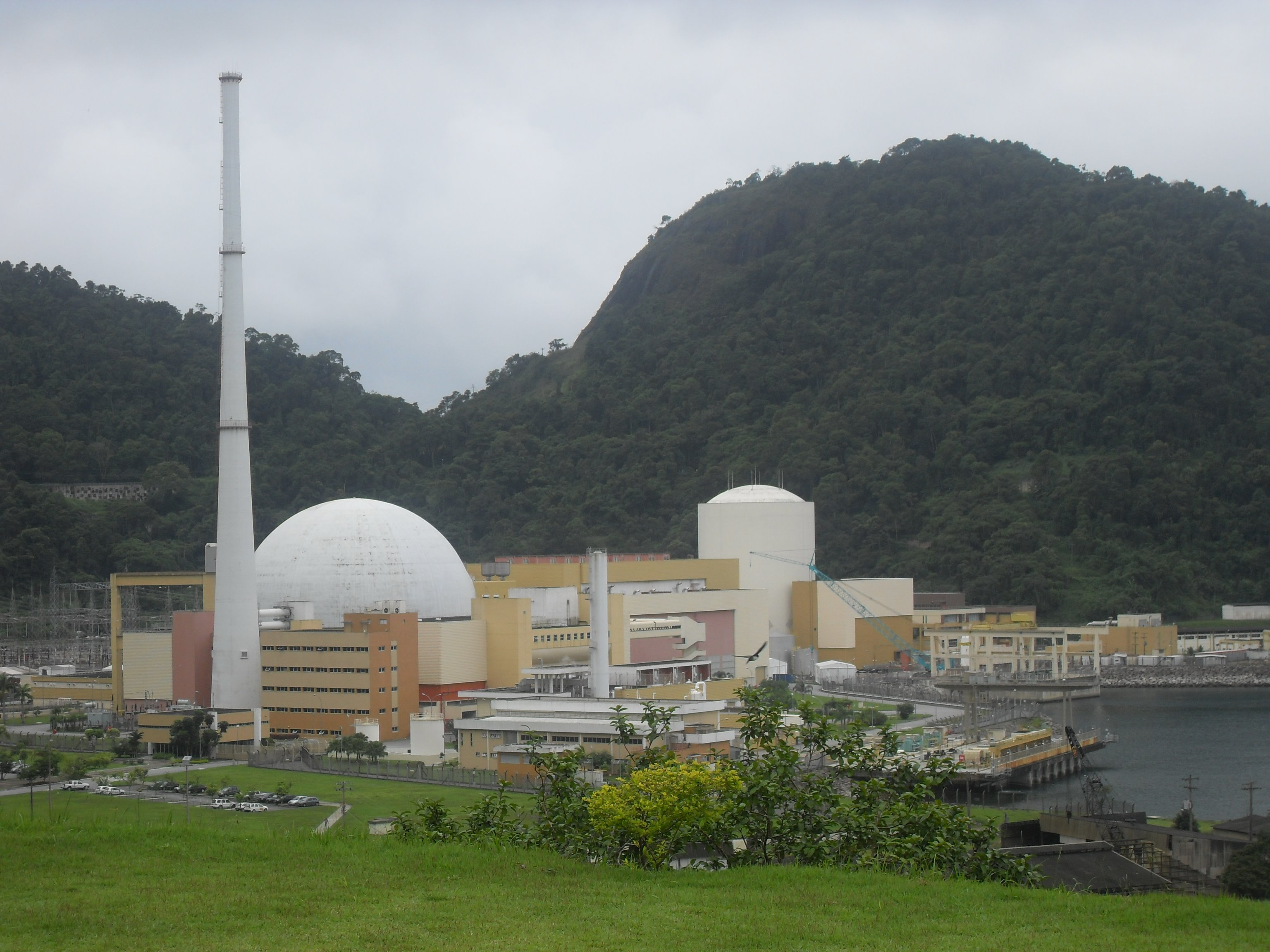
Central nuclear Almirante Álvaro Alberto
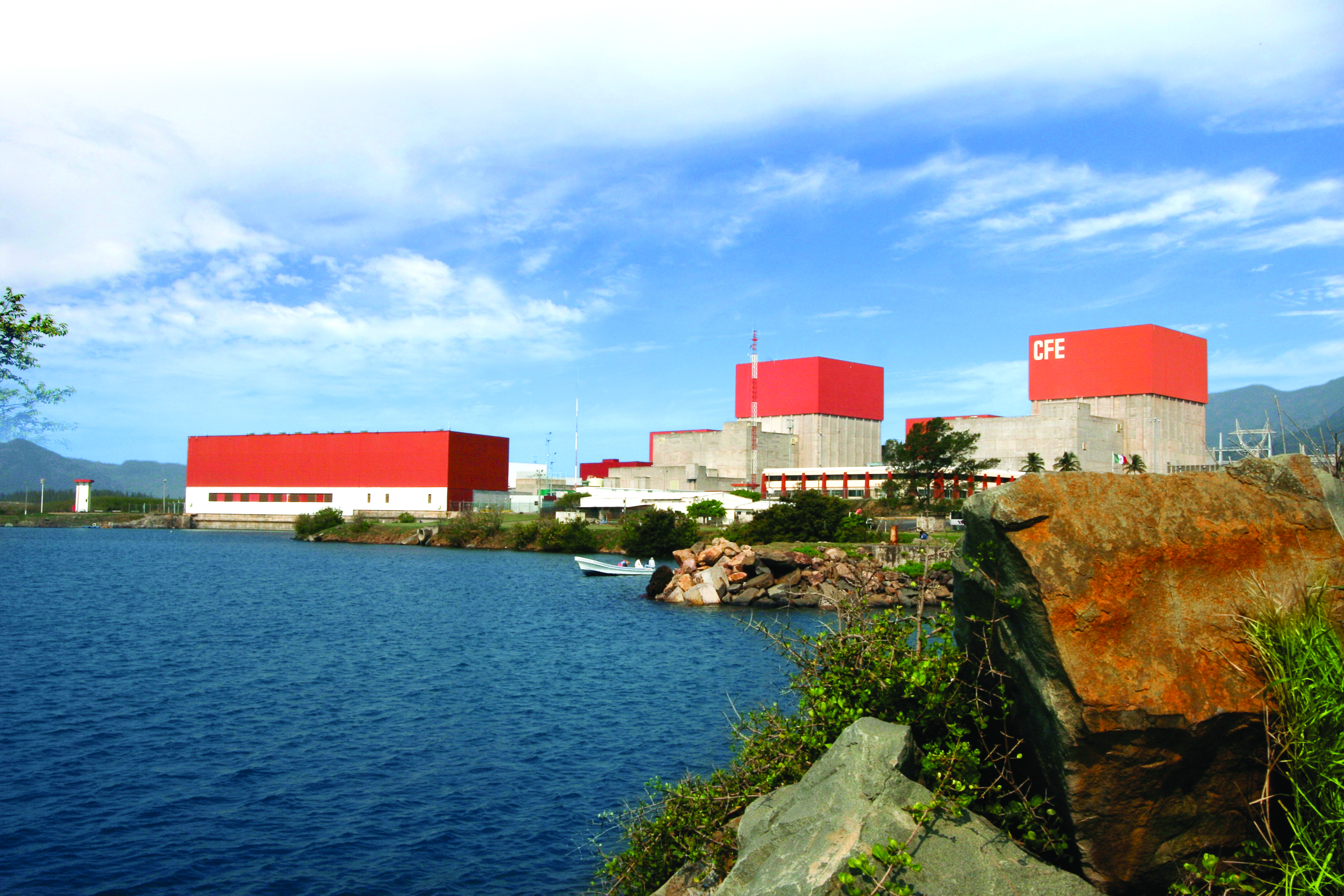
Central Nuclear Laguna Verde
Acelerador de partículas Sirius
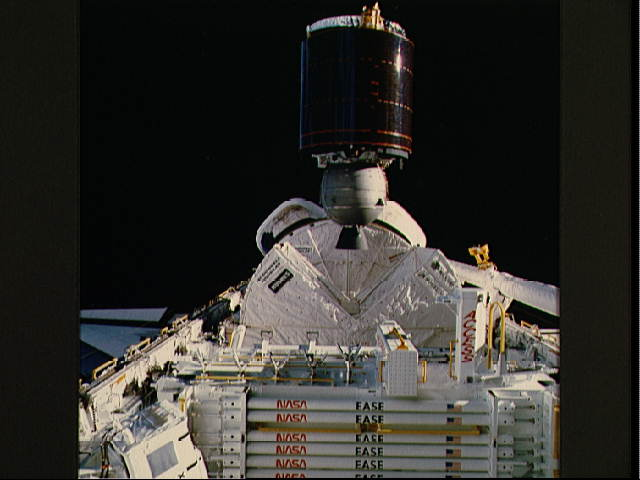
Despliegue del satélite artificial Morelos II
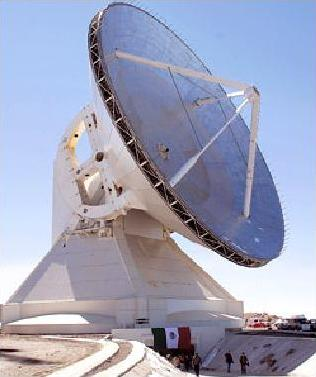
El Gran Telescopio Milimétrico es el telescopio de plato único y movible mas grande del mundo

El aporte científico latinoamericano según métricas de impacto mundial como la publicada por Clarivate Analytics en la lista anual de 2022 de los "Investigadores altamente citados", análisis que se indexa a servicios en línea de informaciones científicas como Web of Science y que reconoce investigadores de corte mundial y su trabajo excepcional en investigación, supone tan solo un 0,5 % del total mundial con 34 investigadores de destaque con la presencia de 20 brasileños, 5 mexicanos, 4 chilenos, 3 argentinos y 2 colombianos.
Los científicos latinoamericanos galardonados con el Premio Nobel, son los argentinos Bernardo Alberto Houssay (1947), Luis Federico Leloir (1970) y César Milstein (1984), el venezolano Baruj Benacerraf (1980) y el mexicano Mario J. Molina (1995).
En América Latina, un campo de la ciencia que está bastante desarrollado es la astronomía, principalmente en Chile. Otros centros se encuentran en Argentina, Brasil, Colombia, México, Venezuela y Puerto Rico (este último con la colaboración de la NASA).
En Costa Rica se desarrolla desde 2005 el motor a plasma, el cual se pretende utilizar en futuras misiones espaciales para facilitar los viajes a mayor distancia y en menor tiempo, así como en otros usos diversos. El proyecto está a cargo del exastronauta de la NASA, el costarricense Franklin Chang Díaz. En 2016, Costa Rica se convirtió en el único país de América —junto con Estados Unidos— en realizar con éxito una descarga de plasma, utilizando para ello un stellarator, dispositivo diseñado por el Laboratorio de Plasmas para Energía de Fusión y Aplicaciones del Instituto Tecnológico de Costa Rica, como parte de una investigación de esta universidad con el objetivo de crear un reactor de fusión que permita convertir el plasma en una fuente alternativa de energía.
La historia de la puesta en órbita de satélites en América Latina es iniciada con los lanzamientos del brasileño BrasilSat en 1985, el mexicano Morelos I y el argentino Lusat 1 en 1990. A partir de entonces, varios países sudamericanos han seguido el ejemplo. Actualmente Brasil cuenta con 17 satélites, Argentina con 10, México con 7, Chile con 2, Venezuela con 2, Bolivia y Colombia con 2, respectivamente.
El crecimiento de la actividad satelital llevó a muchos países latinoamericanos a crear sus agencias espaciales en las últimas décadas:
| Agencia espacial                                                      | Fundación | Sitio web                | País        | Logo |
| --------------------------------------------------------------------- | --------- | ------------------------ | ----------- | ---- |
| Comisión Nacional de Investigación y Desarrollo Aeroespacial (CONIDA) | 1974      | (CONIDA)                 | Perú        |      |
| Comisión Nacional de Actividades Espaciales (CONAE)                   | 1991      | www.conae.gov.ar (CONAE) | Argentina   |      |
| Agencia Espacial Brasileña                                            | 1994      | (AEB)                    | Brasil      |      |
| Agencia Chilena del Espacio (ACE)                                     | 2001      | Sitio web                | Chile       |      |
| Comisión Colombiana del Espacio (CCE)                                 | 2006      | (CCE)                    | Colombia    |      |
| Agencia Bolivariana para Actividades Espaciales                       | 2008      | (ABAE)                   | Venezuela   |      |
| Agencia Boliviana Espacial (ABE)                                      | 2010      | www.abe.bo (ABE)         | Bolivia     |      |
| Asociación Centroamericana de Aeronáutica y Espacio (ACAE)            | 2010      | (ACAE)                   | Costa Rica  |      |
| Agencia Espacial Mexicana (AEM)                                       | 2010      | (AEM)                    | México      |      |
| Instituto Aeroespacial de El Salvador (IAES)                          | 2012      | (ESAI)                   | El Salvador |      |
| Agencia Espacial del Paraguay (AEP)                                   | 2014      | (AEP)                    | Paraguay    |      |

Brasil través de su agencia espacial (AEB) soportada por el polo aeroespacial y tecnológico ubicado principalmente en la región de São José dos Campos con fabricantes de alta tecnología como Embraer o Avibras, ha desarrollado, lanza y produce una serie de vectores espaciales en el Centro Espacial de Alcântara (CEA) desde los Sonda, hoy reemplazados por los VS que contar con decenas de vuelos desde el país u otros como el DLR alemán. También proyectado y construido una serie de satélites de observación y otros fines científicos y ha puesto en vuelo a su primero motor Scramjet desarrollado para el vehículo hipersónico 14-X, lanzado desde el CLA.
Está desarrollando el lanzador VLM-1 que tiene previsto su vuelo inaugural para 2024 o 2025, asimismo ha firmado contratos con empresas privadas como Virgin Orbit para utilización de su infraestructura para lanzamientos espaciales y el vuelo inaugural de una empresa del llamado new space desde el CEA tuvo lugar en marzo de 2023 con el lanzamiento del cohete Hanbit-TLV por parte de Innospace de Corea del Sur.
En la ciudad de brasileña de Campinas se ubica el acelerador de partículas Sirius, con un anillo magnético de 518 metros y 3 GeV de potencia. Brasil también realiza experimentos en el área de fusión nuclear, contando con tres tokamaks (reactores experimentales para el estudio del plasma de fusión) y el INPE opera el ETE (Experimento esférico Tokamak) diseñado y construido en el país.
En el área de Energía nuclear el país cuenta con varios reactores para producción de energía y dominar el ciclo completo de enriquecimiento de uranio que suministra al consumo de su Central nuclear Almirante Álvaro Alberto y ha exportado combustible nuclear para Argentina, para uso en el reactor nuclear Atucha y el reactor modular Carem-25. El país está construyendo su primero submarino nuclear, el SSN Álvaro Alberto, un desarrollo de los submarinos Clase Riachuelo en carrera de producción.
El Brasil tiene tradición en la ingeniería civil con obras de porte como la Represa de Itaipú, Brasília y otras. En el área de biotecnología e ingeniería agronómica, cuenta con empresas de referencia en suelos tropicales como Embrapa, que permitió la expansión de la agricultura en suelos relativamente infértiles del interior del país, permitiendo que el país se convierta en uno de los mayores exportadores de alimentos en el mundo.
El Brasil junto a Argentina son los dos países de Latinoamérica en tener supercomputadoras en la lista Top500 de las 500 mayores supercomputadoras, con 6 equipamientos del tipo en Brasil y 1 en Argentina y la ciencia de Brasil en el período 2011 a 2016 publicó más de 250 000 artículos en la base de datos de Web of Science en todas las áreas del conocimiento, con uno de los mayores crecimientos de producción científica entre todas las naciones, y alcanzó el 11.º puesto entre los productores de conocimiento del mundo, aportando el 2,12 % de los artículos de 183 países.
México ha tenido notorios avances en la ciencia y la tecnología. Según la información proporcionada por Scopus, una base de datos bibliográfica de información científica, el portal web español SCImago colocó a México en el lugar número 28 de una lista internacional, considerando un total de 82 792 publicaciones, y también en el lugar número 34, considerando su puntaje de 134 en el índice h. Los cálculos de ambas evaluaciones corresponden al período 1996-2008.
El 30 de julio de 2010 se publicó el decreto que crea la Agencia Espacial Mexicana (AEM), permitiendo con ello la incursión de México en tecnologías espaciales.
En México, instituciones gubernamentales tales como la Secretaría de la Defensa Nacional (SEDENA) y la Armada de México contribuyen desarrollando microprocesadores, I.A. militar, sistemas computacionales, cohetes y misiles además de diversos dispositivos electrónicos para uso de las Fuerzas Armadas o su venta a otras naciones de Latinoamérica. Cabe destacar que, de acuerdo con el sitio AllBusiness.com. uno de cada cuatro electrodomésticos que se venden en los Estados Unidos son de origen mexicanos.
Argentina logró exitosamente en 2002 la clonación del primer vacuno, convirtiéndola en el primer país latinoamericano y uno de los únicos nueve países del mundo en haber completado esta tarea. El 6 de abril de 2012 se logró la inédita clonación de Rosita ISA, el primer bovino nacido en el mundo al que se le incorporaron dos genes humanos, y que resultará en una leche con lactoferrina humana y lisozima (una proteína y una enzima) con propiedades antibacterianas y antivíricas ideales para el sistema inmunológico de los bebés. Argentina también se ubica entre los cuatro únicos países a nivel mundial (junto a Estados Unidos, Italia y Canadá) en lograr la clonación de caballos de alto valor competitivo.
En energía nuclear Argentina es, junto con Brasil, el país más avanzado en cuanto a producción e investigación través del CNEA con las plantas de Atucha y Embalse además de una serie de reactores de investigación o central nuclear de baja y mediana potencia como el CAREM 25.
En los años 60 y 70, Argentina efectuó experiencias enviando a distintos animales en vuelos suborbitales a bordo de cohetes de elaboración propia, lo que transformó a este país en la cuarta nación en haber enviado animales al espacio, y una de las únicas seis en la actualidad en haberlo hecho, junto a los Estados Unidos, la Unión Soviética, Francia, Japón y China.
En Cuba, la biotecnología se encuentra sumamente desarrollada desde los años ochenta, destacándose centros como el de "Inmunología Molecular", el de "Medicina Tropical", que cuentan con sucursales y empresas mixtas en todo el mundo. La salud pública y sus miembros son un renglón exportable de primer orden, el país además de prestar ayuda gratuita a muchos países subdesarrollados, oferta sus capacitados médicos y equipos a países con niveles más altos de desarrollo.
En Perú Pedro Paulet, es el creador del primer cohete funcional de la historia, antes que los fabricados en Alemania y Estados Unidos.
Venezuela, por su parte, ha formado una agencia espacial propia (ABAE) que pretende dar soporte al Satélite de Telecomunicaciones Simón Bolívar, de intereses prioritariamente gubernamentales. También este país cuenta con uno de los observatorios astronómicos más grande que opera cerca de la línea ecuatorial, ubicándose también entre los más altos en relación con el mar. Construido a mediados de los 50, es uno de los puntos de observación astronómica más importantes del país, y también es referido comúnmente como el Astrofísico de Mérida. En cuanto a asuntos científicos, Venezuela impulsa estudios locales sobre la energía atómica con fines principalmente médicos, y para la generación de electricidad.

### Cooperación científica regional
La operación Angicos desde el Centro de Lanzamiento de Barrera del Infierno en 2007 fue la primera misión espacial conjunta entre Brasil y Argentina, un cohete VS-30 voló a una altitud de 121 kilómetros donde se llevaron a cabo experimentos científicos argentinos y también el uso de un sistema de rastreo GPS brasileño.
Brasil y Argentina construirán conjuntamente el radiotelescopio Long Latin American Millimeter Array (Llama) que se instalará en la provincia de Salta, en los Andes argentinos. El posicionamiento del Llama, a 150 kilómetros del Atacama Large Millimeter Array (ALMA), le permitirá operar también como una antena más para el observatorio europeo ubicado en Chile.
El satélite argentino ARSAT-1 pasó por una campaña de prueba que duró ocho meses en las instalaciones del Laboratorio de Integración y Pruebas (LIT) del Instituto Nacional de Investigación Espacial del Brasil (INPE) en São José dos Campos. Fue el equipo más grande en volumen y masa, aproximadamente tres toneladas cuando se carga con combustible, jamás probado en Brasil.
El SABIA-Mar de Satélites Argentino-Brasileños para Información Ambiental del Mar sería una futura constelación de satélites argentina brasileña para estudio de la biósfera oceánica.
Los reactores nucleares de investigación y radiofármacos RMB brasileño y AR-10 argentino se consideran gemelos, construidos en cooperación entre la CNEA argentina y la Comisión Nacional de Energía Nuclear de Brasil con proyecto de ingeniería a cargo de INVAP.
Acuerdo de cooperación Brasil-Colombia a se desarrollar en áreas como la observación terrestre, desarrollo, montaje, prueba y operación de satélites y uso compartido de la infraestructura científica y tecnológica entre los dos países.
Chile y Brasil son miembros del consorcio PLATO, misión propuesta por la ESA que busca colocar en órbita un observatorio espacial de búsqueda de exoplanetas, estimándose su lanzamiento aproximadamente en 2026.

## Derechos humanos

### Derechos de la mujer
Hoy en día la mayoría de los países de América Latina reconocen el derecho de las mujeres a la salud, al trabajo, ocupación de cargos superiores, políticos, etc., e incluso se castiga el maltrato con sanciones severas. Otros derechos que también han sido reconocidos son tanto el de formar parte del ejército como el de realizar el servicio militar, aunque en este caso cabe aclarar que en países como Costa Rica y Panamá no tienen ejército.
Es importante ver que las mujeres han avanzado en sus derechos y obtener una igualdad con el hombre; sin embargo, se sigue viendo desigualdad al ocupar puestos de mando, como la presidencia, quienes lo han logrado solo son unas cuantas. Además, el tema de la brecha salarial es uno de los más abordados al ser una de las regiones con más desigualdad, y el aborto, que al inicio del siglo XXI apenas se ha legalizado en varios países.

### Derechos del niño y adolescente
Se refiere a los derechos a la educación, así también a la vestimenta, alimentación y protección contra maltratos. En esta región algunos niños o jóvenes adolescentes son víctimas de los maltratos, explotación, pedofilia o acoso sexual. Algunos países ya tipifican leyes para sancionar estas prácticas motivadas por el maltrato y la discriminación. Existen sistemas de educación gratuita a la que concurre la mayor parte de los estudiantes, que en estos países no cuenta con altos recursos económicos. También existen establecimientos privados que solo son accesibles a las familias de mayores recursos. El mismo escenario se repite para las universidades. Cuba es en el único país que no cuenta con instituciones privadas y su población accede a los derechos educacionales de manera gratuita.

### Derechos de los trabajadores
Esto se refiere a la protección de los empleos de las personas. La mayoría de los países disponen de leyes que protegen a los empleados contra los despidos injustos y la explotación, además de garantizar la formación de sindicatos.

### Derechos de los pueblos originarios
Se refiere al derecho los pueblos indígenas, como también de los descendientes de África. Debido a que el racismo todavía es fuerte, algunos países han reconocido sus derechos como es el caso de Bolivia así también en Cuba, Venezuela y especialmente Colombia donde su protección es de carácter constitucional. Se trata de que en estos pueblos sean reconocidos todos sus derechos como ciudadanos, y que puedan formar parte de la política.

### Diversidad sexual

Situación legal de la homosexualidad:
Prácticas homosexuales legales
Matrimonio homosexual
Uniones civiles
Sin uniones civiles
Reconocimiento de matrimonios homosexuales realizados en otros países
Prácticas homosexuales ilegales
Pena menor
Pena mayor
Cadena perpetua

Las prácticas homosexuales son legales en todos los países en esta región. El último país en despenalizarlas fue Nicaragua, dejando de considerar delito la homosexualidad en el código penal que entró en vigor en el 2008.
Aun siendo fuerte la homofobia y demás formas de odio contra las disidencias sexuales, las sociedades latinoamericanas han reducido los niveles de discriminación en la población y los legisladores y gobiernos han conseguido que América Latina sea uno de los lugares con las legislaciones más tolerantes y progresistas del mundo. La mayoría de los países tienen legislación contra la discriminación por orientación sexual, entre estos estados están Argentina, Bolivia, Brasil, Chile (Ley "Zamudio" Antidiscriminación promulgada el 2012), Colombia, Costa Rica, Cuba, Ecuador, México, Panamá, Perú, Uruguay, así como Venezuela y Puerto Rico (en algunos aspectos), y todas las dependencias francesas del Caribe.
Argentina, Brasil, Chile, Colombia, Costa Rica, Cuba, Ecuador, México, Puerto Rico y Uruguay son los únicos países de América Latina en donde el matrimonio entre parejas del mismo sexo es legal como así también los derechos a la adopción como cualquier pareja heterosexual en todo el territorio. Los países de la región que han aprobado leyes que permiten la unión civil para parejas homosexuales, en todo su territorio son: Colombia (2007), Uruguay (2008), Ecuador (2008) y Bolivia (2020). Existen leyes de unión civil regionales en México, y Brasil. En Uruguay se adquieren derechos de unión civil tras 5 años de convivencia. Chile se convirtió en enero de 2015 en el séptimo país sudamericano que establece la unión civil para las parejas homosexuales luego de que el Senado aprobara el Acuerdo de Unión Civil (AUC), mientras tanto Honduras ha prohibido el matrimonio homosexual.
En 2003 la ciudad de Buenos Aires se convierte en la primera ciudad latinoamericana en permitir la unión civil de parejas homosexuales. El 4 de marzo de 2010, la Asamblea de Representantes del Distrito Federal en donde se asienta la Ciudad de México emitió una ley que permite el matrimonio entre personas del mismo sexo, así como la posibilidad de que dichas parejas adopten hijos, siendo esta la primera ciudad de Latinoamérica en permitirlo bajo la forma de matrimonio. Unos meses después el 15 de julio de 2010, Argentina legalizó el matrimonio entre personas del mismo sexo en todo su territorio, convirtiéndose en el primer país de la región en legalizarlo.
Además, persisten algunas discriminaciones en la legislación, como la prohibición de servir en el ejército, la policía y todo estamento de seguridad en Panamá.
Argentina, además de ser el primer país de la región en promulgar la ley de matrimonio homosexual, el 24 de mayo de 2012 se convirtió en la primera Nación del mundo en promulgar la Ley de Identidad de Género. Dicha norma establece que toda persona puede ser identificada en el DNI con el género que desee, sin necesidad de operarse. Además, las obras sociales y prepagas deberán cubrir las intervenciones de cambio de sexo, convirtiendo así a Argentina en uno de los países con más reglamentaciones a favor de los derechos de la diversidad sexual en el mundo.
La homosexualidad en América Latina también incluye a las lesbianas, bisexuales y transexuales englobados en el mismo término (LGBT). A pesar de que todavía en la actualidad la gran mayoría de los latinoamericanos profesan el cristianismo (principalmente católicos y protestantes), se han hecho intentos por la lucha de la igualdad y contra las actitudes homofóbicas que han dado éxito y la aceptación por la orientación sexual ha crecido gradualmente desde finales de la década de 1990.
Argentina fue el primer país en hacer vigente el matrimonio entre las personas del mismo sexo, y en pocos años esto se logró hacer vigente en Brasil, Uruguay, Colombia, Ecuador, y Costa Rica, Chile y Cuba
México ha tenido un paulatino proceso por la igualdad sexual debido a la fuerte oposición de los seguidores del cristianismo. A pesar de eso, en marzo de 2010 y unos meses antes de la legalización del matrimonio igualitario en Argentina, la Ciudad de México se convirtió en la primera ciudad de América Latina en legalizar el matrimonio entre las personas del mismo sexo y según una encuesta del Pew Research Center, alrededor del 61 % de mexicanos tienen una opinión positiva acerca de los matrimonios del mismo sexo, esto contrasta con otras fuentes que dicen que más de la mitad de la población se opone a dicho matrimonio. Desde 2022 el matrimonio igualitario esta legalizado en todo el país.
En Puerto Rico sí hay leyes que facilitan el casamiento entre parejas del mismo género, teniendo también a uno de los artistas LGBT más destacados de la región, Ricky Martin, y los matrimonios sí se pueden llevar a cabo en las iglesias sin alguna controversia.
En el caso de Venezuela, existen algunas leyes que avalan contra toda forma de discriminación por orientación sexual. Los homosexuales aún no gozan de los mismos derechos y protecciones que el resto de los ciudadanos, enfrentando dificultades en sus vidas. Tanto la actividad sexual entre personas del mismo sexo, ya sean parejas masculinas o femeninas es legal, pero las parejas del mismo sexo y las familias homoparentales no disfrutan de las mismas protecciones legales disponibles para las parejas heterosexuales. En el ejército venezolano, la homosexualidad anteriormente los ciudadanos que prestaban su servicio militar, no podían expresar abiertamente su orientación sexual. Según el Código Orgánico de Justicia Militar de Venezuela, castigaba con hasta tres años de cárcel y despido las relaciones sexuales consensuadas entre personas del mismo sexo parte de las fuerzas armadas, situación similar que ocurre actualmente en países de la región como Guatemala, Honduras, Nicaragua y República Dominicana. En 2023 el ejército venezolano legalizó la homosexualidad, donde fue abordado en la última visita del Alto Comisionado de Derechos Humanos de Naciones Unidas. Aunque la donación de sangre por parte de las personas homosexuales, aún sigue restringida en este país sudamericano.
En El Salvador, Guatemala, Honduras, Nicaragua, Perú, Paraguay y República Dominicana todavía hay discriminación en contra de las personas LGBT, aunque la homosexualidad es legal pero todavía no hay unión civil. En el caso de Panamá, a pesar de ser el último país de la región en despenalizar la homosexualidad, el nivel de tolerancia está aumentando gracias a las campañas de sensibilización. No obstante, el colectivo LGBT aún es objeto de discriminación por algunos sectores de la sociedad.
Por último, en Belice, Haití, Jamaica y Surinam sí existen fuertes sanciones contra las personas LGBT, mientras que en Cuba, a pesar de que el matrimonio entre personas del mismo sexo es legal desde 2022, aún persiste una discriminación aguda sin penalización.
| País                 | % de aceptación de los LGTBQ+ |
| -------------------- | ----------------------------- |
| Argentina            | 74                            |
| Bolivia              | 21                            |
| Brasil               | 60                            |
| Chile                | 68                            |
| Colombia             | 40                            |
| Costa Rica           | 45                            |
| Ecuador              | 17                            |
| El Salvador          | 10                            |
| Guatemala            | 12                            |
| Honduras             | 12                            |
| México               | 61                            |
| Nicaragua            | 16                            |
| Panamá               | 23                            |
| Paraguay             | 15                            |
| Perú                 | 25                            |
| República Dominicana | 55                            |
| Uruguay              | 62                            |
| Venezuela            | 30                            |

## Defensa
Las fuerzas armadas de la región son generalmente de mediano y gran tamaño, con ejércitos profesionales dotados en su generalidad de moderno equipamiento y munición. Estos ejércitos están especializados sobre todo en misiones de paz de las Naciones Unidas, y en realización de tareas conjuntas con otros ejércitos del continente o del mundo.
Los países con tropas más numerosas son Colombia 2 140 000 (450 000 permanente, 1 450 000 de reserva y 240 000 de fuerza paramilitar), Brasil con 1 667 710, Venezuela con 1 143 577, México con 707 405 y Argentina con 581 240. Por otro lado, en materia de superioridad tecnológica la situación varía, habiendo realizado los ejércitos de Chile, Venezuela, Argentina, Brasil y Colombia mayormente, adquisiciones para modernizar su equipamiento. Algunos países carecen de ejército, como Costa Rica y Panamá, sin embargo destinan sus recursos económicos a otros sectores.
Países como Argentina, Brasil, México, Colombia y Chile mantener una capacidad de producción local de armamentos. En el caso brasileño una parte de su material de defensa es fabricado localmente a través de industrias como Embraer, Avibras, AMRJ y otros que, además, son exportados también para otros países. Son hechos en el país las fragatas Clase Niterói, submarinos Clase Tupi y Clase Riachuelo, aviones de transporte como el Embraer C-390 Millennium, entrenamiento Embraer EMB 314 Super Tucano y ataque A-1 AMX. También material de tierra como el Fusil IMBEL IA2, blindados VBTP-MR Guaraní, lanzacohetes múltiple Astros II además de municiones como bombas, misiles y cohetes. Por su parte, Argentina produce los aviones IA-63 Pampa, Pucará Fénix e IA-100 Malvina en la Fábrica Argentina de Aviones. En nivel de tierra Argentina fabrica municiones de diversos calibres y vehículos como son los 4x4 VLEGA Gaucho, Lanzacohetes múltiple SLAM Pampero y CP-30, entre otros.
El servicio militar se mantiene obligatorio para los varones en Bolivia, Brasil, Colombia, Cuba, México, Chile, Paraguay, siendo voluntario para las mujeres. Es voluntario, sin discriminación de sexo, en países como Argentina, Ecuador, El Salvador, Honduras, Nicaragua, Perú, República Dominicana, Uruguay y Venezuela.
La Argentina y Brasil han sido los únicos países en América Latina en haber poseído portaaviones: el ARA Independencia y el ARA Veinticinco de Mayo de la Armada Argentina, y el NAeL São Paulo y el NAeL Minas Gerais (A-11) de la Marina de Brasil, actualmente la fuerza opera el NAM Atlântico (A140) como buque portaaeronaves.
En el campo de la energía atómica, solo Argentina, México y Brasil han estado al borde de la fabricación de armas nucleares. De concretarse el prototipo de una bomba nuclear de tipo implosión de plutonio en los años 70 por parte de Argentina, se habría desatado una carrera armamentista con Brasil. Finalmente, en 1991 los parlamentos de Argentina y Brasil ratificaron un acuerdo de inspección bilateral que creó la Agencia Brasileño-Argentina de Contabilidad y Control de Materiales Nucleares (ABACC) para supervisar que la energía nuclear de ambas naciones se produzca para fines pacíficos. Posteriormente, la Argentina ratificó el Tratado de No Proliferación Nuclear en 1995 y Brasil en 1998.
Por otro lado, Argentina, Brasil y México son las únicas naciones latinoamericanas dotadas de centrales nucleares para enfrentar la gran demanda energética de sus industrias: Atucha I, Atucha II y Embalse en Argentina, Angra I y Angra II en Brasil y Laguna Verde en México.

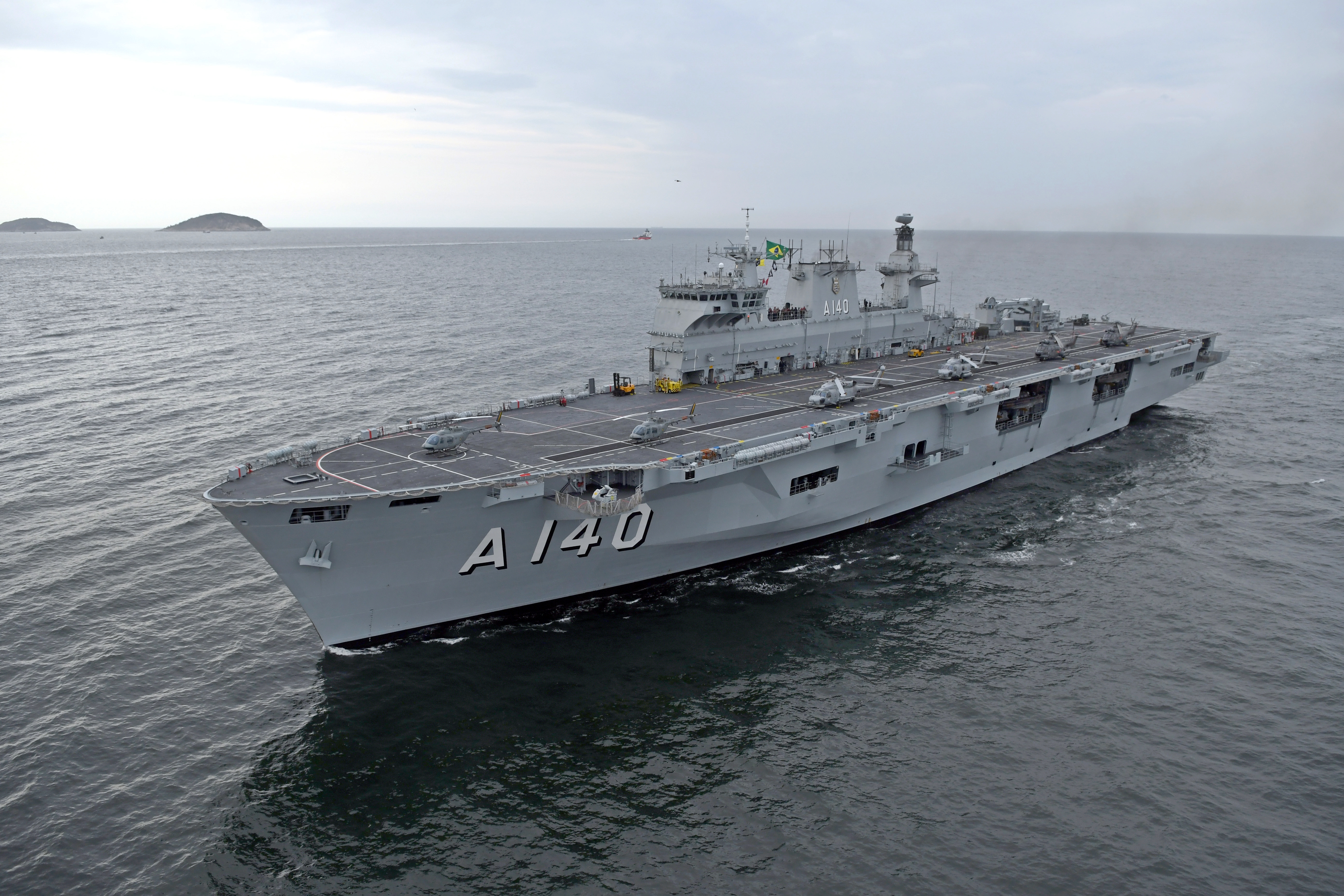
Portahelicópteros NAM Atlântico (A140) de la Marina de Brasil.
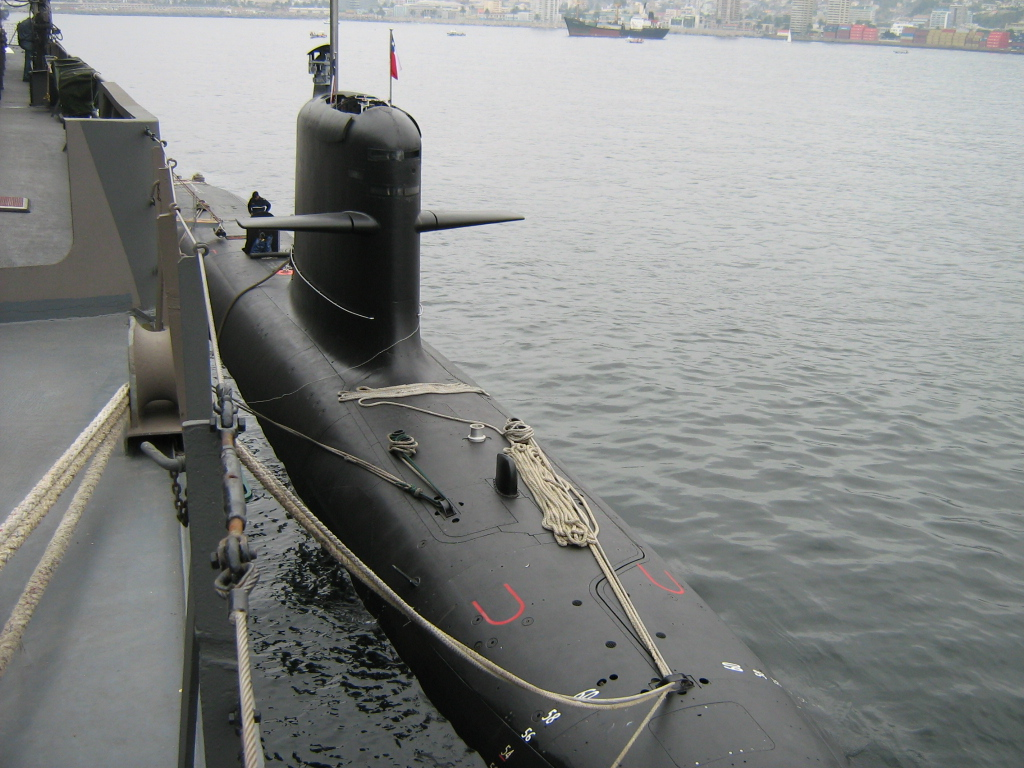
Submarino Clase Scorpène de la Armada de Chile.
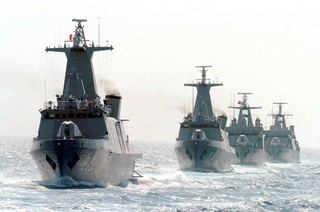
Patrullero Clase Sierra de la Armada de México construidos en Tampico y en Salina Cruz México.
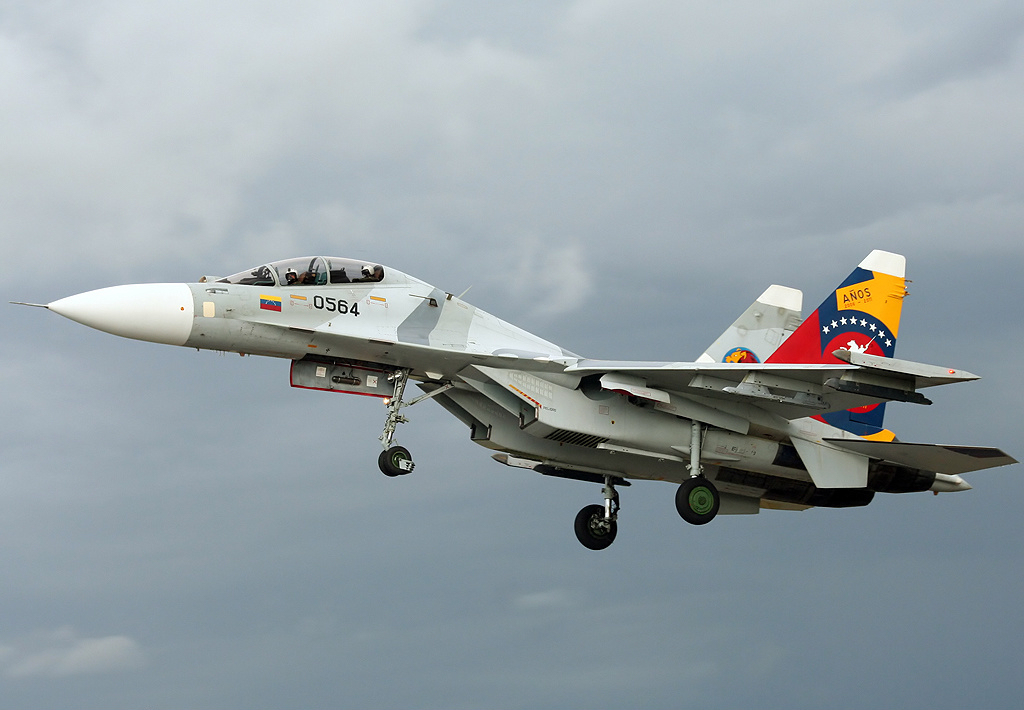
Avión de caza Sukhoi Su-30 de la Fuerza Aérea Venezolana.
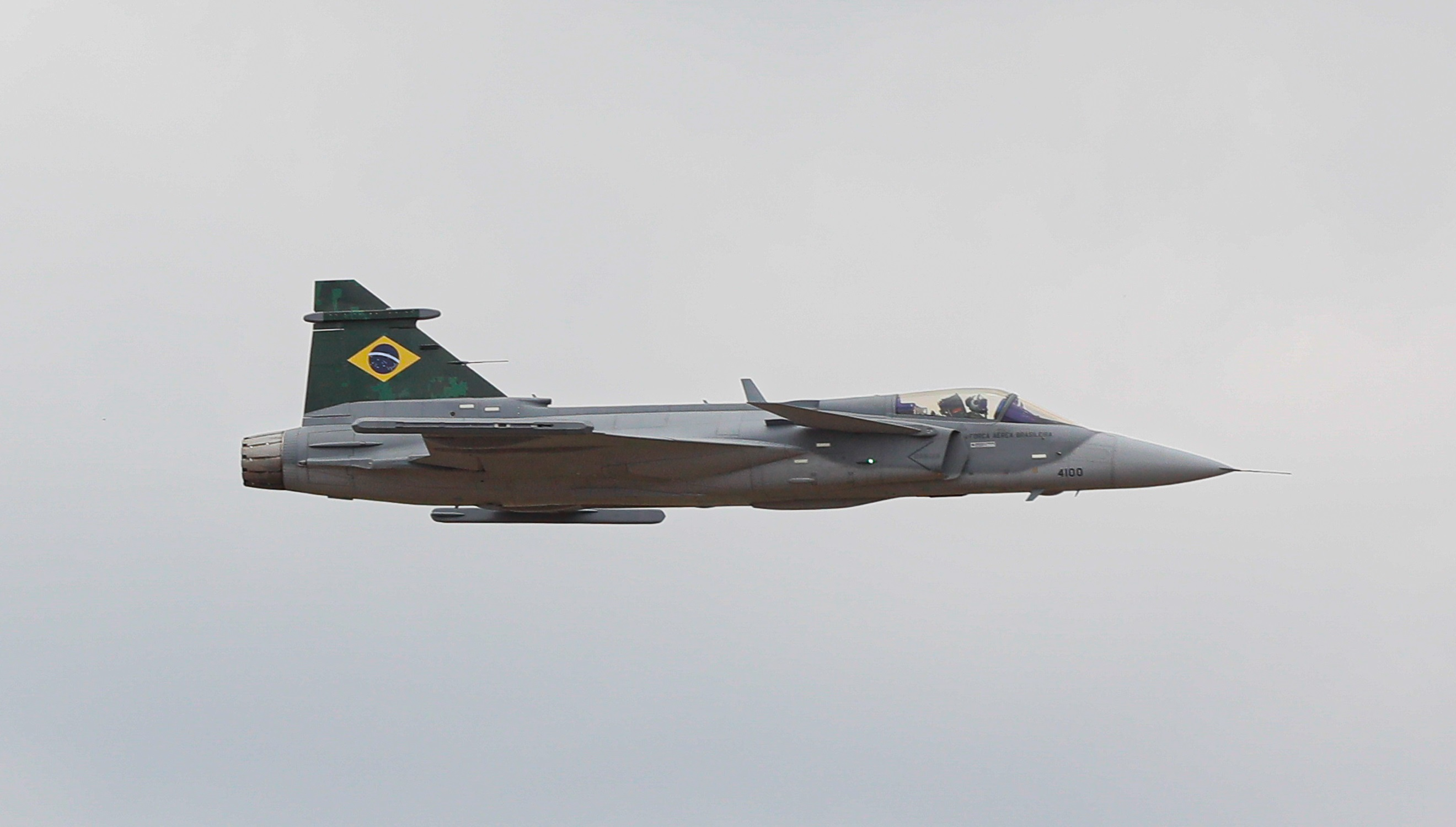
Avión de caza Gripen F-39E de la Fuerza Aérea Brasileña.
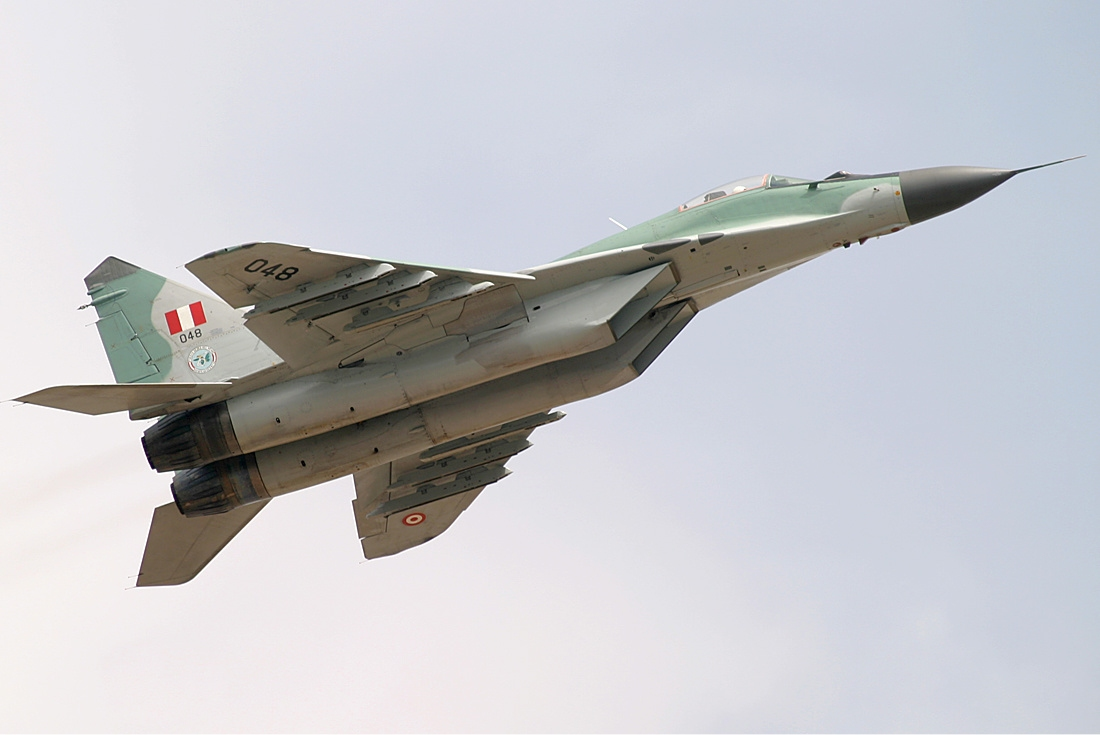
Avión de caza MiG-29SE de la Fuerza Aérea del Perú.
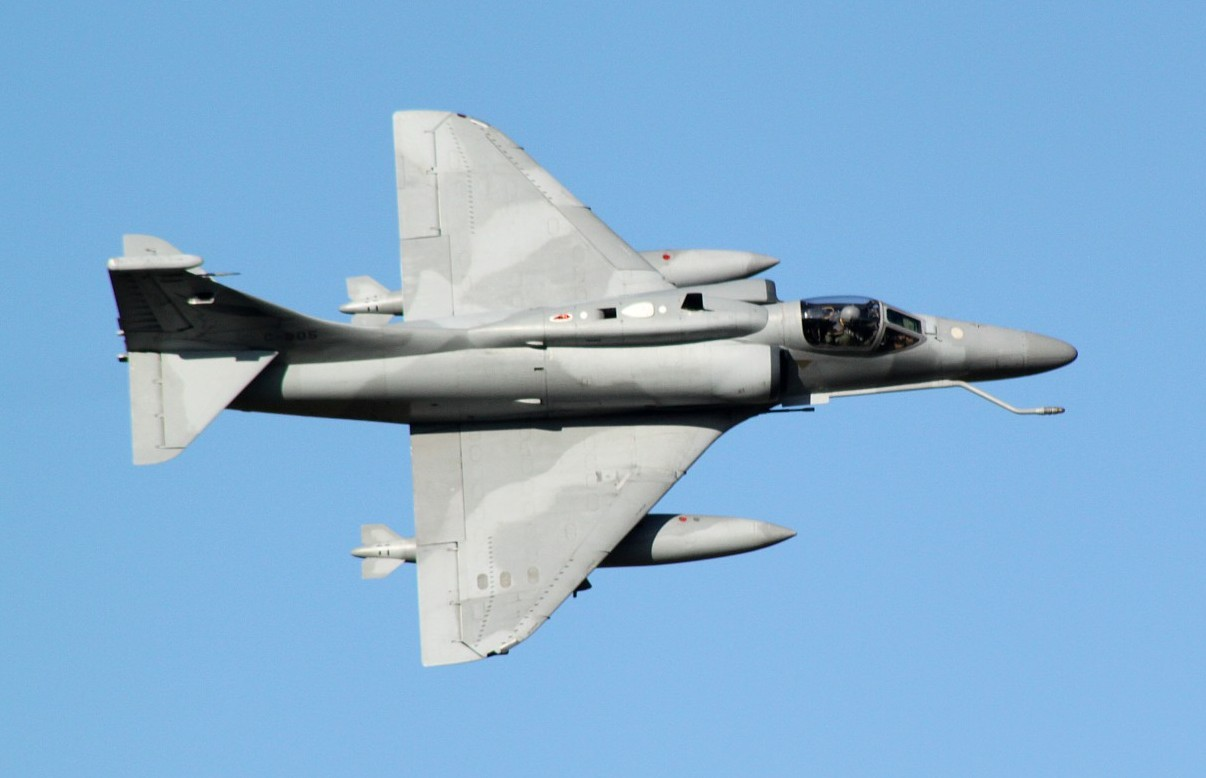
Avión de combate A-4AR Fightinghawk de la Fuerza Aérea Argentina.
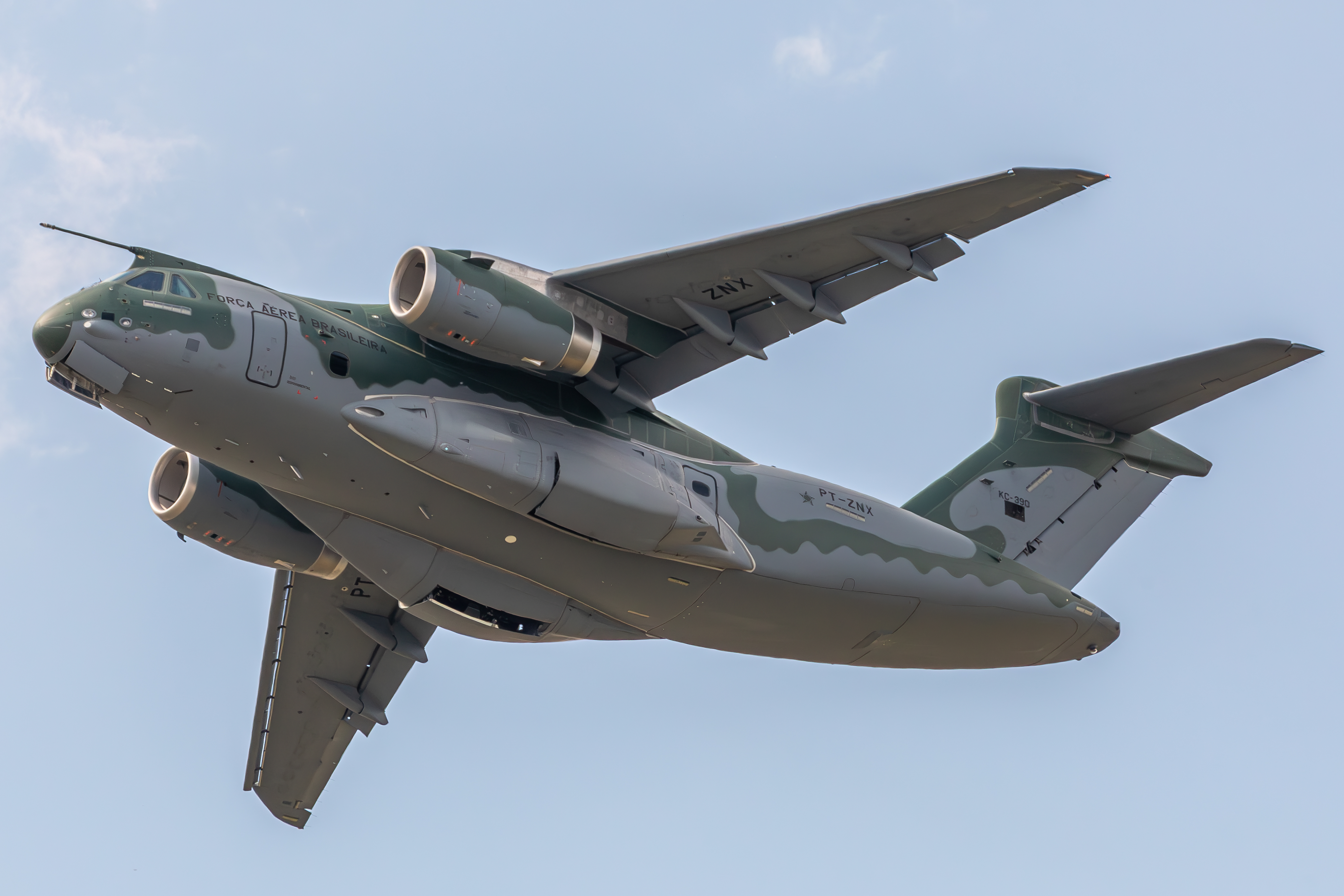
Avión de transporte mediano KC-390 de la FAB.
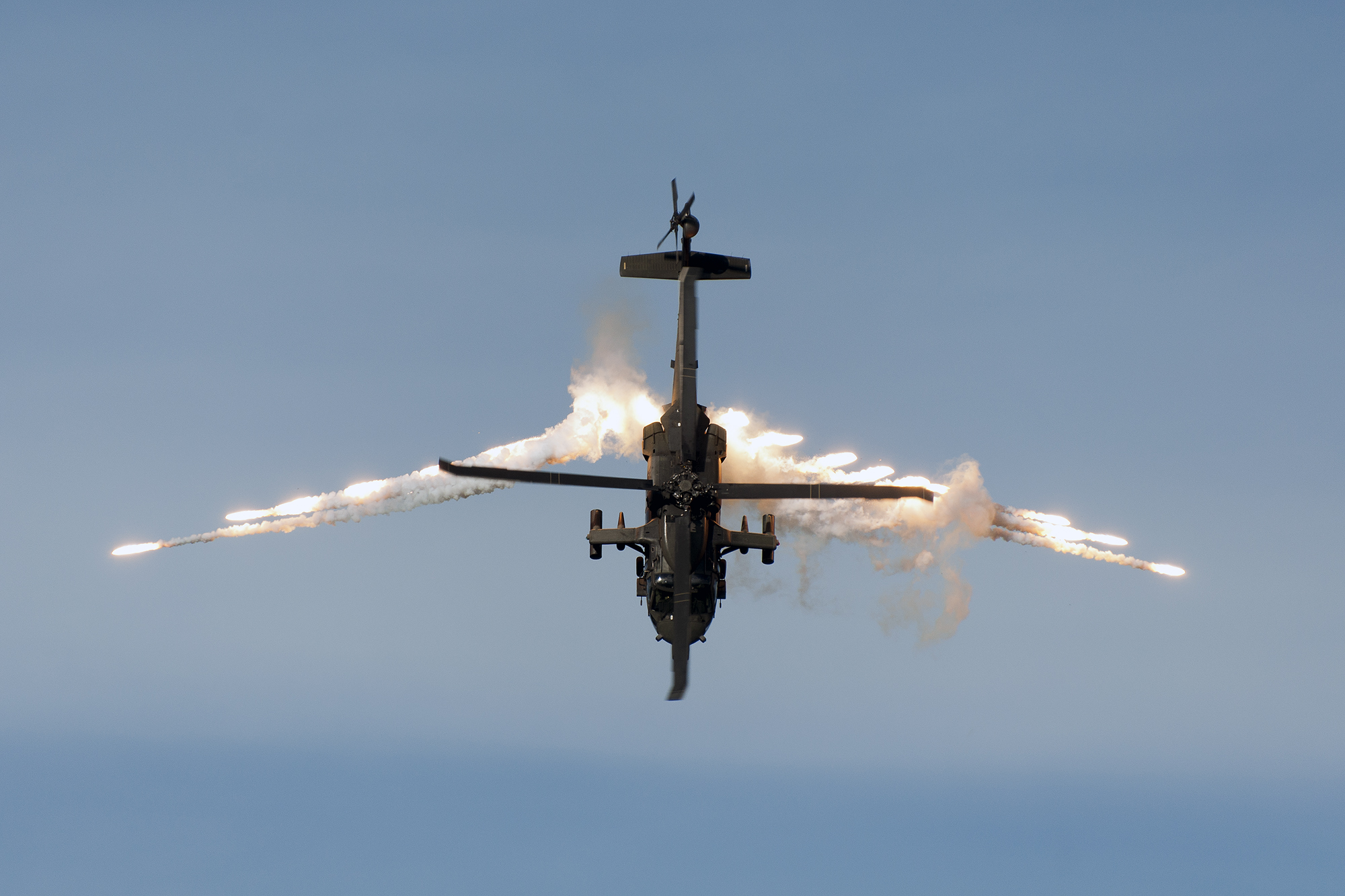
Helicóptero Black Hawk de la Fuerza Aérea Colombiana.
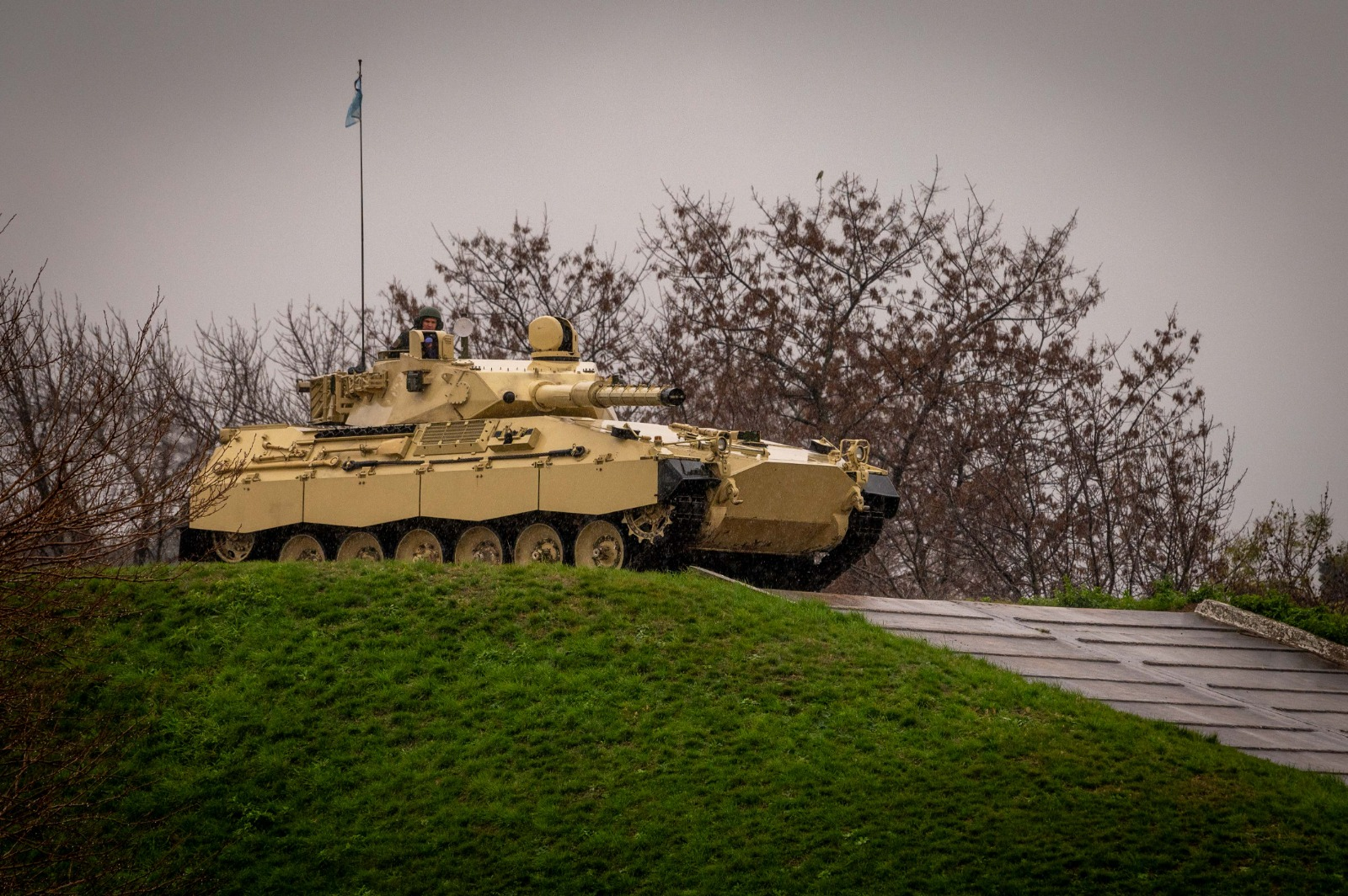
MBT TAM 2C-A2 del Ejército Argentino
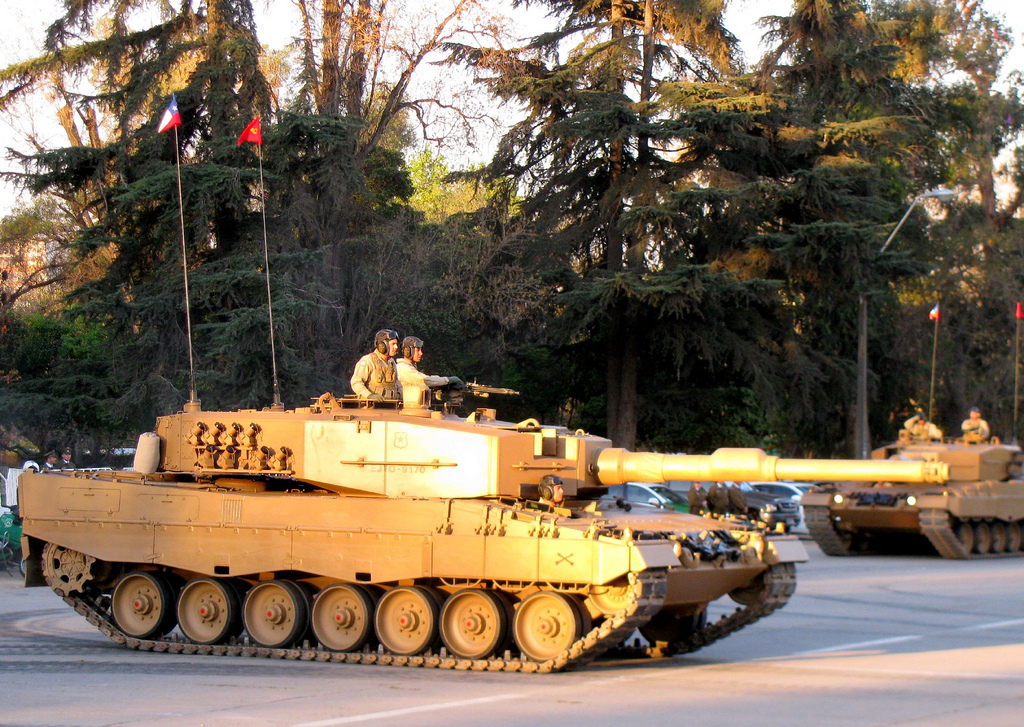
MBT Leopard 2 del Ejército de Chile.
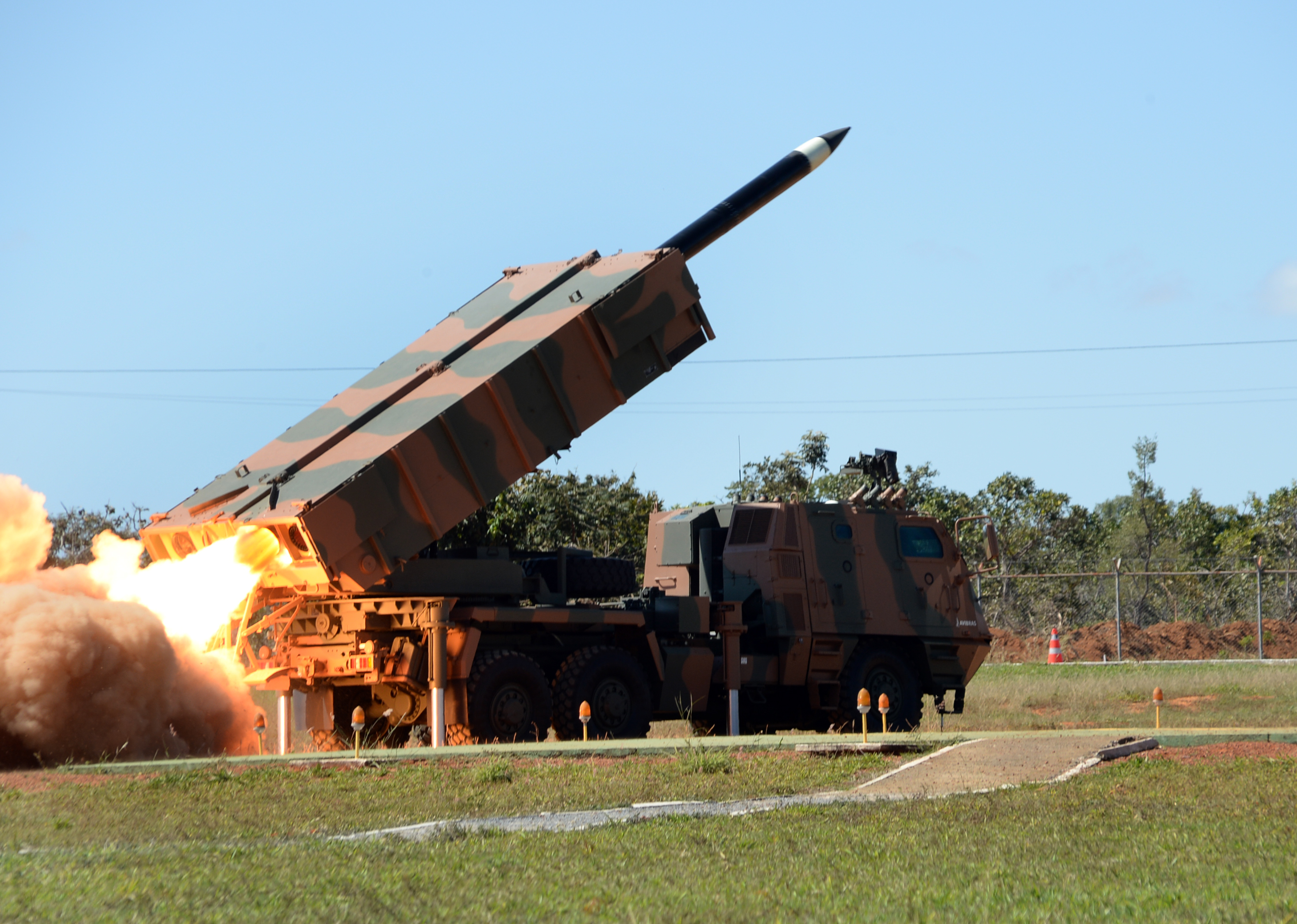
Lanza cohetes y misiles Astros 2020 del Ejército de Brasil.